# Alexander
Alexander ist ein männlicher Vorname.

## Herkunft und Bedeutung
Bei Alexander handelt es sich um die latinisierte Variante des griechischen Namens Ἀλέξανδρος Aléxandros. Dieser setzt sich aus ἀλέξειν aléxein „schützen“, „verteidigen“ und ἀνήρ anēr „Mann“ zusammen, und lässt sich mit „Männer verteidigend“, „Männer (be-) schützend“ übersetzen.
Gelegentlich wird diese Herleitung als sekundär angesehen und die Herkunft des Namens in Kleinasien verortet.

## Verbreitung

### Antike und Mittelalter
Der früheste Beleg für den Namen ist Homers Ilias, in der Paris mit diesem Namen genannt wird. Hyginus nennt ihn Alexander Paris. Möglicherweise ist der hethitische Name des Königs Alakšandu von Wiluša aus dem 13. Jh. v. Chr. mit dem griechischen Namen Ἀλέξανδρος Aléxandros gleichzusetzen. In diesem Fall wäre Alexander einer der ältesten, noch heute verbreiteten Namen.
In der postklassischen Zeit war der Name sehr verbreitet. Dies ist wohl auf Alexander den Großen zurückzuführen, um den sich zahlreiche Legenden rankten, die im Mittelalter in Alexanderromanen verbreitet wurden.

### Deutscher Sprachraum
In Deutschland ist der Name Alexander [a.lɛ.ˈksan.dɐ] schon lange verbreitet. Eine aus wissenschaftlicher Sicht unzureichende Auswertung sieht den Namen im Spätmittelalter auf Rang 71 der Vornamenscharts. Auch zu Beginn des 20. Jahrhunderts zählte er zu den 100 beliebtesten Jungennamen, erreichte jedoch keine Top-Ränge. Ende der 1930er und Anfang der 1940er Jahre sank seine Popularität, sodass er zeitweise die Top-100 der Vornamenscharts verließ. Mitte der 1940er Jahre stieg seine Popularität rapide an. Seitdem zählt er fast durchgängig zu den 50 beliebtesten Jungennamen. Mitte der 1980er und in den 1990er Jahren zählte er zu den Toppnamen. Seitdem sank seine Popularität wieder. Im Jahr 2023 belegte er Rang 38 der Hitliste. Dabei wird er vor allem in Bayern gewählt. Als Zweitname erfreut sich Alexander großer Beliebtheit. Seit der Differenzierung in Erst- und Folgenamen im Jahr 2013 stand Alexander durchgängig an der Spitze der Hitliste der beliebtesten Folgenamen. Zuletzt kamen auf eine Nutzung als Rufnamen 1,53 Verwendungen als Folgename, sodass Alexander auf Rang 8 der Gesamtliste stand. Die größte Differenz zwischen Erst- und Folgenamen betrug ein Verhältnis von 1:4,13 im Jahr 2015.
Der Name Alexander hat sich in Österreich unter den beliebtesten Jungennamen etabliert. Seit Beginn der Aufzeichnungen in 1984 stand er als niedrigste Platzierung auf Rang 15 der Hitliste. Mit Rang 3 erreichte er seine höchste Platzierung im Jahr 1997. Zuletzt stand er auf Rang 14 der Vornamenscharts (Stand 2022). Der Name wurde von 1984 bis 2022 rund 33.900 Mal vergeben.
In der Schweiz wird Alexander seit den 1930er Jahren alljährlich bei der Namenswahl berücksichtigt. Seit Ende der 1960er Jahre hat sich der Name in der Liste der beliebten Namen etabliert. Von 1930 bis 2022 wurden rund 14.600 Jungen so genannt. Zuletzt belegte er Rang 56 der Hitliste (Stand 2022).
Der Name kommt nachweislich auch in der Namensgebung von Liechtenstein vor.

### Englischer Sprachraum
Bereits im ausgehenden 19. Jahrhundert zählte der Name Alexander [ˌæl.ɨɡ.ˈzæn.dəɹ] in den Vereinigten Staaten zu den beliebtesten Jungennamen. In den 1920er Jahren sank die Popularität, jedoch blieb er geläufig. Im Jahr 1951 verließ er die Top-200 der Vornamenscharts und erreichte acht Jahre später mit Rang 234 seinen Tiefpunkt. Danach gewann er kontinuierlich an Beliebtheit. Im Jahr 1977 erreichte er erneut die Top-100 der Vornamenscharts. Seit 2008 fand er sich zehnmal unter den 10 meistgewählten Jungennamen. Zuletzt stand er auf Rang 17 der Hitliste.
In Kanada zählte Alexander bereits zu Beginn des 20. Jahrhunderts zu den beliebtesten Namen. Zwar sank seine Popularität in den 1950er und 1960er Jahren, dennoch blieb er verbreitet. Als schlechteste Platzierung erreichte er im Jahr 1969 in den Vornamenscharts Rang 92. In den 1980er Jahren gewann er erneut an Popularität. Von 1993 bis 2014 zählte er lediglich mit Ausnahme des Jahres 2007 zur Top-10 der Vornamenscharts. Im Jahr 2019 belegte er Rang 16 der Hitliste.
Ein ähnliches Bild zeigt sich auch in Neuseeland. Hier verließ der Name Ende der 1960er und Anfang der 1970er Jahre immer wieder die Top-100 der Vornamenscharts. Ab Mitte der 1980er Jahre nahm die Popularität des Namens zu. Mit Rang 13 erreichte der Name seine höchste Platzierung im Jahr 2014. Zuletzt sank seine Beliebtheit stark, sodass er im Jahr 2022 auf Rang 42 stand.
In Australien hat sich der Name unter den 100 meistgewählten Jungennamen etabliert. Seit den 1970er Jahren gewann er an Popularität. Mit Ausnahme der Jahre 1997 und 1999 zählte er zur Top-20 der Vornamenscharts und erreichte dabei mehrfach die Top-10. Im Jahr 2022 belegte er Rang 18 der Hitliste.
Auch im Vereinigten Königreich zählt Alexander zu den beliebtesten Jungennamen. In England und Wales hat er sich unter den 30 beliebtesten Jungennamen etabliert. Im Jahr 2021 stand er auf Rang 27 der Hitliste. In Schottland zählte Alexander [ˈalɛksandər] bis 1960 zur Top-10 der Vornamenscharts. Danach sank seine Popularität, obwohl der Name weiterhin zu den 40 beliebtesten Jungennamen zählte. Nach der Jahrtausendwende wurde der Name wieder häufiger vergeben. Von 2011 bis 2021 zählte er mit Ausnahme des Jahres 2019 zur Top-10 der Vornamenscharts. Im Jahr 2022 belegte er in der Hitliste Rang 14. In Nordirland wird der Name etwas seltener vergeben, ist jedoch auch hier beliebt. Zuletzt stand er auf Rang 47 der Vornamenscharts (Stand 2022).
Alexander zählt in Irland zu seit 1992 zu den 100 meistgewählten Jungennamen. Im Jahr 2022 belegte der Name 40 der Hitliste.

### Weitere Länder
Obwohl der Name Alexander [a.leɣ̞ˈsãn̪.d̪eɾ] in Spanien zwar ab den 1970er Jahren geläufig wurde, zählte er nie zu den beliebtesten Jungenname. In Chile dagegen hat sich der Name in der Top-100 etabliert und erreichte im Jahr 2021 in den Vornamenscharts Rang 63. Im selben Jahr stand er in Mexiko auf Rang 11 der Hitliste.
In Italien ist der Name Alexander geläufig, erreichte jedoch nie die Top-100 der Vornamenscharts.
Auch in Tschechien ist der Name Alexander [ˈalɛksandr̩] geläufig und erreichte immer wieder die Hitliste der 100 beliebtesten Jungennamen. Im Jahr 2016 belegte er Rang 94 der Vornamenscharts. In Ungarn ist der Name Alexander [ˈɒ.lɛk.sɒn.dɛr] verbreitet. Wiederholt zählte er zur Top-100 der Vornamenscharts. Im Jahr 2022 belegte er Rang 99 der Hitliste. Ein ähnliches Bild zeigt sich in Polen. Hier stand Alexander im Jahr 2023 auf Rang 102 der Hitliste. Der Name ist seit Anfang der 1990er Jahre in Slowenien anzutreffen, er wird aber recht selten vergeben.
In Belgien hat sich der Name unter den 100 beliebtesten Jungennamen etabliert. Seine bislang einzige Top-20-Platzierung erreichte er im Jahr 2016. Sechs Jahre später belegte er Rang 44 der Vornamenscharts. Auch in den Niederlanden ist der Name Alexander [aː.lɛk.ˈsɑn.dər] verbreitet. Er wird von 1930 bis heute regelmäßig bei der Namensgebung berücksichtigt. Besonders beliebt war er Ende der 1960er bis Mitte der 1980er Jahre. Von 1930 bis 2022 wurde der Name circa 31.600 Mal vergeben. Zuletzt stand er auf Rang 88 der Hitliste (Stand 2023). In Frankreich kommt Alexander seit den 1950er Jahren jedes Jahr in den Vornamenscharts vor, jedoch ist der Name nicht sonderlich beliebt. Von 1930 bis 2022 wurden 2.600 Jungen so genannt.
Der Name Alexander [ˈalɛksandər] hat sich in Dänemark unter den 50 beliebtesten Jungennamen etabliert. In 2011 und 2013 erreichte er die Top-10 der Vornamenscharts. Seitdem sank die Popularität des Namens, sodass er in 2022 auf Rang 34 der Hitliste stand. In Norwegen wird der Name nachweislich seit dem Jahr 1880 vergeben. Alexander stieg im Jahr 1973 in die Top-100 der Vornamenscharts auf. Von 1985 bis 1992 und von 2004 bis 2013 (Ausnahme: 2008) zählte der Name zu den 20 beliebtesten Jungennamen. Seitdem verlor er an Popularität, sodass er im Jahr 2022 auf Rang 82 der Vornamenscharts stand. In Schweden zählte Alexander [a.lɛ́k.ˈsan.dɛr] bis 2019 zur Top-10 der Vornamenscharts. Zuletzt sank seine Beliebtheit. Im Jahr 2022 belegte er Rang 35 der Hitliste. In Island zählt Alexander [ˈaː.lɛk.san.tɛr] zu den beliebtesten Jungennamen im Jahr 2016 stand er an der Spitze der Vornamenscharts. Zwischen 2000 und 2020 befand sich der Name in den Top-100 auf den Färöer Inseln.

## Varianten

### Männliche Varianten
- Albanisch: Aleksandër/Aleksandri
  - Diminutiv: Sandër/Sandri, Sandro/Sandroja
- Amharisch: እስክንድር Eskender, Eskinder
- Arabisch: إسكندر ʾiskandar
- Armenisch: Ալեքսանդր Aleksandr
- Belarusisch: Аляксандр Aljaksandr
- Bosnisch: Aleksandar
  - Diminutiv: Sašo
- Bulgarisch: Александър Aleksandar
  - Diminutiv: Сашо Sascho
- Dänisch: Aleksander
  - Diminutiv: Alex, Sander
- Deutsch
  - Diminutiv: Alex, Sascha
- Englisch
  - Irisch: Alastar
  - Schottisch: Alastair, Alistair, Alister, Alasdair
    - Diminutiv: Sawney, Ally

  - Diminutiv: Al, Alec, Alex, Lex, Sandy, Xander, Zander
- Esperanto: Aleksandro
  - Diminutiv: Aleĉjo
- Estnisch: Aleksander
  - Diminutiv: Sander
- Finnisch: Aleksanteri
  - Diminutiv: Ale, Samppa, Santeri, Santtu
- Französisch: Alexandre
  - Diminutiv: Alex, Sacha, Sasha
- Georgisch: ალექსანდრე Aleksandre
  - Diminutiv: სანდრო Sandro
- Griechisch: Ἀλέξανδρος Aléxandros
  - Diminutiv: Άλεξ Alex, Αλέκος Alékos
- Indonesisch: Iskandar
- Italienisch: Alessandro
  - Diminutiv: Sandro, Ale, Alex
- Kirchenslawisch: Алеѯандръ Aleksandru
- Kroatisch: Aleksandar
  - Diminutiv: Sandi, Saša
- Lettisch: Aleksandrs
- Litauisch: Aleksandras
- Mazedonisch: Александар Aleksandar
  - Diminutiv: Аца Aca, Аце Ace, Ацо Aco, Сашо Sašo, Сашко Saško
- Niederländisch
  - Diminutiv: Alex, Lex, Sander, Sascha, Xander
- Norwegisch: Aleksander
  - Diminutiv: Alex, Sander
- Paschtu: سکندر sikandar
- Persisch: اسکندر ʾeskandar
- Polnisch: Aleksander
  - Diminutiv: Aleks, Olek
- Portugiesisch: Alexandre
  - Diminutiv: Alex, Sande, Xandinho
- Rumänisch: Alexandru
  - Diminutiv: Alex, Sandu
- Russisch: Александр Aleksandr
  - Diminutiv: Алекс Aleks, Алик Alik, Саня Sanja, Саша Sascha, Сашок Saschok, Шура Schura
- Serbisch: Александар Aleksandar
  - Diminutiv: Аца Aca, Ацо Aco, Саша Saša
- Slowakisch
  - Diminutiv: Aleš
- Slowenisch: Aleksander
  - Diminutiv: Aleks, Aleš, Sandi, Saša, Sašo
- Spanisch: Alejandro
  - Baskisch: Alesander
  - Katalanisch: Alexandre
    - Diminutiv: Àlex

  - Diminutiv: Ale, Álex
- Tschechisch: Alexandr
  - Diminutiv: Aleš, Alex
- Türkisch: İskender
- Ukrainisch: Александр Aleksandr, Олександр Oleksandr
  - Diminutiv: Алекс Aleks, Саша Sascha, Олесь Oles
- Ungarisch
  - Diminutiv: Alex, Sándor, Sanyi

### Weibliche Varianten
- Belarusisch: Аляксандра Aljaksandra
  - Diminutiv: Алеся Alesja
- Bulgarisch: Александра Aleksandra
  - Diminutiv: Александрина Aleksandrina, Ася Asja, Сашка Saschka
- Dänisch: Alexandra
  - Diminutiv: Sandra
- Deutsch: Alexandra
  - Diminutiv: Alexa, Sandra
- Englisch: Alexandra, Alexandrea, Alexandria, Alexandrina
  - Irisch: Alastríona
  - Diminutiv: Alex, Alexa, Alexina, Ali, Allie, Ally, Alyx, Drina, Lexa, Lexi, Lexie, Lexine, Lexy, Sandie, Sandra, Sandy, Sasha, Saundra, Sondra, Zandra
- Estnisch: Aleksandra
- Finnisch: Aleksandra
- Französisch: Alexandra, Alexandrie
  - Diminutiv: Alexandrine, Sandra, Sandrine, Sasha
- Georgisch: ალექსანდრა Aleksandra
- Griechisch: Ἀλέξανδρος Aléxandros
  - Diminutiv: Αλέκα Aléka
- Italienisch: Alessandra, Alexandra
  - Diminutiv: Alessa, Sandra
- Kroatisch: Aleksandra
  - Diminutiv: Sanda, Sandra, Saša
- Lettisch: Aleksandra
  - Diminutiv: Sanda, Sandra, Santa
- Litauisch: Aleksandra
  - Diminutiv: Sandra
- Mazedonisch: Александра Aleksandra
  - Diminutiv: Сандра Sandra, Сашка Saška
- Niederländisch: Alexandra
  - Diminutiv: Alex, Sandra, Sascha, Xandra
- Norwegisch: Alexandra
  - Diminutiv: Sandra
- Polnisch: Aleksandra
  - Diminutiv: Ola, Sandra
- Portugiesisch: Alexandra, Alexandrina
  - Diminutiv: Sandra
- Rumänisch: Alexandra, Alexandrina
  - Diminutiv: Andra, Sanda, Sandra
- Russisch: Александра Aleksandra
  - Diminutiv: Алекс Aleks, Александрина Aleksandrina, Саня Sanja, Саша Sascha, Алеся Alesja, Аля Alja, Ася Asja, Олеся Olesja, Сашенька Saschenka, Шура Schura
- Schwedisch: Alexandra
  - Diminutiv: Sandra, Sassa
- Serbisch: Александра Aleksandra
  - Diminutiv: Сандра Sandra, Саша Saša
- Slowakisch: Alexandra
- Slowenisch: Aleksandra
  - Diminutiv: Alja, Sandra, Saša, Saška
- Spanisch: Alejandra, Alexandra
  - Diminutiv: Ale, Sandra
- Tschechisch: Alexandra
  - Diminutiv: Sandra
- Ukrainisch: Александра Aleksandra, Олександра Oleksandra
  - Diminutiv: Алекс Aleks, Саша Sascha, Олеся Olesja, Леся Lesja
- Ungarisch: Alexandra
  - Diminutiv: Alexa, Szandra

## Namenstage
- 06. Januar (evangelisch; Gedenktag des Märtyrers Alexander Ekkel von Karaganda)
- 26. Februar (katholisch; Gedenktag des Patriarchen Alexander von Alexandria)
- 16. März (orthodox; Gedenktag des Papstes Alexander I.)
- 18. März (katholisch; Gedenktag des Bischofs Alexander von Kappadokien)
- 22. April (koptisch; Gedenktag des Alexander von Alexandria)
- 24. April (katholisch; Gedenktag des Alexander von Lyon)
- 03. Mai (katholisch; Gedenktag von Alexander I. (Bischof von Rom) und von Alexander von Rom (Märtyrer, † 130))
- 13. Mai (orthodox; Gedenktag des Märtyrers Alexander von Rom)
- 29. Mai (katholisch; Gedenktag des Märtyrers und Ostiariers Alexander)
- 10. Juli (katholisch; Gedenktag des Alexander von Rom)
- 11. August (katholisch; Gedenktag des Bischofs Alexander Carbonarius (Alexander der Köhler))
- 26. August (katholisch; Gedenktag des Märtyrers Alexander von Bergamo, einem Krieger der Thebäischen Legion)
- 11. Oktober (katholisch; Gedenktag des Bischofs Alexander Sauli)
- 20. Oktober (katholisch; Gedenktag des Mönchs Jakob Franz Alexander Kern)
- 14. November (orthodox; Gedenktag des Großfürsten Alexander Jaroslawitsch Newski)
- 30. November (evangelisch; Gedenktag des Märtyrers Alexander Roussel)
- 22. Dezember (orthodox; Gedenktag des Alexander von Kappadokien)

## Namensträger

### Alexander als Cognomen
- Marcus Acilius Alexander, römischer Offizier (Kaiserzeit)
- Iulius Alexander (Glashersteller), römischer Glashersteller des 2./3. Jahrhunderts
- Iulius Alexander (Rebell) († 190/191), römischer Aufständischer
- Gaius Iulius Alexander, herodianischer Prinz, römischer Suffektkonsul vor 109
- Gaius Iulius Alexander Berenicianus (um 75–um 150), kilikischer Prinz, römischer Suffektkonsul 116
- Tiberius Iulius Alexander (Vater) (vor 10 v. Chr.–nach 50 n. Chr.), romanisierter Jude, römischer Zollbeamter in Alexandria
- Tiberius Iulius Alexander (Sohn) (um 10 n. Chr.–nach 70 n. Chr.), Präfekt von Judäa und Ägypten
- Tiberius Iulius Alexander Iulianus, Arvalbruder und Suffektconsul 117 n. Chr.

### Weitere Namensträger der Antike
chronologisch
- Alexandros, griechischer Koroplast
- Alexandros Numeniu, griechischer Rhetor
- Alexandros von Korinth († 245 v. Chr.), makedonischer Statthalter und König von Korinth und Sikyon
- Alexander von Pherai († 358 v. Chr.), Tyrann in der thessalischen Stadt Pherai
- Alexandros Aitolos (* um 315 v. Chr.), Grammatiker und Dichter
- Alexander der Lynkeste († 330 v. Chr.), Verschwörer gegen Alexander den Großen
- Alexander (um 334–314 v. Chr.), makedonischer Feldherr
- Alexander († wohl 277 v. Chr.), Sohn des Lysimachos, Regent von Makedonien
- Alexander (um 303–246/40 v. Chr.), Sohn des Demetrios Poliorketes
- Alexandros, Statthalter der Seleukiden im 3. Jahrhundert v. Chr.
- Alexander Polyhistor (um 110–40 v. Chr.), griechischer Autor, eine der Hauptquellen des älteren Plinius
- Alexandros, griechischer Dramatiker
- Alexander (um 80 – 49 v. Chr.), Sohn des jüdischen Königs Aristobulos II.
- Alexander Helios (* 40 v. Chr.), Sohn der Kleopatra und des Marcus Antonius
- Alexander von Rom († 130), römischer Märtyrer
- Alexander von Rom († 165), römischer Märtyrer
- Alexander († 172), christlicher Märtyrer und Heiliger
- Alexander von Abonuteichos (um 105–175), antiker Priester und Mystiker
- Alexander von Aphrodisias (Wende vom 2. zum 3. Jahrhundert), griechischer Philosoph
- Alexander von Lykonpolis (häufig auch Lykopolis), antiker griechischer Philosoph (Neuplatoniker); lebte im späten 3. Jahrhundert n. Chr.
- Alexander von Hierapolis, nestorianischer Bischof
- Alexandros Psalidios (6. Jahrhundert), oströmischer Finanzbeamter
- Alexander von Tralleis (um 525 – 605), griechischer Arzt des 6. Jahrhunderts
- Alexander von Telese, Abt des Benediktinerklosters San Salvatore
- Der wilde Alexander, mittelhochdeutscher Dichter von Minneliedern

### Vorname

#### A
- Alexander Aan (* 1981), indonesischer Atheist und Ex-Muslim
- Alexander A. Aarons (1890–1943), US-amerikanischer Theaterproduzent
- Alexander Abascheli (1884–1954), georgischer Dichter
- Alexander Agejewitsch Abaza (1821–1895), russischer Staatlicher Kontrolleur und Finanzminister
- Alexander Crever Abbott (1860–1935), US-amerikanischer Hygieniker und Bakteriologe
- Alexander Gawriilowitsch Abdulow (1953–2008), russischer Schauspieler
- Alexander Abele (* 1969), US-amerikanischer Gitarrist und Komponist
- Alexander Abercrombie (1949–2023), britischer Pianist, Komponist und Mathematiker
- Alexander Abercromby (1745–1795), schottischer Jurist und Essayist
- Alexander Abernethy, schottischer Adliger und Militär in englischen Diensten
- Alexander Abian (1923–1999), US-amerikanischer Mathematiker iranischer Abstammung
- Alexander Onissimowitsch Ablessimow (1742–1783), russischer Opernlibrettist, Dichter, Dramatiker und Journalist
- Alexander Abraham (* 1981), armenischer Boxer
- Alexander Abrahamowicz (1926–2020), österreichischer reformierter Pfarrer und stellvertretender Superintendent
- Alexander Grigorjewitsch Abramow (* 1959), russischer Unternehmer und Vorstandsvorsitzender von Evraz
- Alexander Lasarewitsch Abramow-Mirow (1895–1937), sowjetischer Komintern- und Geheimdienstfunktionär
- Alexander Sawwatjewitsch Abramski (1898–1985), sowjetischer Komponist und Folklorist
- Alexander Wladimirowitsch Abrossimow (* 1983), russischer Volleyballspieler
- Alexander Absenger (* 1985), österreichischer Schauspieler
- Alexander Abt (1892–1970), deutscher Offizier, Generalmajor der Wehrmacht im Zweiten Weltkrieg
- Alexander Wiktorowitsch Abt (* 1976), russischer Eiskunstläufer
- Alexander Abusch (1902–1982), deutscher Journalist, Schriftsteller und Politiker (SED), MdV
- Alexander Abuschachmetow (1954–1996), sowjetischer Degenfechter
- Alexander Acatos (1873–1950), griechisch-schweizerischer Bauingenieur
- Alexander V. Acebo (1927–2019), US-amerikanischer Politiker, State Auditor von Vermont
- Alexander Iljitsch Achijeser (1911–2000), sowjetisch-ukrainischer theoretischer Physiker
- Alexander Achilles (1833–1900), deutscher Jurist
- Alexander Ackermann (* 1993), deutscher Eishockeyspieler
- Alexander Acosta (* 1969), US-amerikanischer Jurist, Hochschullehrer und Politiker
- Alexander Adam (1853–1917), badischer Komponist und Chorleiter
- Alexander Adamczyk (1903–1967), deutscher Slavist und Bibliothekar
- Alexander James Adams, US-amerikanischer Sänger, Musiker und Komponist
- Alexander von Adelung (1860–1915), Pomologe
- Alexander Sussmann Adler (1816–1869), deutscher Rabbiner und Abgeordneter der Bürgerschaft in Lübeck
- Alexander Adlgasser (* 1967), österreichischer Sommelier, Maitre, Restaurantdirektor und Gastronom
- Alexander Adolph (* 1965), deutscher Regisseur und Drehbuchautor
- Alexander Adrian (* 1984), deutscher Fußballspieler
- Alexander Wassiljewitsch Adrianow (1854–1920), russischer Asienforscher und Ethnologe
- Alexander Adrion (1923–2013), deutscher Zauberkünstler
- Alexander Aeschbach (* 1974), Schweizer Bahnradrennfahrer
- Alexander Alexejewitsch Afanassjew (1917–1987), sowjetischer Theaterschauspieler und Filmschauspieler
- Alexander Nikolajewitsch Afanassjew (1826–1871), Erforscher russischer Märchen
- Alexander Nikolajewitsch Afinogenow (1904–1941), russischer Schriftsteller und Dramatiker
- Alexander Agassiz (1835–1910), schweizerisch-amerikanischer Geologe und Anatom
- Alexander Agricola († 1506), franko-flämischer Komponist und Sänger der Renaissance
- Alexander Aharonov (* 1992), israelischer Eishockeytorwart
- Alexander Ahndoril (* 1967), schwedischer Schriftsteller und Dramatiker
- Alexander Ahrens (* 1966), deutscher Kommunalpolitiker, Bürgermeister von Bautzen
- Alexander Theodor Ahrweiler († 1868), Justizrat und Notar
- Alexander Aigner (1909–1988), österreichischer Mathematiker
- Alexander Aitken (1895–1967), neuseeländischer Mathematiker
- Alexander Fjodorowitsch Akimow (1953–1986), sowjetischer Nukleartechniker
- Alexander Timofejewitsch Aksinin (1954–2020), sowjetischer Leichtathlet und Olympiasieger
- Alexander Sergejewitsch Aksjonenko (* 1986), russischer Eishockeyspieler
- Alexander Nikiforowitsch Aksjonow (1924–2009), sowjetischer Politiker, Parteifunktionär und Diplomat
- Alexander Alberro (* 1957), US-amerikanischer Kunstkritiker und Professor für Kunstgeschichte
- Alexander Alberti (1855–1929), deutscher Jurist und Politiker
- Alexander Albon (* 1996), britisch-thailändischer Automobilrennfahrer
- Alexander Albrecht, slowakischer Komponist und Musiker
- Alexander Heinrich Alef (1885–1945), deutscher katholischer Priester
- Alexander Apollonowitsch Alenizyn (1884–1922), russischer Tennisspieler
- Alexander Alesius (1500–1565), schottischer Theologe und Reformator
- Alexander a Lacu (1550–1613), 53. Abt des Benediktinerstiftes Kremsmünster
- Alexander Abakumowitsch († 1372), Nowgoroder Woiwode, Piraten-Führer und Entdecker
- Alexander ben Salomon Wimpfen († 1307), Kaufmann
- Alexander de Insula, schottischer Adliger
- Alexander de Villa Dei, französischer Chorherr und Verfasser einer gereimten Grammatik
- Alexander Fomitsch Weltman (1800–1870), russischer Dichter, Romanautor und Historiker
- Alexander Högnason (* 1968), isländischer Fußballspieler
- Alexander of Dundonald, 4. High Steward of Scotland († 1282), schottischer Adliger
- Alexander Petersson (* 1980), isländischer Handballspieler
- Alexander von Hales († 1245), englischer Scholastiker
- Alexander Danilowitsch Alexandrow (1912–1999), sowjetischer Mathematiker
- Alexander Pawlowitsch Alexandrow (* 1943), sowjetischer Kosmonaut
- Alexander Wassiljewitsch Alexandrow (1883–1946), russischer Komponist und Chorleiter
- Alexander Wassiljewitsch Alexejew (1938–2020), russischer Dirigent
- Alexander Wjatscheslawowitsch Alexejew (* 1981), russischer Boxer
- Alexander Alfs (1924–2010), deutscher Grafiker, Maler und Illustrator
- Alexander Alexandrowitsch Aljabjew (1787–1851), russischer Komponist
- Alexander Wassiljewitsch Aljabjew (1746–1822), russischer Staatsbeamter, Politiker und Manager
- Alexander Alexandrowitsch Aljechin (1892–1946), russisch-französischer Schachweltmeister
- Alexander Andrejewitsch Aljoschin (1909–1987), sowjetischer Theaterschauspieler und Filmschauspieler sowie Estrada-Sänger
- Alexander Allerson (* 1930), deutscher Schauspieler
- Alexander Almer (* 1959), österreichischer Badmintonspieler
- Alexander Dawletowitsch Almetow (1940–1992), russischer Eishockeyspieler
- Alexander Alexandrowitsch Alow (1923–1983), russischer Filmregisseur
- Alexander Altman (1878–1932), ukrainisch-französischer Landschaftsmaler
- Alexander Altmann (1906–1987), österreichischer Judaist und Rabbiner
- Alexander Alvaro (* 1975), deutscher Politiker (FDP), MdEP
- Alexander Amersdorffer (1875–1946), deutscher Kunsthistoriker und Ministerialbeamter
- Alexander K. Ammer (* 1968), deutscher Filmemacher, Publizist und Schriftsteller
- Alexander Amponsah (* 1997), ghanaischer Fußballspieler
- Alexander Michailowitsch Anaschkin (1902–1985), sowjetischer Luftfahrtingenieur
- Alexander Anderson, schottischer Mathematiker
- Alexander Anderson (1748–1811), schottischer Mediziner, Entdecker und Botaniker
- Alexander Anderson (1775–1870), amerikanischer Illustrator, erster Holzschnitt-Künstler von Amerika
- Alexander O. Anderson (1794–1869), US-amerikanischer Politiker (Demokratische Partei)
- Alexander Andrae (1821–1903), deutscher Landwirt und Politiker
- Alexander Andrae (1888–1979), deutscher Polizist und General der Artillerie im Zweiten Weltkrieg
- Alexander Andrejew (* 1983), russischer Pianist
- Alexander Fjodorowitsch Andrejew (1939–2023), sowjetischer und russischer Physiker
- Alexander Alexandrowitsch Andrijenko (* 1990), russischer Skirennläufer
- Alexander Alexandrowitsch Andronow (1901–1952), sowjetischer Physiker und Mitglied der sowjetischen Akademie der Wissenschaften
- Alexander Anetsberger (* 1968), bayerischer Kommunalpolitiker (CSU)
- Alexander Angerer (* 1996), deutscher Basketballspieler
- Alexander Angerer (1868–1938), österreichischer Beamter und Handelsminister
- Alexander Gennadjewitsch Anjukow (* 1982), russischer Fußball-Nationalspieler
- Alexander Ankwab (* 1952), abchasischer Politiker
- Alexander von Antalffy (1887–1961), ungarisch-deutscher Filmregisseur, Schauspieler, Maler und Filmarchitekt
- Alexander Pawlowitsch Antonow (1898–1962), sowjetischer Schauspieler
- Alexander Stepanowitsch Antonow (1889–1922), russischer Sozialist, Anführer des Bauernaufstands von Tambow
- Alexander Wladimirowitsch Antonow (* 1954), sowjetisch-russischer Kybernetiker und Hochschullehrer
- Alexander Andrejewitsch Antropow (* 1990), russischer Eishockeyspieler
- Alexander Alexandrowitsch Anufrijew (1926–1966), sowjetischer Leichtathlet
- Alexander Arabadjiev (* 1949), bulgarischer Jurist, Richter am Europäischen Gerichtshof
- Alexander Aravena (* 2002), chilenischer Fußballspieler
- Alexander Jerminingeldowitsch Arbusow (1877–1968), russischer Chemiker
- Alexander Alexandrowitsch Archangelski (1892–1978), sowjetischer Flugzeugkonstrukteur
- Alexander Andrejewitsch Archangelski (1846–1924), russischer Kirchenmusiker, Komponist und Chorleiter
- Alexander Archer (1908–1979), britischer Eishockeyspieler und -trainer
- Alexander Archipenko (1887–1964), ukrainisch-US-amerikanischer Bildhauer
- Alexander Wassiljewitsch Archipenko (* 1980), russischer Skeletonpilot
- Alexander Nikolajewitsch Archipow († 1836), russischer Bergingenieur und Metallurg
- Alexander Wiktorowitsch Arekejew (* 1982), russischer Radrennfahrer
- Alexander Arendt (1921–1986), deutscher Mediziner
- Alexander von Arentschildt (1806–1881), hannoverscher und preußischer Generalleutnant
- Alexander Argow (1914–1995), israelischer Komponist
- Alexander Argyropoulos (1910–1992), griechischer Diplomat
- Alexander Armstrong (* 1970), britischer Schauspieler, Fernsehmoderator und Komiker
- Alexander Armstrong (1818–1899), irischer Arzt in der Royal Navy
- Alexander von Arnim (1813–1853), deutscher Verwaltungsbeamter
- Alexander Wilhelm von Arnim (1738–1809), preußischer Generalleutnant, Chef des Infanterieregiments Nr. 13 und Erbherr von Fredenwalde
- Alexander Arnot (1931–2023), deutscher Diplomat
- Alexander Martynowitsch Arnstam (1880–1969), russischer Künstler (Maler und Zeichner), Bühnenbildner, Filmarchitekt und Kostümbildner
- Alexander Arnz (1932–2004), deutscher Fernsehregisseur
- Alexander Jakowlewitsch Arossew (1890–1938), russisch-sowjetischer Schriftsteller, Politiker und Diplomat
- Alexander Arrigoni (1764–1819), italienischer Blumenmaler
- Alexander Arsumanjan (* 1959), armenischer Botschafter, Politiker und Außenminister
- Alexander Rudolfowitsch Artemjew (1958–2005), russischer Archäologe
- Alexander Arutjunjan (1920–2012), sowjetischer und armenischer Komponist
- Alexander Arweiler (* 1967), deutscher Klassischer Philologe
- Alexander Aschauer (* 1992), österreichischer Fußballspieler
- Alexander Jakowlewitsch Askoldow (1932–2018), russischer Regisseur und Schriftsteller
- Alexander Leonidowitsch Assejew (* 1946), russischer Physiker und Hochschullehrer
- Alexander von Attems-Heiligenkreuz (1814–1896), Geheimer Rat und Feldmarschallleutnant
- Alexander Aubert (1730–1805), englischer Amateurastronom und Geschäftsmann
- Alexander Auer (* 1991), österreichischer Skeletonpilot
- Alexander Auerbach (* 1988), deutscher Handballspieler
- Alexander Auler (* 1993), deutscher Musicaldarsteller
- Alexander Alexejewitsch Awdejew (* 1946), russischer Politiker und Diplomat
- Alexander Awerbuch (* 1974), israelischer Stabhochspringer russischer Herkunft
- Alexander Dmitrijewitsch Awerin (* 1954), sowjetischer Radrennfahrer
- Alexander Axén (* 1970), schwedischer Fußballspieler und -trainer

#### B
- Alexander Michailowitsch Babakow (* 1963), russischer Politiker
- Alexander Babara, moldawisch-US-amerikanischer Schauspieler in Film und Fernsehen
- Alexander Baburin (* 1967), irischer Schachgroßmeister russischer Herkunft
- Alexander von Bach (1813–1893), österreichischer Verwaltungsjurist und Politiker
- Alexander Dallas Bache (1806–1867), US-amerikanischer Physiker
- Alexander Bachem (1806–1878), deutscher Jurist, Kölner Oberbürgermeister
- Alexander Bachmann (* 1994), deutscher Taekwondoin
- Alexander Nikolajewitsch Bachtin (1885–1963), sowjetisch-russischer Generalleutnant
- Alexander Backhaus (1865–1927), deutscher Agrarwissenschaftler
- Alexander Bade (* 1970), deutscher Fußballtorhüter
- Alexander Bader (* 1965), deutscher Klarinettist
- Alexander Badrow (* 1973), deutscher Politiker (CDU) und Oberbürgermeister von Stralsund
- Alexander Baer (* 1975), deutscher Politiker (SPD), MdL NRW
- Alexander Baerwald (1877–1930), deutscher Architekt und Maler
- Alexander Bah (* 1997), dänischer Fußballspieler
- Alexander Bahar (* 1960), deutscher Historiker
- Alexander Baier (1936–2015), deutscher Kunstjournalist und Kunstsammler
- Alexander Alexandrowitsch Baikow (1870–1946), russischer Metallurg, Chemiker und Hochschullehrer
- Alexander H. Bailey (1817–1874), US-amerikanischer Jurist und Politiker
- Alexander Baillie (Abt) (1590–1655), schottischer Geistlicher, Abt des Regensburger Schottenklosters
- Alexander Baillie (Musiker) (* 1956), britischer Cellist
- Alexander Bain (1811–1877), schottischer Uhrmacher und Erfinder
- Alexander Bain (1818–1903), schottischer Philosoph und Pädagoge
- Alexander Alexandrowitsch Bajew (1904–1994), russischer Chemiker
- Alexander Bak (* 1991), dänischer Basketballspieler
- Alexander Grigorjewitsch Bakirow (1915–2009), sowjetisch-russischer Geologe und Hochschullehrer
- Alexander Hugo Bakker Korff (1824–1882), niederländischer Maler
- Alexander Nikolajewitsch Balandin (* 1953), russischer Kosmonaut
- Alexander Bălănescu (* 1954), rumänischer Violinist und Gründer des Balanescu Quartets
- Alexander Dmitrijewitsch Balaschow (1770–1837), russischer Militär und Politiker
- Alexander Baldreich (* 1990), österreichischer Regisseur, Filmproduzent und Drehbuchautor
- Alexander Baldus (1900–1971), deutscher Schriftsteller und Übersetzer skandinavischer Literatur
- Alexander White Baldwin (1835–1869), US-amerikanischer Jurist
- Alexander Ball (1757–1809), britischer Admiral und Zivilkommissar von Malta
- Alexander von Ballestrem (1806–1881), deutscher Rittergutsbesitzer und Parlamentarier
- Alexander Bálly (* 1964), deutscher Schriftsteller
- Alexander von Bally (1802–1853), deutscher Jurist, Gutsbesitzer und Abgeordneter
- Alexander Baltazzi (1850–1914), österreichisch-griechischer Pferdesportler
- Alexander Nikolajewitsch Balujew (* 1958), sowjetischer und russischer Schauspieler
- Alexander von Bandrowski (1860–1913), österreichisch-polnischer Theaterschauspieler, Opernsänger (Tenor) und Intendant
- Alexander Bangiev (* 1946), deutscher Schachspieler, -trainer und -autor
- Alexander Bannink (* 1990), niederländischer Fußballspieler
- Alexander Dmitrijewitsch Barabanow (* 1994), russischer Eishockeyspieler
- Alexander von Baranoff (1837–1905), schwedisch-russischer Adeliger und kaiserlich-russischer Generalleutnant
- Alexander Andrejewitsch Baranow (1747–1819), Leiter der russisch-amerikanischen Kompagnie
- Alexander Baranowsky (1874–1941), deutscher Maler, Bühnenbildner, Gebrauchsgraphiker und Professor an der Kunstgewerbeschule Dresden
- Alexander Barclay de Tolly-Weymarn (1824–1905), kaiserlich-russischer General der Infanterie
- Alexander Barclay († 1552), englischer Dichter
- Alexander Bard (* 1961), schwedischer Künstler, Autor, Liedtexter und Sänger
- Alexander Weniaminowitsch Bari (1847–1913), russischer Ingenieur und Unternehmer
- Alexander Iwanowitsch Barjatinski (1815–1879), russischer Feldmarschall
- Alexander Petrowitsch Barkaschow (* 1953), russischer Anführer der neonazistischen paramilitärischen Organisation Russische Nationale Einheit
- Alexander Sergejewitsch Barkow (1873–1953), russischer Geograph und Hochschullehrer
- Alexander Johnston Barron (1880–1982), US-amerikanischer Anwalt
- Alexander Barrow (1801–1846), US-amerikanischer Politiker
- Alexander G. Barry (1892–1952), US-amerikanischer Politiker
- Alexander Barta (* 1983), deutscher Eishockeyspieler und -trainer
- Alexander Barth (* 1962), deutscher Jurist
- Alexander Barthel († 1901), deutscher Theaterschauspieler
- Alexander Bartl (* 1977), Schweizer Politiker (FDP)
- Alexander Wassiljewitsch Bartschenko (1881–1938), russischer Okkultist und Autor
- Alexander Bartz (* 1984), deutscher Politiker (SPD)
- Alexander Barvinok (* 1963), russisch-amerikanischer Mathematiker
- Alexander Alexandrowitsch Barykin (1952–2011), russischer Sänger, Komponist, Gitarrist und Rockmusiker
- Alexander Georgijewitsch Baryschnikow (1948–2024), sowjetischer Kugelstoßer
- Alexander Jurjewitsch Baschenow (* 1981), russischer Radrennfahrer
- Alexander Olegowitsch Baschenow (* 1995), russischer Skispringer
- Alexander Nikolajewitsch Baschlatschow (1960–1988), russischer Poet, Liedautor und Sänger
- Alexander Petrowitsch Basilewski (1829–1899), russischer Diplomat und Sammler
- Alexander Bassen (* 1965), deutscher Ökonom
- Alexander Bastek (* 1973), deutscher Kunsthistoriker und Museumsleiter
- Alexander Bastidas (* 1983), venezolanischer Inline-Speedskater
- Alexander Iwanowitsch Bastrykin (* 1953), russischer Polizist
- Alexander Batliner (* 1967), liechtensteinischer Politiker und Parteipräsidenten der Fortschrittlichen Bürgerpartei
- Alexander Semjonowitsch Batschelis (1903–1968), sowjetischer Brückenbau-Ingenieur
- Alexander Batta (1816–1902), Cellist und Komponist
- Alexander Batthyány (* 1971), österreichischer Philosoph
- Alexander Bau (* 1970), deutscher Rennrodler
- Alexander Bauer (1836–1921), österreichischer Chemiker
- Alexander Bauer (* 1972), deutscher Politiker (CDU), MdL
- Alexander Bauer (* 1995), österreichischer Fußballspieler
- Alexander Baum (* 1981), deutscher Eishockeyspieler
- Alexander Baumann (1814–1857), österreichischer Lustspieldichter, Librettist und Komponist
- Alexander Baumann (* 1962), deutscher Kommunalpolitiker (CDU) und Oberbürgermeister von Ehingen (Donau)
- Alexander Baumann (1850–1915), deutsch-baltischer Bildhauer, Maler und Kunstlehrer
- Alexander Baumann (* 1964), kanadischer Schwimmer
- Alexander Baumann (1875–1928), deutscher Maschinenbauingenieur, Flugzeugkonstrukteur und Hochschullehrer
- J. Alexander Baumann (1942–2022), Schweizer Politiker (SVP)
- Alexander von Baumbach (1814–1894), kurhessischer Außenminister
- Alexander Baumgärtel (* 1972), deutscher Eisschnellläufer
- Alexander Baumgarten (1868–1933), deutscher Jurist und Reichsgerichtsrat
- Alexander Gottlieb Baumgarten (1714–1762), deutscher Philosoph
- Alexander von Baumgarten (1815–1883), russischer General deutschbaltischer Abstammung
- Alexander Baumgartner (1841–1910), Schweizer Jesuit und Literaturwissenschaftler
- Alexander Baumjohann (* 1987), deutscher Fußballspieler
- Alexander Baur (Jurist) (1857–1909), deutscher Jurist und Senator der Stadt Altona
- Alexander Baur (Kriminologe) (* 1982), deutscher Jurist, Rechtswissenschaftler und Hochschullehrer
- Alexander Baustädt (1828–1905), deutscher Verwaltungsjurist und Konsistorialpräsident
- Alexander Bayer (* 1964), deutscher Diplom-Theologe und freischaffender Liedermacher von Neuen Geistlichen Liedern
- Alexander Bazdrigiannis (* 2002), deutsch-griechischer Fußballspieler
- Alexander Bean, schottisches Oberhaupt einer kannibalistischen Familie
- Alexander Gordon Bearn (1923–2009), britisch-US-amerikanischer Genetiker
- Alexander Beatson (1759–1830), schottisch-britischer General und Landwirt
- Alexander Beattie (1888–1951), britischer Kolonialbeamter
- Alexander Wilhelm de Beauclair (1877–1962), deutscher Maler, Dichter und Verleger
- Alexander von Beaufort (1683–1743), preußischer Generalmajor, Chef des Infanterieregiments „von Beaufort“, Erbherr von Diesdonk bei Geldern
- Alexander Becht (* 1986), deutscher Schauspieler
- Alexander Beck (1900–1981), Schweizer Rechtswissenschaftler
- Alexander Beck (* 1992), australischer Sprinter
- Alexander Becker (* 1991), deutscher Handballspieler
- Alexander Becker (* 1972), deutscher Musikwissenschaftler und Politiker (CDU), MdL
- Alexander Becker (1857–1918), preußischer Sanitätsoffizier und Geheimer Medizinalrat
- Alexander Becker (1878–1939), deutscher Unternehmer
- Alexander Becker (1828–1877), deutscher Kupferstecher
- Alexander Becker (1818–1901), russlanddeutscher Entomologe und Botaniker
- Alexander Beckmann (* 1955), deutscher Diplomat
- Alexander Alexandrowitsch Bednow (1969–2015), ukrainisch-russischer Rebellenkommandeur, Anführer des prorussischen „Batman Bataillons“ und Staatsmann der selbstproklamierten und international nicht-anerkannten Volksrepublik Lugansk (VL)
- Alexander Beer (1873–1944), deutscher Architekt und Gemeindebaumeister in Berlin
- Alexander Begle (1921–1968), österreichischer Fußballspieler und -funktionär
- Alexander Dmitrijewitsch Beglow (* 1956), russischer Politiker, Gouverneur von Sankt Petersburg
- Alexander Behm (1880–1952), deutscher Physiker
- Alexander Behnes (1843–1924), deutscher Architekt, Diözesanbaumeister in Osnabrück
- Alexander Beihammer (* 1970), österreichischer Byzantinist
- Alexander Beilinson (* 1957), russischer Mathematiker
- Alexander Alfredowitsch Bek (1903–1972), russischer Romanautor und Schriftsteller
- Alexander Wladimirowitsch Beketow (* 1970), russischer Degenfechter und Olympiasieger
- Alexander Abramowitsch Belawin (* 1942), russischer Physiker
- Alexander Wassiljewitsch Belenow (* 1986), russischer Fußballspieler
- Alexander Beliavsky (* 1953), ukrainisch-slowenischer Schachgroßmeister
- Alexander Nikolajewitsch Beljajew (1816–1863), russischer Bildhauer
- Alexander Petrowitsch Beljajew (1803–1888), russischer Schriftsteller und Dekabrist
- Alexander Romanowitsch Beljajew (1884–1942), russischer Schriftsteller
- Alexander Wassiljewitsch Beljakow (1897–1982), sowjetischer Pilot
- Alexander Wladimirowitsch Beljakow (* 1962), sowjetischer Rennrodler
- Alexander Borissowitsch Beljawski (1932–2012), sowjetisch-russischer Theater- und Filmschauspieler
- Alexander Sergejewitsch Belkin (* 1983), russischer Snowboarder
- Alexander Graham Bell (1847–1922), britischer und später US-amerikanischer Sprechtherapeut, Erfinder und Großunternehmer
- Alexander Melville Bell (1819–1905), britischer Philologe und Mitbegründer der modernen Phonetik
- Alexander Bellendörfer (1436–1512), kurpfälzischer Kanzler und Protonotar
- Alexander Georgijewitsch Beloborodow (1891–1938), russischer Revolutionär, Politiker und Offizier der Staatssicherheit
- Alexander Belonogoff (* 1990), australischer Ruderer
- Alexander Michailowitsch Belosselski (1752–1809), russischer Diplomat und Aufklärer
- Alexander Belostenny (1959–2010), sowjet-ukrainischer Basketballspieler
- Alexander Alexandrowitsch Below (1951–1978), sowjetischer Basketballspieler
- Alexander Sergejewitsch Below (* 1981), russischer Skispringer
- Alexander von Below (1801–1882), preußischer Gutsbesitzer und Politiker
- Alexander von Benckendorff (1781–1844), russischer General
- Alexander von Benckendorff (1849–1917), russischer Botschafter
- Alexander Benede (* 1988), deutscher Fußballspieler
- Alexander Bengtsson (1995–2016), schwedischer Politiker der Moderata samlingspartiet
- Alexander Benlian (* 1976), deutscher Wirtschaftsinformatiker und Hochschullehrer
- Alexander Levin von Bennigsen (1809–1893), hannoverscher Staatsmann, MdR
- Alexander Bennstein (1865–1944), deutscher Pädagoge und Autor
- Alexander Nikolajewitsch Benois (1870–1960), russischer Maler, Schriftsteller, Kunsthistoriker, Kunstkritiker
- Alexander von Bensa (1820–1902), österreichischer Genre- und Schlachtenmaler
- Alexander von Bentheim (1931–2006), deutscher Fernsehjournalist
- Alexander Benz (* 1995), deutscher Volleyballspieler
- Alexander Otto Benz (1880–1980), US-amerikanischer Versicherungsmanager und Politiker der Wisconsin Progressive Party
- Alexander Wassiljewitsch Berdnikow (* 1953), russischer Politiker
- Alexander Berelowitsch (* 1967), ukrainischer Schachspieler
- Alexander Beresford-Hope (1820–1887), britischer Schriftsteller und Politiker
- Alexander Jakowlewitsch Beresnjak (1912–1974), sowjetischer Raketenkonstrukteur
- Alexander Iwanowitsch Beresowski (1867–1940), russischer General
- Alexander Berg, deutscher Mediziner und Medizinhistoriker
- Alexander Bergengrün (1859–1927), deutschbaltischer Historiker
- Alexander Bergenthal (1941–1992), deutscher Brigadegeneral des Heeres der Bundeswehr
- Alexander Berger (* 1988), österreichischer Volleyball-Nationalspieler
- Alexander Berger (* 1970), deutscher parteiloser Bürgermeister
- Alexander Berghaus (* 1952), deutscher HNO-Arzt und Hochschullehrer
- Alexander Bergmann (1878–1965), deutscher Jurist und Oberlandesgerichtspräsident
- Alexander Bergmann (* 1987), deutscher Snowboarder
- Alexander Bergs (* 1974), deutscher Sprachwissenschaftler und Hochschullehrer
- Alexander Berkman (1870–1936), litauischer Anarchist und Schriftsteller
- Alexander Andrejewitsch Berkutow (* 1986), russischer Eishockeyspieler
- Alexander Nikolajewitsch Berkutow (1933–2012), sowjetischer Olympiasieger im Rudern
- Alexander Bernardazzi (1831–1907), Schweizer Architekt
- Alexander Berner (* 1966), deutscher Filmeditor
- Alexander Bernewitz (1856–1919), deutsch-baltischer evangelischer Geistlicher und Märtyrer
- Alexander Hans Bernewitz (1863–1935), deutscher Bischof, erster Bischof der Evangelisch-Lutherischen Landeskirche in Braunschweig
- Alexander Bernfes (1909–1985), polnisch-britischer Holocaustforscher
- Alexander Bernhard (1927–2024), deutscher Chirurg und Hochschullehrer
- Alexander Bernhardsson (* 1998), schwedischer Fußballspieler
- Alexander Bernhuber (* 1992), österreichischer Politiker (ÖVP), MdEP
- Alexander Bernstein (1936–2010), britischer Politiker (Labour) und Geschäftsführer beim TV
- Alexander von Bernus (1880–1965), deutscher Schriftsteller und Alchemist
- Alexander Bertelsson (1890–1975), deutscher Maler
- Alexander Bertram (* 1988), deutscher Politiker (AfD)
- Alexander Bertrand (1877–1947), deutscher Genre- und Interieurmaler der Düsseldorfer Schule
- Alexander Bertsch (* 1940), deutscher Schriftsteller
- Alexander Berzin (* 1944), US-amerikanischer Autor und Übersetzer
- Alexander Andrejewitsch Besborodko (1747–1799), russischer Staatsmann, zuletzt Kanzler
- Alexander Besch (* 1955), deutscher Fußballspieler
- Alexander Markus Beschorner (1823–1896), österreichischer Unternehmer
- Alexander Matthias Beschorner (1856–1935), österreichischer Sargfabrikant
- Alexander Besher (* 1951), US-amerikanischer Science-Fiction-Autor und Journalist
- Alexander Gennadjewitsch Bespalow (* 1981), russischer Radrennfahrer
- Alexander Alexandrowitsch Besputin (* 1991), russischer Boxer
- Alexander Besser (1899–1978), deutscher Jurist, Journalist und Schriftsteller
- Alexander Bessmertny (1888–1943), deutscher Schriftsteller
- Alexander Alexandrowitsch Bessmertnych (* 1933), russischer Politiker und Diplomat
- Alexander Andrejewitsch Bessmertnych (* 1986), russischer Skilangläufer
- Alexander Alexandrowitsch Bestuschew (1797–1837), russischer Schriftsteller
- Alexander Iljitsch Besymenski (1898–1973), russischer Dichter
- Alexander von Bethmann (1814–1883), deutscher Großgrundbesitzer und Politiker in Böhmen
- Alexander Bettendorff (* 1985), deutscher Schauspieler
- Alexander von Beulwitz (1783–1854), deutscher Unternehmer und preußischer Oberforstmeister
- Alexander Beutter (1862–1952), deutscher Pfarrer und Ehrenbürger von Rotenberg
- Alexander Beyer (* 1973), deutscher Schauspieler
- Alexander Beyer (1813–1878), preußischer Kommunalpolitiker, Oberbürgermeister von Potsdam und Mitglied des preußischen Herrenhauses
- Alexander Biach (* 1973), österreichischer Verbandsfunktionär
- Alexander Biber (* 1984), deutscher Politiker (CDU), Bürgermeister von Troisdorf
- Alexander Alexandrowitsch Bibikow (1765–1822), russischer Staatsmann und Milizenführer
- Alexander Iljitsch Bibikow (1729–1774), russischer Generalleutnant
- Alexander Bichler (* 1949), deutscher Schriftsteller und Essayist
- Alexander Mordecai Bickel (1924–1974), US-amerikanischer Rechtsgelehrter
- Alexander Bicknor († 1349), englischer Geistlicher, Erzbischof von Dublin
- Alexander Bicks (1901–1963), US-amerikanischer Jurist
- Alexander Biemer, deutscher Basketballtrainer
- Alexander Bienengräber (1911–1991), deutscher Pathologe
- Alexander Bilabel (1856–1935), deutscher Richter in Bayern
- Alexander Alexandrowitsch von Bilderling (1846–1912), russischer General deutsch-baltischer Herkunft
- Alexander Bílek (1941–2017), tschechoslowakischer Geher
- Alexander Biller (* 1967), deutscher Basketballtrainer
- Alexander Billmeyer (1841–1924), US-amerikanischer Politiker
- Alexander Binder (* 1969), österreichischer Filmregisseur, Kameramann und Filmproduzent
- Alexander Binder (1888–1929), jüdischer Fotograf vermutlich Schweizer Herkunft
- Alexander Binsteiner (* 1956), deutscher Geoarchäologe
- Alexander Birchler (* 1962), Schweizer Künstler
- Alexander Bischoff (* 1992), deutscher Handballspieler
- Alexander von Bischoffshausen (1846–1928), deutscher Staatsbeamter und Landschaftsmaler
- Alexander Bisenz (1962–2021), österreichischer Kabarettist und Maler
- Alexander Bitterli (* 1998), Schweizer Unihockeyspieler
- Alexander Bittner (1850–1902), österreichischer Geologe
- Alexander Bittorf (1876–1949), deutscher Pathologe und Internist
- Alexander Bittroff (* 1988), deutscher Fußballspieler
- Alexander Blankenagel (* 1946), deutscher Rechtswissenschaftler
- Alexander Blei, deutscher Hochschuldozent und Autor
- Alexander Bleick (* 1962), deutscher Sportjournalist
- Alexander Blessig (* 1993), deutsch-kuwaitischer Basketballspieler
- Alexander Blessin (* 1973), deutscher Fußballspieler und -trainer
- Alexander Alexandrowitsch Blinow (* 1981), russischer Sportschütze
- Alexander Bloch (* 1972), deutscher Motorjournalist und Moderator
- Alexander Blockx (* 2005), belgischer Tennisspieler
- Alexander Alexandrowitsch Blok (1880–1921), Dichter der russischen Moderne
- Alexander von Blomberg (1788–1813), deutscher Dichter und preußischer Offizier
- Alexander Blonz (* 2000), norwegischer Handballspieler
- Alexander Blume (* 1961), deutscher Blues-, Boogie- und Jazzpianist
- Alexander Boarman (1839–1916), US-amerikanischer Jurist und Politiker
- Alexander Bob (* 1959), deutscher Verlagsmanager
- Alexander Iwanowitsch Bobenko (* 1960), russischer Mathematiker
- Alexander Bock (* 1994), namibischer Leichtathlet
- Alexander Bock, deutscher Fußballspieler
- Alexander von Bock (1829–1895), russischer Bildhauer und Hochschullehrer
- Alexander Boddy (1854–1930), englischer Geistlicher und Pfingstler
- Alexander Bode (1860–1920), deutscher Gärtner und Pädagoge
- Alexander Andrejewitsch Bodisko (1786–1854), russischer Botschafter
- Alexander Iwanowitsch Bodunow (1951–2017), russischer Eishockeyspieler und -trainer
- Alexander von Boetticher (1812–1893), deutsch-baltischer Ingenieur-Offizier
- Alexander Alexandrowitsch Bogdanow (1873–1928), russischer Philosoph, Ökonom, Soziologe, Arzt
- Alexander Bogner (* 1969), deutscher Soziologe
- Alexander Bogomazow (1880–1930), russischer Maler
- Alexander Bogs (1896–1989), deutscher Diplomat im Nationalsozialismus
- Alexander Böhlig (1912–1996), deutscher Orientalist, Koptologe und Byzantinist
- Alexander Böhm (1929–2006), deutscher Rechtswissenschaftler
- Alexander Böhm (1942–2024), österreichischer Politiker (SPÖ), Abgeordneter zum Salzburger Landtag
- Alexander Reinhold Bohnstedt (1839–1903), deutscher Gymnasiallehrer und Botaniker
- Alexander Rafailowitsch Boikow (* 1975), russischer Eishockeyspieler
- Alexander Wladimirowitsch Boikow (* 1975), russischer Eishockeyspieler
- Alexander Böker (1912–1997), deutscher Journalist und Diplomat
- Alexander Böker (* 1973), deutscher Chemiker und Hochschullehrer
- Alexander Boksenberg (* 1936), britischer Physiker
- Alexander R. Bolling (1895–1964), US-amerikanischer Offizier, Generalleutnant der US-Army
- Alexander Alexandrowitsch Boloschew (1947–2010), sowjetischer Basketballspieler
- Alexander Alexandrowitsch Bolschunow (* 1996), russischer Skilangläufer
- Alexander Bommes (* 1976), deutscher Fernsehmoderator und ehemaliger Handballspieler
- Alexander Bond (* 1996), dänischer Badmintonspieler
- Alexander Igorewitsch Bondar (* 1993), russisch-ukrainischer Wasserspringer
- Alexander Bonde (* 1975), deutscher Politiker (Bündnis 90/Die Grünen), MdB, Landesminister
- Alexander Bonsaksen (* 1987), norwegischer Eishockeyspieler
- Alexander Borbély (* 1939), ungarisch-schweizerischer Pharmakologe
- Alexander von Borck (1802–1880), preußischer Generalmajor
- Alexander Borell (1913–1998), deutscher Autor zahlreicher Unterhaltungs- und Fortsetzungsromane sowie Drehbuchautor
- Alexander Borissowitsch Borezki (1911–1982), russischer Architekt
- Alexander August Borgnis (1827–1914), Hamburger Bankier und Abgeordneter
- Alexander Alexejewitsch Borissow (1866–1934), russischer Maler
- Alexander von Bormann (1936–2009), deutscher Germanist, Literaturkritiker und Publizist
- Alexander Jurjewitsch Borodai (* 1972), russischer Politiker
- Alexander Parfenjewitsch Borodin (1848–1898), russischer Ingenieur und Dampflokomotiven-Experte
- Alexander Porfirjewitsch Borodin (1833–1887), russischer Komponist, Chemiker und Mediziner
- Alexander Genrichowitsch Borodjuk (* 1962), russischer Fußballspieler und -trainer
- Alexander Iwanowitsch Borosnjak (1933–2015), sowjetischer und russischer Historiker
- Alexander Alexejewitsch Borowkow (* 1931), russischer Mathematiker
- Alexander Dmitrijewitsch Borowkow (1788–1856), russischer Senator, Schriftsteller, anno 1826 Sekretär im Prozess gegen die Dekabristen
- Alexander Nikolaus Borsow (1854–1895), deutsch-baltischer Landschaftsmaler
- Alexander Borst (* 1957), deutscher Neurobiologe
- Alexander Wassiljewitsch Bortnikow (* 1951), russischer Militär, Leiter des russischen Inlandsgeheimdienstes FSB
- Alexander Uriah Boskovitch (1907–1964), israelischer Komponist und Musikpädagoge
- Alexander Boteler (1815–1892), US-amerikanischer Politiker
- Alexander Campbell Botkin (1842–1905), US-amerikanischer Politiker
- Alexander Wiktorowitsch Botscharow (* 1975), russischer Radrennfahrer
- Alexander Heinrich von dem Bottlenberg gen. von Schirp (1773–1824), Bürgermeister von Werden
- Alexander Heinrich von dem Bottlenberg gen. von Schirp (1814–1887), Bürgermeister von Werden
- Alexander Bowen (* 1993), panamaischer Hochspringer
- Alexander Boyd (1764–1857), britisch-amerikanischer Politiker
- Alexander Blackburn Bradford (1799–1873), US-amerikanischer Politiker und Offizier
- Alexander M. Bradshaw (1944–2024), britischer Physiker, Max-Planck-Direktor
- Alexander Brailowsky (1896–1976), russisch-französischer Pianist
- Alexander Bran (1767–1831), deutscher Journalist, Schriftsteller und Verleger
- Alexander von Branca (1919–2011), deutscher Architekt
- Alexander Branczyk (* 1959), deutscher Grafik- und Schriftdesigner
- Alexander Brändle (1923–1984), deutscher Schriftsteller
- Alexander Brandner (* 1992), österreichischer Nordischer Kombinierer
- Alexander Brandon (* 1974), US-amerikanischer Musiker
- Alexander von Brandt (1873–1960), preußischer Landrat und deutscher Ministerialbeamter und Wirtschaftswissenschaftler
- Alexander Sergejewitsch Brattschikow (* 1947), sowjetischer Sprinter
- Alexander Issajewitsch Braudo (1864–1924), litauisch-russischer Historiker und Bibliothekar
- Alexander Braun (1805–1877), deutscher Botaniker
- Alexander Braun (* 1966), deutscher Kunsthistoriker und bildender Künstler
- Alexander Jewsejewitsch Braunschtein (1902–1986), sowjetischer Biochemiker
- Alexander Braverman (* 1974), israelischer Mathematiker
- Alexander Brem (* 1979), deutscher Wirtschaftswissenschaftler
- Alexander Brem, deutscher Synchronsprecher
- Alexander Brener (* 1957), russischer Aktionskünstler, Buchautor
- Alexander Brenner (* 1958), deutscher Architekt
- Alexander Brenner (1859–1936), österreichischer Arzt
- Alexander Brenner (1925–2015), deutscher Diplomat
- Alexander Breslow (1928–1980), US-amerikanischer Pathologe
- Alexander Christoph von Brevern (1823–1896), russischer Generalmajor
- Alexander Briant († 1581), englischer Jesuit, Märtyrer und katholischer Heiliger
- Alexander Briedl (* 2002), österreichischer Fußballspieler
- Alexander von Brill (1842–1935), deutscher Mathematiker
- Alexander Brink (* 1970), deutscher Ökonom, Philosoph und Hochschullehrer
- Alexander Alexandrowitsch Brjuchankow (* 1987), russischer Triathlet
- Alexander Pawlowitsch Brjullow (1798–1877), russischer Architekt, Aquarellist und Hochschullehrer
- Alexander Dmitrijewitsch Brjuno (* 1940), russischer Mathematiker
- Alexander Brochier (* 1950), deutscher Unternehmer und Stifter
- Alexander Brockmeier (* 1992), deutscher Politiker (FDP), MdL
- Alexander Oswald Brodie (1849–1918), US-amerikanischer Politiker
- Alexander Iwanowitsch Brodski (1903–1984), sowjetischer Fotograf und Journalist
- Alexander Sawwitsch Brodski (* 1955), russischer Architekt und Künstler
- Alexander von Brosch-Aarenau (1870–1914), österreichisch-ungarischer Offizier und Politiker
- Alexander Brott (1915–2005), kanadischer Komponist, Dirigent, Violinist und Musikpädagoge
- Alexander Brouwer (* 1989), niederländischer Beachvolleyballspieler
- Alexander Crum Brown (1838–1922), schottischer Chemiker
- Alexander Bruce, schottischer Geistlicher und Rebell
- Alexander Bruce, 1. Earl of Carrick († 1333), schottischer Adliger
- Alexander Bruce, 2. Earl of Kincardine (1629–1680), schottischer Erfinder, Adliger und Politiker, Freimaurer und Mitglied der Royal Society
- Alexander Bruckmann (1806–1852), deutscher Historien- und Porträtmaler
- Alexander Brückner (1834–1896), russlanddeutscher Historiker
- Alexander Bruckner (* 1981), österreichischer Regisseur, Filmproduzent und Kameramann
- Alexander Lwowitsch Brudno (1918–2009), sowjetisch-israelischer Mathematiker und Informatiker
- Alexander Friedrich von der Brüggen (1792–1859), russischer Oberst und Dekabrist
- Alexander Joseph Brunett (1934–2020), US-amerikanischer Geistlicher, römisch-katholischer Erzbischof von Seattle
- Alexander von Brünneck (1941–2023), deutscher Rechtswissenschaftler und Hochschullehrer
- Alexander Bruns (* 1966), deutscher Jurist
- Alexander Brunschwig (1901–1969), amerikanischer Mediziner, Pathologe und Krebsforscher
- Alexander Brunst (* 1995), deutscher Fußballtorwart
- Alexander Bubenheim (* 1962), deutscher Filmkomponist
- Alexander Bublik (* 1997), kasachischer Tennisspieler
- Alexander Buch (* 1988), deutscher Fußballspieler
- Alexander von Buch (1814–1885), preußischer Gutsbesitzer und Politiker; Landrat von Kreis Angermünde
- Alexander Buchan (1829–1907), britischer Klimatologe und Meteorologe
- Alexander Jewgenjewitsch Bucharow (* 1985), russischer Fußballspieler
- Alexander Sergejewitsch Bucharow (* 1975), russischer Schauspieler
- Alexander Bucher (1838–1908), sächsischer Generalmajor
- Alexander August von Buchholtz (1802–1856), deutscher Pandektenwissenschaftler
- Alexander Buchmann (* 1982), norwegischer Handballspieler
- Alexander Büchner (1827–1904), deutscher Schriftsteller und Literaturhistoriker
- Alexander Buckner (1785–1833), US-amerikanischer Politiker
- Alexander von Budberg (1717–1802), preußischer Generalmajor, Chef des Infanterieregiments Nr. 9
- Alexander Budde (* 1971), deutscher Hörfunkjournalist
- Alexander Elgisarowitsch Budkin (* 1986), russischer Eishockeyspieler
- Alexander Fjodorowitsch Budnikow (* 1956), sowjetischer Segler
- Alexander Semjonowitsch Budo (1909–1982), sowjetischer Schachspieler
- Alexander W. Buel (1813–1868), US-amerikanischer Politiker
- Alexander H. Buell (1801–1853), US-amerikanischer Politiker
- Alexander Bugera (* 1978), deutscher Fußballspieler
- Alexander Bühl (* 1986), deutscher Jazzmusiker (Saxophone, Komposition)
- Alexander Buisson (1797–1853), Freiburger Bürgermeister
- Alexander Scott Bullitt (1761–1816), US-amerikanischer Politiker
- Alexander H. Bullock (1816–1882), US-amerikanischer Politiker
- Alexander Georg von Bulmerincq (1909–1945), deutsch-baltischer Orientalist und Dolmetscher
- Alexander von Bulmerincq (1868–1938), deutsch-baltischer Theologe und Orientalist
- Alexander von Bülow (1829–1901), deutscher Ministerpräsident
- Alexander von Bülow (1883–1973), deutscher Schriftsteller
- Alexander Jakowlewitsch Bulynnikow (1892–1972), russisch-sowjetischer Geologe und Hochschullehrer
- Alexander Wladimirowitsch Bumagin (* 1987), russischer Eishockeyspieler
- Alexander von Bunge (1803–1890), deutsch-russischer Arzt und Botaniker
- Alexander von Bunge (1851–1930), russischer Arzt und Forschungsreisender
- Alexander Buresch (* 1973), deutscher Drehbuchautor
- Alexander Nikolajewitsch Burganow (* 1935), sowjetisch-russischer Bildhauer und Hochschullehrer
- Alexander Burgener (1845–1910), Schweizer Bergführerpionier und Erstbesteiger mehrerer Gipfel in den Alpen
- Alexander Burgstaller (* 1969), deutscher Automobilrennfahrer
- Alexander Burgstaller (* 1999), österreichischer Fußballspieler
- Alexander Olegowitsch Burmistrow (* 1991), russischer Eishockeyspieler
- Alexander Burnes (1805–1841), britischer Entdecker
- Alexander Busch (* 2003), dänischer Fußballspieler
- Alexander Busche (* 1978), deutscher Intendant, Regisseur und Wirtschaftswissenschaftler
- Alexander von Busse (1814–1878), preußischer Generalleutnant
- Alexander Bustamante (1884–1977), erster Premierminister Jamaikas
- Alexander Anatoljewitsch Butko (* 1986), russischer Volleyballspieler
- Alexander Butler (1869–1959), US-amerikanischer Filmregisseur und Schauspieler beim britischen Film
- Alexander Michailowitsch Butlerow (1828–1886), russischer Chemiker
- Alexander Christian von Buttel (1836–1923), deutscher Jurist und Regierungspräsident
- Alexander Butterfield (* 1926), US-amerikanischer Assistent im Weißen Haus, eine der Schlüsselfiguren im Watergate-Skandal
- Alexander Buttmann (1813–1893), deutscher Philologe
- Alexander Büttner (* 1989), niederländischer Fußballspieler
- Alexander Borissowitsch Buturlin (1694–1767), russischer Feldherr
- Alexander Michailowitsch Buturlin (* 1981), russischer Eishockeyspieler
- Alexander Peter Eduard von Buxhoeveden (1856–1919), deutsch-baltischer Freiherr, Landespolitiker und Landmarschall
- Alexander Willem Byvanck (1884–1970), niederländischer Klassischer und Provinzialrömischer Archäologe

#### C
- Alexander Cachia Zammit (1924–2014), maltesischer Politiker
- Alexander Cadogan (1884–1968), britischer Diplomat und Verwaltungsbeamter
- Alexander Calandrelli (1834–1903), deutscher Bildhauer italienischer Abstammung
- Alexander Calder (1898–1976), US-amerikanischer Bildhauer und Objektkünstler (Mobiles)
- Alexander Stirling Calder (1870–1945), US-amerikanischer Bildhauer
- Alexander Caldwell (1830–1917), US-amerikanischer Politiker
- Alexander Calvelli (* 1963), deutscher Industriemaler
- Alexander Calvert (* 1990), kanadischer Schauspieler
- Alexander Camaro (1901–1992), deutscher Maler
- Alexander Cambitoglou (1922–2019), australischer Klassischer Archäologe
- Alexander Cambridge, 1. Earl of Athlone (1874–1957), Mitglied der britischen Königsfamilie
- Alexander Camerarius (1696–1736), deutscher Mediziner, Hochschullehrer und Inspektor des Botanischen Gartens der Universität Tübingen
- Alexander Campbell (1822–1892), kanadischer Politiker
- Alexander Campbell (1779–1857), US-amerikanischer Politiker
- Alexander Campbell (1814–1898), US-amerikanischer Politiker
- Alexander Campbell (1764–1824), schottischer Musiker, Schriftsteller sowie Sammler und Bearbeiter schottischer und englischer Volkslieder
- Alexander Campbell (1788–1866), amerikanischer Geistlicher und Reformer
- Alexander William Campbell (1828–1893), Brigadegeneral der Armee der Konföderierten Staaten im Sezessionskrieg
- Alexander de Campo († 1687), indischer Geistlicher, Bischof und Apostolischer Vikar in Indien
- Alexander van der Capellen († 1656), niederländischer Politiker
- Alexander di Capri (* 1974), deutscher Sänger (Tenor) und Schauspieler
- Alexander Carathéodory Pascha (1833–1906), osmanischer Diplomat
- Alexander Carew († 1644), englischer Adliger, Politiker und Militär
- Alexander Carlisle (1854–1926), nordirischer Schiffsarchitekt, Chefkonstrukteur der Schiffswerft Harland & Wolff
- Alexander Carmichael (1832–1912), schottischer Autor und Volkskundler
- Alexander Caroc (1643–1711), deutscher Jurist und Landsyndikus in Schwedisch-Pommern
- Alexander Carse († 1843), schottischer Maler und Zeichner
- Alexander Cartellieri (1867–1955), deutscher Historiker
- Alexander Carter (1909–2002), kanadischer Geistlicher, Bischof von Sault Sainte Marie
- Alexander Cartwright (1820–1892), US-amerikanischer Feuerwehrmann und Baseballpionier
- Alexander Caspary (* 1961), deutscher Fußballspieler
- Alexander Cassinone (1866–1931), österreichischer Maschinenbauingenieur und Luftfahrtpionier
- Alexander Castell (1883–1939), Schweizer Schriftsteller
- Alexander G. Cattell (1816–1894), US-amerikanischer Politiker (Republikanische Partei)
- Alexander Cazin (1857–1944), deutscher Architekt
- Alexander Cejka (* 1970), deutscher Golfer
- Alexander Cellarius (1898–1979), deutscher Nachrichtenoffizier
- Alexander Cepeda (* 1998), ecuadorianischer Radrennfahrer
- Alexander Walerjewitsch Chalifman (* 1966), russischer Schachspieler und FIDE-Schachweltmeister
- Alexander Chalusiak (* 1991), deutscher Basketballspieler
- Alexander Chancellor (1940–2017), britischer Journalist und Herausgeber
- Alexander Chanoch, russischer Japanologe
- Alexander Alexandrowitsch Chanow (1904–1983), sowjetischer Schauspieler und Synchronsprecher
- Alexander Alexejewitsch Chanschonkow (1877–1945), russischer Unternehmer der Filmindustrie
- Alexander Chao (* 1949), US-amerikanischer Physiker
- Alexander Chaplin (* 1971), US-amerikanischer Schauspieler
- Alexander Dawidowitsch Charadschajew (1826–1894), Kaufmann der ersten Gilde, Philanthrop, Bürgermeister (1860 bis 1864) sowie Ehrenbürger von Mariupol
- Alexander Jewgenjewitsch Charitonow (* 1976), russischer Eishockeyspieler
- Alexander Alexandrowitsch Charkewitsch (1904–1965), russischer Wissenschaftler
- Alexander Charlow (* 1958), sowjetischer Hürdenläufer
- Alexander Sergejewitsch Chartschenkow (* 1953), russischer Basketballspieler
- Alexander Anatoljewitsch Chartschikow, russischer Liedermacher
- Alexander Chatissjan (1874–1945), armenischer Taschnakenpolitiker
- Alexander Wassiljewitsch Chatunzew (* 1985), russischer Radrennfahrer
- Alexander Pawlowitsch Chawanow (* 1972), russischer Eishockeyspieler
- Alexander Chico-Bonet (* 1994), deutsch-spanischer Schauspieler und Musiker
- Alexander Jakowlewitsch Chintschin (1894–1959), sowjetischer Mathematiker
- Alexander Gennadijewitsch Chloponin (* 1965), russischer Politiker
- Alexander Pyone Cho (* 1949), myanmarischer Geistlicher, Bischof von Pyay
- Alexander Igorewitsch Chochlatschow (* 1993), russischer Eishockeyspieler
- Alexander Sergejewitsch Chodakowski (* 1972), politischer und militärischer Anführer der international nicht-anerkannten Volksrepublik Donezk (VD)
- Alexander Semjonowitsch Cholewo (* 1943), russischer Mathematiker und mathematischer Physiker
- Alexander Wiktorowitsch Choroschilow (* 1984), russischer Skirennläufer
- Alexander Choupenitch (* 1994), tschechischer Florettfechter
- Alexander Christiani (* 1958), deutscher Redner
- Alexander Christiani (1587–1637), deutscher lutherischer Theologe und Mathematiker
- Alexander Christiani (* 1940), österreichischer Diplomat
- Alexander Christie (1848–1925), US-amerikanischer Geistlicher
- Alexander Fjodorowitsch Chrjakow (1903–1976), sowjetischer Architekt
- Alexander Grigorjewitsch Chruschtschow (1872–1932), russischer Ökonom und Politiker
- Alexander Jewdokimowitsch Chudanin (1885–1919), russischer Revolutionär
- Alexander Petrowitsch Chudilainen (* 1956), russischer Politiker
- Alexander Chuhaldin (1892–1951), kanadischer Geiger, Dirigent, Komponist und Musikpädagoge
- Alexander Chulaparambil (1877–1951), indischer Geistlicher und Bischof
- Alexander Leopoldowitsch Chwylja (1905–1976), sowjetischer Schauspieler
- Alexander Cijan (* 1994), österreichischer Eishockeyspieler
- Alexander Cisik (* 1965), deutscher Psychologe, Hochschullehrer und Unternehmensberater
- Alexander Claffy (* 1992), US-amerikanischer Jazzmusiker
- Alexander Ross Clarke (1828–1914), britischer Geodät
- Alexander Classen (1843–1934), Begründer der analytischen Elektrolyse
- Alexander Clavel-Respinger (1881–1973), Schweizer Textil- und Färberei-Industrieller
- Alexander S. Clay (1853–1910), US-amerikanischer Politiker der Demokratischen Partei
- Alexander Mosby Clayton (1801–1889), US-amerikanischer Politiker
- Alexander Clutterbuck (1897–1975), britischer Diplomat und Regierungsbeamter
- Alexander Gilmore Cochran (1846–1928), US-amerikanischer Politiker
- Alexander Smith Cochran (1874–1929), US-amerikanischer Geschäftsmann, Regattasegler und Philanthrop
- Alexander Cochrane (1758–1832), Admiral der britischen Royal Navy
- Alexander Cockburn (1941–2012), irischer Journalist
- Alexander Cockburn (1776–1852), britischer Botschafter
- Alexander Cockburn, 12. Baronet (1802–1880), englischer Anwalt, Politiker, Mitglied des House of Commons und Richter
- Alexander Hamilton Coffroth (1828–1906), US-amerikanischer Politiker
- Alexander Cohn (1876–1951), deutscher Kammergerichtsrat, Fachautor und Überlebender des Holocaust
- Alexander Colin († 1612), flämischer Bildhauer
- Alexander Collie (1793–1835), schottischer Arzt, Botaniker und Entdecker
- Alexander Comyn, schottischer Adliger
- Alexander Conrad (1867–1926), sächsischer Generalmajor
- Alexander Conrad (* 1966), deutscher Fußballspieler
- Alexander Conrady (1903–1983), deutscher Generalmajor im Zweiten Weltkrieg
- Alexander Conrady, deutscher Historiker
- Alexander Conti (* 1993), kanadischer Schauspieler
- Alexander Conze (1831–1914), deutscher Klassischer Archäologe
- Alexander Cools (1941–2013), niederländischer Verhaltenspharmakologe
- Alexander Copeland, US-amerikanischer Leichtathlet, Leichtathletiktrainer und Sportjournalist
- Alexander Coppel (1865–1942), deutscher Unternehmer
- Alexander Cosmar (1805–1842), deutscher Schriftsteller, Herausgeber und Verleger des Biedermeier
- Alexander Costea (* 1982), rumänisch-deutscher Regisseur, Drehbuchautor und Dramaturg
- Alexander Coull (* 1931), schottischer Bauingenieur
- Alexander Courage (1919–2008), US-amerikanischer Komponist von Filmmusik
- Alexander Coutanche, Baron Coutanche (1892–1973), britischer Politiker und Jurist auf Jersey
- Alexander de Cova (* 1964), deutscher Zauberkünstler
- Alexander Cozbinov (* 1995), moldauischer Tennisspieler
- Alexander Cozens (1717–1786), britischer Landschaftsmaler
- Alexander Kerr Craig (1828–1892), US-amerikanischer Politiker
- Alexander Crailsheim (1806–1880), Politiker Freie Stadt Frankfurt
- Alexander Cranz (1779–1845), württembergischer Oberamtmann
- Alexander Crichton (1763–1856), britischer Mediziner
- Alexander von Cronhelm (1810–1846), deutscher Landschaftsmaler
- Alexander Crummell (1819–1898), Missionar in Afrika
- Alexander Csernyin (* 1960), ungarischer Schachspieler mit sowjetischen Wurzeln
- Alexander von Cube (1927–2013), deutscher Wissenschaftsjournalist
- Alexander Lamb Cullen (1920–2013), britischer Elektroingenieur
- Alexander Cumming († 1814), Londoner Uhrmacher; erfand 1775 das Wasserklosett
- Alexander Cummings (1810–1879), US-amerikanischer Politiker, Gouverneur von Colorado
- Alexander Cunningham of Block († 1730), schottischer Jurist, Gelehrter und Schachmeister
- Alexander Cunningham (1654–1737), britischer Historiker und Schachspieler
- Alexander Cunningham (1814–1893), britischer Indologe
- Alexander Ormiston Curle (1866–1955), schottischer Archäologe und Museumsdirektor
- Alexander Cvijanović (1923–2019), jugoslawisch-US-amerikanischer Architekt, enger Mitarbeiter von Walter Gropius
- Alexander Czéh (1876–1955), deutscher Verwaltungsbeamter und Landrat
- Alexander Czerski (1920–1986), polnisch-israelischer Schriftsteller
- Alexander Czerwinski (* 1969), deutscher Judoka und Sumo-Ringer
- Alexander Czwalina (1830–1893), deutscher Richter und Parlamentarier

#### D
- Alexander von Dachenhausen (1848–1916), deutscher Oberleutnant, Genealoge, Heraldiker und Grafiker
- Alexander Dahl (1892–1978), deutscher Fabrikant, Autor und Ballonfahrer
- Alexander Joseph Daiwaille (1818–1888), niederländischer Porträt- und Landschaftsmaler
- Alexander Dalgarno (1928–2015), britischer Physiker und Astrophysiker
- Alexander J. Dallas (1759–1817), US-amerikanischer Politiker
- Alexander Dallin (1924–2000), US-amerikanischer Historiker
- Alexander Dalrymple (1737–1808), schottischer Geograph
- Alexander Felix von Dalwigk zu Lichtenfels (1776–1839), Hessen-kasselscher Offizier, Mitglied der Landstände in Waldeck
- Alexander von Dalwigk zu Lichtenfels (1860–1941), deutscher Landrat, Mitglied des Provinziallandtages der Provinz Hessen-Nassau
- Alexander von Danckelman (1855–1919), deutscher Geograph und Meteorologe
- Alexander von Daniels (1800–1868), preußischer Obertribunalrat, Kronsyndikus und Hochschullehrer
- Alexander von Daniels (1891–1960), deutscher Generalleutnant im Zweiten Weltkrieg
- Alexander Jakowlewitsch Danilewski (1838–1923), russischer Biochemiker, Physiologe und Pharmakologe
- Alexander Pawlowitsch Danilischin (* 1989), russischer Eishockeytorwart
- Alexander Dann (1817–1897), deutscher Jurist, Partikulier, Landwirt und Politiker (NLP), MdR
- Alexander Dannenberg (* 1967), deutscher Filmproduzent und Regisseur
- Alexander Dargatz (* 1977), deutscher Bodybuilder
- Alexander Sergejewitsch Dargomyschski (1813–1869), russischer Komponist
- Alexander Darkow (* 1980), deutscher Theaterschauspieler
- Alexander Dartsch (* 1994), deutscher Fußballspieler
- Alexander Anatoljewitsch Daschewski (* 1988), russischer Naturbahnrodler
- Alexander David (1687–1765), deutscher Kammerrat jüdischer Herkunft
- Alexander C. Davidson (1826–1897), US-amerikanischer Plantagenbesitzer und Politiker
- Alexander Edmund Batson Davie (1847–1889), kanadischer Politiker
- Alexander Davis (1833–1889), US-amerikanischer Politiker
- Alexander Davis, kanadischer Kinderdarsteller und Theaterschauspieler
- Alexander Jackson Davis (1803–1892), US-amerikanischer Architekt
- Alexander K. Davis, US-amerikanischer Politiker
- Alexander Alexandrowitsch Dawidenko (1899–1934), russischer Komponist
- Alexander Sergejewitsch Dawydow (1912–1993), ukrainischer Physiker
- Alexander de Balliol, englisch-schottischer Adliger, Militär und Politiker
- Alexander De Croo (* 1975), liberaler flämischer Politiker und Unternehmer
- Alexander De Los Rios (* 1992), deutscher Eishockeyspieler
- Alexander Procofieff De Seversky (1894–1974), US-amerikanischer Luftfahrtingenieur russischer Herkunft
- Alexander De Witt (1798–1879), US-amerikanischer Politiker
- Alexander Decker, österreichischer Boxer
- Alexander Decoteau (1887–1917), kanadischer Langstreckenläufer indianischer Herkunft
- Alexander Dedekind (1856–1940), österreichischer Ägyptologe
- Alexander Wiktorowitsch Dedjuschko (1962–2007), russischer Schauspieler
- Alexander Deeg (* 1972), deutscher Theologe
- Alexander Trifonowitsch Degtjar (1908–1981), sowjetischer Schauspieler
- Alexander Wladimirowitsch Degtjarjow (* 1955), sowjetischer Kanute
- Alexander Dehms (1904–1979), deutscher Politiker (SPD), MdA
- Alexander Deichsel (* 1935), deutscher Soziologe
- Alexander Alexandrowitsch Deineka (1899–1969), sowjetischer Maler, Grafiker und Plastiker
- Alexander Nikolajewitsch Deitsch (1899–1986), russischer Astronom
- Alexander Delle (* 1974), deutscher Politiker (NPD), MdL
- Alexander Demandt (* 1937), deutscher Althistoriker
- Alexander Grigorjewitsch Demidow (1737–1803), russischer Unternehmer
- Alexander Sergejewitsch Demjanenko (1937–1999), russisch-sowjetischer Schauspieler
- Alexander Alexandrowitsch Deneschkin (* 1991), russischer Eishockeyspieler
- Alexander Wladimirowitsch Denissjew (* 1991), russischer Rennrodler
- Alexander Dercho (* 1987), deutscher Fußballspieler
- Alexander Jurjewitsch Derewen (* 1992), russischer Handballspieler
- Alexander Wiktorowitsch Dergatschow (* 1996), russischer Eishockeyspieler
- Alexander Desečar (* 1933), kroatischer Autor und Theologe
- Alexander III. Dessewffy (1834–1907), ungarischer Geistlicher, Bischof des Csanáder Bistums
- Alexander Detig (* 1966), deutscher investigativer Journalist, Produzent
- Alexander Deubl (* 1983), deutscher Snowboarder und Künstler
- Alexander Deubner (1905–1969), deutscher Physiker
- Alexander K. Dewdney (1941–2024), kanadischer Informatiker und Buchautor
- Alexander Pawlowitsch Dianin (1851–1918), russischer Chemiker
- Alexander Dibelius (* 1959), deutscher Finanzmanager
- Alexander Dickson (1836–1887), schottischer Mediziner und Botaniker
- Alexander Dierbach (* 1979), deutscher Fernsehregisseur
- Alexander Dierks (* 1987), deutscher Politiker (CDU), MdL
- Alexander Diess (* 1971), österreichischer Skispringer und Skisprungtrainer
- Alexander Dietrich (* 1983), deutscher Robotiker
- Alexander Dietz (Historiker) (1864–1934), deutscher Jurist und Historiker
- Alexander Dietz (Theologe) (* 1976), deutscher Theologe und Ethiker
- Alexander Dietzen (* 1976), deutscher Oberstabsfeldwebel
- Alexander Dilger (* 1968), deutscher Wirtschaftswissenschaftler und Hochschullehrer
- Alexander Dill (* 1964), deutscher Politiker
- Alexander Dill (* 1959), deutscher Soziologe
- Alexander Dimitrenko (* 1982), deutsch-ukrainischer Schwergewichtsboxer
- Alexander Dinelaris, Jr., Drehbuchautor
- Alexander Dinghas (1908–1974), deutscher Mathematiker
- Alexander Nikolajewitsch Dinnik (1876–1950), sowjetisch-ukrainischer Ingenieurwissenschaftler für Mechanik
- Alexander Dinter (* 1983), deutscher Koch
- Alexander DiPersia (* 1982), US-amerikanischer Schauspieler
- Alexander Nikolajewitsch Ditjatin (* 1957), sowjetischer Kunstturner
- Alexander Dittner, deutscher Filmeditor
- Alexander S. Diven (1809–1896), US-amerikanischer Offizier und Politiker
- Alexander Diwiak (* 1989), österreichischer Schauspieler
- Alexander Dix (* 1951), deutscher Jurist und Datenschutzexperte
- Alexander Djajasiswaja (1931–2006), indonesischer Geistlicher, Bischof von Bandung
- Alexander Djatschenko (* 1983), kasachischer Radrennfahrer
- Alexander Djatschenko (* 1980), kasachischer Beachvolleyballspieler
- Alexander Igorewitsch Djatschenko (* 1990), russischer Kanute
- Alexander Djiku (* 1994), ghanaisch-französischer Fußballspieler
- Alexander Walerjewitsch Djukow (* 1967), russischer Manager
- Alexander Dlugaiczyk (* 1983), deutscher Fußballtorhüter
- Alexander Matwejewitsch Dmitrijew-Mamonow (1758–1803), Liebhaber Katharinas II. von Russland (1786–1789)
- Alexander Dobrindt (* 1970), deutscher Politiker (CSU), MdB
- Alexander Michailowitsch Dobroljubow, russischer Schriftsteller des Symbolismus und Führer der religiösen Bewegung der Dobroljubowianer
- Alexander Michailowitsch Dobroskok (* 1982), russischer Wasserspringer
- Alexander Nikolajewitsch Dobrschanski (1873–1937), russischer Sportschütze
- Alexander Monroe Dockery (1845–1926), US-amerikanischer Politiker
- Alexander Sergejewitsch Dodonow (1907–1994), sowjetischer Pilot
- Alexander Doemens (1895–1966), deutscher Verwaltungsjurist
- Alexander Doent (* 1968), österreichischer Autor und Komponist
- Alexander Doering (* 1974), deutscher Synchronsprecher und Schauspieler
- Alexander Fabian zu Dohna-Schlobitten (1781–1850), preußischer Oberstleutnant, Ritter des Ordens Pour le Mérite
- Alexander zu Dohna-Schlobitten (1661–1728), kurbrandenburgischer General und Diplomat
- Alexander zu Dohna-Schlobitten (1899–1997), deutscher Großgrundbesitzer, Offizier und Autor
- Alexander Graf zu Dohna-Schlodien (1876–1944), deutscher Rechtswissenschaftler und Politiker (DVP), MdR
- Alexander Dolezalek (1914–1999), deutscher Jurist
- Alexander Dmitrijewitsch Dolgow (* 1941), russischer Physiker
- Alexander Wladimirowitsch Dolgow (* 1998), russischer Fußballspieler
- Alexander Dolgun (1926–1986), Überlebender des Suchanowka-Gefängnisses
- Alexander Iwanowitsch Dolguschin (1946–2006), sowjetischer Wasserballspieler
- Alexander Doll (* 1970), deutscher Betriebswirt
- Alexander Naumowitsch Dolschanski (1908–1966), sowjetischer Musikwissenschaftler
- Alexander von Domarus (1881–1945), deutscher Mediziner
- Alexander Domínguez (* 1987), ecuadorianischer Fußballtorhüter
- Alexander Dominicus (1873–1945), deutscher Jurist, Verwaltungsbeamter und Politiker (DDP)
- Alexander Donchenko (* 1998), deutscher Schachgroßmeister
- Alexander von Dönhoff (1683–1742), preußischer Generalleutnant und Vertrauter des Königs Friedrich Wilhelm I. (Preußen)
- Alexander Donigian (* 1993), armenischer Sprinter US-amerikanischer Herkunft
- Alexander Donike (* 1961), deutscher Radrennfahrer
- Alexander William Doniphan (1808–1887), US-amerikanischer Offizier, Jurist und Politiker
- Alexander Donnet, Baron Donnet of Balgay (1916–1985), britischer Gewerkschaftsfunktionär
- Alexander Wiktorowitsch Donskoi (* 1970), russischer Politiker, Bürgermeister von Archangelsk
- Alexander Doom (* 1997), belgischer Sprinter
- Alexander Dordett (1916–1984), Geistlicher, Theologe und Hochschullehrer
- Alexander Dorn (1833–1901), deutscher Komponist der Romantik
- Alexander von Dorn (1838–1919), österreichischer Volkswirt und Publizist
- Alexander von Dörnberg (1801–1860), Diplomat und Außenminister
- Alexander von Dörnberg (1901–1983), deutscher Jurist und Politiker (NSDAP)
- Alexander Dorner (1893–1957), deutscher Kunsthistoriker und Hochschullehrer
- Alexander Dornhof (1891–1937), wolgadeutscher Martyrer und Opfer des Stalinismus
- Alexander Anatoljewitsch Dorofejew (* 1946), russischer Generalmajor
- Alexander Dotzler (* 1984), deutscher Eishockeyspieler
- Alexander Douglas († 1718), schottischer Politiker, Mitglied des House of Commons
- Alexander Douglas-Hamilton, 16. Duke of Hamilton (* 1978), britischer Adliger und Premier Peer of Scotland
- Alexander Jewgenjewitsch Dowbnja (* 1996), russischer Fußballspieler
- Alexander Wjatscheslawowitsch Dowbnja (* 1987), russischer Fußballspieler
- Alexander Downer (* 1951), australischer Politiker, Außenminister
- Alexander Alexandrowitsch Dragunow (1900–1955), sowjetischer Sinologe und Sprachwissenschaftler
- Alexander Wilson Drake (1843–1916), US-amerikanischer Holzstecher, Autor, Kunstkritiker und Kunstsammler
- Alexander Dremsizis (* 1977), deutscher Poolbillardspieler
- Alexander Alexandrowitsch Drenteln (1868–1925), russischer General
- Alexander Romanowitsch Drenteln (1820–1888), russischer General und Staatsmann
- Alexander Dressel (* 1971), deutscher Koch
- Alexander Dressler (1935–2016), deutscher Mathematiker
- Alexander Dreymon (* 1983), deutscher Schauspieler
- Alexander Dreyschock (1818–1869), böhmischer Klaviervirtuose und Komponist
- Alexander Surenowitsch Dronow (1946–2023), russischer Fernschachweltmeister
- Alexander Nikolajewitsch Drosdezki (* 1981), russischer Eishockeyspieler
- Alexander Drozdzynski (1925–1981), polnischer Journalist und Schriftsteller
- Alexander Drummond (1698–1769), britischer Freimaurer, Reiseschriftsteller und Konsul
- Alexander du Prel (* 1970), deutscher Kameramann
- Alexander Du Toit (1878–1948), südafrikanischer Geologe
- Alexander Dubček (1921–1992), slowakischer Politiker und Leitfigur des so genannten Prager Frühlings (1968)
- Alexander Sergejewitsch Dubtschenko (* 1995), russischer Radsportler
- Alexander Dück (* 1980), deutsch-kasachischer Eishockeyspieler und -trainer
- Alexander Dückers (1939–2024), deutscher Kunsthistoriker
- Alexander Duda (* 1955), deutscher Theaterregisseur, Synchronsprecher, Theater- und Volksschauspieler
- Alexander Duff, 1. Duke of Fife (1849–1912), schottischer Adeliger und Politiker, Mitglied des House of Commons
- Alexander Geljewitsch Dugin (* 1962), russischer nationalbolschewistischer Politiker, Politologe, politischer Philosoph und Publizist
- Alexander van Dülmen (* 1968), deutscher Filmproduzent und Filmschaffender
- Alexander Dumreicher-Ivanceanu (* 1971), österreichischer Filmproduzent
- Alexander Duncan (1788–1853), US-amerikanischer Politiker der Demokratischen Partei
- Alexander Duncan-Thibault (* 1994), kanadischer Volleyballspieler
- Alexander Duncker (1813–1897), deutscher Verleger und Buchhändler
- Alexander Duncker (1850–1929), deutscher Verleger und Buchhändler
- Alexander Dunin von Przychowski (1826–1916), preußischer Generalleutnant
- Alexander Rankin Dunlop (1868–1946), britischer Verwaltungsoffizier und Resident East Coast und Sandakan
- Alexander Dürr (* 1971), deutscher Fußballspieler
- Alexander von Dusch (1851–1923), deutscher Politiker und badischer Staatsminister (1905–1917)
- Alexander von Dusch (1789–1876), badischer Jurist und Diplomat
- Alexander Iljitsch Dutow (1879–1921), russischer Offizier, zuletzt Generalleutnant und Kosakenführer im Russischen Bürgerkrieg
- Alexander Leonidowitsch Dworkin (* 1955), russischer Theologe und Kirchenhistoriker
- Alexander Wladimirowitsch Dwornikow (* 1961), russischer General
- Alexander Dydyna (* 1984), deutscher Drehbuchautor
- Alexander Dymowskich (* 1983), kasachischer Radrennfahrer
- Alexander Lwowitsch Dymschitz (1910–1975), russischer Literaturwissenschaftler, Autor und Hochschullehrer

#### E
- Alexander Easterman (1890–1983), britischer Jurist und Journalist
- Alexander Eberlein (* 1988), deutscher Fußballspieler
- Alexander Eberth (* 1944), deutscher Anwalt und Senator (Bayern)
- Alexander Ebner (* 1967), deutscher Sozialwissenschaftler und Hochschullehrer
- Alexander Ebner (1821–1890), österreichischer Apotheker und Politiker, Landtagsabgeordneter
- Alexander von Eckartsberg (1815–1896), preußischer Generalmajor, Kommandeur der 22. Infanterie-Brigade und Rechtsritter des Johanniterordens
- Alexander Eckener (1870–1944), deutscher Maler und Grafiker
- Alexander Ecker (1816–1887), deutscher Anatom und Anthropologe
- Matthias Alexander Ecker (1766–1829), deutscher Chirurg und Geburtshelfer
- Alexander Eckmayr (* 1999), österreichischer Fußballspieler
- Alexander Eder (* 1998), österreichischer Singer-Songwriter
- Alexander Edezath (1904–1979), indischer Geistlicher, Bischof von Cochin
- Alexander Edler (* 1986), schwedischer Eishockeyspieler
- Alexander Edmondson (* 1993), australischer Bahnradsportler
- Alexander Efros, russischer Physiker
- Alexander von Egen (* 1952), italienischer Jurist und Politiker (Südtirol)
- Alexander Egger (* 1979), italienischer Eishockeyspieler
- Alexander Eggermont (* 1952), niederländischer Onkologe und Chirurg
- Alexander Heinrich Eggers (1864–1937), deutscher Pädagoge und Publizist
- Alexander Egyed, Informatiker und Professor für Engineering of Software-Intensive-Systems JKU Linz
- Alexander Ehl (* 1999), deutscher Eishockeyspieler
- Alexander P. F. Ehlers (* 1955), deutscher Mediziner und Fachanwalt
- Alexander Eiban (* 1994), deutscher Fußballspieler
- Alexander Eibner (1862–1935), deutscher Chemiker und Malereitechnologe
- Alexander Alexandrowitsch Eichenwald (1864–1944), russischer Physiker und Hochschullehrer
- Alexander Dietrich von Eickstedt († 1727), sächsischer Generalleutnant und zuletzt Kommandant von Sonnenstein
- Alexander Wladimirowitsch Eiduk (1886–1938), sowjetischer Revolutionär lettischer Herkunft
- Alexander Eifler (1888–1945), österreichischer sozialdemokratischer Offizier und Widerstandskämpfer
- Alexander Eigenbrodt (1813–1864), hessischer Gutsbesitzer, Politiker und Abgeordneter
- Alexander Eiling (* 1974), deutscher Kunsthistoriker und Kurator
- Alexander Einhorn († 1575), deutschbaltischer evangelischer Geistlicher, Superintendent von Kurland
- Alexander Eisenach (* 1984), deutscher Theaterregisseur und Autor
- Alexander Eisenfeld (* 1981), deutscher Schauspieler
- Alexander Eisenkopf (* 1962), deutscher Wirtschaftswissenschaftler, Verkehrsexperte und Hochschullehrer
- Alexander Eisvogel (* 1965), deutscher Jurist, Präsident der Bundesakademie für öffentliche Verwaltung
- Alexander Ekert (1875–1920), deutscher Theater- und Stummfilmschauspieler
- Alexander Jurjewitsch Ektow (* 1996), russischer Fußballspieler
- Alexander Elbrächter (1908–1995), deutscher Politiker (DP, CDU), MdB, MdEP
- Alexander Eliasberg (1878–1924), russischer Übersetzer
- Alexander Ellinger (1870–1923), deutscher Pharmakologe
- Alexander John Ellis (1814–1890), englischer Philologe
- Alexander Elsner (1881–1945), deutscher Bauingenieur und Kommunalpolitiker
- Alexander Elster (1877–1942), deutscher Jurist und Verlagsdirektor
- Alexander Pawlowitsch Eltekow (1846–1894), russischer Chemiker
- Alexander von Elverfeldt (1929–2018), deutscher Land- und Forstwirt sowie Verbandsfunktionär und Autor
- Alexander Emanuely (* 1973), österreichischer Autor
- Alexander Enberg (* 1972), US-amerikanischer Filmschauspieler und Filmproduzent
- Alexander Jurjewitsch Enbert (* 1989), russischer Eiskunstläufer
- Alexander Ende (* 1979), deutscher Fußballtrainer
- Alexander Gawrilowitsch Endjukowski († 1938), sowjetischer Finnougrist
- Alexander Endreß (* 1971), deutscher Wirtschafts- und Sozialwissenschaftler, Bildungsmanager sowie Musiker
- Alexander Engel (* 1962), deutsch-kasachischer Eishockeyspieler
- Alexander Engel (1902–1968), deutscher Schauspieler und Regisseur
- Alexander Franz Joseph von Engel (1722–1800), Bischof von Leoben
- Alexander von Engelberg (1894–1960), deutscher Unternehmer
- Alexander Engelhard (* 1972), deutscher Politiker (CSU), MdB
- Alexander Engelhardt (* 1996), deutscher Handballspieler
- Alexander Baron Engelhardt (1885–1960), deutscher Medizinhistoriker
- Alexander Nikolajewitsch Engelhardt (1832–1893), russischer Agrochemiker
- Alexander Engels (1871–1933), deutscher Theaterschauspieler
- Alexander Paul Englert (* 1960), deutscher Fotograf
- Alexander Enmann (1856–1903), deutsch-baltischer Althistoriker
- Alexander zu Erbach-Erbach (1891–1952), Abgeordneter der Ersten Kammer der Landstände (Hessen)
- Alexander zu Erbach-Schönberg (1872–1944), deutscher Adliger
- Alexander Erbrich-Crawford (* 1965), deutscher Posaunist und Arrangeur
- Alexander Erdland (* 1951), deutscher Bankier
- Alexander Erdmann (* 1977), deutscher Eishockeyspieler
- Alexander Ferdinand von Erdmannsdorf (1774–1845), deutscher Forstbeamter und Rittergutsbesitzer
- Alexander Leopold von Erichsen (1787–1876), deutscher Generalleutnant und letzter Kommandant der Stadt Braunschweig
- Alexander Erler (* 1997), österreichischer Tennisspieler
- Alexander Ernemann (1878–1956), deutscher Unternehmer, Techniker und Konstrukteur von Kinogeräten
- Alexander Erskein (1598–1656), schwedischer Diplomat, Hofgerichtspräsident, Präsident der Herzogtümer Bremen und Verden
- Alexander Erskine, 2. Baronet (1663–1727), schottischer Adliger, Politiker und Lord Lyon King of Arms
- Alexander Erskine, 3. Lord Erskine, schottischer Adliger
- Alexander Eschenbach (1904–1993), deutscher Politiker (GB/BHE), MdL
- Alexander Essfeld (1874–1939), deutscher Marinemaler der Düsseldorfer Schule
- Alexander Esswein (* 1990), deutscher Fußballspieler
- Alexander Esters (* 1977), deutscher Künstler
- Alexander Estis (* 1986), russisch-schweizerischer Autor, Übersetzer und Journalist
- Alexander Esway (1895–1947), ungarischstämmiger Filmregisseur
- Alexander Markowitsch Etkind (* 1955), russischer Psychologe und Kulturwissenschaftler
- Alexander Ettenburg (1858–1919), deutscher Theaterkünstler
- Alexander Euler (1929–2012), Schweizer Politiker (SP)
- Alexander Evans (1818–1888), US-amerikanischer Politiker
- Alexander Evertz (1906–2001), evangelischer Pastor und Autor in Dortmund
- Alexander Charles Ewald (1842–1891), britischer Verwaltungsbeamter und Historiker
- Alexander Ewgraf (* 1961), russisch-deutscher Maler und Installations-Künstler
- Alexander Ewing (1814–1873), schottischer Theologe und anglikanischer Bischof
- Alexander Exarch (1810–1891), bulgarischer Journalist und Aufklärer
- Alexander Exner (* 1947), österreichischer Unternehmensberater
- Alexander Eychmüller (* 1958), deutscher Chemiker und Hochschullehrer

#### F
- Alexander Fach (1815–1883), deutscher Bauingenieur, Architekt und kommunaler Baubeamter
- Alexander Fadejew (* 1983), kasachischer Biathlet
- Alexander Alexandrowitsch Fadejew (1901–1956), russischer Schriftsteller
- Alexander Wladimirowitsch Fadejew (* 1964), russischer Eiskunstläufer
- Alexander Michailowitsch Fainzimmer (1906–1982), sowjetischer Regisseur
- Alexander Falk (1805–1887), deutscher Lehrer und Politiker
- Alexander Falk (* 1969), deutscher Unternehmer und Verlagserbe
- Alexander Falk (* 1967), österreichischer Unternehmer
- Alexander von Falkenhausen (1878–1966), deutscher General der Infanterie, Chef der Militärverwaltung im besetzten Belgien
- Alexander von Falkenhausen (1907–1989), deutscher Rennfahrer und Ingenieur
- Alexander Faltin (1819–1899), deutscher Jurist und liberaler Politiker
- Alexander Falzmann (1887–1942), polnischer evangelischer Geistlicher und langjähriger Pfarrer von Zgierz
- Alexander Sergejewitsch Faminzyn (1841–1896), russischer Komponist und Musikpädagoge
- Alexander Famulla (* 1960), deutsch-polnischer Fußballtorwart
- Alexander Fankhauser (* 1974), österreichischer Koch
- Alexander Farenholtz (* 1954), deutscher Kulturmanager
- Alexander Farkas, US-amerikanischer Musikpädagoge und Pianist
- Alexander Farnerud (* 1984), schwedischer Fußballspieler
- Alexander A. Farrelly (1923–2002), US-amerikanischer Politiker
- Alexander Fasekasch (* 1966), österreichischer zeitgenössischer Maler
- Alexander Fathoullin (* 1995), kanadischer Shorttracker
- Alexander Fauland (* 1964), österreichischer Schachspieler
- Alexander Fechner (* 1977), deutscher Comiczeichner, Designer und Illustrator
- Alexander Nikolajewitsch Fedotenkow (* 1959), russischer Vizeadmiral
- Alexander Wassiljewitsch Fedotow (1932–1984), sowjetischer Testpilot und General der Luftstreitkräfte
- Alexander Fehling (* 1981), deutscher Schauspieler
- Alexander Feilding, 12. Earl of Denbigh (* 1970), britischer Adliger
- Alexander von Feilitzsch (1870–1947), deutscher Verwaltungsjurist und Bezirksamtmann
- Alexander Feistl (* 1985), deutscher Eishockeyspieler
- Alexander Semonowitsch Feklisow (1914–2007), sowjetischer NKWD-Offizier
- Alexander Wassiljewitsch Feklistow (* 1955), russischer Schauspieler
- Alexander Feld (* 1993), deutscher Handballspieler
- Christian Alexander Fellner (1800–1883), deutscher Kaufmann, Botaniker, Waffensammler und Mäzen
- Alexander E. Fennon (* 1961), österreichischer Schauspieler
- Alexander Fjodorowitsch Feoktistow (* 1948), russischer Schachkomponist und Ingenieur
- Alexander Ferenczy (1895–1931), ungarischer Filmarchitekt
- Joseph Alexander Fernandes (1889–1967), indischer römisch-katholischer Geistlicher
- Alexander Ferrauti (* 1960), deutscher Sportwissenschaftler und Hochschullehrer
- Alexander Ferro (* 1981), deutscher Schlagersänger und Songwriter
- Alexander Jewgenjewitsch Fersman (1883–1945), russisch-sowjetischer Mineraloge, Geochemiker und Kristallograph
- Alexander Fesca (1820–1849), deutscher Komponist und Pianist
- Alexander Fest (* 1960), deutscher Verleger
- Alexander Fidlin (* 1965), russisch-deutscher Ingenieur und Hochschullehrer für technische Mechanik
- Alexander Fiedemann (1878–1940), russisch-deutscher Konzertvirtuose und Musikpädagoge
- Alexander von Fielitz (1860–1930), deutscher Komponist
- Alexander Fiévez (1902–1949), niederländischer Oberst und Politiker
- Alexander Figotin (* 1954), russischstämmiger US-amerikanischer mathematischer Physiker und Professor an der University of California, Irvine
- Alexander Wassiljewitsch Filin (* 1996), ukrainischer und russischer Fußballspieler
- Alexander Wassiljewitsch Filipenko (* 1950), russischer Politiker und Staatsmann
- Alexander Filipović (* 1975), deutscher Philosoph, Medienethiker und Theologe
- Alexander Filippou (* 1958), griechisch-deutscher Chemiker
- Alexander Filippow (* 1984), russischer Radsportler
- Alexander Nikolajewitsch Filippow (* 1951), russischer Eishockeyspieler
- Alexander von Finckh (1806–1888), oldenburgischer Regierungsbeamter
- Alexander Findlay († 1851), britischer Offizier und Leutnantgouverneur der Kolonie Gambia
- Alexander Fink (* 1967), deutscher Zukunftsforscher und Strategieberater
- Alexander Finkenwirth (* 1986), deutscher Theater- und Filmschauspieler
- Alexander Grigorjewitsch Fischer von Waldheim (1803–1884), deutschstämmiger russischer Botaniker (und Arzt)
- Alexander Fischer (* 1944), russischer Jazz-Trompeter
- Alexander Fischer (1903–1981), deutscher Bildhauer
- Alexander Fischer (1933–1995), deutscher Historiker und Hochschullehrer
- Alexander Fischer (* 1974), deutscher Politiker (Die Linke) und Staatssekretär
- Alexander Fischer (* 1963), deutscher Politiker (SPD), Bürgermeister von Höxter
- Alexander Fischerkoesen (* 1968), deutscher Kameramann
- Alexander Fischinger (* 1964), deutscher Fußballtrainer
- Alexander Fiseisky (* 1950), russischer Organist und Musikwissenschaftler
- Alexander Fishbein (* 1968), US-amerikanischer Schachspieler
- Alexander Green Fite (1892–1962), US-amerikanischer Romanist
- Alexander Fitz (* 1948), russlanddeutscher Schriftsteller, Journalist und Drehbuchautor
- Alexander Fixlmillner (1686–1759), römisch-katholischer Geistlicher; Abt des Benediktinerstiftes Kremsmünster
- Alexander Petrowitsch Fjodorow, russischer Erfinder
- Alexander Flamant (1836–1897), deutscher Landschafts- und Bildnismaler
- Alexander Flamberg (1880–1926), polnischer Schachspieler
- Alexander Fleming (1881–1955), schottischer Bakteriologe und Nobelpreisträger, einer der Entdecker des Penicillins
- Alexander Flemming (* 1987), deutscher Tischtennisspieler
- Alexander Flessburg (1883–1942), deutscher Schauspieler, Opernsänger (Tenor/Bariton) und Textdichter
- Alexander Heinz Flessburg (1874–1936), deutscher Militärmusiker und SS-Obersturmführer
- Alexander Fliaster (* 1966), deutscher Wirtschaftswissenschaftler
- Alexander Flierl (* 1970), deutscher Rechtsanwalt und Politiker (CSU), MdL
- Alexander Flinsch (1834–1912), deutscher Unternehmer, Aquarellmaler und Kunstsammler
- Alexander Florstedt (1863–1929), deutscher Jäger und Jagdschriftsteller
- Alexander Föhr (* 1980), deutscher Politiker (CDU)
- Alexander Wiktorowitsch Fok (1843–1926), russischer Generalleutnant
- Alexander Sergejewitsch Foliforow (* 1992), russischer Radrennfahrer
- Alexander Folk (* 1946), US-amerikanischer Schauspieler
- Alexander Fölker (* 1956), rumänischer Handballspieler
- Alexander Wassiljewitsch Fomin (1867–1935), russisch-sowjetischer Botaniker, Zoologe und Mikrobiologe
- Alexander Wassiljewitsch Fomin (* 1959), russischer Politiker
- Alexander Jurjewitsch Fomitschow (* 1979), russischer Eishockeytorwart
- Alexander Foote (1905–1957), britischer Agent und Funker
- Alexander Forbes (1817–1875), schottischer Bischof
- Alexander F. I. Forbes (1871–1959), südafrikanischer Architekt und Amateurastronom schottischer Herkunft
- Alexander Forbes, 1. Lord Forbes († 1448), schottischer Adliger
- Alexander Forrest (1849–1901), australischer Entdecker
- Alexander Forsyth, schottischer Apparatebauindustrieller
- Alexander John Forsyth (1769–1843), schottischer Geistlicher und Erfinder
- Alexander Foster (* 1992), US-amerikanisch-deutscher Basketballspieler
- Alexander Andrejewitsch Foullon (1764–1844), russischer Bergbauingenieur
- Alexander Francke (1853–1925), deutsch-schweizerischer Buchhändler und Verleger
- Alexander von Francken-Sierstorpff (1861–1907), deutscher Rittergutsbesitzer und Politiker
- Alexander von François (1813–1861), deutscher Verwaltungsjurist und Landrat des Kreises Demmin
- Alexander Frangenheim (* 1959), deutscher Kontrabassist
- Alexander Frank (* 1994), österreichischer Fußballspieler
- Alexander Franke (* 1984), deutscher Hörfunkmoderator
- Alexander von Frankenberg und Ludwigsdorf (1855–1921), preußischer Generalleutnant
- Alexander Frankenthal, deutscher Fußballspieler
- Alexander Fransson (* 1994), schwedischer Fußballspieler
- Alexander von Frantzius (1821–1877), deutscher Forschungsreisender und Arzt
- Alexander Campbell Fraser (1819–1914), schottischer Philosoph und Theologe
- Alexander G. Fraser (1937–2022), britisch-US-amerikanischer Informatiker
- Alexander Kamillowitsch Frautschi (1954–2008), russischer Gitarrist
- Alexander Freed, amerikanischer Buchautor, Comicautor, Game Designer und Redakteur
- Alexander Frei (* 1979), Schweizer Fußballspieler
- Alexander Frei (* 1954), Schweizer Unternehmer und Autorennfahrer
- Alexander Freier-Winterwerb (* 1986), deutscher Politiker (SPD)
- Alexander Freitag (* 1999), deutscher Fußballspieler
- Alexander Frenkel (* 1985), deutscher Boxer
- Alexander Frenz (1861–1941), deutscher Maler der Moderne und Kunstprofessor an der RWTH Aachen
- Alexander Freund (* 1993), deutscher Fernsehdarsteller
- Alexander Frey (* 1961), US-amerikanischer Dirigent, Organist, Pianist, Cembalist und Komponist
- Alexander Moritz Frey (1881–1957), deutscher Schriftsteller
- Alexander von Freyhold (1813–1871), preußischer Generalleutnant und Kommandant von Stettin
- Alexander Freytag von Loringhoven (1849–1908), deutscher Jurist, Archivar und Schriftsteller
- Alexander Frick (1910–1991), liechtensteinischer Regierungschef
- Alexander Friedländer (1819–1858), deutscher Hochschullehrer und Aktivist der Deutschen Revolution 1848/49
- Alexander Friedleben (1819–1878), Politiker der Freien Stadt Frankfurt
- Alexander Friedman (1905–1987), israelischer Architekt
- Alexander Friedman (* 1979), belarussisch-deutscher Historiker
- Alexander Soscha Friedman (1897–1943), polnischer Rabbiner, Erzieher, Journalist und Talmud-Gelehrter
- Alexander Friedmann (1948–2008), rumänisch-österreichischer Psychiater und Neurologe
- Alexander Friedmann (1838–1882), Wiener Industrieller, Gemeinderat und Landtagsabgeordneter
- Alexander Alexandrowitsch Friedmann (1888–1925), russischer und sowjetischer Physiker, Geophysiker und Mathematiker
- Alexander Friedrich (1843–1906), Landtagsabgeordneter Großherzogtum Hessen
- Alexander Friedrich (1895–1968), deutscher Radierkünstler, Holzschneider und Mosaizist des frühen Expressionismus
- Alexander Gunther Friedrich (1923–2023), deutscher Forstwissenschaftler und Diplomat
- Alexander Friedrichs (1838–1895), deutscher Landwirt und Politiker (NLP), MdR
- Alexander von Friesen (1849–1921), königlich-sächsischer Generalmajor
- Alexander Frisch (* 1975), deutscher Basketballspieler
- Alexander Frison (1875–1937), Bischof
- Alexander Fritz (1857–1932), deutscher Schachspieler
- Alexander Frohn (* 1978), deutscher Multiinstrumentalist
- Alexander Alexandrowitsch Frolow (* 1982), russischer Eishockeyspieler
- Alexander Filippowitsch Frolow (1804–1885), russischer Offizier, Leutnant im russischen Infanterieregiment Pensa und Dekabrist
- Alexander Fröschl (* 1992), österreichischer Fußballspieler
- Alexander Frühwirth (* 1969), österreichischer Triathlet
- Alexander Naumowitsch Frumkin (1895–1976), russischer Chemiker
- Alexander Frusina (* 2005), US-amerikanischer Tennisspieler
- Alexander Fu Sheng (1954–1983), chinesischer Schauspieler
- Alexander Fuchs (* 1997), deutscher Fußballspieler
- Alexander Fuhr (* 1969), deutscher Politiker (SPD), MdL
- Alexander Fuks (1917–1978), israelischer Althistoriker und Papyrologe
- Alexander Funk (* 1974), deutscher Politiker (CDU), MdL, MdB
- Alexander Funk (* 1974), deutscher Filmproduzent
- Alexander Ludwig Funk (1806–1871), Schweizer Politiker und Richter, Tagsatzungspräsident
- Alexander Futran (1877–1920), Politiker (USPD)

#### G
- Alexander Gaede (1813–1882), preußischer Generalmajor und Kommandeur der 5. Artillerie-Brigade
- Alexander L. Gaeta (* 1961), US-amerikanischer Physiker
- Alexander Iwanowitsch Gagarin (1801–1857), russischer Militär und Generalgouverneur des Kaukasus
- Alexander Gagel (1933–2019), deutscher Jurist
- Alexander Gaheis (1869–1942), österreichischer Klassischer Philologe und Archäologe
- Alexander Gaida (* 1991), deutscher Synchronsprecher und Schauspieler
- Alexander Alexandrowitsch Gaifullin (* 1984), russischer Mathematiker
- Alexander Saidgerejewitsch Galimow (1985–2011), russischer Eishockeyspieler
- Alexander Michailowitsch Galin (* 1947), russischer Dramaturg und Theater- und Filmregisseur
- Alexander Arkadjewitsch Galitsch (1918–1977), sowjetischer Lyriker, Dramatiker und Schauspieler
- Alexander Iwanowitsch Galitsch (1783–1848), russischer Philosoph und Logiker
- Alexander Wassiljewitsch Galizki (1863–1921), russischer Schachkomponist
- Alexander Alexandrowitsch Galkin (* 1979), russischer Schachspieler
- Alexander Wiktorowitsch Galkin (* 1958), russischer Generaloberst
- Alexander Gallee (* 1968), österreichischer Allgemeinmediziner sowie Lied-, Konzert- und Opernsänger (Tenor)
- Alexander Romanowitsch Galljamow (* 1999), russischer Eiskunstläufer
- Alexander Galloway (1776–1847), englischer Mechaniker und radikaler Denker
- Alexander Gallus (* 1972), deutscher Historiker und Politikwissenschaftler
- Alexander Tilloch Galt (1817–1893), kanadischer Politiker
- Alexander Gamnitzer (* 1978), deutscher Schauspieler, Regisseur und Sprecher
- Alexander Gamper (* 1975), österreichischer Politiker (FPÖ), Landtagsabgeordneter in Tirol
- Alexander Igorewitsch Gapetschkin (* 2002), russischer Fußballspieler
- Alexander García Düttmann (* 1961), deutscher Philosoph
- Alexander Gardner (1821–1882), US-amerikanischer Fotograf
- Alexander Dmitrijewitsch Garnowski (1932–2010), russisch-sowjetischer Chemiker, Doktor der chemischen Wissenschaften, Professor
- Alexander Garth (* 1958), deutscher evangelischer Theologe, Pfarrer und Gemeindegründer
- Alexander Gassner (* 1989), deutscher Skeletonpilot
- Alexander Gatterburg (1893–1968), österreichischer Politiker, Landtagsabgeordneter
- Alexander Wassiljewitsch Gauk (1893–1963), sowjetischer Dirigent und Komponist
- Alexander Gauland (* 1941), deutscher Jurist, Publizist und Politiker (seit 2013 AfD, davor CDU)
- Alexander Gause, sächsischer Oberst und Träger des Kommandeurkreuz II. Klasse des Militär-St.-Heinrichs-Ordens
- Alexander Pawlowitsch Gawrilenko (1861–1914), russischer Maschinenbauingenieur, Industrieller und Hochschullehrer
- Alexander Jewgenjewitsch Gawrilow (* 1943), sowjetischer Eiskunstläufer
- Alexander Michailowitsch Gawrilow (1816–1848), Forschungsreisender
- Alexander Gayer (* 1849), österreichischer Radsporttrainer
- Alexander Gazsi (* 1984), deutscher Eiskunstläufer
- Alexander Gebert (* 1977), polnischer Cellist und Hochschullehrer
- Alexander van Geen (1903–1942), niederländischer Moderner Fünfkämpfer
- Alexander Iwanowitsch Gegello (1891–1965), russischer Architekt und Hochschullehrer
- Alexander Gehbauer (* 1990), österreichischer Mountainbiker
- Alexander von Geiger (1808–1891), deutsch-französischer Industrieller und französischer Politiker
- Alexander Ossipowitsch Gelfond (1906–1968), russischer Mathematiker
- Alexander Girschewitsch Geller (1931–2014), russischer Schachspieler und -journalist
- Alexander Isaakowitsch Gelman (* 1933), sowjetisch-russischer Schriftsteller, Drehbuchautor und Dramatiker
- Alexander Gemberg-Wiesike (* 1974), deutscher EU-Beamter
- Alexander von Gemmingen (1838–1913), württembergischer Forstbeamter und Kammerherr
- Alexander Gentz (1826–1888), preußisch-deutscher Unternehmer
- Alexander von Gentzkow (1841–1910), preußischer Generalmajor
- Alexander Genze (* 1971), deutscher Eishockeyspieler
- Alexander George, US-amerikanischer Philosoph und Schachkomponist
- Alexander L. George (1920–2006), US-amerikanischer Politologe und Hochschullehrer
- Alexander Segger George (* 1939), australischer Botaniker
- Alexander Georgiew (1940–2012), bulgarisch-deutscher Maler und Hochschullehrer
- Alexander Georgijewitsch Georgijew (* 1996), russisch-bulgarischer Eishockeytorwart
- Alexander C. T. Geppert (* 1970), deutscher Historiker
- Alexander Gerard (1792–1839), schottischer Geograph und Entdecker
- Alexander Gérard (* 1949), deutscher Architekt und Immobilien-Projektentwickler
- Alexander Gerard († 1795), schottischer Philosoph
- Alexander Gerasimov, deutscher American-Football-Spieler
- Alexander Michailowitsch Gerassimow (1881–1963), sowjetischer Künstler
- Alexander Petrowitsch Gerassimow (1959–2020), russischer Eishockeyspieler
- Alexander Gerber (* 1973), deutscher Informationswissenschaftler, Publizist und Unternehmer
- Alexander Gerber (1874–1971), deutscher Jurist und Präsident des Oberlandgerichts München
- Alexander Gerbig (1878–1948), deutscher Maler und Grafiker
- Alexander Gerdanovits (* 1974), rumäniendeutscher Schriftsteller
- Alexander Geringas (* 1971), deutscher Sänger und Schauspieler
- Alexander Gerken (1929–2021), deutscher Franziskaner und Theologe
- Alexander Gerndt (* 1986), schwedischer Fußballspieler
- Alexander Rodionowitsch Gerngroß (1813–1904), russischer Bergbauingenieur
- Alexander von Gerschau (1825–1904), russischer General der Artillerie und Geheimrat
- Alexander Gerschenkron (1904–1978), Ökonom und Wirtschaftshistoriker
- Alexander Lwowitsch Gerschun (1868–1915), russischer Physiker und Manager
- Alexander Gerst (* 1976), deutscher Geophysiker und Raumfahrer
- Alexander Gersunde (* 1984), deutscher Motorradrennfahrer
- Alexander Gerybadze (* 1951), deutscher Wirtschaftswissenschaftler und Hochschullehrer
- Alexander Geschonneck (* 1970), deutscher Forensik-Spezialist
- Alexander O. Gettler (1883–1968), US-amerikanischer Biochemiker und Pionier der forensischen Toxikologie
- Alexander Giampietro (1912–2010), italoamerikanischer Bildhauer
- Alexander Gibsone (1770–1836), schottischer Kaufmann in Danzig
- Alexander Gier (* 1981), deutscher Schauspieler
- Alexander Giertz (1860–1910), deutscher Pfarrer, Chronist und Regionalhistoriker
- Alexander Giesche (* 1982), deutscher Theaterregisseur und Performance-Künstler
- Alexander Giese (1921–2016), österreichischer Schriftsteller, Freimaurer
- Alexander Gigl (1821–1878), österreichischer Bibliothekar, Archivar und Schriftsteller
- Alexander Gilli (1823–1880), deutscher Bildhauer
- Alexander Gillon (1741–1794), US-amerikanischer Politiker
- Alexander Gilman (* 1982), deutscher Geiger russisch-jüdischer Herkunft
- Alexander S. Gilmour (1931–2023), US-amerikanischer Elektroingenieur und Autor
- Alexander Ginsburg (1915–1996), deutscher Jurist und Funktionär der jüdischen Gemeinschaft
- Alexander Iljitsch Ginsburg (1936–2002), russischer Journalist, Schriftsteller, Herausgeber und Bürgerrechtler
- Alexander Leonidowitsch Ginzburg (* 1951), russischer Mikrobiologe
- Alexander Giraldo (* 1977), kolumbianischer Straßenradrennfahrer
- Alexander Girard (1907–1993), amerikanischer Architekt, Innenarchitekt, Designer, Sammler und Mäzen
- Alexander Girardi (1850–1918), österreichischer Schauspieler und Operettensänger (Tenor)
- Alexander Gittinger (* 1961), deutscher Schauspieler bei Film und Fernsehen
- Alexander Givental (* 1958), US-amerikanischer Mathematiker
- Alexander von Glasenapp (1793–1866), russischer Generalleutnant und Generaldirektor der Eisenbahnen
- Alexander Glaser (1884–1934), deutscher Rechtsanwalt und Politiker (DVP, später Völkischer Block)
- Alexander Glässer (1715–1758), deutscher Kupferstecher
- Alexander Konstantinowitsch Glasunow (1865–1936), russischer Komponist
- Alexander Glebov (* 1983), slowenisch-russischer Skirennläufer
- Alexander Iwanowitsch Glebow (1722–1790), russischer Offizier, Staatsbeamter und Politiker
- Alexander Glehr (* 1980), österreichischer Filmproduzent
- Alexander von Gleichen-Rußwurm (1865–1947), deutscher Schriftsteller
- Alexander Gleichmann von Oven (1879–1969), deutscher Ruderer
- Alexander Göbel (* 1974), deutscher Hörfunkjournalist
- Alexander Gocke (1877–1951), deutscher Maler und Grafiker
- Alexander Gode (1906–1970), deutsch-amerikanischer Begründer der Plansprache Interlingua
- Alexander Godley (1867–1957), britischer General
- Alexander Borissowitsch Godunow (1949–1995), russischer Balletttänzer und Schauspieler
- Alexander Goebel (* 1953), deutscher Schauspieler, Musicaldarsteller, Komiker, Theaterregisseur und Hörfunkmoderator
- Alexander Fjodorowitsch Goedicke (1877–1957), russischer Musiker und Komponist
- Alexander Goehr (1932–2024), englischer zeitgenössischer Komponist klassischer Musik deutscher Herkunft
- Alexander Goette (1840–1922), deutscher Zoologe und Hochschullehrer in Straßburg
- Alexander Göhring (* 1977), deutscher Fußballspieler
- Alexander Grigorjewitsch Goichbarg (1883–1962), russischer Hochschullehrer, Professor für Zivilrecht
- Alexander Alexandrovich Goldenweiser (1880–1940), US-amerikanischer Anthropologe und Soziologe
- Alexander Borissowitsch Goldenweiser (1875–1961), russischer Komponist und Pianist
- Alexander Goldin (* 1965), russischer Schachgroßmeister
- Alexander Goldstein (1957–2006), russischer Schriftsteller und Essayist
- Alexander Nikolajewitsch Golikow (* 1952), russischer Eishockeyspieler
- Alexander Golitzen (1908–2005), US-amerikanischer Art Director
- Alexander Michailowitsch Golizyn (1718–1783), russischer Diplomat und Feldmarschall
- Alexander Golling (1905–1989), deutscher Schauspieler
- Alexander Jakowlewitsch Golowin (1863–1930), russischer Maler und Theaterschaffender
- Alexander Sergejewitsch Golowin (* 1983), russischer Eishockeyspieler
- Alexander Sergejewitsch Golowin (* 1996), russischer Fußballspieler
- Alexander Gawrilowitsch Golowkin (1688–1760), russischer Gesandter in Berlin, Paris und im Haag
- Alexander Walentinowitsch Golowko (* 1964), russischer General und Kommandeur der Weltraumtruppen
- Alexander Demetrius Goltz (1857–1944), österreichischer Maler
- Alexander von der Goltz (1832–1912), deutscher Jurist und Politiker
- Alexander von der Goltz (1800–1870), preußischer Offizier und Schriftsteller
- Alexander Wilhelm von der Goltz (1774–1820), preußischer Generalmajor und zuletzt Kommandeur der 16. Kavallerie-Brigade
- Alexander Wjatscheslawowitsch Golubew (* 1972), russischer Eisschnellläufer
- Alexander Golubjow (* 1964), sowjetisch-russischer Skilangläufer
- Alexander Lwowitsch Golz (* 1972), russischer Eishockeyspieler
- Alexander Jakowlewitsch Gomelski (1928–2005), russischer Basketballspieler und -trainer
- Alexander Goncharov (* 1960), ukrainisch-US-amerikanischer Mathematiker
- Alexander Gonda (1905–1977), deutscher Bildhauer
- Alexander Gontard (1788–1854), Politiker Freie Stadt Frankfurt
- Friedrich Alexander Gontard (1810–1849), deutscher Handelskaufmann und Rittergutsbesitzer
- Alexander González (* 1979), kolumbianischer Bahn- und Straßenradrennfahrer
- Alexander Walerjewitsch Gorbatikow (* 1982), russischer Handballspieler
- Alexander Wassiljewitsch Gorbatow (1891–1973), sowjetischer Armeegeneral
- Alexander Iwanowitsch Gorbow (1859–1939), russisch-sowjetischer Chemiker und Hochschullehrer
- Alexander Gordan (1926–2008), deutscher Texter, Komponist, Sänger, Arrangeur und Musikproduzent
- Alexander Gordon-Lennox (1911–1987), britischer Konteradmiral
- Alexander Judajewitsch Gorelik (1945–2012), sowjetischer Eiskunstläufer
- Alexander Gorgon (* 1988), österreichischer Fußballspieler
- Alexander Borissowitsch Gorjanin (1941–2024), russischer Schriftsteller und Publizist
- Alexander Gorkow (* 1966), deutscher Schriftsteller und Journalist
- Alexander Görlach (* 1976), deutscher Journalist, Publizist und Herausgeber
- Alexander Gorlizki (* 1967), britischer bildender Künstler
- Alexander Görner (1900–1976), deutscher Wirtschaftswissenschaftler
- Alexander Gorodnik (* 1975), ukrainischer Mathematiker
- Alexander Moissejewitsch Gorodnizki (* 1933), russischer Dichter und Sänger
- Alexander Alexandrowitsch Goroschanski (* 1986), russischer Eishockeyspieler
- Alexander Georgijewitsch Gorschkow (1946–2022), sowjetischer bzw. russischer Eiskunstläufer, Eiskunstlauftrainer und Sportfunktionär
- Alexander Iwanowitsch Gorschkow (1928–1993), sowjetischer Speerwerfer
- Alexander Michailowitsch Gortschakow (1798–1883), russischer Staatsmann
- Alexander Görzen (* 1986), deutscher Crosslauf-Sommerbiathlet und Langstreckenläufer
- Alexander Göschen (1813–1875), deutscher Mediziner
- Alexander Gosztonyi (1925–2011), ungarisch-schweizerischer Lebensberater, Rückführungstherapeut und Autor
- Alexander Gottfried (* 1985), deutscher Radrennfahrer
- Alexander Göttmann (* 1957), deutscher Maler und Bildhauer
- Alexander Wilhelm Gottschalg (1827–1908), deutscher Kantor, Organist und Komponist
- Alexander von Götz und Schwanenflies (1806–1871), preußischer Beamter, Regierungspräsident von Köslin, Regierungspräsident von Düsseldorf
- Alexander Götz (1928–2018), österreichischer Politiker (FPÖ), Abgeordneter zum Nationalrat
- Alexander Gough (1614–1655), englischer Theaterschauspieler und Autor
- Alexander Gould (* 1994), US-amerikanischer Schauspieler und Synchronsprecher
- Alexander Gräbeldinger (* 1979), deutscher Kolumnist und Buchautor
- Alexander Graeff (* 1976), deutscher Schriftsteller
- Alexander von Graeve (1818–1883), Landwirt, Reichstagsabgeordneter
- Alexander von Graevenitz (* 1932), deutscher Arzt und Mikrobiologe
- Alexander Graf (* 1962), usbekisch-deutscher Schachspieler
- Alexander Graf (1856–1931), österreichischer Architekt
- Alexander Graham (* 1995), australischer Schwimmer
- Alexander H. Graham (1890–1977), US-amerikanischer Politiker
- Alexander Granach (1890–1945), österreichisch-US-amerikanischer Schauspieler
- Alexander Grigorjewitsch Granberg (1936–2010), russischer Wirtschaftswissenschaftler
- Alexander Grant (1925–2011), neuseeländischer Balletttänzer und Choreograf
- Alexander Grant (1775–1827), britischer Kapitän, Gouverneur von Gambia (1821–1829)
- Alexander Grantham (1899–1978), britischer Kolonialgouverneur
- Alexander Granzow (* 1990), deutscher Schauspieler
- Alexander Grasse (* 1968), deutscher Politologe, Germanist, Erziehungswissenschaftler, italienischer Philologe und Hochschullehrer (Universität Gießen)
- Alexander Grasshoff (1928–2008), US-amerikanischer Regisseur
- Alexander Pawlowitsch Gratschow (* 1984), russischer Eiskunstläufer
- Alexander Gratzer (* 1993), österreichischer Filmemacher
- Alexander Grau (* 1968), deutscher Philosoph, Journalist, Publizist und Buchautor
- Alexander Grau (1878–1938), deutscher Filmmanager und UFA-Vorstandsmitglied
- Alexander Grau (* 1973), deutscher Automobilrennfahrer
- Alexander Graumüller (1884–1939), deutscher Ingenieur, Unternehmer und Rennfahrer
- Alexander Gräven (1679–1746), deutsch-baltischer lutherischer Geistlicher
- Alexander Graves (1844–1916), US-amerikanischer Politiker
- Alexander Grawein (1850–1897), österreichischer Jurist, Dramatiker und Politiker
- Alexander Gray (1929–1998), kanadischer Opernsänger (Bariton) und Musikpädagoge
- Alexander Gray (1882–1968), schottischer Ökonom, Dichter und Übersetzer
- Alexander Graydon (1752–1818), amerikanischer Jurist, Schriftsteller und Militär
- Alexander Grebel (1806–1870), deutscher Jurist und Politiker
- Alexander Grebenjuk (* 1951), sowjetischer Leichtathlet
- Alexander Grebtschenko (* 1975), bulgarischer Komponist
- Alexander Henry Green (1832–1896), britischer Geologe
- Alexander W. Gregg (1855–1919), US-amerikanischer Politiker
- Alexander Gregor (* 1969), deutscher Schauspieler und Moderator
- Alexander Greiner (* 1972), deutscher Fernsehjournalist und Moderator
- Alexander Tichonowitsch Gretschaninow (1864–1956), russischer Komponist
- Alexander Sergejewitsch Gribojedow (1795–1829), russischer Diplomat und Dichter
- Alexander Grigorenko (* 1985), kasachischer Fußballtorhüter
- Alexander Assaturowitsch Grigorjan (* 1957), sowjetisch-armenischer Mathematiker
- Alexander Wassiljewitsch Grigorjew (1848–1908), russischer Geograf, Ethnograph und Botaniker
- Alexander Grill (1938–2009), österreichischer Schauspieler
- Alexander Grimm (* 1986), deutscher Kanute
- Alexander Grin (1880–1932), russischer Schriftsteller
- Alexander Igorewitsch Grischtschuk (* 1983), russischer Schachspieler
- Alexander Alexandrowitsch Grisman (1980–2008), russischer Sommerbiathlet
- Alexander Brown Griswold (1907–1991), US-amerikanischer Historiker und Thaiist
- Alexander Viets Griswold (1766–1843), Presiding Bishop der Episcopal Church in the USA
- Alexander von der Groeben (* 1955), deutscher Sportjournalist und ehemaliger Judoka
- Alexander Groiß (* 1998), deutscher Fußballspieler
- Alexander Groß (1931–2019), deutscher Pädagoge und Akademieleiter
- Alexander Groß (* 1959), deutscher Eishockeyspieler
- Alexander Balloch Grosart (1827–1899), schottischer Geistlicher und Herausgeber
- Alexander Juljewitsch Grosberg (* 1949), sowjetischer Biophysiker und Hochschullehrer
- Alexander Groschke (1821–1871), deutscher Verwaltungsbeamter und Parlamentarier
- Alexander Grossman (1909–2003), Schweizer Journalist und Schriftsteller
- Alexander Eduard von Grotenhielm (1831–1899), russischer Generalleutnant
- Alexander Groth (* 1970), deutscher Sachbuchautor und Lehrbeauftragter
- Alexander Grothendieck (1928–2014), deutsch-französischer Mathematiker
- Alexander Grubmayr (* 1964), österreichischer Diplomat und Botschafter
- Alexander Grün (* 2000), deutscher Organist und Kirchenmusiker
- Alexander Grünberg (* 1977), deutscher Schauspieler
- Alexander Gründler (* 1993), österreichischer Fußballspieler
- Alexander Grundner-Culemann (1885–1981), deutscher Forstmann und Politiker; Oberbürgermeister der Stadt Goslar (1952–1958)
- Alexander von Grunelius (1869–1938), deutscher Beamter und Politiker (DNVP)
- Alexander Rudolf Grünenwald (1849–1890), deutscher Genre- und Historienmaler
- Alexander Grünwald (* 1989), österreichischer Fußballspieler
- Alexander Grupp (1911–2003), deutscher Unternehmer
- Alexander Wiktorowitsch Gruschko (* 1955), russischer Politiker
- Alexander Gruszynski (* 1950), polnischer Kameramann
- Alexander Grüter (1907–1989), deutscher Filmproduzent
- Alexander von Grutschreiber (1849–1902), preußischer Generalmajor, Kommandeur der 5. Infanterie-Brigade
- Alexander Ferdinand Grychtolik (* 1980), deutscher Cembalist, Improvisator und Musikforscher
- Alexander Guagnini (1538–1614), italienischer Chronist
- Alexander Andrejewitsch Guber (1902–1971), russisch-sowjetischer Historiker
- Alexander Michailowitsch Gubin (* 1935), sowjetischer Biathlet
- Alexander Adolfowitsch Guchman (1897–1991), russischer Physiker und Hochschullehrer
- Alexander Guem (* 1977), österreichischer Fußballspieler und -trainer
- Alexander Guillemot de Villebois (1717–1781), russischer Generalfeldzeugmeister und Chef der Artillerie
- Alexander Pawlowitsch Guljajew (1908–1998), sowjetischer Schachkomponist
- Alexander Wjatscheslawowitsch Guljawzew (* 1973), russischer Eishockeyspieler
- Alexander Gumz (* 1974), deutscher Lyriker und Übersetzer
- Alexander Nikolajewitsch Gunjaschew (* 1959), sowjetischer Gewichtheber
- Alexander Günsberg (* 1952), österreichisch-schweizerischer Schriftsteller, Verlagsgründer und Schachorganisator
- Alexander von Günzburg, Direktor der Westerschen Bank N.V. in Amsterdam
- Alexander Guran (1824–1888), österreichischer Feldmarschallleutnant, Lehrer, Vorstand der Militärakademie und Leiter des Militärgeographischen Instituts und Maler
- Alexander Wiktorowitsch Gurewitsch (1930–2023), russischer Plasmaphysiker
- Alexander Lwowitsch Guriljow (1803–1858), russischer Komponist
- Alexander Aronowitsch Gurstein (1937–2020), sowjetischer bzw. russischer Astronom und Hochschullehrer
- Alexander Gawrilowitsch Gurwitsch (1874–1954), russischer Biologe und Mediziner
- Alexander Michailowitsch Gusjatnikow (* 1950), sowjetischer Radrennfahrer
- Alexander Alexandrowitsch Guskow (* 1976), russischer Eishockeyspieler
- Alexander Wladimirowitsch Gussew (1947–2020), russischer Eishockeyspieler
- Alexander Gustafsson (* 1987), schwedischer MMA-Kämpfer
- Alexander Gut (* 1963), schweizerisch-britischer Wirtschaftsprüfer und Unternehmer
- Alexander Gutbier (1876–1926), deutscher Chemiker
- Alexander Gutierrez (* 1990), US-amerikanisch-mexikanischer Eishockeyspieler
- Alexander B. Gutman (1902–1973), US-amerikanischer Mediziner
- Alexander Iljitsch Gutman (1945–2016), russischer Filmregisseur
- Alexander Gutowski (* 1936), deutscher Zahnarzt
- Alexander Iwanowitsch Gutschkow (1862–1936), russischer Industrieller und Politiker
- Alexander Guttmann (1851–1889), österreichischer Bühnenschauspieler und Operettensänger
- Alexander Gutzmer (* 1974), deutscher Chefredakteur des Architekturmagazins Baumeister und Editorial Director des Münchner Verlagshauses Callwey
- Alexander Guzmán (* 1985), kolumbianischer Fußballschiedsrichterassistent
- Alexander Xaver Gwerder (1923–1952), Schweizer Schriftsteller

#### H
- Alexander Haas (* 1964), deutscher Biologe und Hochschullehrer
- Alexander Haas (* 1933), österreichischer Politiker (ÖVP), Landtagsabgeordneter, Mitglied des Bundesrates
- Alexander Haas (1906–1980), deutscher Kaufmann
- Alexander Haas (* 1967), deutscher Wirtschaftswissenschaftler und Hochschullehrer
- Alexander Haase (* 1976), deutscher Handballtrainer
- Alexander Graf von Hachenburg (1847–1940), Autor und Wiedererrichter des Friedewalder Schlosses
- Alexander Hack (* 1993), deutscher Fußballspieler
- Alexander Hacke (* 1965), deutscher Musiker
- Alexander Hagen (* 1955), deutscher Segler
- Alexander Hagen (1827–1869), deutsch-baltischer Maler
- Alexander von Hagke (* 1975), deutscher Saxophonist, Klarinettist und Komponist
- Alexander Hahn (* 1987), deutscher Politiker (FDP), JuLis-Bundesvorsitzender
- Alexander Hahn (* 1993), deutscher Fußballspieler
- Alexander Hahn (* 1954), Schweizer Computer- und Video-Künstler
- Alexander J. Hahn (* 1943), US-amerikanischer Mathematiker
- Alexander von Hahn (1809–1895), russischer General der Infanterie
- Alexander Haig (1924–2010), US-amerikanischer General (United States Army), 59. Außenminister der Vereinigten Staaten
- Alexander Haindorf (1784–1862), Mediziner, Publizist und jüdischer Reformer
- Alexander Hajdecki (1851–1934), österreichischer Militärjurist und Kunsthistoriker
- Alexander Hajek (* 2003), österreichischer Radrennfahrer
- Alexander Haliday (1806–1870), irischer Entomologe
- Alexander Hall (1880–1943), schottischer Fußballspieler
- Alexander Hall (1894–1968), US-amerikanischer Filmregisseur und Filmeditor
- Alexander Hall (* 1998), US-amerikanischer Freestyle-Skisportler
- Alexander Hallén (* 1993), schwedischer Unihockeyspieler
- Alexander Halm (1840–1913), preußischer Beamter und Politiker
- Alexander Hamilton († 1804), amerikanischer Politiker, einer der Gründerväter der Vereinigten Staaten
- Alexander Hamilton, 10. Duke of Hamilton (1767–1852), schottisch-britischer Peer, Politiker und Diplomat
- Alexander Hamilton-Gordon (1817–1890), britischer General und Politiker
- Alexander Hamilton-Gordon (1859–1939), britischer Offizier der British Army, zuletzt Lieutenant-General
- Alexander Hammid (1907–2004), tschechoslowakisch-amerikanischer Avantgarde-Fotograf und Filmregisseur
- Alexander Hangerli († 1854), Fürstentum Moldau
- Alexander Bruno Hanschmann (1840–1905), deutscher Pädagoge, Heimatforscher und Sachbuchautor
- Alexander P. Hansen (* 1958), deutscher Biologe und Wissenschaftsmanager
- Alexander Contee Hanson (1786–1819), US-amerikanischer Politiker
- Alexander von Hanstein (1804–1884), Graf in Thüringen
- Alexander Hardcastle (1872–1933), britischer Offizier und Amateurarchäologe
- Alexander Harder-Khasán (1901–1985), deutscher Kunstmaler
- Alexander M. Hardy (1847–1927), US-amerikanischer Politiker
- Alexander Hareter (1883–1954), österreichischer Kleinbauer und Politiker (SDAP), Abgeordneter zum Nationalrat
- Alexander Haritonenko (* 1983), deutscher American-Football-Spieler
- Alexander Harkam (* 1981), österreichischer Fußballschiedsrichter
- Alexander Harkavy (1863–1939), belarussisch-US-amerikanischer Schriftsteller, Lexikograph und Linguist
- Alexander Harley (* 1941), britischer General
- Alexander Harper (1786–1860), US-amerikanischer Politiker
- Alexander C. Harris (* 1986), US-amerikanischer Basketballspieler
- Alexander Hartl (* 1965), deutscher Voltigierer und Landestrainer
- Alexander Hartmann (* 1968), deutscher Physiker und Hochschullehrer
- Alexander von Hartmann (1890–1943), deutscher General der Infanterie im Zweiten Weltkrieg
- Alexander Hartung (* 1970), deutscher Schriftsteller
- Alexander Hartvig (* 2002), dänischer Automobilrennfahrer
- Alexander Miller Harvey (1867–1928), US-amerikanischer Politiker
- Alexander Hasenclever (1918–1990), deutscher Arzt und Berliner Politiker (CDU), MdA
- Alexander von Haslang († 1620), deutscher Feldherr und Hexenjäger
- Alexander Haslimann (* 1974), Schweizer Projektmanagement-Spezialist, Dozent, Prüfungsexperte, Wirtschaftsinformatiker, Betriebswirtschafter und Politiker (SVP)
- Alexander Willem Michiel van Hasselt (1814–1902), niederländischer Arzt, Naturforscher und Toxikologe
- Alexander Hauff (* 1957), deutscher Schauspieler, Hörspielsprecher und Sänger
- Alexander Haugg (* 1968), deutscher Schauspieler
- Alexander Gustav Hausch (1873–1947), russischer Maler und Hochschullehrer
- Alexander Hauser (* 1984), österreichischer Fußballspieler
- Alexander Häusler (* 1963), deutscher Sozialwissenschaftler
- Alexander Häusler (* 1930), deutscher Prähistoriker
- Alexander Häusser (* 1960), deutscher Schriftsteller
- Alexander Hawkins (* 1981), britischer Jazz- und Improvisationsmusiker
- Alexander Haydter (1872–1919), österreichischer Opernsänger (Bassbariton)
- Alexander Heath (* 1978), südafrikanischer Skirennläufer
- Alexander Heckmann (1908–1994), sowjetisch-wolgadeutscher Politiker (KPdSU) und Regierungschef der Wolgadeutschen Republik
- Alexander Tilemann von Heespen (1677–1738), deutscher Verwaltungsjurist in dänischen Diensten
- Alexander Hegarth (1923–1984), deutscher Schauspieler
- Alexander Hegius († 1498), deutscher Humanist
- Alexander Heib (* 1987), deutscher Handballspieler
- Alexander Heide (* 1991), deutscher Basketballspieler
- Alexander Heidenreich (* 1972), deutscher Schauspieler und Unternehmer
- Alexander Heimann (1937–2003), Schweizer Schriftsteller
- Alexander Heimbürger (1819–1909), deutscher Zauberkünstler
- Alexander von Heinemann (1813–1884), preußischer Generalmajor
- Alexander Heinrich (* 1984), russisch-usbekischer Fußballspieler
- Alexander Heinrich (* 1987), deutscher Eishockeyspieler
- Alexander Konstantinowitsch Heins (1834–1892), russischer Generalleutnant und Ethnograph
- Alexander von Heißen (* 1995), deutscher Cembalist
- Alexander Heising (* 1967), deutscher Provinzialrömischer Archäologe
- Alexander Heisler (* 1949), deutscher Konzertveranstalter und Arzt
- Alexander Heisterkamp (* 1972), deutscher Physiker
- Alexander Helbling (1825–1876), österreichischer Braumeister und Gastwirt und Politiker, Landtagsabgeordneter
- Alexander Held (* 1958), deutscher Schauspieler
- Alexander Hellgardt (* 1978), deutscher Rechtswissenschaftler, Hochschullehrer
- Alexander Hellström (* 1987), schwedischer Eishockeyspieler
- Alexander M. Helmer (* 1967), österreichischer Sänger, Schauspieler, Regisseur, Komponist und Texter
- Alexander Hemmelrath (* 1953), deutscher Wirtschaftsprüfer und Steuerberater sowie Honorarprofessor
- Alexander-Paul Henckel (1872–1927), russischer Biologe und Hochschullehrer
- Alexander Henderson († 1646), schottischer Theologe
- Alexander Henderson (1780–1863), schottischer Arzt und Buchautor
- Alexander Henderson (1831–1913), kanadischer Fotograf schottischer Herkunft
- Alexander Hendrickx (* 1993), belgischer Hockeyspieler
- Alexander Henn (1643–1698), deutscher Benediktinerabt
- Alexander Hennig (* 1977), deutscher Wirtschaftswissenschaftler
- Alexander Henning (1892–1974), russlanddeutscher Literaturhistoriker, Pädagoge und Lyriker
- Alexander Henry (1739–1824), britisch-kanadischer Pelzhändler
- Alexander Henzen (1807–1880), preußischer Generalmajor
- Alexander Iossifowitsch Herbstman (1900–1982), russischer Schachkomponist
- Karl Alexander Herklots (1759–1830), deutscher Theaterdichter und Jurist
- Alexander Hermann (* 1991), österreichischer Handballspieler
- Alexander Heron (1884–1971), britischer Geologe
- Alexander Herr (* 1978), deutscher Skispringer
- Alexander Herrmann (* 1971), deutscher Koch, Gastronom, Fernsehkoch und Kochbuchautor
- Alexander Herrmann (1844–1896), deutschamerikanischer Zauberer
- Alexander Herrmann (1900–1981), deutscher HNO-Arzt und Hochschullehrer
- Alexander Herrmann (1814–1845), deutscher Architektur- und Landschaftsmaler
- Alexander J. Herrmann (* 1975), deutscher Politiker (CDU), MdA
- Alexander Herzberg (1887–1944), deutscher Mediziner, Psychologe und Philosoph
- Alexander Herzberg (1841–1912), deutscher Ingenieur
- Alexander Iwanowitsch Herzen (1812–1870), russischer Philosoph, Schriftsteller, Publizist
- Alexander Herzog (1934–2009), deutscher Schauspieler und Synchronsprecher
- Alexander Herzog (1934–2016), deutscher Veterinärwissenschaftler, Präsident der Landestierärztekammer Hessen
- Alexander Fermor-Hesketh, 3. Baron Hesketh (* 1950), britischer Adliger, Politiker, Rennstallbesitzer und Motorradfabrikant
- Alexander Heßler (1833–1900), deutscher Opernsänger (Bariton), Theaterschauspieler, -regisseur und -direktor
- Alexander Hessel (* 1988), deutscher Fußballspieler
- Alexander Friedrich von Hessen (1863–1945), deutscher Adliger und Komponist
- Alexander Hetjes (* 1979), deutscher Politiker (CDU)
- Alexander Hetterle (* 1969), deutscher Schauspieler und Theaterregisseur
- Alexander Hettich (* 1988), deutscher Fußballspieler
- Alexander Heubel (1813–1847), deutsch-baltischer Historien- und Porträtmaler der Düsseldorfer Schule
- Alexander Heuer (* 1954), deutscher Politiker (SPD)
- Alexander Heinrich Heyland (1869–1943), deutscher Elektrotechniker, der das Kreisdiagramm der Asynchronmaschine entwickelte
- Alexander Heyne (1869–1927), deutscher Buch- und Naturalienhändler und Entomologe
- Alexander Hickethier, deutscher Politiker, MdL
- Alexandre Gbevegnon Hidaka (* 2000), japanischer Fußballspieler
- Alexander Hilbck (1841–1908), deutscher Bergwerksdirektor und Politiker (NLP), MdR
- Alexander Hildebrand (1921–2005), schwedischer Schachkomponist
- Alexander Fjodorowitsch Hilferding (1831–1872), russischer Slawist
- Alexander Hill (* 1993), australischer Ruderer
- Alexander Hindersmann (* 1988), deutscher Fernsehdarsteller und Reality-TV-Teilnehmer
- Alexander Hirschfeld (1892–1974), deutscher Politiker (FDP, DKP-DRP), MdL
- Alexander Adolf von Hirschfeld (1787–1858), preußischer General
- Alexander Hislop (1807–1865), Pastor der Free Church of Scotland
- Alexander Hochberg (1905–1984), polnisch-deutscher Adeliger und Offizier
- Alexander Höchst (* 1962), deutscher Schauspieler
- Alexander Höck (* 2002), deutscher Fußballspieler
- Alexander Hödlmoser (* 1968), österreichischer Skirennläufer und Alpinskitrainer
- Alexander Carlton Hodson (1906–1996), US-amerikanischer Entomologe
- Alexander Höfer (1877–1937), deutscher Bildhauer und Medailleur
- Alexander Hofer (* 1972), österreichischer Fernsehjournalist und -moderator
- Alexander Hoffelner (* 1990), österreichischer Schauspieler, Sprecher und Theaterpädagoge
- Alexander Hoffmann (1947–2024), deutscher Sachbuchautor und Schriftsteller
- Alexander Hoffmann (* 1975), deutscher Politiker (CSU), MdB
- Alexander Hoffmann (1879–1946), deutscher Betriebswirt und Hochschullehrer
- Alexander von Hoffmann (* 1974), deutscher Hochschullehrer
- Alexander Hofleitner (* 2000), österreichischer Fußballspieler
- Alexander Hofmann (* 1992), deutscher Politiker (SPD), MdL Hessen
- Alexander von Hohen (1856–1914), russischer Architekt und Hochschullehrer
- Alexander zu Hohenlohe-Schillingsfürst (1862–1924), deutscher Diplomat, Publizist und Politiker, MdR
- Alexander Rudolf Hohlfeld (1865–1956), deutscher Germanist
- Alexander Hohlrieder (* 1970), österreichischer Skispringer, nordischer Kombinierer und Radfahrer
- Alexander Hold (* 1962), deutscher Jurist, Politiker (Freie Wähler), Autor sowie ehemaliger Fernsehdarsteller und Richter
- Alexander Hold-Ferneck (1875–1955), österreichischer Rechtswissenschaftler
- Alexander Holladay (1811–1877), US-amerikanischer Politiker
- Alexander Hollaender (1898–1986), US-amerikanischer Physiker
- Alexander Holle (1898–1978), deutscher Generalleutnant im Zweiten Weltkrieg
- Alexander Höller (1930–2019), österreichischer Schauspieler
- Alexander Höller (* 1996), deutscher Künstler
- Alexander Hollerbach (1931–2020), deutscher Rechtswissenschaftler
- Alexander H. Holley (1804–1887), US-amerikanischer Politiker und Jurist
- Alexander Holzhammer (* 1985), deutscher E-Sportler
- Alexander Holzhay (1722–1772), deutscher Orgelbauer
- Alexander Markus Homes (* 1959), deutscher Buchautor
- Alexander von Homeyer (1834–1903), deutscher Ornithologe
- Alexander Hones (* 1999), österreichischer Fußballspieler
- Alexander Honold (* 1962), deutscher Literaturwissenschaftler
- Alexander Hood (1758–1798), britischer Marineoffizier
- Alexander Hood, 1. Viscount Bridport (1726–1814), britischer Admiral
- Alexander Hopff (* 1965), deutscher Jazz-Musiker
- Alexander Hoppe (* 1991), deutscher Koch
- Alexander Hörbe (* 1968), deutscher Schauspieler
- Alexander Hore-Ruthven, 1. Earl of Gowrie (1872–1955), britischer Brigadegeneral und Generalgouverneur von Australien (1936–1945)
- Alexander Hormuzaki (1823–1871), österreichisch-rumänischer Politiker und Publizist
- Alexander von Hormuzaki (1869–1945), österreichisch-rumänischer Politiker
- Alexander Horn (* 1973), deutscher Fallanalytiker
- Alexander Hornig (1885–1947), österreichischer Komponist und Pianist
- Alexander Horst (* 1982), österreichischer Beachvolleyballspieler
- Alexander Horwath (* 1964), österreichischer Filmkritiker, ehemaliger Direktor des Österreichischen Filmmuseums
- Alexander Hoyos (1876–1937), österreichisch-ungarischer Diplomat
- Alexander Hrennikoff (1896–1984), russisch-kanadischer Bauingenieur
- Alexander Hryntschak (1891–1974), österreichischer Jurist und Politiker (CSP), Abgeordneter zum Nationalrat
- Alexander Hübe (* 1983), deutscher Handballtorwart
- Alexander Huber (* 1968), deutscher Bergsteiger
- Alexander Huber (* 1974), deutscher Theater- und Fernsehschauspieler
- Alexander Huber (* 1979), deutscher Koch
- Alexander Huber (* 1999), österreichischer Fußballspieler
- Alexander Huber (* 1985), tadschikisch-deutscher Fußballspieler
- Alexander Huber (* 1985), österreichischer Volleyball- und Beachvolleyballspieler
- Alexander von Hübner (1811–1892), österreichischer Diplomat
- Alexander Friedrich von Hueck (1802–1842), deutsch-baltischer Mediziner
- Alexander Huemer (* 1972), österreichischer Landschaftsgärtner, Maler, Grafiker, Designer und Bildhauer
- Alexander Hug (* 1975), schweizerischer Skibergsteiger
- Alexander Huiskes (* 1968), deutscher Autor von Fantasy-Romanen
- Alexander Georg von Humboldt (1720–1779), preußischer Offizier und Unternehmer
- Alexander von Humboldt (1769–1859), deutscher Naturforscher mit einem weit über Europa hinausreichenden Wirkungsfeld
- Alexander von Humboldt (1886–1940), deutscher SA-Führer
- Alexander August Christian von Humbracht (1727–1774), kaiserlich österreichischer Offizier und Träger des Maria Theresia-Ordens
- Alexander Hume († 1609), schottischer Dichter, Geistlicher und Grammatiker
- Alexander Huno († 1325), Ratssekretär, Chronist und Ratsherr der Hansestadt Lübeck
- Alexander Cameron Hunt (1825–1894), US-amerikanischer Politiker
- Alexander Hunzinger (1910–1959), deutscher Schauspieler
- Alexander Hurd (1910–1982), kanadischer Eisschnellläufer
- Alexander Hutchings (* 1991), englischer Badmintonspieler
- Alexander Hutchinson (1764–1853), US-amerikanischer Geschäftsmann und Politiker, der State Auditor von Vermont war
- Alexander Hüther (* 1957), deutscher Gitarrist, Songwriter, Musikverleger und Produzent
- Alexander Hysén (* 1987), schwedischer Fußballtorhüter

#### I
- Alexander Ibser (* 1991), österreichischer Fußballspieler
- Alexander Willem Frederik Idenburg (1861–1935), niederländischer Politiker (ARP)
- Alexander von Igelström (1770–1855), russischer Generalmajor
- Alexander Wladimirowitsch Ignatenko (* 1963), sowjetischer bzw. russischer Ringer
- Alexander Ignor (* 1953), deutscher Strafverteidiger, Rechtswissenschaftler und Hochschullehrer
- Alexander Wassiljewitsch Igumnow (1761–1834), russischer Mongolist, Buddhismuskundler und Übersetzer
- Alexander Ikonnikow (* 1974), russischer Schriftsteller
- Alexander Wiktorowitsch Ilitschewski (* 1970), russischer Physiker, Dichter und Autor
- Alexander Alexandrowitsch Iljin (* 1983), russischer Schauspieler und Sänger
- Alexander Anatoljewitsch Iljin (1952–2019), russischer Werkstoffwissenschaftler und Hochschullehrer
- Alexander Fjodorowitsch Iljin-Schenewski (1894–1941), russischer Schachspieler und -organisator
- Alexander Alexandrowitsch Iljinski (1859–1920), russisch-sowjetischer Komponist und Hochschullehrer
- Alexander Iljinskij (1948–2009), deutscher Theaterintendant
- Alexander Artschilowitsch Imeretinski (1674–1711), georgischer Fürst des Königreichs Imeretien
- Alexander Konstantinowitsch Imeretinski (1837–1900), russischer Fürst und General
- Alexander Imich (1903–2014), polnisch-US-amerikanischer Chemiker und Parapsychologe
- Alexander Alexandrowitsch Inostranzew (1843–1919), russischer Geologe
- Alexander Ioffe (* 1938), sowjetisch-israelischer Mathematiker und Ingenieur
- Alexander Iolas (1907–1987), griechischer Balletttänzer, Kunstsammler und Galerist griechischer Abstammung
- Alexander Andrejewitsch Iossa (1810–1894), russischer Bergbau-Ingenieur und Metallurg
- Alexander Ipatov (* 1993), ukrainischer Schachgroßmeister
- Alexander Ireland (1901–1966), britischer Boxer
- Alexander Irvin (1800–1874), US-amerikanischer Politiker
- Alexander Isak (* 1999), schwedischer Fußballspieler
- Alexander Juljewitsch Ischlinski (1913–2003), sowjetischer und russischer Mechaniker und Mathematiker
- Alexander Alexandrowitsch Islamow (* 1986), russischer Eishockeyspieler
- Alexander Jefimowitsch Ismailow (1779–1831), russischer Schriftsteller
- Alexander Wladimirowitsch Isossimow (1939–1997), sowjetischer Boxer
- Alexander Issatschenko (1911–1978), österreichisch-russischer Slawist
- Alexander Issatschenko (* 1986), kasachischer Biathlet
- Alexander Petrowitsch Iswolski (1856–1919), russischer Diplomat und Außenminister
- Alexander Italianer (* 1956), niederländischer EU-Beamter
- Alexander Rudolfowitsch Its (* 1952), russischer Mathematiker
- Alexander Ivanov (* 1956), sowjetisch-US-amerikanischer Schachspieler und -trainer
- Alexander Iven (1854–1934), deutscher Bildhauer
- Alexander Wladimirowitsch Iwanizki (1937–2020), sowjetischer Ringer und Sportjournalist
- Alexander Sergejewitsch Iwanko (* 1962), russischer Journalist und UN-Diplomat
- Alexander Iwannikow (* 1945), sowjetischer Skispringer
- Alexander Iwanow (* 1994), belarussisch-russischer Sänger
- Alexander Alexejewitsch Iwanow (* 1993), russischer Geher
- Alexander Andrejewitsch Iwanow (1806–1858), russischer Landschaftsmaler
- Alexander Konstantinowitsch Iwanow (* 1989), russischer Gewichtheber
- Alexander Nikolajewitsch Iwanow (* 1951), sowjetischer Ringer
- Alexander Nikolajewitsch Iwanow (* 1962), russischer Unternehmer und Kunstsammler
- Alexander Michailowitsch Iwanow-Kramskoi (1912–1973), sowjetischer Gitarrist, Komponist, Dirigent und Musikpädagoge
- Alexander Sergejewitsch Iwantschenkow (* 1940), sowjetischer Kosmonaut, Ingenieur

#### J
- Alexander Jadassohn (1873–1948), deutscher Verleger
- Alexander Jagsch (* 1970), österreichischer Schauspieler
- Alexander Gennadjewitsch Jagubkin (1961–2013), sowjetischer Boxer
- Alexander Jahnke (* 1987), deutscher Popsänger
- Alexander Jahr (1940–2006), deutscher Rechtsanwalt und Verleger
- Alexander Jakesch (1862–1934), tschechischer Maler
- Alexander Wladimirowitsch Jakowenko (* 1954), russischer Diplomat
- Alexander Alexandrowitsch Jakowlew (1879–1951), russisch-sowjetischer Architekt
- Alexander Jewgenjewitsch Jakowlew (1887–1938), russisch-französischer Maler, Zeichner und Designer
- Alexander Nikolajewitsch Jakowlew (1923–2005), sowjetischer Politiker
- Alexander Sergejewitsch Jakowlew (1906–1989), sowjetischer Flugzeugkonstrukteur, Chefingenieur des nach ihm benannten Konstruktionsbüros Jakowlew
- Alexander Stepanowitsch Jakowlew (1886–1953), russischer Schriftsteller
- Alexander Andrejewitsch Jakschin (1907–1961), sowjetischer Geologe und Hochschullehrer
- Alexander Iwanowitsch Jakubowitsch (1792–1845), russischer Hauptmann und Dekabrist
- Alexander Nikolajewitsch Jakupow (* 1951), russischer Dirigent und Pädagoge
- Alexander Sergejewitsch Jakuschew (* 1947), russischer Eishockeyspieler und -trainer
- Alexander von Janitzky (* 1948), deutscher Schauspieler und Regisseur
- Alexander Jank (* 1975), österreichischer Fußballspieler und -trainer
- Alexander Jankow (1924–2019), bulgarischer Jurist, Richter am Internationalen Seegerichtshofs
- Alexander Jannasch (* 1947), deutscher Jurist, Richter am Bundesverwaltungsgericht
- Alexander Janzen (* 1985), deutsch-russischer Eishockeyspieler
- Alexander Sándor Járay (1870–1943), österreichischer Bildhauer und Schauspieler
- Alexander Jaschik (* 1979), deutscher Schauspieler
- Alexander Petrowitsch Jasykow (1802–1878), russischer Generalleutnant und Direktor der Rechtsschule in St. Petersburg
- Alexander Jazewitsch (* 1956), sowjetisch-russischer Hürdenläufer
- Alexander Alexandrowitsch Jefimkin (* 1981), russischer Radsportler
- Alexander Iwanowitsch Jefimow (* 1988), russischer Mathematiker
- Alexander Nikolajewitsch Jefimow (1923–2012), sowjetisch-russischer Pilot und Marschall der Luftstreitkräfte
- Alexander Iljitsch Jegorow (1883–1939), Marschall der Roten Armee und Opfer der großen Säuberung
- Alexander Sergejewitsch Jegorow (* 1985), russischer Naturbahnrodler
- Alexander Alexandrowitsch Jelenkin (1873–1942), russischer Lichenologe
- Alexander Matwejewitsch Jelisarow (* 1952), sowjetischer Biathlet
- Alexander Borissowitsch Jeljaschewitsch (1888–1967), russischer Ökonom und Hochschullehrer
- Alexander Jendorff (* 1970), deutscher Historiker
- Alexander Jenkins (1802–1864), US-amerikanischer Politiker
- Alexander Jenner (* 1929), österreichischer Pianist
- Alexander Jeremejeff (* 1993), schwedischer Fußballspieler
- Alexander Wladimirowitsch Jerjomenko (* 1980), russischer Eishockeytorwart
- Alexander Jurjewitsch Jerochin (* 1989), russischer Fußballspieler
- Alexander Jerofejew (* 1985), russischer Straßenradrennfahrer
- Alexander Stepanowitsch Jerschow (1818–1867), russischer Physiker, Mathematiker und Hochschullehrer
- Alexander Jessenin-Wolpin (1924–2016), sowjetisch-amerikanischer Mathematiker
- Alexander Anatoljewitsch Jewgenjew (* 1961), russischer Sprinter
- Alexander Anatoljewitsch Jewsejenkow (* 1985), russischer Eishockeyspieler
- Alexander Alexandrowitsch Jewtuschenko (* 1993), russischer Radsportler
- Alexander Job (* 1976), deutscher Handballspieler und -trainer
- Alexander Jobst (* 1973), deutscher Sportökonom und Fußballfunktionär
- Alexander Joel (* 1971), britischer Pianist und Dirigent
- Alexander Johannes (1834–1903), preußischer Generalleutnant
- Alexander John (* 1986), deutscher Leichtathlet
- Alexander Keith Johnston (1804–1871), schottischer Geograph und Forschungsreisender, Kupferstecher und Kartograph
- Alexander Keith Johnston (1844–1879), schottischer Kartograf und Forschungsreisender
- Alexander von Johnston (1791–1866), preußischer Generalmajor
- Alexander Jomini (1814–1888), russischer Diplomat und Politiker
- Alexander Jones (* 1960), kanadischer Wissenschaftshistoriker
- Alexander H. Jones (1822–1901), US-amerikanischer Politiker
- Alexander Joppich (* 1995), österreichischer Fußballspieler
- Alexander Jordan (* 1975), deutscher Militärhistoriker
- Alexander Jordan (* 1981), deutscher Politiker (CDU)
- Alexander Jorde (* 1996), deutscher Gesundheits- und Krankenpfleger
- Alexander Jovy (* 1971), deutscher Filmregisseur, Drehbuchautor und Autor
- Alexander Juhan (1765–1845), US-amerikanischer Komponist, Pianist und Dirigent
- Alexander Jurjewitsch Juksejew (* 1988), russischer Eishockeyspieler
- Alexander Jurjewitsch Juldaschew (* 1967), russischer Vizeadmiral
- Alexander Jung (1799–1884), deutscher Literaturhistoriker und Schriftsteller
- Alexander Jung (* 1978), deutscher Eishockeytorwart
- Alexander Jurjewitsch Junkow (* 1982), russischer Eishockeyspieler
- Alexander Michailowitsch Jurkewitsch (1942–2011), sowjetischer Ringer
- Alexander Jurjewitsch Juschin (* 1995), russischer Fußballspieler
- Alexander Adolfowitsch Juschkewitsch (1930–2012), russischer Mathematiker
- Alexander Just (1874–1937), deutsch-ungarischer Chemiker und Erfinder

#### K
- Alexander Kaas Elias (* 1973), deutscher Politiker (Bündnis 90/Die Grünen), MdA
- Alexander Abramowitsch Kabakow (1943–2020), russischer Schriftsteller
- Alexander Sergejewitsch Kabanow (1948–2020), sowjetischer Wasserballspieler und Trainer
- Alexander Kabatianski (* 1958), deutscher Schachspieler
- Alexander Kačaniklić (* 1991), schwedischer Fußballspieler
- Alexander Kaczmarek (* 1963), deutscher Politiker (CDU), MdA
- Alexander Kaempfe (1930–1988), deutscher Übersetzer, Schriftsteller und Journalist
- Alexander Iwanowitsch Kafanow (1947–2007), sowjetisch-russischer Hydrobiologe
- Alexander Kaffl (* 1982), deutscher Schauspieler und Fotomodell
- Alexander Kahl (* 1993), deutscher Florettfechter
- Alexander Kähler (1832–1907), deutscher Politiker, MdHB, Senator und Unternehmer
- Alexander Kähler (* 1960), deutscher Redakteur und Fernsehmoderator
- Alexander Kahr (* 1965), österreichischer Musikproduzent, Disc Jockey und Komponist
- Alexander Leonidowitsch Kaidanowski (1946–1995), sowjetischer bzw. russischer Schauspieler
- Alexander Kaimbacher (* 1969), österreichischer Opern-, Operetten-, Oratorien-, Lied- und Konzertsänger (Tenor)
- Alexander Kaiser (1819–1872), österreichischer Maler und Lithograf
- Alexander Sergejewitsch Kakowin (* 1910), russischer Schachkomponist
- Alexander Jurjewitsch Kaleri (* 1956), russischer Kosmonaut
- Alexander Alexandrowitsch Kaljagin (* 1942), sowjetischer bzw. russischer Schauspieler und Regisseur
- Alexander Igorewitsch Kaljanin (1987–2011), russischer Eishockeyspieler
- Alexander Kaltner (* 1999), deutscher Fußballspieler
- Alexander von Kameke (1887–1944), deutscher Jurist, Mitglied der Bekennenden Kirche, Opfer des Nationalsozialismus
- Alexander von Kameke (1743–1806), preußischer Oberfinanz-, Kriegs- und Domänenrat
- Alexander von Kameke (1825–1892), preußischer Generalleutnant
- Alexander Kamianecky (* 1945), deutsch-brasilianischer Fußballspieler
- Alexander Stepanowitsch Kaminski (1829–1897), russischer Architekt
- Alexander Kamp (* 1993), dänischer Radrennfahrer
- Alexander Kan (* 1963), kasachischer Ordensgeistlicher, ehemaliger Superior von Kirgisistan
- Alexander Kanengoni (1951–2016), simbabwischer Journalist und Schriftsteller
- Alexander von Kanitz (1848–1940), preußischer Generalleutnant
- Alexander Kanoldt (1881–1939), Maler und Professor an der Kunstakademie in Berlin
- Alexander E. Kaplan (1938–2019), russisch-US-amerikanischer Physiker
- Alexander Alexandrowitsch Kapljanski (1930–2022), russischer Festkörperphysiker und Hochschullehrer
- Alexander Kapp (Pädagoge) (1800–1869), deutscher Pädagoge
- Alexander Kapp (Mediziner) (* 1955), deutscher Dermatologe
- Alexander Karachun (* 1995), deutsch-belarussischer Eishockeyspieler
- Alexander Akimowitsch Karaman (* 1956), moldauischer Politiker
- Alexander Matwejewitsch Karamyschew (1744–1791), russischer Bergbauingenieur, Metallurg, Botaniker und Hochschullehrer
- Alexander Iwanowitsch Karapusow (* 1955), sowjetischer Skispringer
- Alexander Wladimirowitsch Karasjow (* 1971), russischer Autor
- Alexander Jewgenjewitsch Karatajew (* 1973), russischer Fußballspieler und -trainer
- Alexander Karatschewski, sowjetisch-russischer Skilangläufer
- Alexander Kardin (1917–1994), deutscher Künstler
- Alexander Alexandrowitsch Karelin (* 1967), sowjetisch-russischer Ringer
- Alexander Karim (* 1976), schwedischer Filmschauspieler
- Alexander Karin (1925–2022), deutscher Offizier, zuletzt Generalmajor
- Alexander Karl (1824–1909), österreichischer Ordensgeistlicher, Abt und Politiker, Landtagsabgeordneter
- Alexander Karle (* 1978), deutscher Künstler
- Alexander Karmann (* 1948), deutscher Wirtschaftswissenschaftler
- Alexander Károlyi (1669–1743), ungarischer Adeliger, Gutsbesitzer und Obergespan von Sathmar
- Alexander Petrowitsch Karpinski (1847–1936), russischer Geologe, Mineraloge und Hochschullehrer
- Alexander Georgijewitsch Karpowzew (1970–2011), russischer Eishockeyspieler und -trainer
- Alexander Kartweli (1896–1974), amerikanisch-georgischer Erfinder und Flugzeugkonstrukteur
- Alexander Alexandrowitsch Kasakow (1889–1919), russischer Offizier, Jagdflieger des Ersten Weltkrieges
- Alexander Petrowitsch Kasanzew (1906–2002), sowjetischer Science-Fiction-Schriftsteller und Schachkomponist
- Alexander Filippowitsch Kaschewarow (1810–1870), Steuermann und Forschungsreisender
- Alexander Kaschirin (* 1983), russischer Handballspieler
- Alexander Kaschte (* 1978), deutscher Musiker
- Alexander Kassimowitsch Kasembek (1802–1870), aserbaidschanisch-russischer Orientalist und Hochschullehrer
- Alexander Wladimirowitsch Kassjanow (* 1983), russischer Bobsportler und Rennrodler
- Alexander Iwanowitsch Kasnatschejew (1788–1880), russischer Kanzleileiter und Stadtkommandant
- Alexander Kasper (* 1994), kasachischer Sprinter
- Alexander Kasprik (* 1985), deutscher Schauspieler
- Alexander Dmitrijewitsch Kastalski (1856–1926), russischer Komponist, Chorleiter, Folklorist und Musikwissenschaftler
- Alexander Kastenhuber (* 1967), deutscher Radrennfahrer
- Alexander Jurjewitsch Katschanowski (* 1984), russischer Biathlet
- Alexander Katz (1949–2021), deutscher Jazzmusiker (Posaune, Gesang) und Bandleader
- Alexander Kaufmann (1817–1893), deutscher Schriftsteller und Archivar
- Alexander Kaul (1934–2023), deutscher Biophysiker
- Alexander Kaul (1901–1972), deutscher Politiker (GB/BHE), MdL
- Alexander von Kaulbars (1844–1925), russischer General und Forschungsreisender
- Alexander Olegowitsch Kaun (* 1985), russischer Basketballspieler
- Alexander von Kaweczinski (1785–1867), preußischer Generalleutnant
- Alexander Kazakis (* 1991), griechischer Poolbillardspieler
- Alexander Kazhdan (1922–1997), russisch-amerikanischer Byzantinist
- Alexander S. Kechris (* 1946), US-amerikanischer Logiker
- Alexander Keck (1724–1804), deutscher Jesuit, Pädagoge und Musiker
- Alexander Keen (* 1982), deutsches Model und Reality-TV-Teilnehmer
- Alexander Keese (* 1977), deutscher Historiker und Afrikanist
- Alexander Keighley (1861–1947), britischer Amateurfotograf
- Alexander Keiller (1889–1955), britischer Amateur-Prähistoriker
- Alexander Keirincx (1600–1652), flämischer Maler des Barock
- Alexander M. Keith (1928–2020), US-amerikanischer Jurist und Politiker
- Alexander S. Kekulé (* 1958), deutscher Arzt, Biochemiker und Publizist
- Alexander Mitchell Kellas (1868–1921), schottischer Chemiker, Entdeckungsreisender und Bergsteiger
- Alexander Kellner (* 1961), brasilianischer Paläontologe
- Alexander Kelly (1929–1996), schottischer Pianist und Musikpädagoge
- Alexander Leonowitsch Kemurdschian (1921–2003), sowjetisch-armenischer Ingenieur
- Alexander Kerbst (* 1964), deutscher Musicaldarsteller und Schauspieler
- Alexander Fjodorowitsch Kerenski (1881–1970), russischer Politiker
- Alexander Kerfoot (* 1994), kanadischer Eishockeyspieler
- Alexander Kerlin (* 1980), deutscher Dramaturg und Autor
- Alexander Anatoljewitsch Kerschakow (* 1982), russischer Fußballspieler und -trainer
- Alexander Kerst (1924–2010), österreichischer Schauspieler und Synchronsprecher
- Alexander Eduardowitsch Kessler (1859–1927), russisch-sowjetischer Chemiker, Meteorologe und Hochschullehrer
- Alexander Anton von Ketteler zu Harkotten (1689–1748), Vertreter der Münsterschen Ritterschaft im Landtag des Hochstifts Münster und fürstbischöflicher Kämmerer
- Alexander Ketzer (* 1993), deutscher Biathlet
- Alexander von Keudell (1861–1939), deutscher Verwaltungsbeamter, Rittergutsbesitzer und Politiker
- Alexander Keuk (* 1971), deutscher Komponist und Musikjournalist
- Alexander H. Van Keuren (1881–1966), Konteradmiral (rear admiral) der U.S. Navy
- Alexander Kevitz (1902–1981), US-amerikanischer Schachspieler
- Alexander Key (1904–1979), US-amerikanischer Science-Fiction-Autor
- Alexander von Keyserling (1815–1891), deutschbaltischer Geologe und Paläontologe
- Alexander Khuon (* 1979), deutscher Schauspieler
- Alexander Wladimirowitsch Kibalko (* 1973), kasachisch-russischer Eisschnellläufer
- Alexander Pawlowitsch Kibalnikow (1912–1987), sowjetischer Bildhauer
- Alexander Kidd, britischer Tauzieher
- Alexander Kidjajew (* 1940), sowjetischer Gewichtheber
- Alexander Peter von Kielchen (1797–1851), russischer Diplomat
- Alexander Lange Kielland (1849–1906), norwegischer Autor
- Alexander Kiene (* 1977), deutscher Fußballspieler und Trainer
- Alexander Kiening (* 1973), deutscher Filmproduzent
- Alexander von Kienlin (* 1967), deutscher Architekt und Bauforscher
- Alexander Kiersch (* 1968), deutscher Produzent, Schauspieler und Persönlichkeitstrainer
- Alexander Alexandrowitsch Kiesewetter (1866–1933), russischer Historiker, Hochschullehrer und Publizist
- Alexander von Kieter (1813–1879), livländischer Arzt und Begründer der russischen chirurgischen Gynäkologie
- Alexander Wassiljewitsch Kikin (1670–1718), russischer Leibgardist und Schiffbauer
- Alexander Kilham (1762–1798), englischer methodistischer Pastor
- Alexander Killar (* 2002), österreichischer Fußballspieler
- Alexander Killorn (* 1989), kanadischer Eishockeyspieler
- Alexander Kiirowitsch Kim (* 1945), sowjetisch-russischer Informatiker
- Alexander King (1909–2007), britischer Chemiker
- Alexander King (* 1969), deutscher Politiker (BSW, Die Linke), MdA
- Alexander Campbell King (1856–1926), US-amerikanischer Jurist und United States Solicitor General
- Alexander William Kinglake (1809–1891), englischer Politiker, Mitglied des House of Commons und Historiker
- Alexander Kipnis (1891–1978), ukrainisch-amerikanischer Opernsänger (Bass)
- Alexander Kiprotich (* 1994), kenianischer Speerwerfer
- Alexander Kips (1858–1910), deutscher Maler
- Alexander Kircher (1867–1939), deutsch-österreichischer Marine- und Landschaftsmaler sowie Illustrator
- Alexander Kirchner (* 1956), deutscher Eisenbahner und Gewerkschafter
- Alexander Alexandrowitsch Kirillow (* 1936), russischer Mathematiker
- Alexander Alexandrowitsch Kiritschenko (* 1967), sowjetisch-russischer Radrennfahrer
- Alexander Comstock Kirk (1888–1979), US-amerikanischer Diplomat
- Alexander Kirow (* 1984), kasachischer Fußballspieler
- Alexander Kirsanow (1903–1985), sowjetischer Historiker, Politökonom, Chefredakteur der Berliner Zeitung und der Täglichen Rundschau
- Alexander Kisch (1848–1917), böhmisch-österreichischer Rabbiner
- Alexander Kiselev, US-amerikanischer Mathematiker
- Alexander Kislizyn (* 1986), kasachischer Fußballspieler
- Alexander Alexandrowitsch Kisseljow (1838–1911), russischer Maler und Hochschullehrer
- Alexander Kissler (* 1969), deutscher Literaturwissenschaftler, Journalist und Autor
- Alexander Kister (* 1986), deutscher Fußballspieler
- Alexander Kit (* 1982), russischer Bildhauer
- Alexander Isaakowitsch Kitaigorodski (1914–1985), russischer Physiker
- Alexander Klapproth (* 1956), Schweizer Hochschullehrer
- Alexander Klar (* 1968), deutscher Kunsthistoriker und Museumsleiter
- Alexander Kläsener (1826–1912), deutsch-niederländischer Kirchenmaler und Nazarener der Düsseldorfer Schule
- Alexander Klaws (* 1983), deutscher Popsänger und Musicaldarsteller
- Alexander Klee (* 1964), deutscher Kunsthistoriker
- Alexander Klee (1940–2021), Schweizer Künstler
- Alexander Kleider (* 1975), deutscher Dokumentarfilmer
- Alexander Klein (1879–1961), deutscher und israelischer Architekt
- Alexander Klein (* 1982), deutscher Journalist
- Alexander Kleinlogel (1929–2007), deutscher Altphilologe
- Alexander von Kleist (1799–1859), kurländischer Landesbeamter
- Alexander Grigorjewitsch Klepikow (1950–2021), sowjetischer Ruderer und Olympiasieger
- Alexander Kletsel (* 1959), ukrainisch-deutscher Gynäkologe
- Alexander Dmitrijewitsch Klezkow (* 1955), russischer Vizeadmiral
- Alexander Klitzpera (* 1977), deutscher Fußballspieler
- Alexander Barrett Klots (1903–1989), US-amerikanischer Entomologe, Lepidopterologe und Sachbuchautor
- Alexander von Kluck (1846–1934), preußischer Generaloberst und Oberbefehlshaber im Ersten Weltkrieg
- Alexander Kluge (* 1932), deutscher Filmemacher, Schriftsteller und Drehbuchautor
- Alexander Julius Klünder (1802–1875), estländischer Maler und Lithograph
- Alexander Aronowitsch Knaifel (1943–2024), russischer Cellist und Komponist
- Alexander Knappe (* 1985), deutscher Sänger
- Alexander Knauf (* 1974), deutscher Unternehmer
- Alexander von dem Knesebeck (1836–1920), preußischer Generalleutnant
- Alexander Knezevic (* 1981), österreichischer Fußballtorhüter
- Alexander von Knobelsdorff (1723–1799), preußischer Generalfeldmarschall
- Alexander von Knobelsdorff (1788–1848), preußischer Generalleutnant
- Alexander Knoblauch (1820–1899), deutscher Mediziner, Freimaurer und Chefarzt des Städtischen Krankenhauses in Frankfurt am Main
- Alexander Knorr (1889–1978), deutscher Unternehmer
- Alexander Knorr (* 1970), deutscher Ethnologe
- Alexander Knörr (* 1947), deutscher Richter
- Alexander Knox (1907–1995), kanadischer Schauspieler
- Alexander Knuchel (1869–1961), Schweizer Unternehmer
- Alexander Knur (1897–1987), deutscher Jurist
- Alexander Knuth (* 1948), deutscher Onkologe
- Alexander Dmitrijewitsch Knysch (* 1957), russisch-amerikanischer Islamwissenschaftler und Hochschullehrer
- Alexander Koblenz (1916–1993), lettischer Schachspieler, -trainer und -journalist
- Alexander Jewgenjewitsch Kobrin (* 1980), russischer Pianist und Hochschullehrer
- Alexander Kobylinski (1964–2017), deutscher Bürgerrechtler (DDR) und Journalist
- Alexander Koch (* 1969), deutscher Florettfechter
- Alexander Koch (1966–2019), deutscher Prähistoriker und Präsident der Stiftung Deutsches Historisches Museum
- Alexander Koch (1848–1911), Schweizer Architekt
- Alexander Koch (* 1988), US-amerikanischer Schauspieler
- Alexander Koch (1852–1923), deutscher Wasserbauingenieur, Baubeamter und Hochschullehrer
- Alexander Koch (1860–1939), deutscher Verleger und Publizist
- Alexander Köckert (1859–1926), deutscher Theaterschauspieler
- Alexander Köckert (1821–1869), deutscher Theaterschauspieler
- Alexander Köckert (1889–1950), deutscher Schauspieler
- Alexander Koenig (1858–1940), deutscher Zoologe und Museumsgründer
- Alexander Koester (1864–1932), deutscher Maler
- Alexander Kofler (* 1986), österreichischer Fußballspieler
- Alexander Igorewitsch Kofman (* 1977), ukrainischer Politiker
- Alexander Kogler (* 1998), österreichischer Fußballspieler
- Alexander Köhl (* 1965), deutscher Schriftsteller und Biograf
- Alexander Köhler (1756–1832), deutscher Lehrer für Bergrecht
- Alexander Kohli (* 1967), Schweizer Berufsoffizier
- Alexander Kohut (1842–1894), ungarischer Rabbiner
- Alexander Koke (* 1979), deutscher Handballspieler und -trainer
- Alexander Alexandrowitsch Kokorin (* 1991), russischer Fußballspieler
- Alexander Filippowitsch Kokorinow (1726–1772), russischer Architekt
- Alexander Eduardowitsch Kokscharow (* 2004), russischer Fußballspieler
- Alexander Kolb (1891–1963), deutscher Generalleutnant im Zweiten Weltkrieg
- Alexander Kolb (* 1975), deutscher Kommunalpolitiker (Bündnis 90/Die Grünen)
- Alexander Kolb (* 1961), deutscher Bankmanager und Hochschullehrer
- Alexander Kolde (1886–1963), deutscher Maler
- Alexander Iwanowitsch Koldunow (1923–1992), sowjetischer Offizier
- Alexander Kolisko (1857–1918), österreichischer Pathologe und Gerichtsmediziner
- Alexander Koll (* 1982), österreichischer Skirennläufer
- Alexander Köll (* 1990), schwedischer Skirennläufer
- Alexander Koll (* 1980), deutscher Schauspieler und Hörspielsprecher
- Alexander Koller (* 1960), deutscher Historiker
- Alexander Koller (1834–1900), österreichischer Politiker, Steirischer Landtagsabgeordneter, Vizebürgermeister von Graz
- Alexander von Koller (1813–1890), österreichischer General
- Alexander M. Kolloden (1847–1924), deutschsprachiger Schriftsteller und Librettist
- Alexander Kolmakow (* 1966), kasachischer Skispringer
- Alexander Petrowitsch Kolmakow (* 1955), russischer Offizier
- Alexander Wassiljewitsch Kolobnew (* 1981), russischer Radrennfahrer
- Alexander Alexandrowitsch Kolokolzow (1833–1904), russischer Marine-Offizier und Unternehmer
- Alexander Lawrentjewitsch Kolpakow (1922–1995), russischer Schriftsteller
- Alexander Kölpin (1731–1801), deutsch-dänischer (holsteinischer) Feldscher und Chirurg, Professor in Kopenhagen
- Alexander Bernhard Kölpin (1739–1801), deutscher Arzt und Botaniker
- Alexander Wassiljewitsch Koltschak (1874–1920), russischer Admiral
- Alexander Igorewitsch Komaristy (* 1989), russischer Eishockeyspieler
- Alexander Georgijewitsch Komarow (1923–2013), sowjetischer Eishockeyspieler
- Alexander Wissarionowitsch Komarow (1830–1904), General der russischen Armee
- Alexander Danilowitsch Komissarow (* 1944), russischer Theater- und Filmschauspieler
- Alexander Solomonowitsch Kompanejez (1914–1974), russischer Physiker
- Alexander Felixowitsch Kon (1897–1941), sowjetischer Ökonom und Theoretiker
- Alexander König (1873–1928), deutscher Kaufmann, Fabrikant und Mäzen
- Alexander König (* 1961), deutscher Politiker (CSU), MdL
- Alexander König (* 1976), deutscher Maler
- Alexander König (* 1966), deutscher Eiskunstläufer und Eiskunstlauftrainer
- Alexander Königk-Tollert (1811–1880), deutscher Theaterschauspieler, -direktor und Dramatiker
- Alexander Wladimirowitsch Konowalow (* 1968), russischer Politiker
- Alexander Eduardowitsch Konrad (1890–1940), russischer Seemann und Polarforscher
- Alexander Markowitsch Konstantinopolski (1910–1990), sowjetischer Schachmeister und -theoretiker
- Alexander Kopacz (* 1990), kanadischer Bobsportler
- Alexander Kopainski (* 1996), deutscher Grafiker
- Alexander Korb (* 1976), deutscher Historiker
- Alexander Korda (1893–1956), ungarisch-britischer Filmproduzent und Filmregisseur
- Alexander Koreschkow (* 1968), kasachischer Eishockeyspieler
- Alexander Nikolajewitsch Korkin (1837–1908), russischer Mathematiker
- Alexander Körner (1813–1848), deutscher Genremaler der Düsseldorfer Schule
- Alexander Alexandrowitsch Kornilow (1862–1925), russischer Historiker und Politiker
- Alexander Feopenowitsch Korobeinikow (* 1934), sowjetisch-russischer Geologe und Hochschullehrer
- Alexander Korobow (* 1978), kasachischer Skispringer
- Alexander Iwanowitsch Koroljuk (* 1976), russischer Eishockeyspieler
- Alexander Wassiljewitsch Korschakow (* 1950), russischer Offizier und Politiker
- Alexander Wiktorowitsch Korschunow (* 1954), russischer Schauspieler, Theaterregisseur, Leiter des Maly-Theaters und Schauspiellehrer
- Alexander Korte (* 1969), deutscher Psychiater
- Alexander Koschel (* 1969), deutscher Organist, Musikwissenschaftler und Produzent
- Alexander Wiktorowitsch Koschewnikow (* 1958), russischer Eishockeyspieler
- Alexander Nikolajewitsch Koschkin (1959–2012), sowjetischer Boxer
- Alexander Borissowitsch Koschuchow (1942–2008), sowjetisch-russischer Handballspieler, -trainer und -funktionär
- Alexander Michailowitsch Koschurnikow (1905–1942), russischer Bauingenieur und Eisenbahnstrecken-Erkunder
- Alexander Košenina (* 1963), deutscher Literaturwissenschaftler
- Alexander Kosenkow (* 1977), deutscher Sprinter
- Alexander Alexandrowitsch Koslow (* 1981), russischer Politiker
- Alexander Sergejewitsch Koslow, russischer Fußballspieler (Stürmer)
- Alexander Anatoljewitsch Kosmodemjanski (1925–1945), sowjetischer Offizier
- Alexander Wassiljewitsch Kossarew (1903–1939), sowjetischer Parteifunktionär
- Alexander Kostinskij (* 1946), ukrainisch-jüdischer Dichter, Schriftsteller und Illustrator
- Alexander Wiktorowitsch Kostoglod (* 1974), russischer Kanute
- Alexander Kostrizyn (* 1986), russischer Pokerspieler
- Alexander Kotchetow (1966–2019), russischer Maler
- Alexander Petrowitsch Kotelnikow (1865–1944), russischer Mathematiker
- Alexander Georgijewitsch Kotikow (1902–1981), sowjetischer General
- Alexander Alexandrowitsch Kotow (1913–1981), russischer Schachspieler und -autor
- Alexander Wassiljewitsch Kotschijew (* 1956), russischer Schachspieler
- Alexander von Kotzebue (1815–1889), deutsch-russischer Schlachtenmaler der Romantik
- Alexander Koval (1922–1986), deutscher Literat
- Alexander Igorewitsch Kowalenko (* 2003), russischer Fußballspieler
- Alexander Jurjewitsch Kowalenko (* 1963), russischer Leichtathlet
- Alexander Petrowitsch Kowalenko (1943–2002), sowjetisch-armenischer Fußballspieler
- Alexander Onufrijewitsch Kowalewski (1840–1901), russischer Zoologe
- Alexander Wladimirowitsch Kowaljow (* 1975), russischer Kanute und Olympiamedaillengewinner
- Alexander Kowalski (* 1978), deutscher Techno- und House-Produzent
- Alexander von Kraatz-Koschlau (1817–1897), preußischer General der Infanterie
- Alexander Kraell (1894–1964), deutscher Militärrichter
- Alexander Krafka (* 1973), deutscher Rechtswissenschaftler
- Alexander von Krahe (1617–1660), kurfürstlich-sächsischer Untermarschall, Kammerherr und Rittergutsbesitzer
- Alexander Krakau (1817–1888), russischer Architekt und Hochschullehrer
- Alexander Alexandrowitsch Krakau (1855–1909), russischer Elektrochemiker und Hochschullehrer
- Alexander Krakauer (1866–1894), österreichischer Wienerliedkomponist und Unterhaltungskünstler
- Alexander Krampe (* 1967), deutsch-österreichischer Arrangeur und Komponist
- Alexander Haggerty Krappe (1894–1947), US-amerikanischer Romanist und Ethnologe
- Alexander Wladimirowitsch Krasnoruzki (* 1987), russischer Tennisspieler
- Alexander Abramowitsch Krasnowski (1913–1993), russischer Biochemiker
- Alexander Kratochvil (* 1965), deutscher Literaturkritiker, Übersetzer und Essayist
- Alexander Krauß (* 1975), deutscher Politiker (CDU)
- Alexander Alexandrowitsch Krawtschenko (* 1973), russischer Skilangläufer
- Alexander Witaljewitsch Krawtschenko (* 1971), russischer Pokerspieler
- Alexander Abramowitsch Krein (1883–1951), russischer Komponist
- Alexander Kreisel (* 1970), deutscher Schwimmtrainer
- Alexander Kreuter (1886–1977), deutscher Wirtschaftsjurist
- Alexander Kribic (1910–1987), deutscher Turner
- Alexander Krichel (* 1989), deutscher Pianist
- Alexander Krieger (* 1991), deutscher Radrennfahrer
- Alexander Krippes (* 1991), deutscher Volleyball- und Beachvolleyballspieler
- Alexander Krischan (1921–2009), deutscher Historiker und Bibliograph
- Alexander Kristoff (* 1987), norwegischer Radrennfahrer
- Alexander Kritikos (* 1965), deutscher Ökonom
- Alexander Wassiljewitsch Kriwoschein (1857–1921), russischer Jurist und Politiker
- Alexander von Krobatin (1849–1933), österreichischer Feldmarschall und Kriegsminister
- Alexander Kröckel (* 1990), deutscher Skeletonpilot
- Alexander Krohn (* 1971), deutscher Musiker, Schriftsteller und Künstler
- Alexander Krone (* 1970), deutscher Heeresoffizier und Brigadegeneral
- Alexander Semjonowitsch Kronrod (1921–1986), sowjetischer Mathematiker und Informatiker
- Alexander Krüger (* 1969), deutscher Basketballspieler
- Alexander Konstantinowitsch Krupski (* 1960), sowjetischer Stabhochspringer
- Alexander Alexandrowitsch Kruschelnizki (* 1992), russischer Curler
- Alexander Krützfeldt (* 1986), deutscher Journalist und Schriftsteller
- Alexander Krüzner (1889–1954), österreichischer Politiker (CSP), Abgeordneter zum Nationalrat
- Alexander von Kryha (1891–1955), russisch-deutscher Kryptologe, Erfinder und Geschäftsmann
- Alexander Krylov (* 1969), russisch-deutscher Sozial- und Wirtschaftswissenschaftler
- Alexander Alexandrowitsch Kryssanow (* 1981), russischer Eishockeyspieler
- Alexander Kubelka (* 1968), österreichischer Intendant, Theater- und Opernregisseur
- Alexander Kucera (* 1967), österreichischer Pädagoge, Psychotherapeut und Buchautor, Schulgründer
- Alexander Kucharski (1741–1819), polnischer Maler
- Alexander Kuchinka (* 1967), österreichischer Schauspieler, Regisseur, Autor, Musiker und Kabarettist
- Alexander Michailowitsch Kudrjawzew (* 1985), russischer Tennisspieler
- Alexander Platonowitsch Kudrjawzew (* 1962), sowjetischer Ringer
- Alexander Kühl (* 1973), deutscher Basketballspieler
- Alexander Kühl (* 1973), deutscher Autor von Thrillern und Krimis
- Alexander Kuhn (* 1981), deutscher Jazzmusiker (Saxophon, Komposition)
- Alexander Kukelka (* 1963), österreichischer Komponist, Dirigent und Pianist
- Alexander Wiktorowitsch Kulagin (* 1954), sowjetischer Ruderer
- Alexander Jakowlewitsch Kulibin (* 1937), sowjetischer Radrennfahrer
- Alexander Kulitz (* 1981), deutscher Politiker (FDP)
- Alexander Kulman (* 1950), österreichischer Politiker (SPÖ), Mitglied des Bundesrates
- Alexander Kulpok (* 1938), deutscher Journalist
- Alexander K. Kummant (* 1962), amerikanischer Manager
- Alexander Kumptner (* 1983), österreichischer Koch und Fernsehkoch
- Alexander Kunert (* 1996), deutscher Schwimmer
- Alexander Kunja (* 1969), deutscher Drehbuchautor, Regisseur und Dramaturg
- Alexander Magnus von Kunow (1694–1740), preußischer Landrat und Hofmarschall
- Alexander Kuntze (1861–1939), deutscher Politiker (SPD), MdR
- Alexander Küntzel (1804–1873), preußischer Jurist und Gutsherr, Mitglied der Frankfurter Nationalversammlung
- Alexander Kunz (* 1966), deutscher Koch
- Alexander Kunz (* 2003), deutscher Turner
- Alexander Kunze (* 1971), deutscher Fußballtorhüter
- Alexander Künzler (* 1962), deutscher Boxsportler
- Alexander Kuoni (1842–1888), Schweizer Architekt und Baumeister
- Alexander Kupprion (* 1978), deutscher Snowboarder
- Alexander Iwanowitsch Kuprin (1870–1938), russischer Schriftsteller
- Alexander Borissowitsch Kurakin (1752–1818), russischer Minister und Diplomat
- Alexander Borissowitsch Kurakin (1697–1749), russischer Staatsmann, Diplomat, Vizekanzler und Oberstallmeister
- Alexander Gennadjewitsch Kurosch (1908–1971), russischer Mathematiker
- Alexander Antonowitsch Kurssinski (1873–1919), russischer Dichter, Übersetzer und Literaturkritiker
- Maximilian Alexander Joseph von Kurtzrock (1748–1807), deutscher Domherr und Stiftspropst
- Alexander Pawlowitsch Kurynow (1934–1973), sowjetischer Gewichtheber
- Alexander Kurzbach (1991–2014), deutscher Volleyballspieler
- Alexander Kuschmann (* 1979), deutscher Fußballspieler
- Alexander Petrowitsch Kusjakin (1915–1988), sowjetischer Mammaloge und Zoologe
- Alexander Alexandrowitsch Kusnezow (* 1992), russischer Film- und Theaterschauspieler
- Alexander Alexejewitsch Kusnezow (1904–1966), sowjetischer Militärführer und Polarentdecker
- Alexander Gennadjewitsch Kusnezow (* 1973), russischer Mathematiker
- Alexander Nasarowitsch Kusnezow (1877–1946), russisch-sowjetischer Metallurg und Hochschullehrer
- Alexander Petrowitsch Kusnezow (1913–1982), russischer Schachkomponist
- Alexander Wassiljewitsch Kusnezow (1874–1954), russischer Architekt, Unternehmer und Hochschullehrer
- Alexander Sergejewitsch Kusowkow (* 1953), russischer Schachkomponist
- Alexander Pawlowitsch Kutepow (1882–1930), russischer General während des russischen Bürgerkriegs
- Alexander Olegowitsch Kutizki (* 2002), russischer Fußballspieler
- Alexander Kutschera (* 1968), deutscher Fußballspieler und -trainer
- Alexander Wassiljewitsch Kutscherjawenko (* 1987), russischer Eishockeyspieler
- Alexander Stepanowitsch Kutschin (1888–1913), russischer Ozeanograf und Polarforscher
- Alexander Wiktorowitsch Kutusow (* 1985), russischer Eishockeyspieler
- Alexander Kuzminski (* 1972), kanadisch-russischer Eishockeyspieler
- Alexander Wassiljewitsch Kwasnikow (1892–1971), russischer Physiker und Hochschullehrer

#### L
- Alexander Laas (* 1984), deutscher Fußballspieler
- Alexander Labak (* 1962), österreichischer Manager
- Alexander Fjodorowitsch Labsin (1766–1825), russischer Schriftsteller, Mystiker, Freimaurer, Übersetzer und Herausgeber des Sionski Westnik
- Alexander Lachmann (* 1814), deutscher Lehrer und Autor
- Alexander Ladig (* 1974), deutscher Handballspieler
- Alexander Laesicke (* 1979), deutscher Politiker (parteilos)
- Alexander A. LaFleur (1896–1980), US-amerikanischer Anwalt und Politiker
- Alexander de Laforgue, deutscher Landschaftsmaler der Düsseldorfer Malerschule
- Alexander Evgenievic Karl Leo von Lagorio (1852–1944), Mineraloge
- Alexander von Lagorio (1890–1965), deutscher Filmkameramann und Fotograf
- Alexander Lagunow (* 1967), deutscher Schachmeister
- Alexander Lahl (* 1979), deutscher Drehbuchautor, Filmproduzent und Regisseur von Kurzfilmen
- Alexander Lahoda (* 1996), österreichischer Eishockeyspieler
- Alexander Gordon Laing (1793–1826), schottischer Afrikaforscher
- Alexander Lakner (1822–1847), ungarischer Schriftsteller und Dichter
- Alexander Iwanowitsch Laktionow (1910–1972), russischer Künstler
- Alexander Lambert (1863–1929), polnisch-amerikanischer Pianist, Komponist und Musikpädagoge
- Alexander Graf Lambsdorff (* 1966), deutscher Politiker (FDP) und Diplomat
- Alexander Landesberg (1848–1916), österreichischer Schriftsteller, Librettist und Journalist
- Alexander Landgraf (1906–1972), deutscher Jurist, Gestapo-Mitarbeiter und SS-Führer
- Alexander Laner (* 1974), deutscher Künstler
- Alexander Lang (1941–2024), deutscher Regisseur und Schauspieler
- Alexander Langer (1946–1995), italienischer Politiker, Mitbegründer der Italienischen Grünen, MdEP
- Alexander Langguth (* 1975), deutscher Politiker (AfD), MdL
- Alexander Längle (1865–1945), österreichischer Politiker (CSP), Landtagsabgeordneter zum Vorarlberger Landtag
- Alexander Langlitz (* 1991), deutscher Fußballspieler
- Alexander Langsdorff (1898–1946), deutscher Archäologe und SS-Führer
- Alexander Moses Lapidot (1819–1906), litauischer Rabbiner
- Alexander Lapin (* 1952), österreichischer Chemiker, Mediziner, Theologe, Universitätsdozent und orthodoxer Militärseelsorger des Österreichischen Bundesheeres
- Alexander Alexejewitsch Lapin (* 1952), russischer Schriftsteller und Publizist
- Alexander Pawlowitsch Lapin (* 1964), russischer Generaloberst
- Alexander von Larisch (1854–1932), sächsischer General der Artillerie
- Alexander Larsson (* 1994), schwedischer Unihockeyspieler
- Alexander Sergejewitsch Lasarew (1938–2011), sowjetischer bzw. russischer Schauspieler
- Alexander Lasch (* 1976), deutscher Linguist; Professor an der TU Dresden
- Alexander Walerjewitsch Lasuschin (* 1988), russischer Eishockeytorwart
- Alexander Iwanowitsch Lasutkin (* 1957), russischer Kosmonaut
- Alexander László (1895–1970), ungarisch-amerikanischer Pianist, Komponist und Erfinder
- Alexander Latotzky (* 1948), Autor, Bildungsreferent und Mitwirkender bei mehreren TV-Produktionen
- Alexander Laukart (* 1998), deutscher Fußballspieler
- Alexander Lauterwasser (* 1951), deutscher Sachbuchautor, Wasserforscher und Medienkünstler
- Alexander von Lavergne-Peguilhen (1803–1867), preußischer Landrat, Reichstagsabgeordneter
- Alexander Iwanowitsch Laweikin (* 1951), sowjetischer Kosmonaut, Ingenieur
- Alexander Stepanowitsch Lawinski (1776–1844), russischer Politiker
- Alexander Lawrie (1828–1917), US-amerikanischer Landschaftsmaler und Porträtmaler der Düsseldorfer Schule und der Hudson River School
- Alexander Iwanowitsch Lebed (1950–2002), russischer Politiker und Gouverneur von Krasnojarsk
- Alexander Alexejewitsch Lebedew (1893–1969), litauisch-russischer Physiker und Hochschullehrer
- Alexander Grigorjewitsch Lebedew (* 1946), russischer Sprinter
- Alexander Jewgenjewitsch Lebedew (* 1959), russischer Oligarch und Politiker
- Alexander Wiktorowitsch Lebedew (* 1987), russischer Eisschnellläufer
- Alexander Ignatjewitsch Lebedinski (1913–1967), russischer Astrophysiker, Geophysiker und Hochschullehrer
- Alexander Lebenstein (1927–2010), deutsch-amerikanischer Holocaust-Überlebender
- Alexander Borissowitsch Lebsjak (* 1969), russischer Boxer
- Alexander Lebzelter (1891–1936), österreichischer Eishockey- und Bandyspieler
- Alexander von Ledebur (1774–1850), preußischer Generalleutnant
- Alexander Wigram Allen Leeper (1887–1935), australischer Diplomat in britischen Diensten
- Alexander Gennadjewitsch Legkow (* 1983), russischer Skilangläufer
- Alexander Legler (* 1977), deutscher Rechtsanwalt und Kommunalpolitiker (CSU)
- Alexander Lehmann (* 1984), deutscher Graphiker und Videokünstler
- Alexander Lehmann (1814–1842), deutschbaltischer Forschungsreisender und Geologe
- Alexander Leibkind (1952–2006), deutscher Judoka, Footballspieler, Sportmanager und Geschäftsmann
- Alexander Leinsle (* 1976), deutscher Eishockeyspieler
- Alexander Leipold (* 1969), deutscher Ringer
- Alexander Iljitsch Leipunski (1903–1972), sowjetischer Physiker
- Alexander Leist (* 1987), deutscher Freestyle-Frisbee-Spieler und -funktionär
- Alexander Leitch, Baron Leitch (1947–2024), britischer Politiker und Manager
- Alexander Alexejewitsch Lemanski (1935–2007), russischer Raketeningenieur
- Alexander Lenard (1910–1972), Dichterarzt
- Alexander Iwanowitsch Lenew (1944–2021), sowjetischer Fußballspieler
- Alexander von Lengerke (1802–1853), deutscher Agrarschriftsteller
- Alexander Nikolajewitsch Leonow (* 1978), russischer Boxer
- Alexander Lerner (1913–2004), israelischer Kybernetiker und sowjetischer Dissident
- Alexander Lernet-Holenia (1897–1976), österreichischer Schriftsteller
- Alexander von Lersner (1856–1940), deutscher Architekt
- Alexander Leslie, 1. Earl of Leven († 1661), schottischer Soldat
- Alexander Leslie, 7. Earl of Ross († 1402), schottischer Adliger
- Alexander Leslie-Melville, 16. Earl of Leven (1924–2012), schottisch-britischer Peer, Großgrundbesitzer und Offizier
- Alexander Michailowitsch Lesnoi (* 1988), russischer Kugelstoßer
- Alexander Leonidowitsch Lessun (* 1988), russisch-belarussischer Pentathlet und Olympiasieger
- Alexander Alexandrowitsch Leutner (1864–1923), russischer Ingenieur, Unternehmer und Fahrradhersteller
- Alexander von Levetzow (1786–1861), preußischer Domherr, Offizier und Gutsbesitzer
- Alexander Levitzki (* 1940), israelischer Biochemiker
- Alexander Lewin (1879–1942), deutscher Unternehmer und Kunstsammler
- Alexander Mitrofanowitsch Lewin (1871–1929), russischer Schachspieler
- Alexander Lhotzky (1959–2016), österreichischer Theater- und Filmschauspieler
- Alexander Liberman (1912–1999), US-amerikanischer Bildhauer
- Alexander Libermann (1896–1978), US-amerikanischer Pianist und Musikpädagoge ukrainischer Herkunft
- Alexander Libman (* 1981), russischer Wirtschaftswissenschaftler
- Alexander Walerjewitsch Licholetow (* 1987), russischer Beachvolleyballspieler
- Alexander Licht (* 1952), deutscher Politiker (CDU), MdL
- Alexander von Lichtenberg (1880–1949), ungarisch-deutscher Urologe
- Alexander Lichtenstein (* 1955), deutscher Physiker
- Alexander Liebreich (* 1968), deutscher Dirigent
- Alexander Liegl (* 1964), deutscher Kabarettist
- Alexander Lieven (1919–1988), britischer Journalist und Geheimdienstmitarbeiter deutschbaltischer Herkunft
- Alexander Friedrich von Lieven (1801–1880), russischer General der Infanterie
- Alexander Karl Nikolai von Lieven (1860–1914), russischer Vizeadmiral und Chef des Marinegeneralstabs
- Alexander von Liezen-Mayer (1839–1898), österreichisch-deutscher Historienmaler
- Alexander Lifschütz (1890–1969), deutscher Politiker (parteilos)
- Alexander Ferdinand von Lilien (1742–1818), Generalintendant der Reichs- und Niederländischen Posten
- Alexander Lincke (1815–1864), deutscher Politiker
- Alexander Lincoln (* 1994), britischer Filmschauspieler
- Alexander Lind (* 2002), dänischer Fußballspieler
- Alexander Lindh (* 1988), deutscher Drehbuchautor
- Alexander Dunlop Lindsay (1879–1952), britischer Philosoph
- Alexander Lindsay, 6. Earl of Balcarres (1752–1825), britischer General und Peer
- Alexander von Lingelsheim (1874–1937), deutscher Pharmazeut und Botaniker
- Alexander Linhardt (* 1976), österreichischer Schauspieler
- Alexander Linnemann (1839–1902), deutscher Architekt, Glasmaler und Kunstgewerbler
- Alexander von Linsingen (1850–1935), preußischer Generaloberst im Ersten Weltkrieg
- Alexander Lintl (* 1960), österreichischer Bühnen- und Kostümbildner
- Alexander Lion (1870–1962), deutscher Arzt und Pfadfinder
- Alexander Lipin (* 1985), kasachischer Eishockeyspieler
- Alexander Lippisch (1894–1976), deutscher Flugzeugkonstrukteur
- Alexander Iljitsch Lisjukow, sowjetischer Generalmajor
- Alexander Dmitrijewitsch Litowtschenko (1835–1890), russischer Maler
- Alexander Litschev (* 1946), bulgarischer Philosoph und Hochschullehrer
- Alexander Grigorjewitsch Litwak (* 1940), russischer Physiker und Hochschullehrer
- Alexander Walterowitsch Litwinenko (1962–2006), russischer Nachrichtendienstler
- Alexander Iwanowitsch Litwinow (1853–1932), russischer General
- Alexander Livingstone (1880–1950), schottischer Politiker
- Alexander Jakowlewitsch Liwschiz (1946–2013), russischer Ökonom und Politiker
- Alexander Michailowitsch Ljapunow (1857–1918), russischer Mathematiker und Physiker
- Alexander Lloyd, 2. Baron Lloyd (1912–1985), britischer Peer, Bankier und Politiker
- Alexander Pawlowitsch Lobanow (1924–2003), russischer Maler der Outsider Art
- Alexander Löbbecke (1812–1867), deutscher Unternehmer und Offizier
- Alexander Löbe (* 1972), deutscher Fußballspieler
- Alexander Lobnig (* 1976), österreichischer Fußballspieler
- Alexander August Eberhard von der Lochau (1726–1800), preußischer Generalmajor und Chef des 4. Artillerie-Regiments
- Alexander Lochmatter (1837–1917), Schweizer Hotelier, Bergsteiger und Bergführer
- Alexander Nikolajewitsch Lodygin (1847–1923), russischer Elektroingenieur
- Alexander Löffler, österreichischer Gießer
- Alexander Löffler (* 1972), deutscher Jesuit
- Alexander Löffler (* 1993), deutscher Schauspieler
- Alexander Löfken (1891–1971), deutscher Ingenieur und Beamter
- Alexander Wassiljewitsch Loganowski (1810–1855), russischer Bildhauer und Hochschullehrer
- Alexander Jurjewitsch Loginow (* 1987), russischer Eishockeyspieler
- Alexander Wiktorowitsch Loginow (* 1992), russischer Biathlet
- Alexander Andrejewitsch Logunow (* 1989), russischer Mathematiker
- Alexander Lohmann (* 1968), deutscher Autor
- Alexander Lohner (* 1961), deutscher Philosoph und Romancier
- Alexander Löhr (1885–1947), österreichischer Generaloberst der deutschen Wehrmacht
- Alexander Loichinger, deutscher Theologe und Hochschullehrer
- Alexander Lasarewitsch Lokschin (1920–1987), russischer Komponist
- Alexander Lombardi, deutscher Librettist und Kinder- und Jugendreferent
- Alexander Jewgenjewitsch Lomowizki (* 1998), russischer Fußballspieler
- Alexander Long (1816–1886), US-amerikanischer Politiker
- Alexander Longolius (1935–2016), deutscher Politiker (SPD), MdA
- Alexander Lonquich (* 1960), deutscher Pianist
- Alexander Lorey (1880–1949), deutscher Röntgenologe und Hochschullehrer
- Alexander Lösche (1910–2005), deutscher Produktionsleiter bei der DEFA
- Alexander Loulakis (1924–2011), deutscher Unternehmer, Schellackplattensammler, Disk-Jockey
- Alexander Lovrek (* 1974), österreichischer Basketballspieler
- Alexander Löw (1975–2017), deutscher Geograph und Hochschullehrer
- Alexander Löwe (* 1967), deutscher Synchronautor
- Alexander Löwe (1808–1895), österreichischer Chemiker
- Alexander Lowen (1910–2008), US-amerikanischer Arzt und Psychotherapeut
- Alexander Loyd (1805–1872), US-amerikanischer Politiker
- Alexander Lozza (1880–1953), Schweizer Schriftsteller
- Alexander Lubina (1979–2022), deutscher Langstreckenläufer und Marathonläufer
- Alexander Michailowitsch Lubjanzew (* 1986), russischer Pianist
- Alexander Jakob Lubomirski (1695–1772), polnischer und sächsischer General und Regimentschef
- Alexander Lubotzky (* 1956), israelischer Mathematiker
- Alexander Lucas (1857–1920), deutscher Jurist, Industrieller und Parlamentarier
- Alexander Lüdeke (* 1968), deutscher Autor und Übersetzer
- Alexander Lüderitz (1932–1998), deutscher Rechtswissenschaftler
- Alexander Lüderitz (* 1973), deutscher Schwimmer
- Alexander Nikolajewitsch von Lüders (1790–1874), russischer General
- Alexander von Lüdinghausen († 1314), Dompropst in Münster (1313–1314)
- Alexander Ludwig (* 1992), kanadischer Schauspieler
- Alexander Ludwig (* 1984), deutscher Fußballspieler
- Alexander Ludwig (* 1975), deutscher Wirtschaftswissenschaftler
- Alexander Lugger (* 1968), österreichischer Skibergsteiger
- Alexander Wiktorowitsch Lukjanow (* 1949), russischer Ruderer
- Alexander Sergejewitsch Lukomski (1868–1939), russischer Offizier, zuletzt Generalleutnant; Organisator einer Freiwilligenarmee im Bürgerkrieg
- Alexander Lüneburg (1560–1627), Bürgermeister der Hansestadt Lübeck
- Alexander Lüneburg (1240–1302), Ratsherr und Bürgermeister in Lübeck
- Alexander Lüneburg († 1625), Ratsherr der Hansestadt Lübeck
- Alexander von Lüneburg (1643–1715), Ratsherr der Hansestadt Lübeck
- Alexander Lungwitz (* 2000), deutscher Fußballspieler
- Alexander Romanowitsch Lurija (1902–1977), sowjetischer Neurologe
- Alexander Luther (1877–1970), finnischer Zoologe und Entwicklungsbiologe an der Universität Helsinki
- Alexander Martin Luther (1810–1876), deutschbaltischer Kaufmann und Unternehmer
- Alexander Lutz (* 1964), österreichischer Schauspieler und Musiker
- Alexander Francis Lydon (1836–1917), britischer Kupferstecher
- Alexander Anatoljewitsch Lykow (* 1961), russischer Schauspieler
- Alexander Lyng (* 2004), dänischer Fußballspieler
- Alexander Lynggaard (* 1990), dänischer Handballspieler
- Alexander Lysjakow (* 1975), deutscher Musikproduzent, Mixengineer, Texter, Bassist und Gitarrist

#### M
- Alexander Henri Robert van Maasdijk (1856–1931), niederländischer Maler und Zeichner sowie Kunstpädagoge
- Alexander Macco (1767–1849), deutscher Historien- und Porträtmaler
- Alexander Macdonald, Lord of Islay († 1299), schottischer Adliger
- Alexander MacDonald, 10. Earl of Ross († 1449), schottischer Adeliger
- Alexander Macdonell (1762–1840), schottischer katholischer Geistlicher, erster Bischof von Kingston in Kanada
- Alexander Macdougall, schottischer Magnat
- Alexander MacG (* 1965), deutscher Fotograf und Produzent von Werbefilmen, Musikvideos und Dokumentarfilmen
- Alexander Mach (1902–1980), slowakischer Politiker und Journalist
- Alexander Mack (1679–1735), deutsch-amerikanischer christlicher Erneuerer
- Alexander Mackendrick (1912–1993), US-amerikanischer Regisseur
- Alexander Mackenzie Stuart, Baron Mackenzie-Stuart (1924–2000), schottischer Jurist und Richter am Europäischen Gerichtshof
- Alexander MacKenzie (1764–1820), schottischer Entdecker im Dienst der Hudson’s Bay Company
- Alexander Mackenzie (1847–1935), schottischer Komponist
- Alexander Mackenzie (1822–1892), kanadischer Bauunternehmer und Politiker
- Alexander Mackenzie (1844–1921), US-amerikanischer Offizier, Generalmajor der US-Army
- Alexander Marshall Mackenzie (1848–1933), schottischer Architekt
- Alexander Slidell Mackenzie (1803–1848), US-amerikanischer Marineoffizier und Autor
- Alexander Macleay (1767–1848), britisch-australischer Politiker und Entomologe
- Alexander MacMillan (1864–1961), kanadischer presbyterianischer Pfarrer und Hymnologe
- Alexander Macmillan, 2. Earl of Stockton (* 1943), britischer Politiker (Conservative Party), MdEP
- Alexander MacNicoll (* 1990), US-amerikanischer Schauspieler
- Alexander Macomb (1782–1841), US-amerikanischer Generalmajor
- Alexander Munro MacRobert (1873–1930), schottischer Politiker und Jurist
- Alexander Mädche (* 1973), deutscher Wirtschaftsinformatiker und Hochschullehrer
- Alexander Maderner (* 1997), österreichischer Ruderer
- Alexander Madlung (* 1982), deutscher Fußballspieler
- Alexander Maes (1901–1973), belgischer Radrennfahrer
- Alexander Magnus (* 1893), deutscher Kapitän zur See der Kriegsmarine
- Alexander Mahr (1896–1972), österreichischer Volkswirtschaftler
- Alexander Maier (* 1974), österreichischer Snowboarder
- Alexander Maier (* 1991), deutscher Politiker (Bündnis 90/Die Grünen), MdL, Oberbürgermeister von Göppingen
- Alexander Mailler (1844–1899), österreichischer Bildhauer
- Alexander Maistrenko (* 1964), russischer Handballspieler und -trainer
- Alexander Maitland (1844–1925), US-amerikanischer Politiker
- Alexander Majorov (* 1991), schwedischer Eiskunstläufer
- Alexander Borissowitsch Majorow (* 1957), sowjetischer Nordischer Kombinierer
- Alexander Iwanowitsch Makarewski (1904–1979), russischer Physiker, Luftfahrtingenieur und Hochschullehrer
- Alexander Makarov (1888–1973), russisch-deutscher Rechtsgelehrter
- Alexander Alexejewitsch Makarow (* 1966), russischer Physiker
- Alexander Fjodorowitsch Makarow (* 1951), sowjetischer Leichtathlet
- Alexander Malachovsky (1922–1989), ungarisch-deutscher Schauspieler, Hörspielsprecher und -Regisseur
- Alexander Malchow (* 1969), deutscher Fußballspieler und -trainer
- Alexander Malchow (1862–1943), deutscher Dachpappenfabrikant und Politiker
- Alexander Malec (1929–2014), amerikanischer Science-Fiction-Autor
- Alexander Iwanowitsch Maletin (* 1975), russischer Boxer
- Alexander Nikolajewitsch Malinin (* 1958), russischer Sänger
- Alexander Mallickh (1925–2020), deutscher Politiker (NDPD)
- Alexander Magnus Malmqvist (1796–1854), schwedischer Historien-, Porträt- und Miniaturenmaler
- Alexander Dmitrijewitsch Malofejew (* 2001), russischer Pianist
- Alexander von Malschitzki (1814–1876), deutscher Beamter und Abgeordneter
- Alexander Malta (1938–2016), Schweizer Opernsänger
- Alexander Malyschew (* 1989), kasachischer Skilangläufer
- Alexander Petrowitsch Malyschew (1879–1962), russischer Physiker und Hochschullehrer
- Alexander Georgijewitsch Malyschkin (1892–1938), russischer Autor
- Alexander Nikolajewitsch Malzew (* 1949), sowjetischer Eishockeyspieler
- Alexander Leonidowitsch Mamut (* 1960), russischer Rechtsanwalt, Bankier und Investor
- Alexander Maniatis, südafrikanischer Schauspieler und Synchronsprecher
- Alexander Mankowski (* 2000), deutscher Fußballspieler
- Alexander Mann (* 1980), deutscher Bobfahrer
- Alexander Mann (1853–1908), schottischer Maler des Spätimpressionismus
- Alexander Manning (1819–1903), kanadischer Unternehmer, Politiker und 20. Bürgermeister von Toronto
- Alexander Manninger (* 1977), österreichischer Fußballtorhüter
- Alexander Andries Maramis (1897–1977), indonesischer Politiker
- Alexander von Maravić (* 1949), deutscher Theaterleiter und -intendant
- Alexander Marcet (1770–1822), schweizerisch-britischer Chemiker und Arzt
- Alexander Marchart (* 1927), österreichischer Architekt
- Alexander Marcus (* 1972), deutscher Musikproduzent, Sänger, Entertainer, Filmproduzent, Drehbuchautor und Schauspieler
- Alexander von Marées († 1886), anhaltischer Dichter und Kammerherr
- Alexander Marent (* 1969), österreichischer Skilangläufer
- Alexander Margaritoff (1952–2016), deutscher Unternehmer
- Alexander Marguier (* 1969), deutscher Journalist, Publizist und Verleger
- Alexander Iwanowitsch Marinesko (1913–1963), sowjetischer U-Boot-Kommandant im Zweiten Weltkrieg
- Alexander Marinos (* 1972), deutscher Journalist, Chefredakteur und Kommunikationswissenschaftler
- Alexander Markgraf (* 1981), deutscher Schachspieler und -trainer
- Alexander Markovics (* 1991), österreichischer Historiker, Aktivist und Mitgründer der Identitären Bewegung Österreich
- Alexander Wladimirowitsch Markow (1897–1968), sowjetischer Astronom und Astrophysiker
- Alexander Markschies (* 1969), deutscher Kunsthistoriker
- Alexander Markunzow (* 1982), russischer Eiskunstläufer
- Alexander R. Markus (* 1962), Schweizer Rechtswissenschaftler
- Alexander Marmorek (1865–1923), österreichischer Bakteriologe und Zionist
- Alexander Marschall von Bieberstein (1604–1668), Gutsbesitzer und kurfürstlich sächsischer Rat
- Alexander Haubold Marschall von Bieberstein (1635–1694), sachsen-weißenfelsischer Obrist, Rittergutsbesitzer
- Alexander Keith Marshall (1808–1884), US-amerikanischer Politiker
- Alexander Martens (* 1969), deutscher Filmproduzent
- Alexander U. Martens (1935–2014), deutscher Publizist
- Alexander Martin (* 1965), deutscher Mathematiker
- Alexander Martin (1740–1807), britisch-amerikanischer Politiker und der Gouverneur von North Carolina
- Alexander Martinek (1919–1945), österreichischer Fußballtorhüter
- Alexander Martínez (* 1977), Schweizer Dreispringer
- Alexander von Martius (1874–1939), deutscher Verwaltungsjurist
- Alexander Martschewski (* 1990), deutscher Schauspieler
- Alexander Akimowitsch Martynjuk (1945–2022), sowjetischer Eishockeyspieler
- Alexander Wladimirowitsch Martynow (* 1981), Premierminister Transnistriens
- Alexander Georgijewitsch Martyschkin (1943–2021), sowjetischer Ruderer
- Alexander Marusch (* 1977), deutscher Schauspieler, Regisseur und Dozent
- Alexander Magnus von der Marwitz (1668–1726), preußischer Generalmajor
- Alexander von der Marwitz (1787–1814), brandenburgischer Adliger und Gutsherr
- Alexander Marx (1878–1953), US-amerikanischer Historiker, Judaist, Bibliograf und Bibliothekar
- Alexander Richard Marx (1815–1851), deutscher Maler, Kupfer- und Stahlstecher sowie Verleger
- Alexander Marxer (* 1964), liechtensteinischer Politiker
- Alexander Marxer (* 1994), liechtensteinischer Fußballspieler
- Alexander Mashkevitch (1954–2025), israelischer Unternehmer
- Alexander von Masowien (1400–1444), polnischer Kardinal der römisch-katholischen Kirche und Fürstbischof von Trient
- Alexander von Massenbach (1818–1891), preußischer Generalleutnant
- Alexander Massialas (* 1994), US-amerikanischer Florettfechter
- Alexander von Massow (1842–1906), preußischer Generalleutnant
- Alexander Grigorjewitsch Masur (1913–2005), sowjetischer Ringer
- Alexander Wallace Matheson (1903–1976), kanadischer Politiker, Premierminister von Prince Edward Island
- Alexander Mathisen (* 1986), norwegischer Fußballspieler
- Alexander Anatoljewitsch Matownikow (* 1965), russischer General und Oberbefehlshaber der russischen Bodentruppe
- Alexander Matwejewitsch Matrossow (1924–1943), sowjetischer Soldat, Symbolfigur der Roten Armee und Held der Sowjetunion
- Alexander Matthes (1951–1984), deutscher Maler und Grafiker
- Alexander Matting (1897–1969), deutscher Metallurg; Rektor der Technischen Hochschule Hannover
- Alexander Mattison (* 1998), US-amerikanischer Footballspieler
- Alexander Mattschull (* 1972), deutscher Manager und Automobilrennfahrer
- Alexander Terentjewitsch Matwejew (1878–1960), russischer Bildhauer
- Alexander Maul (* 1976), deutscher Fußballspieler
- Alexander Maunder (1861–1932), britischer Sportschütze
- Alexander Wladimirowitsch Maximenko (* 1998), russischer Fußballspieler
- Alexander Alexandrowitsch Maximow (1874–1928), russischer Embryologe, Hämatologe, Anatom und Histologe
- Alexander Alexandrowitsch Maximow (1891–1976), sowjetischer Philosoph und Wissenschaftshistoriker
- Alexander Maxwell, 2. Baronet († 1730), schottischer Adliger, Politiker und Großgrundbesitzer
- Alexander May (1927–2008), deutscher Schauspieler
- Alexander May (* 1970), deutscher Theaterleiter und Regisseur für Musiktheater, Schauspiel und Hörbücher
- Alexander Mayer (* 1960), deutscher Historiker, Publizist, Fotograf und Musiker
- Alexander Mayer (* 1973), deutscher Dirigent
- Alexander Mayr (* 2002), österreichischer Fußballspieler
- Alexander Mazarakis Ainian (* 1959), griechischer Klassischer Archäologe
- Alexander Mazza (* 1972), deutscher Fernsehmoderator und Schauspieler
- Alexander Mbuka-Nzundu (1918–1985), kongolesischer Geistlicher, Bischof von Kikwit
- Alexander McCall Smith (* 1948), britischer Schriftsteller und Jurist rhodesischer Herkunft
- Alexander McDowell McCook (1831–1903), US-amerikanischer Generalmajor
- Alexander S. McDill (1822–1875), US-amerikanischer Politiker
- Alexander McDonald (1832–1903), US-amerikanischer Politiker
- Alexander McDonnell (1798–1835), irischer Schachspieler
- Alexander McDougall (1731–1786), US-amerikanischer Offizier und Politiker
- Alexander McDowell (1845–1913), US-amerikanischer Politiker
- Alexander Aloysius McGuckian (* 1953), irischer Ordensgeistlicher, römisch-katholischer Bischof von Down und Connor
- Alexander McKay (1841–1917), schottisch-neuseeländischer Geologe und Mineraloge
- Alexander McKim (1748–1832), US-amerikanischer Politiker
- Alexander McKinstry (1822–1879), US-amerikanischer Politiker
- Alexander McLean (* 1950), neuseeländischer Ruderer
- Alexander Hare McLintock (1903–1968), neuseeländischer Historiker, Dozent und Maler
- Alexander McNair (1775–1826), US-amerikanischer Politiker und der erste Gouverneur von Missouri (1820–1824)
- Alexander McNutt (1802–1848), US-amerikanischer Politiker
- Alexander McQueen (1969–2010), britischer Modedesigner
- Alexander Mebane (1744–1795), US-amerikanischer Politiker
- Alexander Mechdijew (* 1984), russischer Badmintonspieler
- Alexander Georgijewitsch Medakin (1937–1993), russischer Fußballspieler
- Alexander von Medem (1803–1859), russischer Diplomat
- Alexander von Medem (1814–1879), preußischer Generalleutnant
- Alexander Medina (* 1978), uruguayischer Fußballspieler
- Alexander Karlowitsch Medtner (1877–1961), russischer Geiger, Dirigent, Komponist und Hochschullehrer
- Alexander Wassiljewitsch Medwed (1937–2024), sowjetischer Ringer und belarussischer Sportfunktionär
- Alexander Iwanowitsch Medwedew (* 1955), russischer Manager und Eishockeyfunktionär
- Alexander Iwanowitsch Medwedkin (1900–1989), russischer Filmregisseur der russischen Avantgarde
- Alexander Megos (* 1993), deutscher Sportkletterer
- Alexander Meile (* 1983), deutscher Schauspieler
- Alexander Meinardus (1843–1891), deutscher Bildhauer
- Alexander Meißner (1883–1958), österreichisch-deutscher Physiker
- Alexander Felizianowitsch Meisner (1859–1935), russisch-sowjetischer Architekt und Hochschullehrer
- Alexander Karlowitsch Meister (1865–1938), russischer Geologe, Petrograph und Mineraloge
- Alexander Alexandrowitsch Mejerow (1915–1975), russischer Science-Fiction-Autor der Sowjetära
- Alexander Mejía (* 1988), kolumbianischer Fußballspieler
- Alexander Remmowitsch Melentjew (1954–2015), sowjetischer Sportschütze
- Alexander Andrejewitsch Melichow (* 1998), russischer Fußballspieler
- Alexander Schamiljewitsch Melik-Paschajew (1905–1964), russisch-armenischer Dirigent
- Alexander Mell (1850–1931), österreichischer Blindenlehrer
- Alexander Ferdinand von Mellentin (1757–1823), königlich-sächsischer Generalmajor
- Alexander Markowitsch Melnikow (* 1973), russischer Pianist
- Alexander Wladimirowitsch Men (1935–1990), russischer Geistlicher und Dissident
- Alexander Mendelssohn (1798–1871), deutscher Bankier
- Alexander Meng (* 1945), österreichischer Mediziner
- Alexander Alexandrowitsch Menkow (* 1990), russischer Weitspringer
- Alexander Menne (1904–1993), deutscher Manager und Politiker (FDP), MdB
- Alexander Menningen (1900–1994), deutscher Pater und Theologe
- Alexander Danilowitsch Menschikow (1673–1729), russischer General und Staatsmann
- Alexander Sergejewitsch Menschikow (1787–1869), russischer Staatsmann
- Alexander Menschtschikow (* 1974), kasachischer Biathlet
- Alexander von Mensdorff-Pouilly (1813–1871), österreichischer Adliger, Offizier und Politiker
- Alexander Merbeth (* 1981), deutscher Schauspieler
- Alexander Merensky (1837–1918), deutscher Missionar
- Alexander Pawlowitsch Mereskin (* 1987), russischer Eishockeyspieler
- Alexander Merino (* 1992), peruanischer Tennisspieler
- Alexander Merk (* 1987), deutscher Zauberkünstler
- Alexander Merkel (* 1992), kasachisch-deutscher Fußballspieler
- Alexander Merkulov (* 1963), russischer Pianist und Komponist
- Alexander Merkurjev (* 1955), US-amerikanischer Mathematiker
- Alexander Hermann von Merode zu Houffalize (1742–1792), Dompropst in Hildesheim und Domherr in verschiedenen Bistümern
- Alexander Mesch (* 1973), deutscher Wasserspringer
- Alexander Meschnig (* 1965), österreichischer Politikwissenschaftler und Publizist
- Alexander Meschtscherjakov (* 1972), österreichischer Informatiker
- Alexander Iraklijewitsch Metreweli (* 1944), sowjetisch-russischer Tennisspieler
- Alexander Metzger (* 1973), deutscher Bobfahrer
- Alexander Metzger (* 1969), deutscher DJ und Musikproduzent
- Alexander Meurer (1862–1948), deutscher Vizeadmiral der Kaiserlichen Marine und Marinehistoriker
- Alexander Meyberg (* 1968), deutscher Jurist, Richter am Bundesgerichtshof
- Alexander von Meyendorff (1869–1964), russischer Verwaltungsjurist und Politiker sowie im britischen Exil Hochschullehrer an der London School of Economics
- Alexander Meyer von Bremen (1930–2002), deutscher Pianist, Komponist, Arrangeur und Musikpädagoge
- Alexander Meyer (1832–1908), deutscher Journalist, Liberaler, Freihändler und Politiker (DFP), MdR
- Alexander Meyer (* 1991), deutscher Fußballspieler
- Alexander Meyer (* 1983), deutscher Fußballspieler
- Alexander Meyer (* 1988), US-amerikanischer Schwimmer
- Alexander Meyer-Cohn (1853–1904), deutscher Bankier, Autographensammler und Förderer des Berliner Volkskunde-Museums
- Alexander Wjatscheslawowitsch Michailin (* 1979), russischer Judoka
- Alexander Alexandrowitsch Michailow (1888–1983), russischer Astronom
- Alexander Jakowlewitsch Michailow (* 1944), sowjetischer und russischer Schauspieler
- Alexander Iwanowitsch Michailowski-Danilewski (1790–1848), russischer Chronist und Militärperson
- Alexander Michelis (1823–1868), deutscher Maler
- Alexander Michels (1891–1968), deutscher Marineoffizier, zuletzt Vizeadmiral im Zweiten Weltkrieg
- Alexander Michelsen (1805–1885), deutscher evangelisch-lutherischer Geistlicher und Übersetzer
- Alexander Michlmayr (* 2003), österreichischer Fußballspieler
- Alexander Theodor von Middendorff (1815–1894), russischer Zoologe und Entdecker baltisch-deutscher Herkunft
- Alexander von Mielecki (1915–1974), deutscher Kommunalpolitiker
- Alexander Mielke (* 1958), deutscher Mathematiker
- Alexander Mierzwa (* 1974), deutscher Handballspieler und -trainer
- Alexander Miesen (* 1983), belgischer Politiker
- Alexander Arkadjewitsch Migdal (* 1945), russisch-US-amerikanischer Physiker
- Alexander Nikolajewitsch Miklaschewski (1864–1911), ukrainisch-russischer Politökonom und Hochschullehrer
- Alexander Miklosy (1949–2018), deutscher LGBTIQ-Aktivist und Münchner Kommunalpolitiker (Rosa Liste München)
- Alexander Alexandrowitsch Mikulin (1895–1985), sowjetischer Triebwerkskonstrukteur
- Alexander Olegowitsch Milanin (* 2000), russischer Nordischer Kombinierer
- Alexander Millar (* 1985), britischer Pokerspieler
- Alexander Millecker (* 1973), österreichischer Journalist
- Alexander Mills (1885–1964), australischer Rechtsanwalt, Nationalsozialist und Buchautor
- Alexander Milo (* 1980), deutsch-serbischer Schauspieler
- Alexander Milošević (* 1992), schwedischer Fußballspieler
- Alexander Milstein (* 1963), ukrainischer Schriftsteller (schreibt in russischer Sprache), Übersetzer sowie bildender Künstler, darunter Illustrationen zu eigenen Werken
- Alexander Iwanowitsch Miltschakow (1903–1973), sowjetischer Politiker und Jugendfunktionär
- Alexander Milz (* 1986), deutscher Schauspieler
- Alexander Minevski, belarussischer Handballspieler
- Alexander Jeremejewitsch Minkin (1887–1955), sowjetischer Botschafter
- Alexander Bertram Joseph Minola (1759–1829), deutscher römisch-katholischer Geistlicher, Gymnasiallehrer Historiker
- Alexander von Minutoli (1806–1887), deutscher Jurist, Volkswirtschaftler und Kunstmäzen
- Alexander Lwowitsch Minz (1895–1974), sowjetischer Physiker und Funktechniker
- Alexander Sergejewitsch Mironow (* 1984), russischer Radrennfahrer
- Alexander Miroschnitschenko (1964–2003), kasachischer Boxer
- Alexander Sergejewitsch Mischarin (* 1959), russischer Politiker
- Alexander Michailowitsch Mischon (1858–1921), russischer Fotograf und Regisseur
- Alexander Alexandrowitsch Missurkin (* 1977), russischer Raumfahrer
- Alexander Mitchell (1817–1887), US-amerikanischer Politiker
- Alexander Mitchell (1780–1868), irischer Ingenieur
- Alexander C. Mitchell (1860–1911), US-amerikanischer Politiker
- Alexander Mitsch (* 1967), deutscher Politiker (CDU)
- Alexander Mitscherlich (1908–1982), deutscher Psychoanalytiker und Schriftsteller
- Alexander Mitscherlich (1836–1918), deutscher Chemiker
- Alexander Mitsos (* 1976), deutscher Chemieingenieur und Hochschullehrer
- Alexander Naumowitsch Mitta (1933–2025), sowjetischer Filmregisseur, Drehbuchautor, Schauspieler
- Alexander Mitterer (* 1968), österreichischer Schauspieler, Regisseur und Bühnenautor
- Alexander Mitz (* 1990), schwedischer Skispringer
- Alexander Mjasnikow (1886–1925), sowjetischer Politiker und Revolutionär
- Alexander Iwanowitsch Mjasnikow (* 1959), sowjetischer Hockeyspieler
- Alexander Mlasowsky (* 1962), deutscher Klassischer Archäologe
- Alexander Derenikowitsch Mnazakanjan (1936–2013), armenisch-sowjetischer Komponist
- Alexander Alexandrowitsch Mnuschkin (1908–1993), russisch-französischer Filmproduzent
- Alexander Maria Möck (* 1969), deutscher Geiger
- Alexander Mocsáry (1841–1915), ungarischer Zoologe und Entomologe
- Alexander Jewgenjewitsch Mogilewski (* 1977), russischer klassischer Pianist
- Alexander Pawlowitsch Mogilewski (1885–1980), russischer Maler
- Alexander Gennadjewitsch Mogilny (* 1969), russischer Eishockeyspieler
- Alexander Möhlen († 1930), deutscher Unternehmer und Fotograf in Hannover und Hildesheim
- Alexander Mohr (1892–1974), deutscher Maler
- Alexander Mohrenberg (* 1995), deutscher Politiker (SPD), MdHB
- Alexander Alexejewitsch Moissejew (* 1962), russischer Admiral
- Alexander Moissi (1879–1935), österreichischer Schauspieler
- Alexander Mokin (* 1981), kasachischer Fußballtorhüter
- Alexander Mokos (* 1977), deutscher Schauspieler und Rundfunksprecher
- Alexander Moksel (1918–2010), deutscher Unternehmer
- Alexander Möller (* 1998), deutscher Basketballspieler
- Alexander Nikolajewitsch Möller-Sakomelski (1844–1928), russischer General
- Alexander Molz (* 1995), deutscher Laiendarsteller
- Alexander Molzahn (1907–1998), deutscher Cellist und Hochschullehrer
- Alexander Monath (* 1993), deutscher Fußballtorhüter
- Alexander Monro I. (1697–1767), schottischer Anatom
- Alexander Monro II. (1733–1817), schottischer Anatom
- Alexander Monro III. (1773–1859), schottischer Anatom
- Alexander Monski (1840–1912), deutscher Ingenieur, Unternehmer, Erfinder und Freimaurer
- Alexander Montagu, 10. Earl of Sandwich (1906–1995), britischer konservativer Politiker, Mitglied des House of Commons
- Alexander Montgomerie († 1598), schottischer Dichter
- Alexander B. Montgomery (1837–1910), US-amerikanischer Politiker
- Alexander von Monts (1832–1889), deutscher Admiral
- Alexander Moosbrugger (* 1972), österreichischer Komponist
- Alexander Michailowitsch Morduchowitsch (* 1946), russischer Musiker
- Alexander von Moreau (1860–1937), bayerischer Regierungsbeamter
- Alexander Morgan (* 1994), australischer Radsportler
- Alexander Mörk von Mörkenstein (1887–1914), österreichischer Maler, Literat und Höhlenforscher
- Alexander Morlang (* 1974), deutscher Politiker (Piratenpartei), MdA
- Alexander Morley (1908–1971), britischer Diplomat
- Alexander Mornauer, Stadtschreiber in Landshut
- Alexander Sergejewitsch Morosewitsch (* 1977), russischer Schachspieler
- Alexander Morosow (* 1958), kasachischer Sommerbiathlet in der Stilrichtung Crosslauf
- Alexander Alexandrowitsch Morosow (1904–1979), sowjetischer Ingenieur und Panzerkonstrukteur im Range eines Generalmajors der Sowjetarmee
- Alexander Wassiljewitsch Morosow (1939–2003), sowjetischer Hindernisläufer
- Alexander Morrien († 1552), Dompropst in Münster
- Alexander Morris (1826–1889), kanadischer Politiker
- Alexander Morrison (1849–1913), schottischer Botaniker und Arzt
- Alexander Morsey (* 1973), deutscher Jazzmusiker (Kontrabass, auch Tuba, Komposition)
- Alexander Morton (* 1945), schottischer Schauspieler
- Alexander Morus (1616–1670), französisch-schottischer evangelischer Geistlicher und Hochschullehrer
- Alexander Fjodorowitsch Moschaiski (1825–1890), russischer Marineoffizier und Luftfahrtpionier
- Alexander Walentinowitsch Moschajew (* 1958), sowjetischer Degenfechter
- Alexander Moser (1879–1958), russischer Chemiker
- Alexander Nikolajewitsch Moskalenko (* 1969), russischer Trampolinturner
- Alexander Sergejewitsch Moskaljow (1904–1982), sowjetischer Flugzeugkonstrukteur
- Alexander Georg Mosle (1827–1882), deutscher Kaufmann und Politiker (NLP), MdBB, MdR
- Alexander Georg Mosle (1862–1949), deutscher Unternehmer
- Alexander Wassiljewitsch Mossolow (1900–1973), russischer Komponist
- Alexander Wladimirowitsch Mostowoi (* 1968), russischer Fußballspieler
- Alexander Moszkowski (1851–1934), polnisch-deutscher Schriftsteller und Satiriker
- Alexander J. Motyl (* 1953), amerikanischer Politikwissenschaftler, Historiker, Schriftsteller und Maler ukrainischer Abstammung
- Alexander Anatoljewitsch Motyljow (* 1979), russischer Schachgroßmeister
- Alexander Mountbatten, 1. Marquess of Carisbrooke (1886–1960), britischer Offizier der Royal Navy und Peer
- Alexander Phoebus Dionysiou Mourelatos (* 1936), US-amerikanischer Philosophiehistoriker
- Alexander Moutchnik (* 1976), Historiker, Medienökonom und Hochschullehrer
- Alexander Mouton (1804–1885), US-amerikanischer Politiker
- Alexander Moyzes (1906–1984), slowakischer Komponist
- Alexander Mronz (* 1965), deutscher Tennisspieler und Sportfunktionär
- Alexander Muchin (* 1998), kasachischer Biathlet
- Alexander Olegowitsch Muchin (* 2002), russischer Fußballspieler
- Alexander Muheim (1809–1867), Schweizer Politiker (KVP)
- Alexander Mühlen (1942–2021), deutscher Diplomat und Autor
- Alexander Mühling (* 1992), deutscher Fußballspieler
- Alexander Müllenbach (* 1949), luxemburgischer Komponist, Dirigent und Pianist
- Alexander Müller (* 1955), deutscher Soziologe und Politiker (Bündnis 90/Die Grünen), MdL
- Alexander Müller, österreichischer Skeletonpilot
- Alexander Müller (* 1973), deutscher Schauspieler
- Alexander Müller (* 1977), deutscher Skispringer
- Alexander Müller (1871–1932), deutscher Apotheker
- Alexander Müller (1828–1910), deutscher Hof- und Ziegeleibesitzer und Parlamentarier
- Alexander Müller (* 1969), deutscher Politiker (FDP), MdB
- Alexander Müller (1885–1959), deutscher Politiker (SPD), OB von Kaiserslautern
- Alexander Müller (* 1979), deutscher Rennfahrer
- Alexander Müller-Elmau (* 1961), deutscher Bühnenbildner, Autor und Regisseur
- Alexander Münch (1900–1984), deutscher Autor und Literaturwissenschaftler
- Alexander von Münchhausen (1813–1886), hannoverscher Staatsmann
- Alexander Zabel Ernst von Münchow (1746–1815), preußischer Landrat
- Alexander Muno (* 1979), deutscher Komponist
- Alexander Muñoz (* 1979), venezolanischer Boxer im Superfliegengewicht
- Alexander Munro (1870–1934), britischer Tauzieher
- Alexander zu Münster (1858–1922), deutscher Gutsherr und Parlamentarier
- Alexander Iwanowitsch Muralow (1886–1937), russischer Agrochemiker
- Alexander von Muralt (1903–1990), Schweizer Physiker und Mediziner
- Alexander Nikolajewitsch Murawjow (1792–1863), russischer Stabsoffizier und Politiker
- Alexander Murray (1810–1884), schottischer Geologe
- Alexander Alexandrowitsch Murski (1869–1943), russischer Schauspieler
- Alexander von Musulin (1868–1947), österreichisch-ungarischer Diplomat
- Alexander Muthmann (* 1956), deutscher Kommunal- und Landespolitiker (FDP), MdL
- Alexander Wladimirowitsch Mutowin (* 1984), russischer Skeletonpilot
- Alexander Muxel (* 1969), österreichischer Politiker (ÖVP), Landtagsabgeordneter

#### N
- Alexander Nabben (1953–2018), deutscher Vegetarier und Sachbuchautor
- Alexander Wassiljewitsch Nadaschkewitsch (1897–1967), russisch-sowjetischer Luftfahrtingenieur
- Alexander Naddour (* 1991), US-amerikanischer Kunstturner
- Alexander Nadiradse (1914–1987), sowjetischer Raketeningenieur
- Alexander Nagel (1925–2012), deutscher Architekt und Politiker (FDP/DVP), MdL
- Alexander-Kenneth Nagel (* 1978), deutscher Religionswissenschaftler
- Alexander Andreas Joseph von Nagy (1717–1808), preußischer Generalleutnant
- Alexander von der Nahmer (1832–1888), deutscher Großindustrieller
- Alexander Petrus Nahuys (1737–1794), niederländischer Mediziner, Botaniker und Chemiker
- Alexander Nikolajewitsch Naidjonow (1866–1920), russischer Bankier und Unternehmer
- Alexander Nákó (1785–1848), ungarischer Adliger
- Alexander Nanau (* 1979), deutsch-rumänischer Regisseur
- Alexander Nandzik (* 1992), deutscher Fußballspieler
- Alexander Lwowitsch Naryschkin (1760–1826), russischer Oberkammerherr
- Alexander Nasmyth (1758–1840), schottischer Porträt- und Landschaftsmaler
- Alexander Naumann (1837–1922), deutscher Chemiker und Hochschullehrer
- Alexander Naumann (* 1979), deutscher Schachspieler
- Alexander Nawrocki (1909–1967), deutscher Politiker (CDU), Mitglied des Abgeordnetenhauses von Berlin
- Alexander Nebrig (* 1976), deutscher Germanist
- Alexander Neckam (1157–1217), englischer Wissenschaftler und Lehrer
- Alexander Nedowessow (* 1987), ukrainisch-kasachischer Tennisspieler
- Alexander Nefzger (* 1969), österreichischer Pianist, Akkordeonist, Arrangeur und Musikproduzent in Österreich
- Alexander Negris, griechischer Freiheitskämpfer und Philologe
- Alexander Nehamas (* 1946), griechischer Philosoph
- Alexander Nehr (1855–1928), österreichischer Kunstschlosser und Kunstschmied
- Alexander Heinrich Neidhart (1817–1886), deutscher Politiker und Bürgermeister der Stadt Worms
- Alexander Neidlein (* 1975), deutscher Politiker (NPD)
- Alexander Sutherland Neill (1883–1973), britischer Reformpädagoge
- Alexander Iwanowitsch Nekrassow (1883–1957), russischer Physiker, Mathematiker und Hochschullehrer
- Alexander Moissejewitsch Nekritsch (1920–1993), sowjetischer Historiker
- Alexander Petrowitsch Neljubin (1785–1858), russischer Pharmakologe und Hochschullehrer
- Alexander Nemecz (1905–1981), österreichischer Rechtsanwalt und Politiker (ÖVP), Abgeordneter zum Nationalrat
- Alexander Pawlowitsch Nemtin (1936–1999), russischer Komponist
- Alexander Nerat (* 1973), österreichischer Politiker (FPÖ), Landtagsabgeordneter
- Alexander Nerlich (* 1979), deutscher Regisseur
- Alexander Neroslow (1891–1971), deutsch-russischer Maler
- Alexander Iossifowitsch Neschny (* 1940), russischer Schriftsteller, Journalist, Publizist
- Alexander Nikolajewitsch Nesmejanow (1899–1980), sowjetischer Chemiker
- Alexander Jurjewitsch Nesterow (* 1985), russischer Eishockeyspieler
- Alexander Neu (* 1969), deutscher Politiker (Die Linke), MdB
- Alexander Neubacher (* 1968), deutscher Journalist
- Alexander Neubert (1862–1945), deutscher Verwaltungsjurist
- Alexander Neuer (1883–1941), österreichischer Philosoph und Mediziner
- Alexander Neufeld (1899–1977), ungarischer, österreichischer und israelischer Fußballspieler und -trainer
- Alexander Neuhuber (* 1964), österreichischer Politiker (ÖVP), Landtagsabgeordneter und Gemeinderat
- Alexander Neumann (1861–1947), österreichischer Architekt
- Alexander Neumann, russischer Porträt-, Genre- und Landschaftsmaler
- Alexander Neumeister (* 1941), deutscher Designer
- Alexander Neuper (* 1984), österreichischer Fußballspieler
- Alexander Neupert-Doppler (* 1981), deutscher Politikwissenschaftler und Philosoph
- Alexander Heinrich Neus (1795–1876), deutschbaltischer Folklorist
- Alexander Sergejewitsch Newerow (1886–1923), russischer Schriftsteller
- Alexander Newman (1804–1849), US-amerikanischer Politiker
- Alexander Glebowitsch Newsorow (* 1958), russischer Journalist, Reporter, Moderator und Publizist
- Alexander von Nicolay (1821–1899), russischer Staatsbeamter und Politiker
- Alexander Niedner (1862–1930), deutscher Reichsgerichtsrat
- Alexander Niehaus (1757–1836), Bürgermeister von Haselünne
- Alexander Niemann (* 1953), deutscher Ingenieur, Gartenhistoriker, -denkmalpfleger und Genealoge
- Alexander Niemetz (* 1943), Schweizer freier Publizist
- Alexander Konstantinowitsch Nikitin (* 1952), russischer Umweltaktivist
- Alexander Niklitschek (1892–1953), österreichischer Sachbuchautor
- Alexander Nikolai (* 1970), österreichischer Politiker (SPÖ), Bezirksvorsteher von Wien-Leopoldstadt
- Alexander Nikolajewitsch Nikolajenko (* 1980), russischer Badmintonspieler
- Alexander Alexandrowitsch Nikolajew (1903–1980), russischer klassischer Pianist, Musikpädagoge und Musikwissenschaftler
- Alexander Sergejewitsch Nikolski (1884–1953), russischer konstruktivistischer Architekt
- Alexander Wassiljewitsch Nikolski (1874–1943), russischer Komponist und Musikwissenschaftler
- Alexander Sergejewitsch Nikulin (* 1985), russischer Eishockeystürmer
- Alexander Nikuradse (1900–1981), deutscher Physiker und Geopolitiker
- Alexander Nitzberg (* 1969), deutscher Autor
- Alexander Nix (* 1975), britischer Geschäftsmann
- Alexander Wassiljewitsch Njomitz (1879–1967), russischer Militär, Oberkommandierender der sowjetischen Seekriegsflotte
- Alexander Oskar Noah (1885–1968), deutscher Kunst- und Landschaftsmaler
- Alexander Noak (* 1978), deutscher Politiker
- Alexander Nobis (* 1990), deutscher Moderner Fünfkämpfer
- Alexander Petrowitsch Nogtew (1892–1947), sowjetischer Geheimdienstoffizier
- Alexander Noll (* 1960), deutscher Politiker (FDP), MdL
- Alexander Nollenberger (* 1997), deutscher Fußballspieler
- Alexander Petrowitsch Norden (1904–1993), russischer Mathematiker
- Alexander von Nordmann (1803–1866), finnischer Zoologe, Botaniker und Paläontologe
- Alexander von Normann (1893–1983), deutscher Jurist und Richter am Bundesgerichtshof
- Alexander Danilowitsch Nosdratschow (1931–2022), sowjetisch-russischer Neurophysiologe und Hochschullehrer
- Alexander Michailowitsch Nossatow (* 1963), russischer Admiral
- Alexander Nouri (* 1979), deutsch-iranischer Fußballspieler und -trainer
- Alexander Novakovic (* 1984), deutscher Beachhandballtrainer
- Alexander Novikov (* 1945), russischer Mathematiker
- Alexander Novotny (1906–1986), österreichischer Historiker
- Alexander Walentinowitsch Nowak (* 1971), russischer Politiker
- Alexander Alexandrowitsch Nowikow (1900–1976), russisch-sowjetischer Militärführer
- Alexander Nübel (* 1996), deutscher Fußballtorhüter
- Alexander Emmanuilowitsch Nudelman (1912–1996), sowjetischer Waffenkonstrukteur
- Alexander Nunner (* 1985), österreichischer Basketballspieler
- Alexander Nuss (* 1982), österreichischer Biathlet
- Alexander Nützel (* 1964), deutscher Malakologe und Paläontologe
- Alexander Nützenadel (* 1965), deutscher Historiker
- Alexander Nylander (* 1998), schwedisch-kanadischer Eishockeyspieler
- Alexander N’Doumbou (* 1992), gabunischer Fußballspieler

#### O
- Alexander Oblinger (* 1989), deutscher Eishockeyspieler
- Alexander Petrowitsch Obolenski (1780–1855), russischer Offizier und Politiker
- Alexander Michailowitsch Obuchow (1918–1989), russischer Mathematiker und Physiker
- Alexander Iwanowitsch Odojewski (1802–1839), russischer Schriftsteller
- Alexander Oelze (* 1983), deutscher Handballspieler und -trainer
- Alexander Dale Oen (1985–2012), norwegischer Schwimmer
- Alexander von Oer (1841–1896), deutscher Eisenbahningenieur
- Alexander Oetker (* 1982), deutscher Fernsehjournalist und Schriftsteller
- Alexander von Oettingen (1827–1905), deutschbaltischer lutherischer Theologe
- Alexander Ogando (* 2000), dominikanischer Sprinter
- Alexander Alexandrowitsch Ogarkow (* 1987), russischer Biathlet
- Alexander Ogilvy, 7. Lord Banff († 1771), schottischer Adliger
- Alexander Ogle (1766–1832), US-amerikanischer Politiker
- Alexander Ogorodnikow, belarussischer Skispringer
- Alexander Ogrinc (* 1968), deutscher Fußballspieler und -trainer
- Alexander George Ogston (1911–1996), englischer Biochemiker
- Alexander von Oheimb (1820–1903), deutscher Regierungsbeamter und Politiker, MdR
- Alexander Ohm-Januschowsky (1855–1917), österreichischer Lehrer und Dialektschriftsteller
- Alexander Olbrich (* 1950), deutscher Diplomat
- Alexander Olbrich, deutscher Theaterschauspieler
- Alexander Olbricht (1876–1942), deutscher Maler
- Alexander Olek (1969–2024), deutscher Biochemiker und Unternehmer
- Alexander Theodor von Oliva († 1767), Bürgermeister der Reichsstadt Aachen
- Alexander d’Ollone (1695–1752), kursächsischer General der Kavallerie und kaiserlicher Feldmarschall-Lieutenant
- Alexander Jurjewitsch Olschanski (* 1946), russischer Mathematiker
- Alexander Steen Olsen (* 2001), norwegischer Skirennläufer
- Alexander Onassis (1948–1973), griechischer Sohn eines Reeders
- Alexander Onischuk (* 1975), US-amerikanisch-ukrainischer Schachgroßmeister
- Alexander Iwanowitsch Oparin (1894–1980), sowjetischer Biochemiker
- Alexander Michailowitsch Opekuschin (1838–1923), russischer Bildhauer
- Alexander Opoku (* 1974), ghanaischer Fußballspieler
- Alexander von Oppeln-Bronikowski (1784–1834), preußischer und polnischer Offizier und deutscher Schriftsteller
- Alexander Oppenheim (1819–1898), deutscher Jurist und Fotograf
- Alexander Oppler (1869–1937), deutscher Bildhauer
- Alexander Pawlowitsch Orechow (* 2002), russischer Fußballspieler
- Alexander Lwowitsch Oreschkin (* 1961), russischer Dartspieler
- Alexander Alexandrowitsch Orlow (1889–1974), russischer bzw. sowjetischer Balletttänzer, Schauspieler und Estradakünstler
- Alexander Iwanowitsch Orlow (* 1949), sowjetisch-russischer Wirtschaftsmathematiker, Kybernetiker und Hochschullehrer
- Alexander Jakowlewitsch Orlow (1880–1954), russischer Astronom und Hochschullehrer
- Alexander Michailowitsch Orlow (1895–1973), sowjetischer Agent
- Alexander D. Orr (1761–1835), US-amerikanischer Politiker
- Alexander Os (* 1980), norwegischer Biathlet
- Alexander Osang (* 1962), deutscher Journalist und Schriftsteller
- Alexander Prince Osei (* 1989), deutscher Schauspieler
- Alexander Dmitrijewitsch Oserski (1813–1880), russischer Bergbauingenieur und Hochschullehrer
- Alexander Osipovitch (* 1982), belarussischer Basketballspieler und -trainer
- Alexander Sergejewitsch Ossipow (* 1989), russischer Eishockeyspieler
- Alexander Friedrich von der Osten (1668–1736), kurbrandenburgischer Oberstleutnant und preußischer Minister
- Alexander von der Osten (1839–1898), deutscher Rittergutsbesitzer und Politiker, MdR
- Alexander Iwanowitsch Ostermann-Tolstoi († 1857), russischer Offizier
- Alexander Osteroth (* 1950), deutscher Schauspieler
- Alexander Östlund (* 1978), schwedischer Fußballspieler
- Alexander Markowitsch Ostrowski (1893–1986), russisch-deutsch-schweizerischer Mathematiker
- Alexander Nikolajewitsch Ostrowski (1823–1886), russischer Dramatiker
- Alexander Wladimirowitsch Ostrowski (* 1951), sowjetisch-russischer Bauingenieur
- Alexander Ott (1908–1978), deutscher Schriftsteller
- Alexander Otto (* 1988), deutscher Fußballspieler
- Alexander Otto (1924–2017), österreichischer Diplomat
- Alexander Otto (* 1967), deutscher Manager und Mäzen, CEO der ECE
- Alexander van Oudenaarden (* 1970), niederländischer Systembiologe und Biophysiker
- Alexander Michailowitsch Owetschkin (* 1985), russischer Eishockeyspieler
- Alexander O’Neal (* 1953), US-amerikanischer R&B-Sänger

#### P
- Alexander Pache (1878–1943), deutscher Lehrer und Autor
- Alexander von Padberg (1832–1912), preußischer Regierungsrat und Autor
- Alexander Pagenstecher (1825–1889), deutscher Frauenarzt und Zoologe
- Alexander Pagenstecher (1828–1879), deutscher Augenarzt, Gründer der Augenheilanstalt in Wiesbaden
- Alexander Pagenstecher (1862–1928), deutscher Rittergutsbesitzer und Landwirtschaftspolitiker in Sachsen
- Alexander Arnold Pagenstecher (1659–1716), deutscher Rechtswissenschaftler und Hochschullehrer
- Alexander Paischeff (1894–1941), finnischer Maler
- Alexander Paley (* 1956), sowjetischer Pianist
- Alexander Wladimirowitsch Palladin (1885–1972), sowjetischer Biochemiker
- Alexander Pallestrang (* 1990), österreichischer Eishockeyspieler
- Alexander Palm (* 1886), deutscher Fußballspieler
- Alexander Mitchell Palmer (1872–1936), US-amerikanischer Anwalt und Politiker
- Alexander Pancratz (1839–1910), deutscher Richter und Parlamentarier
- Alexander Wassiljewitsch Panfilow (* 1960), sowjetischer Radrennfahrer
- Alexander Pang (* 1988), kanadischer Badmintonspieler
- Alexander Sergejewitsch Pankow (* 1991), russischer Eishockeyspieler
- Alexander Wladimirowitsch Panow (* 1975), russischer Fußballspieler
- Alexander Nikititsch Panschin (1863–1904), russischer Eiskunstläufer
- Alexander Eduardowitsch Panschinski (* 1989), russischer Skilangläufer
- Alexander Pantages († 1936), US-amerikanischer Vaudeville-Impresario
- Alexander von Pape (1813–1895), preußischer Generaloberst, Gouverneur von Berlin, Befehlshaber in den Marken
- Alexander Papendiek (1928–1974), deutscher Schauspieler
- Alexander van Papenhoven (1668–1759), flämischer Bildhauer
- Alexander von Pappenheim (1435–1511), schwäbischer Adliger
- Alexander von Pappenheim (1530–1612), deutscher Reichserbmarschall und kaiserlicher Rat
- Alexander Jakowlewitsch Parchomenko (1886–1921), russischer bzw. ukrainischer Revolutionär und Kommandeur innerhalb der Roten Armee
- Alexander Sergejewitsch Parfenjuk (1947–2017), ukrainischer Ingenieurwissenschaftler
- Alexander Parkes (1813–1890), britischer Metallurg und Erfinder
- Alexander Parvus (1867–1924), russischer Revolutionär (Menschewiki) und deutscher Sozialdemokrat
- Alexander Parygin (* 1973), kasachischer Olympiasieger im Modernen Fünfkampf
- Alexander Parzhuber (* 1996), deutscher Jazzmusiker (Schlagzeug, Komposition)
- Alexander Konstantinowitsch Paschkow (* 1944), russischer Eishockeyspieler
- Alexander Sacharowitsch Pataschinski (1936–2020), russischer Physiker
- Alexander M. Patch (1889–1945), US-amerikanischer Lieutenant General im Zweiten Weltkrieg
- Alexander von Patkul (1817–1877), russischer General der Infanterie
- Alexander Patschovsky (* 1940), deutscher Historiker
- Alexander Patuzzi (1813–1869), österreichischer Chirurg
- Alexander Pavlenko (* 1963), deutsch-russischer Illustrator und Trickfilmzeichner
- Alexander Pawkowicz (* 1975), österreichischer Politiker (FPÖ), Landtagsabgeordneter
- Alexander Sergejewitsch Pawljutschenkow (* 1985), russischer Tennisspieler
- Alexander Pawlow (* 1953), kasachischer Ökonom und Politiker
- Alexander Iwanowitsch Pawlow (1860–1923), russischer Botschafter
- Alexander Pawlowitsch (1915–1988), deutscher Maschinenbauingenieur und Hochschullehrer
- Alexander Pawlowitz (1884–1964), österreichischer Maler
- Alexander Payer (* 1989), österreichischer Snowboarder
- Alexander Payne (* 1961), US-amerikanischer Filmregisseur und Drehbuchautor
- Alexander Peacock (1861–1933), australischer Premierminister von Victoria
- Alexander Pearce (1790–1824), irischer Serienmörder
- Alexander Pechmann (* 1968), österreichischer Autor, Herausgeber und Übersetzer
- Alexander Pechtold (* 1965), niederländischer Politiker (D66)
- Alexander Pedersen (1891–1955), norwegischer Leichtathlet
- Alexander Peer (* 1971), österreichischer Schriftsteller und Journalist
- Alexander von Peez (1829–1912), österreichischer Politiker und Industrieller
- Alexander Peil (* 1989), deutscher Boxer
- Alexander Peiler (* 1984), deutscher Schauspieler
- Alexander Pellhammer (1695–1761), deutscher Zisterzienser und Abt des Klosters Fürstenfeld
- Alexander Pelz (* 1953), deutscher Schauspieler, Synchronsprecher und Regisseur
- Alexander G. Penn (1799–1866), US-amerikanischer Politiker
- Alexander C. M. Pennington (1810–1867), US-amerikanischer Politiker
- Alexander Pensel (* 1986), deutscher Schauspieler
- Alexander Pereira (* 1947), österreichischer Kulturmanager
- Alexander Salvator von Pereira (1850–1917), sächsischer Militär
- Alexander Walerjewitsch Pereschogin (* 1983), russischer Eishockeyspieler
- Alexander Perls (* 1976), US-amerikanischer Musikproduzent
- Alexander Nikolajewitsch Perow (* 1955), sowjetischer Radsportler
- Alexander Perrig (1930–2023), Schweizer Kunsthistoriker
- Alexander Jakowlewitsch Perschin (1874–1919), russischer Revolutionär
- Alexander Iwanowitsch Perwi (1960–1985), sowjetischer Gewichtheber
- Alexander Pestel (1925–2013), deutscher Regisseur beim RIAS Berlin
- Alexander Anatoljewitsch Petrenko (1976–2006), russischer Basketballspieler
- Alexander Petritz (* 1965), kroatischer Architekt und Stadtplaner
- Alexander Andrejewitsch Petrow (* 1989), russischer Schauspieler
- Alexander Dmitrijewitsch Petrow (1794–1867), russischer Schachspieler
- Alexander Iwanowitsch Petrow (1828–1899), russischer Marineoffizier und Amurforscher
- Alexander Konstantinowitsch Petrow (* 1957), russischer Animator und Regisseur von Animationsfilmen
- Alexander Petrowitsch Petrow (1876–1941), russischer Ringer und Olympiamedaillengewinner
- Alexander Sergejewitsch Petrow (* 1996), russisch-kirgisischer Eishockeytorwart
- Alexander Alexejewitsch Petrowski (* 1989), russischer Radrennfahrer
- Alexander Iwanowitsch Petrunkewitsch (1875–1964), russischer Paläontologe
- Alexander Wassiljewitsch Petruschewski (1898–1976), sowjetischer Generaloberst
- Alexander Nikolajewitsch Petschen (* 1979), russischer Physiker und Mathematiker
- Alexander Aronowitsch Petscherski (1909–1990), sowjetischer Offizier
- Alexander Petschnig (* 1973), österreichischer Politiker (FPÖ), Landesrat und Landtagsabgeordneter im Burgenland
- Alexander Sergejewitsch Petschonkin (* 1991), russischer Biathlet
- Alexander Alexejewitsch Petschurski (* 1990), russischer Eishockeytorwart
- Alexander Petter (1832–1905), Direktor des Salzburger Museums
- Alexander Petuchow (* 1985), kasachischer Fußballtorwart
- Alexander Petzholdt (1810–1889), deutscher Agrarwissenschaftler
- Alexander Peukert (* 1973), deutscher Rechtswissenschaftler
- Alexander Peya (* 1980), österreichischer Tennisspieler
- Alexander Peyerimhoff (1926–1996), deutscher Mathematiker
- Alexander Pfänder (1870–1941), deutscher Philosoph und Autor
- Alexander Pfeiffer (* 1971), deutscher Schriftsteller
- Alexander von Pfeil (* 1970), deutscher Musiktheater-Regisseur
- Alexander Pfister (* 1971), österreichischer Spieleautor
- Alexander Pfisterer (1847–1928), badischer Staatsrat
- Alexander von Pflaum (1839–1911), deutscher Bankier und Mäzen
- Alexander Pfluger (* 1970), deutscher Blasmusik-Komponist und Musiker
- Alexander Pflum (1930–2012), deutscher Fußballspieler, Gastwirt und Kommunalpolitiker ungarischer Herkunft
- Alexander Pfohl (1894–1953), deutscher Glasdesigner, Landschaftsmaler und Hochschullehrer
- Alexander Pfriem (* 1977), deutscher Ingenieur und Hochschullehrer
- Alexander von Pfuel (1825–1898), preußischer Offizier, Ritterschaftsdirektor
- Alexander von Pfuhlstein (1899–1976), deutscher Generalleutnant
- Alexander Pietsch (* 1972), deutscher Jockey
- Alexander Pietsch (* 1956), deutscher Fußballspieler
- Alexander Piller (* 1993), deutscher Fußballspieler
- Alexander Pines (1945–2024), US-amerikanischer Chemiker
- Alexander Pinski (* 2003), deutscher Handballtorwart
- Alexander Pinter (* 1979), österreichischer Musiker und Politiker (Grüne), Landtagsabgeordneter in der Steiermark
- Alexander Pinthus (1893–1981), deutscher Architekt und Hochschullehrer für Städtebau in Haifa
- Alexander Pinwinkler (* 1975), österreichischer Historiker
- Alexander Piorkowski (1904–1948), deutscher KZ-Kommandant
- Alexander Pirnie (1903–1982), US-amerikanischer Politiker
- Alexander Iwanowitsch Pirumow (1930–1995), russischer Komponist und Musikpädagoge
- Alexander Iwanowitsch Pischtschikow (* 1945), russischer Jazzmusiker (Saxophon, Flöte), Komponist und Bandleader
- Alexander Jurjewitsch Pitschuschkin (* 1974), russischer Serienmörder
- Alexander von Plato (* 1942), deutscher Autor
- Alexander Platzer (* 1963), österreichischer Militär
- Alexander Plein (* 1995), deutscher Schauspieler, Musicaldarsteller, Synchronschauspieler und Sprecher
- Alexander Wladimirowitsch Pljuschtschew (* 1972), russischer Journalist, Blogger und Radio- und TV-Moderator
- Alexander Ploner (* 1978), italienischer Skirennläufer
- Alexander Pock (1871–1950), österreichischer Genremaler
- Alexander Pinchossowitsch Podrabinek (* 1953), russischer Journalist und Menschenrechtler
- Alexander Wiktorowitsch Podschio (1798–1873), russischer Schriftsteller und Dekabrist
- Alexander Wassiljewitsch Poehl (1850–1908), russischer Chemiker und Apotheker
- Alexander Gennadjewitsch Pogorelow (* 1980), russischer Zehnkämpfer
- Alexander Pohlmann (1865–1952), deutscher Politiker (FVP, DDP), MdR
- Alexander Pointner (* 1971), österreichischer Skispringer und Skisprungtrainer
- Alexander Iwanowitsch Pokryschkin (1913–1985), sowjetischer Pilot
- Alexander Iwanowitsch Poleschajew († 1838), russischer Dichter
- Alexander Fjodorowitsch Poleschtschuk (* 1953), russischer Kosmonaut
- Alexander Markowitsch Poljakow (* 1945), russischer Physiker
- Alexander Pollack von Klumberg (1821–1889), österreichischer Offizier
- Alexander Pollak (* 1973), österreichischer Sprecher der Organisation SOS Mitmensch, Radiomacher und Autor
- Alexander Pöllhuber (* 1985), österreichischer Fußballspieler
- Alexander Pollock (* 1944), britischer Politiker
- Alexander Polstjankin (* 1980), russischer Badmintonspieler
- Alexander Markowitsch Poltorazki (1766–1839), russischer Metallurg
- Alexander Polzin (* 1973), deutscher Bildhauer, Maler, Graphiker und Bühnenbildner
- Alexander Nikanorowitsch Pomeranzew (1849–1918), russischer Architekt
- Alexander M. Poniatoff (1892–1980), russisch-US-amerikanischer Elektrotechniker
- Alexander Anatoljewitsch Ponomarenko (* 1964), russisch-zyprischer Milliardär und Geschäftsmann
- Alexander Georgijewitsch Ponomarenko (* 1938), russischer Paläontologe und Entomologe
- Alexander Pope (1688–1744), englischer Dichter, Übersetzer und Schriftsteller
- Alexander Popovich (1891–1952), österreichischer Fußball-Nationalspieler
- Alexander Popow (* 1986), russischer DJ
- Alexander Alexandrowitsch Popow (* 1980), russischer Eishockeyspieler
- Alexander Borissowitsch Popow (* 1959), sowjetischer Gewichtheber
- Alexander Stepanowitsch Popow (1859–1906), russischer Physiker und Pionier der Funktechnik
- Alexander Wassiljewitsch Popow (1808–1865), russischer Orientalist, Mongolist und Hochschullehrer
- Alexander Wladimirowitsch Popow (* 1971), russischer Schwimmer
- Alexander Popp (* 1976), deutscher Tennisspieler
- Alexander Popp (1891–1947), österreichischer Architekt
- Alexander Jewgenjewitsch Porai-Koschiz (1877–1949), russischer Chemiker und Hochschullehrer
- Alexander Siegmund Pordes (1878–1931), Schriftsteller und Librettist von über 50 Operetten, Sing- und Schauspielen
- Alexander Poretschkin (* 1949), deutscher Jurist und Ministerialbeamter
- Alexander Alexandrowitsch Porochowschtschikow (1892–1941), russischer Flugzeugkonstrukteur
- Alexander Porschke (* 1954), deutscher Politiker (GAL), MdHB
- Alexander Nikolajewitsch Porsew (* 1986), russischer Straßenradrennfahrer
- Alexander Porter (1785–1844), irisch-amerikanischer Politiker
- Alexander Porter (* 1996), australischer Radsportler
- Alexander Stalijewitsch Portnow (* 1961), sowjetisch-belarussischer Wasserspringer
- Alexander Posch (* 1968), deutscher Autor und Literaturveranstalter
- Alexander Posch (1890–1950), deutscher Künstler
- Alexander Pöschl (1865–1942), österreichischer Volksliedsammler
- Alexander Nikolajewitsch Poskrjobyschew (1891–1965), Sekretär Stalins
- Alexander Sergejewitsch Posnikow (1846–1922), russischer Wirtschaftswissenschaftler und Hochschullehrer
- Alexander Postels (1801–1871), deutschbaltisch-russischer Naturforscher und Hochschullehrer
- Alexander Posth (* 1978), deutscher Immobilienmakler und Fernsehdarsteller
- Alexander Afanassjewitsch Potebnja (1835–1891), russisch-ukrainischer Philologe
- Alexander Nikolajewitsch Potejew (* 1952), russischer Geheimdienstoffizier
- Alexander Potyka (* 1957), österreichischer Verleger, Übersetzer und Lobbyist der Verlags- und Verlegerbranche
- Alexander Wassiljewitsch Powarnizyn (* 1994), russischer Biathlet
- Alexander Powernow (* 1978), deutscher Boxer
- Alexander Wladimirowitsch Powetkin (* 1979), russischer Boxer
- Alexander Pracher (1913–2000), deutscher Politiker (CDU, FDP), MdL
- Alexander Wilhelm Prale (1850–1910), estnischer Architekt in Flensburg
- Alexander Prameshuber (1926–1983), österreichischer Schachspieler
- Alexander Prandtl (1840–1896), deutscher Agrarwissenschaftler, Professor für Milchwirtschaft
- Alexander A. Prashnowsky (1921–2015), deutscher Geologe und Geochemiker
- Alexander Prass (* 2001), österreichischer Fußballspieler
- Alexander Prast (* 1996), italienischer Skirennläufer
- Alexander Pravda, slowakischer Astronom
- Alexander Precht (* 1982), deutscher Filmkomponist, Musikproduzent und Sound Designer
- Alexander Prechtel (* 1946), deutscher Jurist und Generalstaatsanwalt
- Alexander Alexandrowitsch Predke (* 1994), russischer Schachspieler
- Alexander Preibisch (* 1991), deutscher Eishockeyspieler
- Alexander Prentzel (1875–1955), preußischer Regierungsrat und Mitglied des Reichskalirats
- Alexander Prestel (1941–2024), deutscher Mathematiker
- Alexander Pretschner (* 1975), deutscher Informatiker
- Alexander von Preußen (1820–1896), preußischer General der Infanterie
- Alexander Friedrich Wilhelm Preusser (1799–1885), schleswig-holsteinischer Oberappellationsgerichtsrat und Politiker
- Alexander Pridik (1864–1936), deutsch-baltischer Klassischer Philologe und Althistoriker
- Alexander Prinz (* 1994), deutscher Youtuber, Webvideoproduzent und Unternehmer
- Alexander Prinzipalow (1949–1997), sowjetischer Geheimdienstfunktionär
- Alexander Prior (* 1992), britischer Komponist und Dirigent
- Alexander von Prittwitz und Gaffron (1838–1915), russischer Generalmajor
- Alexander Privitera (* 1965), deutscher Journalist und Fernsehmoderator
- Alexander Wassiljewitsch Priwalow (1933–2021), sowjetischer Biathlet
- Alexander Andrejewitsch Prochanow (* 1938), russischer Schriftsteller und Journalist
- Alexander Alexandrowitsch Prochorenko (1990–2016), russischer Soldat im Kampf gegen die Terrororganisation Islamischer Staat (IS)
- Alexander Michailowitsch Prochorow (1916–2002), sowjetischer Physiker, Physik-Nobelpreisträger
- Alexander Proelß (* 1973), deutscher Jurist und Professor für öffentliches Recht an der Universität Trier
- Alexander Prokopenko (* 2002), deutsch-ukrainischer Fußballspieler
- Alexander Jurjewitsch Prokopjew (* 1971), russischer Eishockeyspieler
- Alexander Pröll (* 1990), österreichischer Politiker (ÖVP)
- Alexander Pronschenko (* 1992), tadschikischer Leichtathlet
- Alexander Alexandrowitsch Prosorowski († 1809), russischer Feldmarschall
- Alexander Kirillowitsch Prschewuski (* 1939), russischer Festkörperphysiker und Hochschullehrer
- Alexander Alexandrowitsch Prudnikow (* 1989), russischer Fußballspieler
- Alexander Stepanowitsch Prugawin (1850–1920), russischer Revolutionär, Fachautor für Kirchenspaltung, Historiker, Ethnograph und Publizist
- Alexander Prugger (1887–1962), deutscher Verwaltungsjurist und Oberfinanzpräsident in München
- Alexander Pruß (* 1965), deutscher Vorderasiatischer Archäologe
- Alexander Prushinskiy (* 1981), russischer Violinist
- Alexander Robert Pruss (* 1973), kanadischer Philosoph
- Alexander Fjodorowitsch Prussak (1839–1897), russischer Ohrenarzt
- Alexander Pschera (* 1964), deutscher Musikwissenschaftler, Essayist, Übersetzer und Herausgeber
- Alexander Pschera (* 1988), deutscher Sprinter
- Alexander Pschill (* 1970), österreichischer Schauspieler
- Alexander Lukitsch Ptuschko (1900–1973), sowjetischer Filmregisseur und Drehbuchautor
- Alexander Puhrer, österreichischer Opernsänger (Bariton)
- Alexander Puliaev (* 1962), russisch-deutscher Cembalist
- Alexander Pupovac (1866–1918), österreichischer Rechtsanwalt und Politiker
- Alexander Purnell (* 1995), australischer Ruderer
- Alexander Michailowitsch Pusanow (1906–1998), sowjetischer Politiker und Diplomat, Ministerpräsident der RSFSR
- Alexander Pusch (* 1955), deutscher Degenfechter
- Alexander Puschkin (1822–1878), deutscher Stenograf und Gymnasialprofessor
- Alexander Iwanowitsch Puschkin (1907–1970), sowjetischer Tänzer und Ballettmeister
- Alexander Sergejewitsch Puschkin (1799–1837), russischer Autor und Dichter
- Alexander Iwanowitsch Putilow (1893–1979), russischer Flugzeugkonstrukteur und Hochschullehrer
- Alexander Nikolajewitsch Putschkow (1957–2024), russischer Hürdenläufer
- Alexander Dietrich von Puttkamer (1712–1771), preußischer Jurist, Landrat des Kreises Stolp
- Alexander von Puttkamer (* 1973), deutscher Tubist
- Alexander Putz (* 1963), österreichisch-deutscher Politiker (bis 2020 FDP)
- Alexander Alexandrowitsch Puzko (* 1993), russischer Fußballspieler
- Alexander Puzrin (* 1965), Schweizer Hochschullehrer, Professor für Geotechnik
- Alexander Nikolajewitsch Pypin (1833–1904), russischer Literaturhistoriker und Ethnograf
- Alexander Olegowitsch Pyschkin (* 1987), russischer Handballspieler

#### Q
- Alexander James Quinn (1932–2013), US-amerikanischer Geistlicher, Weihbischof in Cleveland
- Alexander von Quistorp (1892–1974), deutscher Jurist und Bankier

#### R
- Alexander Raake (* 1971), deutscher Elektroingenieur und Hochschullehrer
- Alexander von Rabenau (1845–1923), deutscher Heimatforscher
- Alexander Rabinowitch (* 1934), US-amerikanischer Historiker
- Alexander Andrejewitsch Rachmanow (* 1989), russischer Schachgroßmeister
- Alexander Nikolajewitsch Radischtschew (1749–1802), russischer Philosoph und Revolutionär
- Alexander Radszun (* 1952), deutscher Schauspieler
- Alexander Walerjewitsch Radulow (* 1986), russischer Eishockeyspieler
- Alexander Iwanowitsch Radunski (1912–1982), sowjetischer Balletttänzer und -meister
- Alexander Radwan (* 1964), deutscher Politiker (CSU), MdB, MdL, MdEP
- Alexander Jurjewitsch Radwilowitsch (* 1955), russischer Komponist und Pianist
- Alexander Franzewitsch Ragosa (1858–1919), russischer General im Ersten Weltkrieg
- Alexander Pawlowitsch Ragulin (1941–2004), sowjetischer Eishockeyspieler
- Alexander von Rahden (1859–1920), kurländischer Landbotenmarschall und Landesbevollmächtigter
- Alexander Rahr (* 1959), deutscher Osteuropa-Historiker, Unternehmensberater und Lobbyist
- Alexander Rajcsányi (* 1952), deutscher Realschullehrer, Schriftsteller und Dichter
- Alexander Sergejewitsch Rajewski (1872–1924), russisch-sowjetischer Eisenbahningenieur und Hochschullehrer
- Alexander Franz von Rall (1756–1832), russischer Bankier und Mäzen
- Alexander Ramati (1921–2006), polnisch-britischer Drehbuchautor, Regisseur und Filmproduzent
- Alexander Ramsay, schottischer Adliger und Militär
- Alexander Ramsey (1815–1903), US-amerikanischer Politiker
- Alexander Ranacher (* 1998), österreichischer Fußballspieler
- Alexander Randall (1803–1881), US-amerikanischer Politiker
- Alexander W. Randall (1819–1872), US-amerikanischer Politiker
- Alexander Alexandrowitsch Rasborow (* 1963), russischer Mathematiker
- Alexander Michailowitsch Raskatow (* 1953), russischer Komponist
- Alexander Pawlowitsch Rasnizyn (* 1936), russischer Paläontologe und Entomologe
- Alexander Andrejewitsch Raspletin (1908–1967), russischer Funktechniker, Kybernetiker und Raketenkonstrukteur
- Alexander Jefimowitsch Rasumny (1891–1972), russischer Filmregisseur und Kameramann
- Alexander Wladimirowitsch Raswosow (1879–1920), russischer Seeoffizier und Admiral
- Alexander Ratcliffe (1888–1947), schottischer evangelikaler Politiker und Publizist
- Alexander Anatoljewitsch Ratnikow (* 1979), russischer Schauspieler
- Alexander Ratter (* 1985), deutsch-österreichischer Film- und Theaterregisseur
- Alexander Rauch (* 1943), deutscher Kunsthistoriker
- Alexander Rauchenwald (* 1993), österreichischer Eishockeyspieler
- Alexander Rauchfuss (* 1949), deutscher HNO-Arzt und Hochschullehrer
- Alexander Raue (* 1973), deutscher Politiker (AfD), MdL
- Alexander Rausch (* 1971), österreichischer Musikwissenschaftler
- Alexander Räuscher (* 1970), deutscher Politiker (CDU), MdL
- Alexander Raytchev (* 1975), bulgarischer Pianist und Komponist
- Alexander Rechnitzer († 1922), österreich-ungarischer Erfinder auf dem Gebiet der Rechenmaschinen
- Alexander Sixtus von Reden (1952–2004), österreichischer Graphiker, Schriftsteller und Kulturwissenschaftler
- Alexander Christoforowitsch Reder (1809–1872), russischer Verkehrsingenieur, Geometriker und Hochschullehrer
- Alexander Regier (* 1976), deutsch-britisch-kolumbianischer Anglist, Komparatist und Hochschullehrer
- Alexander Alexejewitsch Rehbinder (1826–1913), deutsch-baltischer Offizier, zuletzt kaiserlich-russischer General der Infanterie
- Alexander Reichardt (1825–1885), österreichischer Opernsänger (Tenor)
- Alexander Reichel (1853–1921), Schweizer Jurist, Hochschullehrer und Politiker
- Alexander Reichert (1859–1939), deutscher Zoologe
- Alexander Reichstein (* 1957), russisch-finnischer Künstler, Illustrator und Designer
- Alexander Reidinger (* 1954), österreichischer Rechtswissenschaftler
- Alexander Reifferscheid (1847–1909), deutscher Literaturwissenschaftler und Germanist
- Alexander Reil (* 1968), deutscher Basketballfunktionär
- Alexander Reimann (* 2000), deutscher Handballspieler
- Alexander Reinagle († 1809), US-amerikanischer Komponist
- Alexander Robert Reinagle (1799–1877), englischer Organist und Komponist
- Alexander Franzewitsch von Reineke, deutsch-baltischer General der kaiserlich-russischen Marine
- Alexander Reiner (1885–1960), deutscher Kommandant im Columbiahaus und dem KZ Sachsenburg
- Alexander Reis (* 1967), österreichischer Augenchirurg
- Alexander Reiser (* 1962), russisch-deutscher Journalist und Schriftsteller
- Alexander von Reiswitz (* 1965), deutscher Fotograf
- Alexander von Reitzenstein (1904–1986), deutscher Kunsthistoriker und Museumsleiter
- Alexander Remus (1887–1964), Generalstabsarzt der Wehrmacht
- Alexander von Rennenkampff (1783–1854), deutscher Adliger und Schriftsteller
- Alexander von Rennenkampff (1787–1869), livländischer Gutsbesitzer und Landrat
- Alexander Renner (1892–1966), österreichischer Flugpionier, Mitglied einer Grazer Artistenfamilie
- Alexander Rentsch (1922–2000), deutscher Schriftsteller
- Alexander J. Resa (1887–1964), US-amerikanischer Politiker
- Alexander Iwanowitsch Resanow (1817–1887), russischer Architekt und Hochschullehrer
- Alexander Resch (* 1979), deutscher Rennrodler
- Alexander Resnikow (1960–2003), russischer Mathematiker
- Alexander Reumont (1817–1887), deutscher Badearzt
- Alexander von Rexin (1821–1914), preußischer Gutsbesitzer und Politiker
- Alexander Henry Rhind (1833–1863), schottischer Anwalt und Ägyptologe
- Alexander Iwanowitsch Ribeaupierre (1781–1865), russischer Diplomat und Bankmanager
- Alexander H. Rice (1818–1895), US-amerikanischer Politiker
- Alexander Rich (1924–2015), US-amerikanischer Molekularbiologe und Biophysiker
- Alexander Richardson (1887–1964), britischer Bobfahrer
- Alexander Richardson (* 2003), deutsch-britischer Basketballspieler
- Alexander Richling (* 1975), deutscher Leichtathlet
- Alexander von Richter (1802–1864), livländischer Landespolitiker
- Alexander Pancoast Riddle (1846–1909), US-amerikanischer Politiker
- Alexander Rieckhoff (* 1969), deutscher Krimi-Autor und Journalist
- Alexander Riedel (* 1955), deutscher Richter
- Alexander Riedel (* 1969), deutscher Filmregisseur, Kameramann und Produzent
- Alexander Riedel (* 1969), deutscher Entomologe
- Alexander Rieder (* 1961), österreichischer Politiker (FPÖ), Landtagsabgeordneter
- Alexander Riemann (* 1992), deutscher Fußballspieler
- Alexander Rier (* 1985), italienischer Musiker der volkstümlichen Musik (Südtirol)
- Alexander Riese (1840–1922), deutscher Altphilologe
- Alexander Ernst von Riesemann (1795–1841), russischer Generalmajor
- Alexander Riesle (1908–2001), deutscher SS-Hauptsturmführer und Kriegsverbrecher
- Alexander Riess (1812–1868), Landtagsabgeordneter Großherzogtum Hessen
- Alexander Heinrich Rietzschel (1860–1939), deutscher Kamerakonstrukteur
- Alexander Rigler (1848–1906), österreichischer Staatsanwalt
- Alexander Rihm (1904–1944), deutscher Grafiker und Maler
- Alexander Michailowitsch Rimski-Korsakow (1753–1840), russischer General
- Alexander Ring (* 1991), finnischer Fußballspieler
- Alexander Rinnooy Kan (* 1949), niederländischer Mathematiker
- Alexander Riscan (* 1989), moldauischer Boxer
- Alexander Ritschard (* 1994), US-amerikanischer Tennisspieler
- Alexander Ritschl (1861–1945), deutscher Orthopäde und Hochschullehrer
- Alexander Ritter (1833–1896), deutscher Violinist, Dirigent und Komponist
- Alexander Ritter (1939–2021), deutscher Germanist
- Alexander Ritzmann (* 1972), deutscher Politikwissenschaftler und Politiker (FDP), MdA
- Alexander Walentinowitsch Rjabow (* 1975), russischer Sprinter
- Alexander Wiktorowitsch Rjasankin (* 1949), sowjetischer Ruderer
- Alexander Alexandrowitsch Rjasanzew (* 1986), russischer Fußballspieler
- Alexander Wladimirowitsch Rjasanzew (* 1985), russischer Schachgroßmeister
- Alexander Wladimirowitsch Rjasanzew (* 1980), russischer Eishockeyspieler
- Alexander Robé (* 1975), österreichischer Gleitschirmflieger
- Alexander von Roberts (1845–1896), deutscher Schriftsteller
- Alexander Robertson (1896–1970), schottischer Chemiker
- Alexander Roche (1863–1921), schottischer Maler
- Alexander Roche, Baron Roche (1871–1956), britischer Jurist
- Alexander Roda Roda (1872–1945), österreichischer Schriftsteller und Publizist
- Alexander Rodenstock (1883–1953), deutscher Unternehmer und Wirtschaftsfunktionär
- Alexander Röder (* 1960), deutscher Geistlicher, Hauptpastor in Hamburg
- Alexander Röder (* 1982), deutscher Crosslauf-Sommerbiathlon
- Alexander Rödiger (* 1985), deutscher Bobfahrer
- Alexander Iljitsch Rodimzew (1905–1977), sowjetischer Generaloberst
- Alexander Diomidowitsch Rodionow, russischer Segler und Olympiamedaillengewinner
- Alexander Bertino Rodmann (* 1958), deutscher (Jazz-)Gitarrist, Musiker, Komponist und Autor
- Alexander Pawlowitsch Rodsjanko (1879–1970), russischer Militär
- Alexander Michailowitsch Rodtschenko (1891–1956), russischer bzw. sowjetischer Maler, Grafiker und Fotograf
- Alexander von Roenne (1811–1881), kurländischer Gutsbesitzer und Politiker
- Alexander von Roes, Reichstheologe
- Alexander Rogers (1867–1934), britischer Sportschütze
- Alexander Wladimirowitsch Rogoschkin (1949–2021), russischer Filmregisseur
- Alexander Nikolajewitsch Rogow (1956–2004), sowjetischer Kanute
- Alexander von Rohrscheidt (1808–1881), preußischer Generalmajor
- Alexander Rollett (1834–1903), österreichischer Physiologe, Histologe und Politiker, Landtagsabgeordneter
- Alexander Anatoljewitsch Romankow (* 1953), sowjetischer Florettfechter und Olympiasieger
- Alexander Romanovas (* 1953), sowjetischer und litauischer Radrennfahrer
- Alexander Michailowitsch Romanow (1866–1933), Großfürst von Russland
- Alexander Stanislawowitsch Romanow (* 2000), russischer Eishockeyspieler
- Alexander Wladimirowitsch Romanow (* 1980), russischer Eishockeyspieler
- Alexander Wladimirowitsch Romantschuk (* 1959), russischer Generaloberst
- Alexander Römpler (1860–1909), deutscher Theaterschauspieler in Berlin, Frankfurt am Main und Berlin und Leiter des Wiener Konservatoriums
- Alexander Roovers (* 1987), deutscher Badmintonspieler
- Alexander Rordorf (1820–1909), schweizerischer Maler, Kupfer- und Stahlstecher sowie Lehrer für Zeichnen
- Alexander Rosa (* 1937), kanadisch-slowakischer Mathematiker
- Alexander Borissowitsch Roschal (1936–2007), russischer Schachjournalist
- Alexander Rosen (* 1979), deutscher Fußballspieler
- Alexander von Rosen (1780–1833), russischer Generalmajor
- Alexander von Rosen (1930–2014), deutscher Schauspieler bei Bühne und Fernsehen
- Alexander Jakowlewitsch Rosenbaum (* 1951), russischer Liedermacher
- Alexander Rosenberg (* 1965), deutscher Schauspieler, Synchronsprecher und Dialogbuchautor
- Alexander Anton Rosenberg (1839–1926), baltischer Mediziner
- Alexander L. Rosenberg (1946–2012), sowjetisch-US-amerikanischer Mathematiker
- Alexander Nikolajewitsch Rosenberg (* 1967), Premierminister Transnistriens
- Alexander Rosenblatt (* 1956), russischer Komponist und Pianist
- Alexander Roslin (1718–1793), schwedischer Maler
- Alexander Roßnagel (* 1950), deutscher Rechtswissenschaftler
- Alexander Ross (1699–1784), schottischer Dichter
- Alexander Ross (1783–1856), kanadischer Pelzhändler und Entdecker
- Alexander Rossa (* 1967), deutscher Buchautor
- Alexander Rossi (* 1991), US-amerikanischer Automobilrennfahrer
- Alexander Rossi (* 1960), österreichischer Schauspieler und Hörspielsprecher
- Alexander Mark Rossi (1840–1916), britischer viktorianischer Maler
- Alexander von Rössing (1818–1906), deutscher Landrat, Reichstagsabgeordneter
- Alexander Rossipal (* 1996), deutscher Fußballspieler
- Alexander Rosso (* 1993), uruguayischer Fußballspieler
- Alexander Rost (1816–1875), deutscher Schriftsteller
- Alexander Rothaug (1870–1946), österreichischer Maler und Illustrator
- Alexander Rother (* 1993), österreichischer Fußballspieler
- Alexander Rothuber (1931–2010), deutscher Fußballspieler und -trainer
- Alexander Leonowitsch Rotinjan (1913–1991), russisch-armenischer Elektrochemiker
- Alexander Rotte (* 1989), deutscher Skeletonpilot
- Alexander Arturowitsch Rou (1906–1973), sowjetischer Filmregisseur und Drehbuchautor
- Alexander Rubel (* 1969), deutscher Althistoriker
- Alexander Rubowitz, jüdischer Untergrundkämpfer
- Alexander Petrowitsch Rudakow (1910–1966), sowjetischer Politiker
- Alexander Rudbeck (1829–1908), schwedischer Genre- und Historienmaler
- Alexander Rüdell (1852–1920), deutscher Architekt und preußischer Baubeamter
- Alexander Alexandrowitsch Rudenko (* 1999), russischer Fußballspieler
- Alexander Y. Rudensky (* 1956), russisch-amerikanischer Immunologe
- Alexander Rüdiger (* 1969), österreichischer Fernsehmoderator und Entertainer
- Alexander Rudnay (1760–1831), Erzbischof von Esztergom
- Alexander Rudzinski (* 1960), deutsch-US-amerikanischer Hörfunkmoderator
- Alexander Rueb (1882–1959), niederländischer Schachfunktionär, Präsident der FIDE
- Alexander Rüeck (* 1984), deutscher Basketballspieler
- Alexander Rueß (* 1998), deutscher Jazzmusiker (Gitarre, Komposition)
- Alexander Iulianowitsch Rukawischnikow (* 1950), sowjetisch-russischer Bildhauer
- Alexander M. Rümelin (* 1968), deutscher Drehbuchautor
- Alexander Iwanowitsch Rumjanzew (1680–1749), russischer General
- Alexander Wadimowitsch Rumjanzew (* 1986), russischer Eisschnellläufer
- Alexander Rumpf (* 1958), deutscher Dirigent
- Alexander Rumpf (1928–1980), deutscher Dirigent
- Alexander Rusch (* 1978), deutscher Eishockeyspieler
- Alexander Wladimirowitsch Russkich (* 1978), russischer Badmintonspieler
- Alexander Rustemow (* 1973), russischer Schachgroßmeister
- Alexander Rüstow (1885–1963), deutscher Philosoph, Sozialwissenschaftler und Volkswirt
- Alexander Rüstow der Ältere (1824–1866), preußischer Militärschriftsteller
- Alexander Cameron Rutherford (1857–1941), kanadischer Politiker
- Alexander Rutsch (1916–1997), österreichischer Porträtmaler und -zeichner
- Alexander Ruuttu (* 1992), finnischer Eishockeyspieler
- Alexander Wladimirowitsch Ruzkoi (* 1947), russischer Offizier und Politiker
- Alexander Rybak (* 1986), belarussisch-norwegischer Sänger, Violinist, Komponist und Schauspieler
- Alexander Wiktorowitsch Rybakow (* 1985), russischer Eishockeyspieler
- Alexander Wladimirowitsch Rybakow (* 1988), russischer Bahn- und Straßenradrennfahrer
- Alexander Anatoljewitsch Rymanow (* 1959), russischer Handballspieler und Handballtrainer
- Alexander Nikolajewitsch Rytschkow (* 1974), russischer Fußballspieler

#### S
- Alexander Saade (* 1976), deutscher Polizeibeamter und Politiker (SPD), MdL Niedersachsen
- Alexander Nikolajewitsch Sabelin (* 1931), sowjetischer Sportschütze
- Alexander Saberschinsky (* 1968), deutscher katholischer Liturgiewissenschaftler
- Alexander Alexandrowitsch Sablukow (1783–1857), russischer Offizier und Erfinder
- Alexander Nikolajewitsch Sacharjewski (1894–1965), russischer Physiker und Hochschullehrer
- Alexander Wladimirowitsch Sacharkin (* 1961), russischer Gewerkschaftsgründer
- Alexander Sacharoff (1886–1963), russisch-jüdischer Tänzer
- Alexander Walentinowitsch Sacharow (* 1941), russischer Physiker
- Alexander Wladimirowitsch Sachartschenko (1976–2018), ukrainischer Ministerpräsident der Volksrepublik Donezk
- Alexander Sacher-Masoch (1901–1972), österreichischer Schriftsteller
- Alexander Sadebeck (1843–1879), deutscher Mineraloge und Geologe
- Alexander Sadecky (* 1987), Schweizer Tennisspieler
- Alexander Alexandrowitsch Safronow (1952–1989), sowjetischer Eisschnellläufer
- Alexander Saftig (* 1958), deutscher Politiker (CDU)
- Alexander Saipa (* 1976), deutscher Chemiker und Politiker (SPD), MdL
- Alexander Saitschikow (* 1992), kasachischer Gewichtheber
- Alexander Gennadijewitsch Saizew (* 1952), sowjetischer Eiskunstläufer
- Alexander Michailowitsch Saizew (1841–1910), russischer Chemiker
- Alexander Nikolajewitsch Saizew (1935–1971), sowjetischer Schachspieler
- Alexander Salák (* 1987), tschechischer Eishockeytorwart
- Alexander Salazar (* 1949), costa-ricanischer Geistlicher, emeritierter römisch-katholischer Weihbischof in Los Angeles
- Alexander Sergejewitsch Saldostanow (* 1963), russischer Gründer und Präsident der Nachtwölfe
- Alexander Salkind (1921–1997), russisch-mexikanischer Filmproduzent
- Alexander Salmon (1819–1866), britischer Kaufmann
- Alexander Salomon (* 1986), deutscher Politiker (Bündnis 90/Die Grünen), MdL
- Alexander Salot (1907–1992), deutscher Schuhmachermeister
- Alexander von Salviati (1827–1881), preußischer Generalleutnant
- Alexander von Salzmann (1874–1934), russischer Maler, Karikaturist und Bühnenbildner
- Alexander Michailowitsch Samarin (1902–1970), russischer Metallurg und Hochschullehrer
- Alexander Wladimirowitsch Samarin (* 1998), russischer Eiskunstläufer
- Alexander Andrejewitsch Samarski (1919–2008), sowjetisch-russischer Mathematiker
- Alexander Sergejewitsch Samedow (* 1984), russischer Fußballspieler
- Alexander Nikolajewitsch Samochwalow (1894–1971), sowjetischer Maler, Grafiker, Illustrator, Bildhauer und Bühnenbildner
- Alexander Grigorjewitsch Samoilenko (1957–2006), russisches Mordopfer; Generaldirektor des Unternehmens Itera-Samara
- Alexander Filippowitsch Samoilow (1867–1930), russischer Physiologe und Kardiologe
- Alexander Nikolajewitsch Samoilowitsch (1880–1938), russischer Orientalist, Turkologe und Hochschullehrer
- Alexander Michailowitsch Samokutjajew (* 1970), russischer Kosmonaut
- Alexander Borissowitsch Samolodtschikow (* 1952), russischer Physiker
- Alexander Iwanowitsch Samoschkin (1899–1977), russischer Schriftsteller und Museumsdirektor
- Alexander King Sample (* 1960), US-amerikanischer Geistlicher, Erzbischof von Portland in Oregon
- Alexander Samsonow (* 1944), deutscher Dokumentarfilmer
- Alexander Wassiljewitsch Samsonow (1859–1914), russischer General
- Alexander Samwer (* 1975), deutscher Internetunternehmer
- Alexander Sánchez (* 1983), costa-ricanischer Straßenradrennfahrer
- Alexander Sand (1928–2013), deutscher Neutestamentler
- Alexander Sängerlaub (* 1986), deutscher Journalist, Publizist und Kommunikationswissenschaftler
- Alexander Sergejewitsch Sapeta (* 1989), russischer Fußballspieler
- Alexander Jurjewitsch Saplinow (* 1997), russischer Fußballspieler
- Alexander Saposchnikow (* 1989), russischer Crosslauf-Sommerbiathlet
- Alexander Michailowitsch Saprykin (1946–2021), sowjetischer Volleyballspieler
- Alexander Saran (* 1968), deutscher Fernsehregisseur und Dokumentarfilmer
- Alexander Grigorjewitsch Sarchi (1908–1997), sowjetischer Filmregisseur und Drehbuchautor
- Alexander-Martin Sardina (* 1973), deutscher Politikwissenschaftler und Abgeordneter (MdHB), CDU
- Alexander Anatoljewitsch Sardyko (* 1990), russischer Skispringer
- Alexander Sarkissian (* 1990), US-amerikanischer Tennisspieler
- Alexander Sergejewitsch Sarudny (1863–1934), russischer Advokat und Politiker
- Alexander Gennadjewitsch Sasonow (* 1980), russischer Eishockeyspieler
- Alexander Sass (* 1977), deutscher Kameramann
- Alexander Dmitrijewitsch Sassjadko (1779–1837), Entwickler und Spezialist für Raketengeschosse sowie General der Kaiserlich Russischen Armee
- Alexander Fedossejewitsch Sassuchin (1928–2012), sowjetischer Boxer
- Alexander Wiktorowitsch Satajewitsch (1869–1936), russisch-sowjetischer Ethnograph und Komponist
- Alexander Sather (* 1986), deutscher Fußballschiedsrichter
- Alexander Satschko (* 1980), deutscher Tennisspieler
- Alexander Satz (1941–2007), russischer Pianist und Klavierpädagoge
- Alexander Sauer (* 1976), deutscher Hochschullehrer
- Alexander Iwanowitsch Sauerweid (1783–1844), russischer Schlachten- und Pferdemaler sowie Radierer
- Alexander Saul (* 1995), deutscher Handballspieler
- Alexander Sauli (1534–1593), italienischer Bischof und Heiliger
- Alexander Savine (1881–1949), amerikanischer Komponist, Dirigent und Gesangspädagoge
- Alexander de Savornin Lohman (1837–1924), niederländischer Politiker, Jurist, Hochschullehrer und Journalist
- Alexander Nikolajewitsch Sawarizki (1884–1952), russischer Geologe und Vulkanologe
- Alexander Sawczynski (1924–1985), österreichischer Filmarchitekt
- Alexander Borissowitsch Sawin (* 1957), russischer Volleyballspieler
- Alexander Alexandrowitsch Sawinski (1868–1931), zaristischer Botschafter
- Alexander Alexandrowitsch Sawjalow (* 1955), sowjetischer Skilangläufer
- Alexander zu Sayn-Wittgenstein-Hohenstein (1801–1874), deutscher Standesherr
- Alexander zu Sayn-Wittgenstein-Sayn (* 1943), deutscher Unternehmer, ehemaliger Präsident der Deutschen Burgenvereinigung und Chef des Hauses Sayn-Wittgenstein-Sayn
- Alexander Sergejewitsch Sazepin (* 1926), russischer Komponist
- Alexander Schaaff (1875–1942), deutscher Maler
- Alexander von Schade (1781–1854), Landtagsabgeordneter und Rittergutsbesitzer
- Alexander Schadenberg (1852–1896), deutscher Chemiker, Forschungsreisender und Ethnograph
- Alexander Schädler (* 1977), liechtensteinischer Fußballspieler
- Alexander Schadow (* 1958), deutscher Maler, Grafiker und Kunsttherapeut
- Alexander Schäfer (* 1981), deutscher Schauspieler
- Alexander G. Schäfer (* 1965), deutscher Schauspieler, Regisseur und Drehbuchautor
- Alexander Schäffer (1844–1890), deutscher Zivilingenieur
- Alexander Schaible (1870–1933), deutscher Beamter
- Alexander Schaible (1878–1919), russischer bzw. ukrainischer General
- Alexander Schaichet (1887–1964), Schweizer Violinist, Bratschist und Dirigent
- Alexander Schalck-Golodkowski (1932–2015), deutscher Politiker (SED) und Wirtschaftsfunktionär
- Alexander Iwanowitsch Schalimow (1917–1991), russischer Science-Fiction-Autor und Geologe
- Alexander Schall (* 1970), deutscher Jurist
- Alexander Schallenberg (* 1969), österreichischer Jurist, Diplomat und Politiker
- Alexander Iossifowitsch Schalnikow (1905–1986), russischer Physiker
- Alexander von Schalscha (1836–1895), deutscher Rittergutsbesitzer und Politiker (Zentrum), MdR
- Alexander Georgijewitsch Schamow (1951–2020), sowjetisch-russischer Chemiker und Informatiker
- Alexander Schamsky (1687–1715), Stadtarzt in Olmütz und Prag, Mitglied der Leopoldina
- Alexander Schapiro (1890–1942), ukrainischer Anarchist jüdischer Abstammung und ein Publizist
- Alexander Moissejewitsch Schapiro (1883–1946), russischer Anarcho-Syndikalist
- Alexander Sidorowitsch Schapowalow (1871–1942), russischer Metallarbeiter, Revolutionär und Autor
- Alexander Jurjewitsch Scharapow (* 1994), russischer Radsportler
- Alexander Scharf (1834–1904), österreichischer Journalist
- Alexander Scharff (1904–1985), deutscher Historiker
- Alexander Scharff (1892–1950), deutscher Ägyptologe
- Alexander Alexandrowitsch Scharow (* 1964), russischer Politiker und derzeitiger Vorsitzender der Roskomnadsor
- Alexander Alexejewitsch Scharow (1904–1984), russisch-sowjetischer Dichter
- Alexander zu Schaumburg-Lippe (* 1958), deutscher Jurist und Unternehmer, Land- und Forstwirt, Chef des Hauses Schaumburg-Lippe
- Alexander Scheelen (* 1987), deutscher Fußballspieler
- Alexander Scheer (* 1976), deutscher Schauspieler und Musiker
- Alexander Scheiermann (* 1967), russischer lutherischer Geistlicher und Bischof
- Alexander Jefimowitsch Scheindlin (1916–2017), sowjetischer bzw. russischer Physiker und Hochschullehrer
- Alexander Nikolajewitsch Schelepin (1918–1994), sowjetischer Politiker
- Alexander Borissowitsch Schelesnjakow (* 1957), russischer Spezialist für Raketen- und Raumfahrttechnik im Bereich Entwicklung und Produktion
- Alexander von Schelting (1894–1963), deutscher Soziologe
- Alexander Schenk (* 1978), österreichischer Fußballtorhüter
- Alexander Scherban (1886–1964), österreichischer Maler
- Alexander Dmitrijewitsch Scheremetew (1859–1931), russischer Musikliebhaber, Dirigent und Mäzen
- Alexander Scherer (* 1945), deutscher Filmregisseur und Drehbuchautor
- Alexander Nicolaus Scherer (1772–1824), deutsch-russischer Chemiker
- Alexander Schessler (* 1985), kasachischer Biathlet
- Alexander Scheuer (* 1968), deutscher Rechtsanwalt
- Alexander Schewtschenko (* 2000), russischer Tennisspieler
- Alexander Igorewitsch Schibajew (* 1990), russischer Tischtennisspieler
- Alexander Schiebel (* 1966), österreichischer Autor und Dokumentarfilmer
- Alexander Schiffler (* 1982), deutscher Behindertensportler (Sitzvolleyball)
- Alexander Schifrin (1901–1951), deutsch-russischer Journalist, Publizist und politischer Theoretiker
- Alexander Schigin (* 1986), kasachischer Eisschnellläufer
- Alexander Schilling (* 1969), deutscher Theaterregisseur
- Alexander Jewgenjewitsch Schilow (1930–2014), russischer Chemiker
- Alexander Alexandrowitsch Schimanow (* 1992), russischer Schachmeister
- Alexander Schimmelbusch (* 1975), österreichischer Romanautor
- Alexander Schimmelfennig (1824–1865), Offizier der Preußischen Armee, Teilnehmer der Deutschen Revolution 1848/1849, General im Amerikanischen Bürgerkrieg
- Alexander Schimpf (* 1981), deutscher Pianist
- Alexander Schin (* 1985), kasachischer Eishockeyspieler
- Alexander Schinas († 1913), griechischer Anarchist, Mörder König Georgs I. von Griechenland
- Alexander Julius Schindler (1818–1885), österreichischer Schriftsteller und Politiker
- Alexander M. Schindler (1925–2000), US-amerikanischer Rabbiner
- Alexander Jewgenjewitsch Schinin (* 1984), russischer Eishockeyspieler
- Alexander Schink (* 1953), deutscher Politiker (CDU), Staatssekretär in Nordrhein-Westfalen
- Alexander Schippel (* 1979), deutscher Fotograf und Fotojournalist
- Alexander Schirmann, deutscher Komponist, Kapellmeister und Filmkomponist
- Alexander Borissowitsch Schirokorad (* 1947), russischer Sachbuchautor und Publizist
- Alexander Wassiljewitsch Schirow (1958–1983), sowjetischer Skirennläufer
- Alexander Wjatscheslawowitsch Schirow (* 1991), russischer Fußballspieler
- Alexander Sergejewitsch Schirschow (* 1972), russischer Säbelfechter und Olympiasieger
- Alexander Anatoljewitsch Schirwindt (1934–2024), russischer Schauspieler und Regisseur
- Alexander Fjodorowitsch Schischkin (1902–1977), russischer Moralphilosoph
- Alexander Semjonowitsch Schischkow (1754–1841), russischer Admiral, Schriftsteller und Minister für Volksbildung
- Alexander Wassiljewitsch Schischkow (1883–1920), russischer Revolutionär
- Alexander Arnoldowitsch Schitomirski (1907–1993), sowjetischer Grafiker
- Alexander Matwejewitsch Schitomirski (1881–1937), russischer Komponist und Hochschullehrer für Komposition
- Alexander Walerjewitsch Schkurinski (* 1995), russischer Handballspieler
- Alexander Alexejewitsch Schkwarzew (1900–1970), sowjetischer Diplomat und Textilwissenschaftler
- Alexander Schläffer (1899–1984), österreichischer Krippenbauer
- Alexander Schlager (* 1996), österreichischer Fußballspieler
- Alexander Georg Schlater (1834–1879), deutsch-baltischer Landschafts- und Marinemaler
- Alexander Schleber (* 1939), deutsch-amerikanisch-belgischer Objektkünstler
- Alexander Schlegelmilch (1777–1831), deutsch-russischer Mineraloge
- Alexander von Schleinitz (1807–1885), preußischer Staatsminister, Minister des Auswärtigen (1858–1861), seit Ende 1861 Minister des königlichen Hauses
- Alexander Schlemmer (1885–1968), deutscher Landrat
- Alexander Schlicke (1863–1940), deutscher Politiker (SPD), MdR
- Alexander von Schlippenbach (* 1938), deutscher Jazz-Pianist, Arrangeur und Komponist
- Alexander Wassiljewitsch Schljachturow (* 1947), russischer Geheimdienstoffizier, Generalleutnant des Militärgeheimdiensts Glawnoje Raswedywatelnoje Uprawlenije (GRU)
- Alexander Gawrilowitsch Schljapnikow (1885–1937), russischer Gewerkschafter und Politiker
- Alexander Schlüter (* 1985), deutscher Sportjournalist
- Alexander Dmitrijewitsch Schmemann (1921–1983), orthodoxer Priester und Theologe
- Alexander Schmid (* 1994), deutscher Skirennläufer
- Alexander Schmidheiny (1951–1992), Schweizer Kunstsammler und Unternehmer
- Alexander Schmidt (1816–1887), deutscher Philologe und Gymnasiallehrer, Shakespeareforscher
- Alexander Schmidt (* 1965), deutscher Mathematiker
- Alexander Schmidt (* 1963), deutscher Historiker und Ausstellungsgestalter
- Alexander Schmidt (1827–1899), deutscher Richter und Parlamentarier
- Alexander Schmidt (* 1977), deutscher Neurologe und Musiker
- Alexander Schmidt (* 1968), deutscher Fußballtrainer
- Alexander Schmidt (* 1975), deutscher Neuzeithistoriker
- Alexander Schmidt (* 1998), österreichischer Fußballspieler
- Alexander Eduardowitsch Schmidt (1871–1939), russischer Arabist und Hochschullehrer
- Alexander Schmidt-Michelsen (1859–1908), deutscher Landschafts- und Genremaler
- Alexander Schmieden (* 1993), deutscher Fußballspieler
- Alexander Schmirl (* 1989), österreichischer Sportschütze
- Alexander Schmoll (1880–1950), deutscher Fotograf und Standfotograf beim deutschen Film
- Alexander Schmook (1888–1969), deutscher Förster und Sachbuchautor
- Alexander Schmorell (1917–1943), deutscher Mitbegründer der Widerstandsgruppe Weiße Rose
- Alexander Schnabel (* 1987), österreichischer Politiker (FPÖ)
- Alexander Maria Schnabel (1889–1969), deutsch-baltischer Komponist
- Alexander Schneer (1814–1855), deutscher Jurist und Politiker
- Alexander Schneider (1882–1932), deutscher Jurist und Politiker (Zentrum), Mitglied der Nationalversammlung 1919
- Alexander Schneider (1908–1993), amerikanischer Violinist und Dirigent
- Alexander Schneider (* 1993), deutscher Fußballspieler und Trainer
- Alexander von Schneider (1845–1909), Oberkonsistorialpräsident der Evangelisch-Lutherischen Kirche in Bayern
- Alexander Schneider-Kewenig (1881–1963), deutscher Sozialbeamter
- Alexander Schnell (* 1971), deutscher Philosoph
- Alexander Schnetzler (* 1979), deutscher Fußballspieler
- Alexander Schnitger (1958–2020), niederländischer Generalleutnant und Befehlshaber der Königlichen Luftstreitkräfte
- Alexander Schnitter (1544–1602), Ratsherr, Schöffe und Bürgermeister
- Alexander Schnütgen (1843–1918), deutscher Theologe, Priester und Kunstsammler
- Alexander Schnütgen (1883–1955), deutscher Bibliothekar und Kirchenhistoriker
- Alexander Schoch (* 1954), deutscher Politiker (Bündnis 90/Die Grünen), MdL
- Alexander Nikolajewitsch Schochin (* 1951), russischer Politiker und Staatsmann, Mitglied des Präsidiums des Obersten Rates der Partei „Einiges Russland“
- Alexander von Schoeler (1807–1894), preußischer General der Infanterie
- Alexander Schoeller (1852–1911), deutscher Bankier
- Alexander von Schoeller (1805–1886), deutsch-österreichischer Bankier, Großindustrieller und Großunternehmer
- Alexander Lodewijk Schoenmaeckers (1814–1856), deutsch-niederländischer Gutsbesitzer, Mitglied der Frankfurter Nationalversammlung
- Alexander Schölch (1943–1986), deutscher Orientalist
- Alexander Konstantinowitsch Scholkowski (* 1937), russisch-US-amerikanischer Linguist, Literaturwissenschaftler, Autor
- Alexander Michailowitsch Scholochow (* 1962), russischer Politiker und Biologe
- Alexander Scholz (* 1992), dänischer Fußballspieler
- Alexander Schön (1864–1941), deutscher Jurist und Politiker, MdHB
- Alexander Schonath (* 1951), deutscher Politiker (REP, DSU), MdL
- Alexander Schönberg (1892–1985), deutscher Chemiker und Hochschullehrer
- Alexander von Schönborn (1924–2011), deutscher Forstbiologe
- Alexander Graf von Schönburg-Glauchau (* 1969), deutscher Journalist und Schriftsteller
- Alexander von Schönburg-Hartenstein (1826–1896), österreichisch-ungarischer Diplomat, Politiker und Gutsbesitzer
- Alexander Schönfelder (* 1963), deutscher Diplomat
- Alexander Schopper (* 1976), österreichischer Rechtswissenschaftler
- Alexander Schöppner (1820–1860), deutscher Pädagoge und Schriftsteller
- Alexander Schottky (* 1969), deutscher Schauspieler, Werbe- und Synchronsprecher, Sänger und Kunstmaler
- Alexander Wassiljewitsch Schottmann (1880–1937), russischer Revolutionär finnischer Herkunft
- Alexander von Schouppé (1915–2004), österreichisch-deutscher Mineraloge
- Alexander Schowtis (1923–1999), ukrainischer und kasachischer Literaturkritiker, Schriftsteller und Übersetzer
- Alexander Schowtka (* 1963), deutscher Schwimmer
- Alexander Schrader (1887–1956), deutscher Politiker (NSDAP), MdR
- Alexander Fjodorowitsch Schreider (* 1985), russischer Biathlet
- Alexander von Schrenck-Notzing (* 1965), deutscher Stiftungsratsvorsitzender der Förderstiftung Konservative Bildung und Forschung
- Alexander von Schrenk (1816–1876), deutsch-baltischer Naturforscher
- Alexander Schriebl (* 1978), österreichischer Fußballspieler
- Alexander Schrijver (* 1948), niederländischer Mathematiker
- Alexander Schröder (1806–1877), deutscher Architekt
- Alexander Schroth (1828–1899), österreichischer Bildhauer und Gipsgießer
- Alexander Iwanowitsch Schtschagin (1898–1959), sowjetischer Schauspieler
- Alexander Jefimowitsch Schtscherbak (1863–1934), russischer Arzt und Hochschullehrer
- Alexander Sergejewitsch Schtscherbakow (1901–1945), sowjetischer Politiker und Generaloberst
- Alexander Ippolitowitsch Schtscherbatski (1874–1952), russischer Botschafter
- Alexander Wadimowitsch Schtscherbizki (* 1966), russischer Konteradmiral
- Alexander Nikolajewitsch Schtschukin (1900–1990), sowjetischer Physiker und Hochschullehrer
- Alexander Wladimirowitsch Schtschukin (1946–1988), sowjetischer Pilot und Kosmonaut
- Alexander Schubart (1931–2016), deutscher Jurist, Beamter, Umweltschützer und Mitgründer der Grünen Liste Hessen
- Alexander Schubert (* 1979), deutscher Komponist und Instrumentalist
- Alexander Schubert (* 1969), deutscher Historiker und Kulturmanager
- Alexander Schubert (* 1970), deutscher Schauspieler
- Alexander Schuck (* 1957), deutscher Kanute
- Alexander Schug (* 1973), deutscher Historiker
- Alexander Schuhmacher (* 1965), deutscher Hörspielautor und -regisseur
- Alexander Schuke (1870–1933), deutscher Orgelbauer
- Alexander Schukoff (* 1956), österreichischer Filmregisseur, Filmproduzent und Videokünstler
- Alexander Dmitrijewitsch Schukow (* 1956), russischer Politiker und Ökonom
- Alexander Iwanowitsch Schukow (1898–1965), sowjetischer Theater- und Filmschauspieler
- Alexander Friedrich Christoph von der Schulenburg (1720–1801), kaiserlicher Oberst
- Alexander Friedrich Georg von der Schulenburg (1745–1790), preußischer Wirklicher Geheimer Rat und Minister
- Alexander Jakob von der Schulenburg (1710–1775), kurfürstlich braunschweig-lüneburgischer Generalmajor, Erbherr vom Emden, Altenhausen sowie Hohenwarsleben mit Ivenrode
- Alexander von der Schulenburg (1662–1733), Generalleutnant und Gouverneur von Celle sowie Besitzer des Rittergutes Altenhausen
- Alexander von der Schulenburg-Emden (1762–1820), deutscher Großgrundbesitzer
- Alexander Schüler (* 1955), deutscher Regisseur, Filmproduzent und Unternehmer
- Alexander Walerjewitsch Schulginow (* 1998), russischer Shorttracker
- Alexander E. L. Schulin (* 1965), deutscher Opernregisseur
- Alexander Wjatscheslawowitsch Schulin (* 1963), russischer Eiskunstläufer
- Alexander Schuller (* 1934), deutscher Soziologe
- Alexander Schüller (* 1997), deutscher Bobsportler
- Alexander Schulz (* 1991), deutscher Slackliner
- Alexander Schulz (* 1966), deutscher Festivalveranstalter
- Alexander Schulze (Politiker) (* 1972), deutscher Kommunalpolitiker
- Alexander Schulze (Handballspieler) (* 1997), deutscher Handballspieler
- Alexander Schunka (* 1972), deutscher Historiker
- Alexander Schur (* 1971), deutscher Fußballspieler
- Alexander Alexandrowitsch Schurawljow (* 1965), russischer General
- Alexander Gennadjewitsch Schurbin (* 1992), russischer Tennisspieler
- Alexander Schuschemoin (* 1987), kasachischer Radrennfahrer
- Alexander Schuster (* 1975), deutscher Eishockeyspieler
- Alexander Andrejewitsch Schustow (* 1984), russischer Hochspringer
- Alexander Schütz (* 1967), österreichischer Unternehmer, Investor und Gründer
- Alexander Herman Schutz (1894–1964), US-amerikanischer Romanist, Provenzalist und Mediävist
- Alexander Anatoljewitsch Schuwalow (* 1992), russischer Skispringer
- Alexander Iwanowitsch Schuwalow (1710–1770), russischer Graf und Staatsmann
- Alexander Schwab (1887–1943), deutscher kommunistischer Politiker und Publizist
- Alexander Schwan (1931–1989), deutscher Politikwissenschaftler
- Alexander Schwarz (* 1954), deutscher Fußballspieler
- Alexander H. Schwarz (* 1957), deutscher Buchautor
- Alexander von Schwedler (* 1980), chilenischer Fußballspieler
- Alexander Schweitzer (* 1973), deutscher Politiker (SPD), MdL, Ministerpräsident von Rheinland-Pfalz
- Alexander M. Schweitzer (* 1964), deutscher Theologe und Kirchenmusiker
- Alexander Schweizer (1843–1902), Schweizer Militärwissenschaftler
- Alexander Schweizer (1808–1888), reformierter Theologe
- Alexander Schwolow (* 1992), deutscher Fußballtorhüter
- Alexander Scordelis (1923–2007), US-amerikanischer Bauingenieur
- Alexander Scott, schottischer Dichter
- Alexander Walker Scott (1800–1883), australischer Politiker, Unternehmer und Entomologe
- Alexander Scourby (1913–1985), US-amerikanischer Schauspieler sowie Sprecher von Hörbüchern und Dokumentationen
- Alexander Scrymgeour, 12. Earl of Dundee (* 1949), britischer Politiker
- Alexander Scultetus, Domherr und Kanzler des Kapitels von Ermland, Historiker, Kartograph
- Alexander Sebald (* 1996), deutscher Fußballspieler
- Alexander Sedivy (* 1972), österreichischer Kabarettist, Autor und Musiker
- Alexander Segert (* 1963), deutsch-schweizerischer PR-Fachmann und Lokalpolitiker (SVP)
- Alexander Seggelke (* 1979), deutscher Basketballspieler
- Alexander Sehestedt († 1617), deutscher Adliger, Herr auf Gut Güldenstein und Klosterpropst zu Uetersen
- Alexander Seibel (* 1943), österreichischer Publizist und Evangelist
- Alexander Seidel (* 1976), deutscher Countertenor, Chor- und Konzertleiter
- Alexander Seifert (* 1960), deutscher Jurist
- Alexander Seiler I. (1819–1891), Hotelpionier in Zermatt und Grossrat
- Alexander J. Seiler (1928–2018), Schweizer Filmregisseur
- Alexander Seitz, deutscher Mediziner und Dramatiker
- Alexander Seitz (* 1967), deutscher Jurist, Präsident des Oberlandesgerichts Frankfurt am Main
- Alexander Maximilian Seitz (1811–1888), deutscher Maler
- Alexander Selent (* 1952), deutscher Manager
- Alexander Alexandrowitsch Selichow (* 1994), russischer Fußballspieler
- Alexander Nikolajewitsch Selin (* 1953), russischer Generaloberst
- Alexander Jurjewitsch Seliwanow (* 1971), russischer Eishockeyspieler und -trainer
- Alexander Selkirk (1676–1721), schottischer Seefahrer und Abenteurer
- Alexander Wiktorowitsch Selujanow (* 1982), russischer Eishockeyspieler
- Alexander Wladimirowitsch Semak (* 1966), russischer Eishockeyspieler
- Alexander Michailowitsch Semjonow (1922–1984), russischer Maler
- Alexander Freiherr von Senarclens-Grancy (1880–1964), deutscher Marineattaché
- Alexander Gottschalk von Sengbusch, Kaufmann und Bürgermeister in Riga
- Alexander von Sengbusch (1796–1883), deutsch-baltischer evangelischer Geistlicher
- Alexander Senger (1840–1902), deutscher Theaterschauspieler, -regisseur und -intendant
- Alexander von Senger (1880–1968), Architekt und Architekturtheoretiker in der Schweiz und dem Deutschland des Nationalsozialismus
- Alexander Serafimowitsch (1863–1949), sowjetischer Schriftsteller
- Alexander Sergejewitsch Serebrjakow (* 1987), russischer Straßenradrennfahrer
- Alexander Alexandrowitsch Serebrow (1944–2013), sowjetischer Kosmonaut
- Alexander Pawlowitsch Serebrowski (1884–1938), russischer Revolutionär, sowjetischer Ingenieur, Ökonom und Gelehrter
- Alexander Sergejewitsch Serebrowski (1892–1948), sowjetischer Genetiker
- Alexander Michailowitsch Sergejew (* 1955), russischer Physiker und Hochschullehrer
- Alexander Serikow (* 1975), deutscher Eishockeyspieler
- Alexander Nikolajewitsch Serow (1820–1871), russischer Komponist
- Alexander Sergejewitsch Serow (* 1982), russischer Radrennfahrer
- Alexander Iwanowitsch Sery (1927–1987), sowjetischer Filmregisseur
- Alexander Seton, schottischer Militär, Diplomat und Höfling
- Alexander Seton, Alchemist
- Alexander Setznagel (1801–1887), österreichischer Abt
- Alexander Gottlieb von Seydlitz (1700–1782), preußischer Generalmajor und Chef des Husarenregiment Nr. 8
- Alexander von Seydlitz-Kurzbach (1847–1935), preußischer Generalleutnant
- Alexander Shabalov (* 1967), US-amerikanischer Großmeister im Schach
- Alexander Shafranovich (* 1983), israelischer Volleyballspieler
- Alexander Shapiro (* 1949), sowjetisch-israelisch-US-amerikanischer Mathematiker
- Alexander Shelley (* 1979), britischer Dirigent und Cellist
- Alexander Robey Shepherd (1835–1902), US-amerikanischer Politiker
- Alexander-Patterson Sherry (1908–1966), schottischer Fußballspieler
- Alexander Shnaider (* 1968), kanadischer Geschäftsmann
- Alexander Shnirelman (* 1946), russisch-kanadischer Mathematiker
- Alexander Sholti (* 1975), deutscher Schauspieler
- Alexander Shtarkman (* 1967), US-amerikanischer Pianist und Musikpädagoge
- Alexander Shulgin (1925–2014), amerikanischer Chemiker und Pharmakologe russischer Abstammung
- Alexander Michailowitsch Sibirjakow (1849–1933), russischer Mäzen und Forschungsreisender
- Alexander Siddig (* 1965), sudanesisch-britischer Schauspieler
- Alexander Nikolajewitsch Sidelnikow (1950–2003), russischer Eishockeytorwart
- Alexander Sideras (1935–2019), griechisch-deutscher Altphilologe, Byzantinist und Neogräzist
- Alexander Siebeck (* 1993), deutscher Fußballspieler
- Alexander Siebenhaar-Schmidweber (1927–2022), Schweizer Ruderer
- Alexander Siebenhärl (1919–2008), deutscher römisch-katholischer Priester, Geistlicher Rat, Pfarrer der Pfarrei St. Magdalena Ottobrunn und Dekan des Dekanates Ottobrunn
- Alexander von Siebold (1846–1911), deutscher Übersetzer und Dolmetscher
- Alexander Siedschlag (* 1971), deutscher Politikwissenschaftler und Sicherheitsforscher
- Alexander Sieghart (* 1994), thailändischer Fußballspieler
- Alexander Siegmund (* 1968), deutscher Geograph und Professor für Geographische Fachdidaktik
- Alexander Siemens (1847–1928), deutscher Unternehmer und Elektroingenieur
- Alexander Siemon (* 1967), deutscher Journalist, Nachrichtensprecher und Fernsehmoderator
- Alexander Pawlowitsch Silajew (1928–2005), sowjetischer Kanute
- Alexander Kirillowitsch Siljanow (* 2001), russischer Fußballspieler
- Alexander Iljitsch Siloti (1863–1945), russischer Pianist, Komponist und Dirigent
- Alexander Silveri (1910–1986), österreichischer Bildhauer
- Alexander Sima (1969–2004), österreichischer Semitist
- Alexander von Simolin (1788–1866), preußischer Generalmajor, Kommandeur der 2. Kavallerie-Brigade
- Alexander Simon (* 1962), deutscher Pantomime und Comedy-Künstler
- Alexander Simon (* 1968), deutscher Schauspieler
- Alexander Moritz Simon (1837–1905), Bankier, Gründer einer Gartenbauschule und amerikanischer Vizekonsul
- Alexander Sims (* 1988), britischer Automobilrennfahrer
- Alexander D. Sims (1803–1848), US-amerikanischer Politiker
- Alexander Sinclair (1911–2002), kanadischer Eishockeyspieler
- Alexander Singer (* 1928), US-amerikanischer Regisseur
- Alexander Sinjawski (* 1977), belarussischer Skispringer
- Alexander Alexandrowitsch Sinowjew (1922–2006), russischer Philosoph und Schriftsteller
- Alexander Alexejewitsch Sisonenko (1959–2012), sowjetischer Basketballspieler
- Alexander Sitkowetski (* 1983), russischer Violinist
- Alexander Walerjewitsch Sjomin (* 1984), russischer Eishockeyspieler
- Alexander Semenowitsch Sjusin (1903–1985), ukrainisch-sowjetischer Geodät, Hochschullehrer, Autor und Bergsteiger
- Alexander Skarsgård (* 1976), schwedischer Schauspieler
- Alexander Skene (1837–1900), schottisch-britisch-nordamerikanischer Arzt und Gynäkologe, Hochschullehrer
- Alexander Alexandrowitsch Skotschinski (1874–1960), russischer Montanwissenschaftler und Hochschullehrer
- Alexander Skowronski (1863–1934), polnischer Geistlicher und Politiker, MdR
- Alexander Nikolajewitsch Skrinski (* 1936), russischer Physiker
- Alexander Nikolajewitsch Skrjabin (1872–1915), russischer Pianist und Komponist
- Alexander Petrowitsch Skugarew (* 1975), russischer Eishockeyspieler
- Alexander Frank Skutch (1904–2004), US-amerikanischer Ornithologe
- Alexander Alexandrowitsch Skworzow (* 1966), russischer Kosmonaut
- Alexander Wikentjewitsch Skworzow (1954–2020), russischer Eishockeyspieler
- Alexander Slabinsky (* 1986), britischer Tennisspieler
- Alexander Sladek (* 2004), österreichischer Filmschauspieler
- Alexander Slafkovský (* 1983), slowakischer Kanute
- Alexander Wladimirowitsch Slastin (* 1942), russischer Schauspieler
- Alexander Slatnow (1950–2003), deutscher Kanute
- Alexander Nikolajewitsch Slatowratski (1878–1960), russisch-sowjetischer Bildhauer
- Alexander Slawik (1900–1997), österreichischer Japanologe
- Alexander Nikolajewitsch Slepkow (1899–1937), russischer Revolutionär, Opfer des Stalinismus
- Alexander Slotty (* 1984), deutscher Politiker (SPD)
- Alexander Smakula (1900–1983), deutsch-amerikanischer Physiker
- Alexander Jewgenjewitsch Smirnow (* 1964), russischer Eishockeyspieler und -trainer
- Alexander Petrowitsch Smirnow (* 1996), russischer Fußballspieler
- Alexander Wiktorowitsch Smirnow (* 1984), russischer Eiskunstläufer
- Alexander Smith (* 1988), britischer Hammerwerfer
- Alexander Smith (* 1993), US-amerikanischer Mathematiker
- Alexander Smoljar (* 2001), russischer Rennfahrer
- Alexander Smoltczyk (* 1958), deutscher Journalist
- Alexander Alexandrowitsch Smyschljajew (* 1987), russischer Freestyle-Skisportler
- Alexander Smyth (1765–1830), irisch-amerikanischer Jurist, General des Kriegs (1812) und Politiker
- Alexander Snyckers (1879–1945), belgischer Romanist und Wirtschaftswissenschaftler
- Alexander von Sobeck (* 1955), deutscher Journalist
- Alexander Benedikt Sobieski (1677–1714), polnischer Prinz
- Alexander Sergejewitsch Sobolew (* 1997), russischer Fußballspieler
- Alexander Wladimirowitsch Sobolew (1915–1986), sowjetischer Schriftsteller, Dichter und Journalist
- Alexander Soddy (* 1982), britischer Dirigent und Pianist
- Alexander Soifer (* 1948), US-amerikanischer Mathematiker
- Alexander von Soiron (1806–1855), badischer Politiker und Abgeordneter in der Frankfurter Nationalversammlung
- Alexander Sokolenko (* 1996), kasachischer Fußballspieler
- Alexander Sokolicek, österreichischer Klassischer Archäologe
- Alexander Sergejewitsch Sokolow (* 1982), russischer Volleyballspieler
- Alexander Sergejewitsch Sokolow (* 1949), russischer Politiker und Musikwissenschaftler
- Alexander Sokolowsky (1866–1949), deutscher Zoologe
- Alexander Nikolajewitsch Sokurow (* 1951), russischer Regisseur und Drehbuchautor
- Alexander Jewgenjewitsch Soldatenkow (* 1996), russischer Fußballspieler
- Alexander Alexejewitsch Soldatow (1915–1999), sowjetischer Diplomat
- Alexander Leo Soldenhoff (1882–1951), Schweizer Kunstmaler und Flugzeugkonstrukteur
- Alexander Sollfrank (* 1966), deutscher Brigadegeneral und Kommandeur des Kommando Spezialkräfte
- Alexander zu Solms-Braunfels (1855–1926), österreichischer Sportfunktionär
- Alexander zu Solms-Braunfels (1807–1867), preußischer Generalmajor
- Friedrich Alexander zu Solms-Hohensolms-Lich (1763–1830), preußischer Generalmajor und Gouverneur des Generalgouvernements Berg
- Alexander Solomonica, Autor und Opfer des Holocaust
- Alexander Solotzew (* 1957), russischer Maler, Grafiker und Bildhauer
- Alexander Konstantinowitsch Solowjow (1846–1879), russischer Revolutionär
- Alexander Issajewitsch Solschenizyn (1918–2008), russischer Schriftsteller, Dramatiker, Historiker und Literaturnobelpreisträger
- Alexander von Soltwedel, Ratsherr der Hansestadt Lübeck
- Alexander Somek (* 1961), europäischer Rechtswissenschafter
- Alexander Sonderegger (* 1991), russisch-deutscher Pianist und Hochschuldozent
- Alexander Sondermann, deutscher NS-Funktionär
- Alexander Sorge (* 1993), deutscher Fußballspieler
- Alexander Soros (* 1985), US-amerikanischer Philanthrop
- Alexander Wiktorowitsch Sosnowski (* 1955), russischer Journalist und Buchautor
- Alexander Sostmann (1833–1908), deutscher Verwaltungsjurist in der Provinz Hannover
- Alexander Bernhard von Spaen (1669–1743), preußischer Generalmajor, residierender Komtur des Johanniter-Ordens in Wietersheim
- Alexander von Spaen (1619–1692), kurbrandenburgischer Generalfeldmarschall
- Alexander Spemann (* 1967), deutscher Sänger (Tenor), Musiker und Puppenspieler
- Alexander Spengler (1827–1901), deutsch-schweizerischer Mediziner
- Alexander Sperber (* 1952), US-amerikanischer Footballspieler und Mitbegründer des ersten deutschen Footballvereins
- Alexander Sperk (* 1968), deutscher Historiker
- Alexander Sperling (1890–1973), deutscher Turner
- Alexander Nikolajewitsch Spessiwzew (* 1970), russischer Serienmörder
- Alexander Spies (* 1955), deutscher Politiker (Piratenpartei), MdA
- Alexander Spiess (1833–1904), deutscher Mediziner und Stadtarzt der Stadt Frankfurt am Main
- Alexander Spintzyk (* 1999), deutscher Volleyballspieler
- Alexander Sergejewitsch Spirin (1931–2020), russischer Biochemiker und Molekularbiologe
- Alexander von Spitz (1832–1910), preußischer General der Infanterie
- Alexander Spitzmüller (1862–1953), österreichischer Wirtschaftsführer und Politiker
- Alexander Spitzmüller (1894–1962), österreichischer Komponist und Musikredakteur
- Alexander Spoerl (1917–1978), deutscher Schriftsteller, Film- und Rundfunkautor
- Alexander Spreng (* 1972), deutscher Sänger und Comicszenarist
- Alexander Spritzendorfer (* 1963), österreichischer Kulturmanager, stellvertretender Bezirksvorsteher der Josefstadt
- Alexander Sputh (* 1953), deutscher Jazzmusiker und Bergführer
- Alexander von Stackelberg (1833–1898), russischer Geheimrat deutschbaltischer Herkunft
- Alexander Stadler (* 1999), deutscher Hockeyspieler
- Alexander von Staël-Holstein (1877–1937), estnischer Orientalist, Sinologe, Indologe
- Alexander von Stahl (* 1938), deutscher Politiker (FDP) und Generalbundesanwalt
- Alexander Stahlberg (1912–1995), deutscher Offizier im militärischen Widerstand um Stauffenberg
- Alexander Stahr (* 1959), deutscher Geograph und Publizist
- Alexander von Stahr (1813–1882), preußischer Generalmajor
- Alexander Stangassinger (* 1967), österreichischer Politiker (SPÖ), Bürgermeister von Hallein
- Alexander Stangl (1899–1946), österreichischer Politiker (SPÖ), Landtagsabgeordneter im Burgenland
- Alexander Starck (1909–1963), deutscher Gewerkschaftsfunktionär (FDGB), MdV
- Alexander Alexandrowitsch Starodubez (* 1993), russisch-sükoreanischer Biathlet
- Alexander Arkadjewitsch Stassewitsch (* 1953), sowjetisch-russischer Sprinter
- Alexander Jegorowitsch Staubert (1780–1843), russischer Architekt des Klassizismus
- Alexander Staudinger (1855–1923), deutscher Ökonom, Mitglied des Kurhessischen Kommunallandtages Kassel
- Alexander Schenk Graf von Stauffenberg (1905–1964), deutscher Althistoriker
- Alexander Stavensby († 1238), englischer Geistlicher und Diplomat, Bischof von Coventry und Lichfield
- Alexander Iwanowitsch Stebut (1877–1952), russischer Agronom, Bodenkundler, Pflanzenzüchter und Hochschullehre
- Alexander-Klaus Stecher (* 1968), deutscher Schauspieler, Talkmaster, Moderator, Sänger
- Alexander Steen (* 1984), schwedisch-kanadischer Eishockeyspieler
- Alexander Steffen (1871–1954), deutscher Gartenbaudirektor und Autor
- Alexander Stefi (1953–2016), deutscher Theaterschauspieler
- Alexander Stein (1881–1948), deutscher Journalist
- Alexander Stein (1843–1914), deutscher Rabbiner
- Alexander Stein (1789–1833), deutscher lutherischer Geistlicher
- Alexander Stein (1911–1980), deutscher römisch-katholischer Theologe
- Alexander Stein (1809–1858), deutscher Jurist und Abgeordneter
- Alexander Stein (1890–1970), deutscher Fregattenkapitän der Kriegsmarine
- Alexander Steinbacher (1931–2009), deutscher Pianist
- Alexander Steinbeis (* 1974), deutscher Kultur- und Musikmanager
- Alexander Steinbrecher (1910–1982), österreichischer Komponist
- Alexander Steinitz (* 1967), österreichischer Dirigent, 1. Kapellmeister der Theater Vorpommern
- Alexander Steinlechner (2000–2024), österreichischer Fußballspieler
- Alexander Steinmann, deutscher Maschinenbauingenieur und Hochschulprofessor
- Alexander Steireif (* 1988), deutscher Autor, Berater und Coach
- Alexander Graf Stenbock-Fermor (1902–1972), deutscher Autor und Widerstandskämpfer in der Zeit des Nationalsozialismus
- Alexander Alexandrowitsch Stepanow (* 1979), russischer Eishockeyspieler
- Alexander Alexandrowitsch Stepanow (* 1950), russischer Informatiker
- Alexander Stephan (* 1986), deutscher Fußballtorhüter
- Alexander Stephan (1946–2009), deutsch-amerikanischer Germanist
- Alexander Stephan (1945–2011), deutscher Schauspieler
- Alexander H. Stephens (1812–1883), US-amerikanischer Politiker, Vizepräsident der Konföderierten Staaten von Amerika (1861–1865)
- Alexander Stern (* 1976), deutscher Bildhauer, Maler und Installationskünstler
- Alexander Sternberg (* 1973), deutscher Schauspieler
- Alexander Steudel (* 1966), deutscher Journalist
- Alexander Stevens (* 1981), deutsch-britischer Rechtsanwalt, Schauspieler und Autor
- Alexander Stever (* 1967), deutscher Drehbuchautor und Regisseur
- Alexander Stevic (* 1975), schwedischer Pokerspieler
- Alexander Stewart of Bunkle († 1319), schottischer Adliger
- Alexander Stewart (1829–1912), US-amerikanischer Politiker kanadischer Herkunft
- Alexander Stewart († 1513), schottischer Humanist und Erzbischofselekt von St Andrews
- Alexander Peter Stewart (1821–1908), US-amerikanischer General während des Sezessionskrieges
- Alexander Stewart, 1. Duke of Albany († 1485), schottischer Adliger
- Alexander Stewart, 12. Earl of Mar († 1435), schottischer Adliger
- Alexander Stewart, 2. Earl of Buchan († 1505), schottischer Adliger
- Alexander Stewart, Earl of Menteith, schottischer Magnat
- Alexander Stichart (1838–1896), deutscher Maler und Illustrator
- Alexander Stieda (1875–1966), deutscher Chirurg
- Alexander von Stiegler (1857–1916), preußischer Gutsbesitzer und Politiker
- Alexander von Stieglitz (1814–1884), russischer Bankier, Industrieller, Mäzen und Philanthrop
- Alexander Stille (* 1957), US-amerikanischer Journalist und Schriftsteller
- Alexander Stillmark (* 1941), deutscher Film- und Theaterregisseur und Schauspieler
- Alexander Stock (* 1962), deutscher Fernsehjournalist und Redakteur, Leiter der Hauptabteilung Kommunikation des ZDF
- Alexander Stöcker (1896–1963), deutscher Bildjournalist, Luftfahrtfotograf und Pressefotograf
- Alexander Stöckl (* 1973), österreichischer Skispringer
- Alexander Grigorjewitsch Stoletow (1839–1896), russischer Physiker
- Alexander Stoltz (1810–1897), preußischer Generalleutnant
- Alexander Stolz (* 1983), deutscher Fußballtorwart
- Alexander Stöpler (1848–1922), deutscher Kaufmann und Politiker, Bürgermeister in Lauterbach, Landtagsabgeordneter im Großherzogtum Hessen
- Alexander Andrejewitsch Storch (1804–1870), russischer Oberstleutnant
- Alexander Alexandrowitsch Storoschuk (* 1981), russischer Fußballspieler und Trainer
- Alexander Strähuber (1814–1882), deutscher Historienmaler und Zeichner
- Alexander Strakosch (1840–1909), österreichischer Theaterschauspieler und Rezitator
- Alexander Straßmeir (* 1964), deutscher Politiker (CDU), Staatssekretär in Berlin
- Alexander Straßner (* 1974), deutscher Politikwissenschaftler
- Alexander Strasser (1656–1731), Abt des Benediktinerstiftes Kremsmünster
- Alexander Straub (* 1983), deutscher Stabhochspringer
- Alexander Strauch (1832–1893), deutsch-russischer Zoologe
- Alexander Strauch (* 1971), deutscher Komponist
- Alexander Strauch (* 1944), amerikanischer evangelikaler Theologe, Dozent und Autor
- Alexander Straus (* 1975), norwegischer Fußballtrainer
- Alexander Strehmel (* 1968), deutscher Fußballspieler und Trainer
- Alexander Witaljewitsch Strelzow (* 1990), russischer Eishockeyspieler
- Alexander Strobele (* 1953), österreichischer Schauspieler
- Alexander Sergejewitsch Stroganow (1733–1811), russischer Großgrundbesitzer, Kunstsammler und Politiker
- Alexander Strömer (* 1968), österreichischer Schauspieler, Sprecher und Sänger (Bassbariton)
- Alexander Struys (1852–1941), belgischer Porträt-, Historien- und Genremaler
- Alexander Stuart (1824–1886), australischer Politiker und Premier von New South Wales
- Alexander Hugh Holmes Stuart (1807–1891), US-amerikanischer Politiker (Whig Party)
- Alexander Stubb (* 1968), finnischer Politiker und Ministerpräsident, MdEP
- Alexander Antonowitsch Stuckenberg (1844–1905), russischer Geologe, Paläontologe und Hochschullehrer
- Alexander von Stuckrad (1814–1895), preußischer Generalleutnant
- Alexander Studzinski (* 1983), deutscher Freiwasserschwimmer
- Alexander Stuhlmann (* 1948), deutscher Bankmanager
- Alexander Walerjewitsch Stukalin (* 1981), russischer Florettfechter
- Alexander Sturm (1901–1973), deutscher Arzt
- Alexander von Stutterheim (1669–1738), königlich polnischer und kurfürstlich sächsischer Generalleutnant
- Alexander Jurjewitsch Subkow (* 1974), russischer Bobpilot
- Alexander Nikolajewitsch Suchorukow (* 1988), russischer Schwimmer
- Alexander Alexandrowitsch Suchow (* 1986), russischer Fußballspieler
- Alexander Wassiljewitsch Suchowo-Kobylin (1817–1903), russischer Schriftsteller und Dramatiker
- Alexander von Suchten († 1575), Alchemist
- Alexander Michailowitsch Suglobow (* 1982), russischer Eishockeystürmer
- Alexander Dmitrijewitsch Sujew (* 1996), russischer Fußballspieler
- Alexander Michailowitsch Sujew (1961–2001), sowjetischer Militärpilot und Deserteur
- Alexander Suleiman (* 1970), deutscher Cellist
- Alexander Sulzer (* 1984), deutscher Eishockeyspieler und -trainer
- Alexander Petrowitsch Sumarokow (1717–1777), russischer Dichter, Schriftsteller und Dramatiker
- Alexander Šumski (1933–2022), rumänisch-deutscher Musikwissenschaftler, Pianist, Dirigent, Komponist und Universitätsmusikdirektor in Tübingen
- Alexander Sundberg (* 1981), dänischer Eishockeyspieler
- Alexander Supan (1847–1920), österreichischer Geograph
- Alexander D. Surles (1916–1995), US-amerikanischer Offizier, Generalleutnant der US-Army
- Alexander von Süßkind-Schwendi (1903–1973), deutscher Ministerialbeamter
- Alexander Suslin ha-Kohen, deutscher Talmudist
- Alexander Süßmair (* 1977), deutscher Politiker (Die Linke), MdB
- Alexander Nikolajewitsch Sutgof (1802–1872), russischer Dekabrist
- Alexander Arkadjewitsch Suworow (1804–1882), russischer Diplomat und General
- Alexander Wassiljewitsch Suworow (1730–1800), russischer Generalissimus
- Alexander von Swaine (1905–1990), deutscher Tänzer, Choreograf und Tanzpädagoge
- Alexander Swanidse (1886–1941), georgischer Altbolschewik und Historiker
- Alexander Alexandrowitsch Swedomski (1848–1911), russischer Genre- und Landschaftsmaler
- Alexander Michailowitsch Swerew (* 1960), sowjetischer Tennisspieler und -trainer
- Alexander Wassiljewitsch Sweschnikow (1890–1980), russischer Dirigent und Chorleiter
- Alexander Swetlow (* 1984), belarussischer Skispringer
- Alexander Andrejewitsch Swetschin (1878–1938), russischer Offizier
- Alexander Nikolajewitsch Switow (* 1982), russischer Eishockeyspieler
- Alexander von Sybel (1823–1902), rheinpreußischer Beamter und Wirtschaftspolitiker
- Alexander Wiktorowitsch Sybin (* 1960), russischer Eishockeyspieler
- Alexander Magnus von Sydow (1622–1679), brandenburgischer Obrist und Chef des Leib-Regiments zu Pferde, Erbherr auf Gossow, Falkenwalde und Ortwig
- Alexander Sye Cheong-duk (1937–2001), südkoreanischer katholischer Bischof
- Alexander Symon (1902–1974), britischer Diplomat und Regierungsbeamter, Hochkommissar in Pakistan
- Alexander Szalay (* 1949), ungarischer Astrophysiker, Informatiker und Kosmologe
- Alexander Szameit (* 1979), deutscher Physiker
- Alexander Szatmári (* 1952), rumänisch-deutscher Fußballspieler, -trainer und -funktionär
- Alexander Szelig (* 1966), deutscher Bobfahrer
- Alexander Szimayer, deutscher Mathematiker und Ökonom sowie Hochschullehrer (Universität Hamburg)
- Alexander von Szpinger (1889–1969), deutscher Landschaftsmaler
- Alexander Szymanowski (* 1988), argentinischer Fußballspieler
- Alexander Søderlund (* 1987), norwegischer Fußballspieler
- Alexander Sørloth (* 1995), norwegischer Fußballnationalspieler

#### T
- Alexander Tachie-Mensah (* 1977), ghanaischer Fußballspieler
- Alexander Kirillowitsch Taganzew (* 1951), sowjetisch-russisch-schweizerischer Physiker und Hochschullehrer
- Alexander Jakowlewitsch Tairow (1885–1950), russisch-sowjetischer Regisseur und Theatertheoretiker
- Alexander Tamanjan (1878–1936), armenisch-russischer neoklassizister Architekt
- Alexander Sergejewitsch Tanejew (1850–1918), russischer Komponist
- Alexander Tarakhovsky (* 1955), ukrainisch-US-amerikanischer Immunologe, Virologe, Mikrobiologe und Hochschullehrer
- Alexander Wiktorowitsch Taranow (* 1964), russischer Skispringer
- Alexander Alexejewitsch Tarassow (1927–1984), sowjetischer Pentathlet
- Alexander Ignatjewitsch Tarassow-Rodionow (1885–1938), russischer Schriftsteller
- Alexander Michailowitsch Taratynow (* 1956), sowjetisch-russischer Bildhauer
- Alexander Michailowitsch Taschajew (* 1994), russischer Fußballspieler
- Alexander Tassis (* 1970), griechisch-deutscher Historiker und Politiker (AfD)
- Alexander Arkadjewitsch Tatarinow (* 1950), russischer Admiral und Chef des Hauptstabes der Russischen Seekriegsflotte sowie ehemaliger Kommandeur der russischen Schwarzmeerflotte
- Alexander Wassiljewitsch Tatarinow (* 1982), russischer Eishockeyspieler
- Alexander Iwanowitsch Tatischtschew (1763–1833), russischer General und Kriegsminister
- Alexander Taubert (* 1969), deutscher Triathlet
- Alexander Wilson Taylor (1815–1893), US-amerikanischer Politiker
- Alexander Tchernoff (* 1942), niederländischer Politiker
- Alexander Tchigir (* 1968), deutscher Wasserballspieler russischer Herkunft
- Alexander T. Teichmann (* 1952), deutscher Gynäkologe und Geburtshelfer
- Alexander Iwanowitsch Terebenjow (1815–1859), russischer Bildhauer
- Alexander Nikolajewitsch Terenin (1896–1967), sowjetischer Physikochemiker
- Alexander Wassiljewitsch Terentjew (* 1999), russischer Skilangläufer
- Alexander Terhorst (* 1970), deutscher Schauspieler und Radiomoderator
- Alexander Ternovits (* 1929), deutscher Schauspieler
- Alexander Watkins Terrell (1827–1912), US-amerikanischer Jurist, Politiker und Offizier
- Alexander Tettey (* 1986), norwegischer Fußballspieler
- Alexander Tetzner (* 1974), deutscher Fußballspieler
- Alexander Thamm (* 1983), deutscher Fußballspieler
- Alexander Wheelock Thayer (1817–1897), US-amerikanischer Musikschriftsteller, Beethoven-Biograph und Diplomat
- Alexander Thiele (* 1979), deutscher Rechtswissenschaftler
- Alexander Thieme (1954–2016), deutscher Leichtathlet und Olympiamedaillengewinner
- Alexander Thies (* 1960), deutscher Filmproduzent
- Alexander Heinrich von Thile (1742–1812), preußischer Generalleutnant, Chef des Infanterieregiments „von Pfuhl“, Gouverneur von Breslau
- Alexander Thom (1894–1985), schottischer Ingenieurswissenschaftler und Hobbyarchäologe
- Alexander Thomas (1939–2023), deutscher Hochschullehrer und Sozialpsychologe
- Alexander Thomson (1788–1848), US-amerikanischer Politiker
- Alexander Thon (* 1966), deutscher Historiker
- Alexander Throm (* 1968), deutscher Rechtsanwalt und Politiker (CDU), MdB, Innenpolitischer Sprecher der CDU/CSU-Bundestagsfraktion
- Alexander Thumfart (1959–2022), deutscher Politikwissenschaftler und Kommunalpolitiker
- Alexander Ferdinand von Thurn und Taxis (1704–1773), Generalerbpostmeister, dritter Fürst von Thurn und Taxis, Prinzipalkommissar
- Alexander Thury (1895–1964), deutsch-ungarischer Fußballspieler und -trainer
- Alexander Thynn, 7. Marquess of Bath (1932–2020), britischer Adliger, Autor und Politiker
- Alexander Thynne, britischer Politiker und Soldat
- Alexander Iwanowitsch Tichonow (* 1947), russischer Biathlet
- Alexander Wiktorowitsch Tichonowezki (* 1979), russischer Fußballspieler
- Alexander Tietz (1896–1978), deutscher Ethnograf, Lehrer und Schriftsteller
- Alexander Tietze (1864–1927), deutscher Arzt
- Alexander Tille (1866–1912), deutscher Germanist, Philosoph und Funktionär von Wirtschaftsverbänden
- Alexander Fjodorowitsch Timontajew (1905–1969), sowjetischer Theater- und Filmschauspieler
- Alexander Iwanowitsch Timoschinin (1948–2021), sowjetischer Ruderer; Olympiasieger im Rudern
- Alexander Tioumentsev Barabash (* 1983), russisch-spanischer Handballspieler
- Alexander Tipold (* 1967), österreichischer Rechtswissenschaftler
- Alexander Iwanowitsch Tisjakow (1926–2019), sowjetischer Funktionär
- Alexander Titow (* 2000), russisch-kirgisischer Eishockeyspieler
- Alexander Titz (* 1977), deutscher Chemiker und Hochschullehrer
- Alexander Iljitsch Tjumenew (1880–1959), russischer Althistoriker
- Alexander Nikolajewitsch Tkatschow (* 1960), russischer Politiker
- Alexander Wassiljewitsch Tkatschow (* 1957), sowjetischer Turner
- Alexander von Tobien (1854–1929), deutsch-baltischer Statistiker und Agrarhistoriker
- Alexander Tochtermann (* 1984), deutscher Architekt und Hochschullehrer
- Alexander Robertus Todd (1907–1997), britischer Chemiker, Träger des Nobelpreises für Chemie
- Alexander Nicolaus Tolckemit (1715–1759), deutscher evangelischer Pfarrer und Regionalhistoriker
- Alexander Tollmann (1928–2007), österreichischer Geologe und Politiker (Vereinte Grüne Österreichs)
- Alexander Tolmer (1815–1890), australischer Polizeichef und Entdecker
- Alexander Toluboff (1882–1940), US-amerikanischer Filmarchitekt
- Alexander Kasimirowitsch Tolusch (1910–1969), sowjetischer Schachgroßmeister
- Alexander Tondeur (1829–1905), deutscher Bildhauer
- Alexander Tönnies (* 1971), deutscher Politiker (SPD)
- Alexander Wassiljewitsch Toptschijew (1907–1962), sowjetischer Petrochemiker
- Alexander Toril (* 1996), spanischer Automobilrennfahrer
- Alexander Petrowitsch Tormassow (1752–1819), russischer General der Kavallerie und zuletzt Gouverneur von Moskau
- Alexander Tornquist (1868–1944), deutscher Geologe
- Alexander Török von Szendrő (1809–1868), österreichischer Feldmarschallleutnant
- Alexander Török, deutscher Botschafter
- Alexander Porfirjewitsch Torschin (* 1953), russischer Politiker
- Alexander Borissowitsch Totoonow (* 1957), russischer Politiker
- Alexander Trachtenberg (1884–1966), US-amerikanischer marxistischer Verleger
- Alexander Trappen (1853–1930), deutscher Architekt des Historismus
- Alexander Treadwell (* 1946), US-amerikanischer Politiker (Republikanische Partei)
- Alexander Trees, Baron Trees (* 1946), britischer Tierarzt und parteiloser Politiker
- Alexander Treichel (1837–1901), deutscher Jurist, Gutsbesitzer und Volkskundler
- Alexander Trennheuser (* 1980), deutscher Politaktivist
- Alexander Fjodorowitsch Trepow (1862–1928), russischer Politiker und Ministerpräsident (1916–1917)
- Alexander von Tresckow (1805–1878), preußischer Generalleutnant
- Alexander von Treskow (1764–1823), preußischer Generalmajor
- Alexander Wladimirowitsch Tretjakow (* 1985), russischer Skeletonpilot
- Alexander Wladimirowitsch Tretjakow (* 1972), russischer Ringer
- Alexander Trichtl (1802–1884), österreichischer Landschaftsmaler
- Alexander Tridon (1864–1943), sächsischer Generalmajor
- Alexander Trifonow (* 1986), kasachischer Biathlet
- Alexander Trippel (1744–1793), Schweizer Bildhauer
- Alexander von Tritschler (1828–1907), deutscher Architekt und Hochschullehrer
- Alexander Tritthart (* 1969), deutscher Politiker (CSU), Landrat des Landkreises Erlangen-Höchstadt
- Alexander Trocchi (1925–1984), schottischer Schriftsteller
- Alexander Trojan (1914–1992), österreichischer Schauspieler
- Alexander Antonowitsch Trojanowski (1882–1955), sowjetischer Botschafter
- Alexander Tropnikow (* 1965), kirgisischer Biathlet
- Alexander Igorewitsch Troschetschkin (* 1996), russischer Fußballspieler
- Alexander Trost (* 1981), deutscher Handballspieler
- Alexander Trotman, Baron Trotman (1933–2005), britischer Manager
- Alexander Trotter (1857–1947), englischer Elektrotechniker
- Alexander Trowbridge (1929–2006), US-amerikanischer Politiker, Geschäftsmann
- Alexander True (* 1997), dänischer Eishockeyspieler
- Alexander Trunk (* 1957), deutscher Rechtswissenschaftler
- Alexander Leonidowitsch Tschaiko (* 1960), sowjetischer Skilangläufer
- Alexander Wladimirowitsch Tschaikowski (* 1946), russischer Komponist
- Alexander Wassiljewitsch Tschajanow (1888–1937), russischer Agrarwissenschaftler, Agrarökonom, Hochschullehrer und Kunstsammler
- Alexander Borissowitsch Tschakowski (1913–1994), sowjetischer Schriftsteller
- Alexander Tschäppät (1952–2018), Schweizer Politiker (SP)
- Alexander Petrowitsch Tscharuschnikow (1852–1913), russischer Verleger
- Alexander Tschawtschawadse (1786–1846), georgischer Fürst, Schriftsteller, General
- Alexander Konstantinowitsch Tschechirkin (* 1986), russischer Ringer
- Alexander Petrowitsch Tscherepanow (* 1932), sowjetischer Eishockeyspieler
- Alexander Nikolajewitsch Tscherepnin (1899–1977), russischer Komponist und Pianist
- Alexander Tschernek (* 1966), deutscher Schauspieler und Autor
- Alexander Jewgenjewitsch Tschernikow (* 2000), russischer Fußballspieler
- Alexander Michailowitsch Tschernikow (* 1984), russischer Eishockeyspieler
- Alexander Petrowitsch Tschernoiwanow (* 1979), russischer Handballspieler
- Alexander Alexejewitsch Tschernyschow (1882–1940), russischer Elektroingenieur und Hochschullehrer
- Alexander Igorewitsch Tschernyschow (* 1992), russischer Biathlet
- Alexander Iwanowitsch Tschernyschow (1786–1857), russischer General und Kriegsminister
- Alexander Tscherwjakow (* 1980), kasachischer Biathlet
- Alexander Grigorjewitsch Tscherwjakow (1892–1937), sowjetischer Staatsmann, weißrussischer Parteifunktionär
- Alexander Tschirch (1856–1939), deutscher Pharmaziewissenschaftler
- Alexander Semjonowitsch Tschirkow (* 1941), ukrainischer Literaturwissenschaftler
- Alexander Leonidowitsch Tschischewski (1897–1964), russischer Biophysiker, Dichter und Maler
- Alexander Alexandrowitsch Tschornych (* 1965), russischer Eishockeyspieler
- Alexander Oganowitsch Tschubarjan (* 1931), russischer Historiker und Wissenschaftsfunktionär
- Alexander Jewgenjewitsch Tschudakow (1921–2001), russischer Physiker
- Alexander Tschugguel (* 1993), österreichischer römisch-katholischer Aktivist und Politiker
- Alexander Alexandrowitsch Tschuprow (1874–1926), russischer Mathematiker und Statistiker
- Alexander Iwanowitsch Tschuprow (1842–1908), russischer Ökonom und Statistiker
- Alexander Tschutschelow (1933–2017), sowjetischer Segelsportler
- Alexander Tsymbalyuk (* 1976), ukrainischer Opernsänger (Bass)
- Alexander Illarionowitsch Tudorowski (1875–1963), russischer Physiker und Hochschullehrer
- Alexander Tuma (1888–1970), österreichischer Kürschner und Autor
- Alexander Iwanowitsch Turgenew (1784–1845), russischer Historiker
- Alexander Wassiljewitsch Turilin (* 1961), russischer Konteradmiral
- Alexander Türk (* 2001), deutscher Kinderdarsteller
- Alexander Turnbull (1872–1956), kanadischer Lacrossespieler
- Alexander Horsburgh Turnbull (1868–1918), neuseeländischer Kaufmann, Bücherliebhaber und mit über 55.000 Exemplaren Besitzer der größten privaten Bibliothek in Neuseeland
- Alexander Bonawenturowitsch Turtschewitsch (1855–1910), ukrainisch-russischer Architekt
- Alexander Turyansky, deutscher Pokerspieler
- Alexander Turyn (1900–1981), polnisch-US-amerikanischer Gräzist
- Alexander Tusch (* 1992), österreichischer Volleyballspieler
- Alexander Arkadjewitsch Tutschkin (* 1964), russisch-belarussischer Handballspieler
- Alexander Tutsek (1927–2011), deutscher Unternehmer
- Alexander Trifonowitsch Twardowski (1910–1971), sowjetischer Dichter
- Alexander Grigorjewitsch Tyschler (1898–1980), russisch-sowjetischer Maler, Grafiker und Bühnenbildner
- Alexander Wladimirowitsch Tyschnych (* 1958), sowjetischer Eishockeytorwart
- Alexander Tzonis (* 1937), griechischer Architekturkritiker

#### U
- Alexander Uber (1783–1824), deutscher Komponist
- Alexander von Uexküll-Güldenband (1840–1912), russischer Staatsmann
- Alexander Iwanowitsch Ugarow (1900–1939), sowjetischer Politiker
- Alexander von Uhden (1798–1878), deutscher Justizminister und Politiker
- Alexander Ukrow (* 1970), deutscher Fußballspieler und -trainer
- Alexander Ulfig (* 1962), deutscher Philosoph und Autor
- Alexander Iljitsch Uljanow (1866–1887), russischer Revolutionär, Bruder Lenins
- Alexander Ulrich (* 1971), deutscher Politiker (BSW, Die Linke), MdB
- Alexander Dmitrijewitsch Ulybyschew (1794–1858), russischer Literat und Musikkritiker
- Alexander von Ungern-Sternberg (1806–1868), deutscher Erzähler, Dichter und Maler
- Alexander Uninski (1910–1972), US-amerikanischer Pianist
- Alexander Unterberger (1827–1875), Veterinärmediziner, Staatsrat (Russland)
- Alexander Unzicker (* 1965), deutscher Sachbuchautor
- Alexander Urban (* 1980), deutscher Physiker
- Alexander Urbom (* 1990), schwedischer Eishockeyspieler
- Alexander Ursenbacher (* 1996), Schweizer Snookerspieler
- Alexander Andrejewitsch Uschakow (1948–2024), sowjetischer Biathlet
- Alexander Iwanowitsch Uspenski (1902–1940), sowjetischer Geheimdienstler
- Alexander Sergejewitsch Uspenski (* 1987), russischer Eiskunstläufer
- Alexander Iwanowitsch Ustinow (* 1976), russischer Boxer im Schwergewicht
- Alexander Wassiljewitsch Ustinow (1909–1995), sowjetischer Fotograf und Fotojournalist
- Alexander Sergejewitsch Ustjugow (* 1976), russischer Schauspieler
- Alexander Iwanowitsch Ustjumenko (1913–1992), russischer Aufklärungsoffizier und Physiker
- Alexander Utendal († 1581), franko-flämischer Komponist, Sänger und Kapellmeister der Renaissance
- Alexander Wiktorowitsch Utkin (* 1986), russischer Skilangläufer
- Alexander Nikolajewitsch Uwarow (1922–1994), russischer Eishockeyspieler
- Alexander Wiktorowitsch Uwarow (* 1960), sowjetisch-israelischer Fußballspieler

#### V
- Alexander Van der Bellen (* 1944), österreichischer Wirtschaftswissenschaftler und Politiker (Die Grünen), Abgeordneter zum Nationalrat a. D.
- Alexander Van Rensselaer (1850–1933), US-amerikanischer Tennisspieler, Förderer der Princeton und der Drexel University
- Alexander A. Vandegrift (1887–1973), US-amerikanischer General
- Alexander Varga von Kibéd (1902–1986), deutsch-ungarischer Philosoph
- Alexander Varshavsky (* 1946), russisch-US-amerikanischer Biochemiker und Professor am California Institute of Technology
- Alexander Alexandrovich Vasiliev (1870–1953), russischer Byzantinist
- Alexander von Vegesack (* 1945), deutscher Kunsthistoriker
- Alexander Velcoff (1916–1990), US-amerikanischer Filmtechniker und Kostümbildner
- Alexander Ferdinand von Velen (1699–1745), Domherr in Münster
- Alexander I. von Velen (1556–1630), Domherr in Münster und kaiserlicher Hofmarschall
- Alexander II. von Velen (1599–1675), Feldmarschall der katholischen Liga im Dreißigjährigen Krieg
- Alexander III. von Velen (1683–1733), kurpfälzischer General-Kommandeur
- Alexander Otto von Velen (1657–1727), kaiserlicher Generalfeldmarschall und Gouverneur in der Provinz Limburg
- Alexander Veljanov, mazedonisch-deutscher Sänger
- Alexander Vencel junior (* 1967), slowakischer Fußballtorhüter
- Alexander Vencel senior (* 1944), slowakischer Fußballtorhüter
- Alexander Verl (* 1966), deutscher Elektroingenieur
- Alexander Vershbow (* 1952), US-amerikanischer Diplomat und Politikwissenschaftler
- Alexander Verweyen (* 1963), deutscher Sachbuchautor
- Alexander von Vietinghoff genannt von Scheel (1800–1880), preußischer Generalleutnant und Kommandeur der 2. Division
- Alexander Vieweg (* 1986), deutscher Speerwerfer
- Alexander Vilenkin (* 1949), US-amerikanischer Physiker
- Alexander von Villers (1812–1880), österreichischer Diplomat, Schriftsteller, Privatier und Landwirt
- Alexander Iwanowitsch Villoing (1808–1878), russischer Klavierpädagoge und Komponist
- Alexander Vindman (* 1975), ukrainisch-US-amerikanischer Oberstleutnant der United States Army
- Alexander Maria Virgolini (* 1964), österreichischer Schauspieler
- Alexander Vitzthum von Eckstädt (1846–1916), sächsischer General der Infanterie
- Alexander Vlahos (* 1988), walisischer Schauspieler
- Alexander Voelker (1913–2001), deutscher Politiker (SPD), MdA
- Alexander Vogel (1698–1756), deutscher Geistlicher und Abt
- Alexander von Vogel (* 1975), deutscher Jurist und politischer Beamter
- Alexander Vogelgsang (* 1944), deutscher Kommunalpolitiker (SPD)
- Alexander Vogt (* 1978), deutscher Journalist und Politiker (SPD), MdL
- Alexander Vohl (* 1961), deutscher Architekt
- Alexander Voigt (* 1978), deutscher Fußballspieler
- Alexander Voigt (* 1964), deutscher Fagottist und Schauspieler
- Alexander Voitl (* 1964), deutscher Verwaltungsjurist
- Alexander Volberg (* 1956), russisch-US-amerikanischer Mathematiker
- Alexander Hubert von Volborth (1885–1973), deutsch-russischer Landschaftsmaler, Grafiker und Illustrator
- Alexander Völker (1934–2017), deutscher evangelisch-lutherischer Geistlicher und Liturgiewissenschaftler
- Alexander Voormolen (1895–1980), niederländischer Komponist
- Alexander Vovin (1961–2022), russisch-amerikanischer Philologe und Sprachwissenschaftler
- Alexander Vukomanovic (* 2003), deutscher Schauspieler
- Alexander N. Vyssotsky (1888–1973), russisch-amerikanischer Astronom

#### W
- Alexander Waag (1895–1955), deutscher Militär bei der Abwehr
- Alexander Waechter (* 1948), österreichischer Schauspieler, Intendant und Regisseur
- Alexander Wagendristel (* 1965), österreichischer Komponist und Flötist
- Alexander Wagner (* 1978), deutscher bildender Künstler
- Alexander Wagner (1926–2019), deutscher Komponist, Chorpädagoge und Chordirigent sowie Lehrbuchautor
- Alexander Maria Wagner (* 1995), deutscher Komponist und Pianist
- Alexander von Wahl (1839–1903), baltisch-deutscher Bildhauer und Maler
- Alexander Wähling (* 1995), deutsch-englischer Fußballspieler
- Alexander Waibel (* 1956), deutscher Informatiker
- Alexander Waibl (* 1968), deutscher Volleyballtrainer
- Alexander Owsejewitsch Waissenberg (1916–1985), sowjetischer Kernphysiker und Hochschullehrer
- Alexander Johannes Franziskus Ignatius Waldbott von Bassenheim (1667–1715), deutscher Adeliger und Domherr
- Alexander Waldhelm (* 1975), deutscher Filmregisseur und Drehbuchautor
- Alexander von Waldow (1923–2023), deutscher Architekt
- Alexander Walkden, 1. Baron Walkden (1873–1951), britischer Gewerkschafter und Politiker (Labour Party)
- Alexander Walke (* 1983), deutscher Fußballtorwart
- Alexander Walkenhorst (* 1988), deutscher Volleyball- und Beachvolleyballspieler
- Alexander Walker (1930–2003), britischer Filmkritiker und Biograph
- Alexander Wallace (1872–1950), englischer Fußballspieler
- Alexander Doniphan Wallace (1905–1985), US-amerikanischer Mathematiker
- Alexander S. Wallace (1810–1893), US-amerikanischer Politiker
- Alexander Wallasch (* 1964), deutscher Schriftsteller, Journalist und Texter
- Alexander Wallau (1820–1882), deutscher Verwaltungsbeamter
- Alexander Walser (* 1976), schweizerisch-liechtensteinischer Musiker, Komponist und Produzent
- Alexander Petrowitsch Walter (1818–1889), deutschbaltischer Anatom und Physiologe
- Alexander Walzer (* 1969), deutscher Unternehmer
- Alexander Walentinowitsch Wampilow (1937–1972), sowjetischer Schriftsteller und Dramatiker
- Alexander Wang (* 1983), US-amerikanischer Modeschöpfer
- Alexander Freiherr von Wangenheim (1872–1959), deutscher Politiker (NSDAP), MdR
- Alexander von Wangenheim (1792–1867), preußischer Generalleutnant
- Alexander Gerassimowitsch Wanifatjew (1906–1970), sowjetischer Vizeadmiral
- Alexander Wanitschek (* 1990), österreichischer Handballspieler
- Alexander Warbanow (* 1964), bulgarischer Gewichtheber
- Alexander Ward (* 1990), britischer Tennisspieler
- Alexander Wargon (1926–2010), australischer Ingenieur
- Alexander Jegorowitsch Warlamow (1801–1848), russischer Komponist
- Alexander Iwanowitsch Warnek (1858–1930), russischer Polarforscher
- Alexander Warrikoff (1934–2020), deutscher Jurist und Politiker (CDU), MdB
- Alexander von Warsberg (1836–1889), österreichischer Regierungsbeamter und Reiseschriftsteller
- Alexander Hermann von Wartensleben (1650–1734), preußischer Generalfeldmarschall
- Alexander von Wartensleben (1874–1964), deutscher Jurist, Mitglied des Provinziallandtages der Provinz Hessen-Nassau
- Alexander von Wartensleben-Schwirsen (1807–1883), preußischer Verwaltungsjurist und Politiker
- Alexander Nikolajewitsch Wartschenko (* 1949), russisch-US-amerikanischer Mathematiker
- Alexander Waschkau (* 1975), deutscher Diplom-Psychologe, Podcaster und Publizist
- Alexander Waske (* 1975), deutscher Tennisspieler
- Alexander Michailowitsch Wassilewski (1895–1977), sowjetischer Marschall und Verteidigungsminister
- Alexander Igorewitsch Wassiljew (* 1989), russischer Eishockeyspieler
- Alexander Nikolajewitsch Wassiljew (* 1982), russischer Politiker und Funktionär
- Alexander Wassilko von Serecki (1827–1893), rumänisch-österreichischer Politiker
- Alexander Wassilko von Serecki (1871–1920), österreichischer Offizier
- Alexander Alexejewitsch Wassiltschikow (1832–1890), russischer Kunstsammler, Direktor der Eremitage (Sankt Petersburg)
- Alexander Illarionowitsch Wassiltschikow (1818–1881), russischer Fürst, Schriftsteller und Staatsrat
- Alexander Semjonowitsch Wassiltschikow (1746–1813), russischer Generaladjutant
- Alexander Sergejewitsch Wassjunow (1988–2011), russischer Eishockeyspieler
- Alexander Jurjewitsch Wassjutin (* 1995), russischer Fußballspieler
- Alexander Jurjewitsch Watlin (* 1962), russischer Historiker
- Alexander Watson (* 1979), britischer Militärhistoriker
- Alexander Ludwig von Wattenwyl (1714–1780), Schweizer Historiker und Politiker
- Alexander Russell Webb (1846–1916), amerikanischer Schriftsteller, Verleger und Konsul der Vereinigten Staaten auf den Philippinen
- Alexander Weber (* 1978), deutsch-argentinischer Säbelfechter
- Alexander Weber (* 1937), deutscher Psychologe
- Alexander Otto Weber (1868–1939), deutscher Schriftsteller
- Alexander Wecker-Bergheim (1914–2001), deutscher Maler
- Alexander W. Weddell (1876–1948), US-amerikanischer Diplomat, Lokalhistoriker und Autor
- Alexander Wedderburn (1942–2018), schottischer reformierter Theologe
- Alexander Wedderburn, 1. Earl of Rosslyn (1733–1805), britischer Jurist, Politiker und Lordkanzler
- Alexander Alexandrowitsch Wedernikow (1964–2020), sowjetischer bzw. russischer Dirigent
- Alexander Filippowitsch Wedernikow (1927–2018), sowjetischer bzw. russischer Opernsänger der Stimmlage Bass
- Alexander Wedl (* 1969), deutscher Eishockeyspieler
- Alexander Wedler (* 1971), deutscher Volleyballspieler
- Alexander Wehrle (* 1975), deutscher Fußballfunktionär
- Alexander Weidinger (* 1997), deutscher Fußballtorhüter
- Alexander Weigel (1935–2020), deutscher Dramaturg, Autor und Herausgeber
- Alexander von Weilen (1863–1918), österreichischer Schriftsteller
- Alexander Weiner (1876–1956), österreichischer Bankier und Kunstsammler jüdischen Glaubens
- Alexander Weinland (* 1971), deutscher Jurist, Richter am Bundesgerichtshof
- Alexander Weinmann (1901–1987), österreichischer Musikwissenschaftler, Bibliograph und Komponist
- Alexander Weinstein (1897–1979), US-amerikanischer Mathematiker
- Alexander Weis (* 1959), deutscher Beamter
- Alexander Weiß (* 1987), deutscher Eishockeyspieler
- Alexander Weiß (* 1968), deutscher Althistoriker
- Alexander Weißberg-Cybulski (1901–1964), österreichischer Physiker
- Alexander Weise (* 1974), deutscher Schauspieler
- Alexander von Weiss (1840–1921), deutsch-baltischer Ingenieur, Gutsbesitzer und Politiker
- Alexander Welbat (1927–1977), deutscher Schauspieler, Synchronsprecher und Kabarettist
- Alexander Welitsch (1906–1991), deutscher Opernsänger in der Stimmlage Bariton
- Alexander Wenderhold (1844–1901), preußischer Landrat im Kreis Simmern
- Alexander Wendt (* 1958), deutsch-US-amerikanischer Politikwissenschaftler
- Alexander Wendt (* 1966), deutscher Journalist und Buchautor
- Alexander Wennberg (* 1994), schwedischer Eishockeyspieler
- Alexander Dmitrijewitsch Wentzel (* 1937), russischer Mathematiker
- Alexander Moissejewitsch Weprik (1899–1958), russisch-jüdischer Komponist
- Alexander Iwanowitsch Werchowski (1886–1938), russischer Kriegsminister
- Alexander Wernicke (1857–1915), deutscher Schulmann und Hochschullehrer
- Alexander Pawlowitsch Werschinin (* 1957), russischer Jurist, Hochschullehrer und Bibliotheksdirektor
- Alexander Werth (1908–1973), deutscher Jurist, Staatsbeamter und Fabrikant
- Alexander Werth (1901–1969), russisch-britischer Journalist und Historiker
- Alexander Werth (* 1979), deutscher Sprachwissenschaftler
- Alexander Werth (1879–1942), deutscher Vizeadmiral der Kriegsmarine
- Alexander Nikolajewitsch Wertinski (1889–1957), russischer und sowjetischer Künstler, Sänger, Kabarettist und Filmschauspieler
- Alexander Wertmann (* 1997), deutscher Film- und Theaterschauspieler
- Alexander Alexandrowitsch Wesnin (1883–1959), russisch-sowjetischer Architekt und Hochschullehrer
- Alexander Wessel (1880–1954), deutscher evangelischer Pfarrer, Mitglied der Bekennenden Kirche und politischer KZ-Häftling
- Alexander Nikolajewitsch Wesselowski (1838–1906), russischer Literaturwissenschaftler
- Alexander Wesselsky (* 1968), deutscher Sänger und Fernsehmoderator
- Alexander West (* 1965), schwedischer Unternehmer und Autorennfahrer
- Alexander Westermayer (1894–1944), deutscher kommunistischer Widerstandskämpfer gegen den Nationalsozialismus
- Alexander Wladimirowitsch Westmann (1848–1923), russischer Diplomat
- Alexander Westphal (1863–1941), deutscher Neurologe und Psychiater
- Alexander Westphal (* 1977), deutscher Physiker
- Alexander Wetmore (1886–1978), US-amerikanischer Ornithologe und Paläontologe
- Alexander Wetterhall (* 1986), schwedischer Mountainbike- und Straßenradrennfahrer
- Alexander Wettstein (1861–1887), Schweizer Geologe
- Alexander Weyand (1928–2011), US-amerikanischer Offizier, Generalleutnant der US-Army
- Alexander White (1816–1893), US-amerikanischer Rechtsanwalt, Richter und Politiker
- Alexander White (1738–1804), US-amerikanischer Politiker
- Alexander Colwell White (1833–1906), US-amerikanischer Politiker
- Alexander Whyte (1834–1908), schottischer Naturforscher
- Alexander Wichert (* 1975), deutscher Schriftsteller
- Alexander Widau (* 2003), deutscher Snookerspieler
- Alexander Widner (* 1940), österreichischer Schriftsteller
- Alexander Wieberneit (* 1971), deutscher Politiker (FDP), MdA
- Alexander Wieczerzak (* 1991), deutscher Judoka
- Alexander Wied (* 1943), österreichischer Kunsthistoriker
- Alexander Wiedenhoff (1901–1989), deutscher Unternehmer, Direktor der Friedrich Wilhelms-Hütte
- Alexander Wiegold (* 1979), deutscher Regisseur
- Alexander Wielemans von Monteforte (1843–1911), österreichischer Architekt
- Alexander Wienand (* 1982), deutscher Pianist und Komponist
- Alexander Solomon Wiener (1907–1976), US-amerikanischer Serologe
- Alexander Wienerberger (1891–1955), österreichischer Chemieingenieur
- Alexander Wiesner (* 1989), deutscher Politiker (AfD), MdL
- Alexander Wikarski (* 1941), deutscher Schauspieler, Regisseur, Kabarettist und Hörspielsprecher
- Alexander Stepanowitsch Wiktorenko (1947–2023), sowjetischer Kosmonaut
- Alexander Wilberg (1905–1992), österreichischer Rechtsanwalt und Politiker
- Alexander Wilder (1823–1908), US-amerikanischer Mediziner, Journalist, Autor, Rosenkreuzer und Theosoph
- Alexander Wildermeth (1737–1800), Schweizer Ratsherr, Schaffner, Salzdirektor und Meier
- Alexander Jakob Wildermeth (1715–1786), Bieler Ratsherr und Unternehmer
- Alexander Wiley (1884–1967), US-amerikanischer Politiker
- Alexander Wilhelm (* 1967), deutscher Politiker (SPD)
- Alexander Wilhelm (* 1969), deutscher Basketballspieler
- Alexander Wilkens (1881–1968), deutscher Astronom
- Alexander Willberg (* 1955), deutscher Fluglehrer und Autor mehrerer Bücher über den Segelflugsport
- Alexander Wille (* 1973), deutscher Politiker (CDU)
- Alexander Williams (* 1996), deutscher Handballspieler
- Alexander William Williamson (1824–1904), britischer Chemiker
- Alexander Willwoll (1887–1961), Schweizer Jesuit und Psychologe
- Alexander Wilson (1766–1813), amerikanischer Ornithologe, Zeichner und Schriftsteller
- Alexander Wilson (1714–1786), schottischer Astronom und Mathematiker
- Alexander Wilson, US-amerikanischer Politiker
- Alexander Wilson († 1922), schottischer Hobbyfotograf
- Alexander Wiltheim, luxemburgischer Humanist und Jesuit
- Alexander Winchell (1824–1891), US-amerikanischer Geologe und Paläontologe
- Alexander Newton Winchell (1874–1958), US-amerikanischer Geologe und Mineraloge
- Alexander Winck (* 2000), deutscher Basketballspieler
- Alexander Windoffer (* 1972), deutscher Jurist
- Alexander Windsor, Earl of Ulster (* 1974), britischer Adliger und Offizier
- Alexander von Winiwarter (1848–1917), österreichisch-belgischer Chirurg
- Alexander Winkler (* 1992), deutscher Fußballspieler
- Alexander Adolfowitsch Winkler (1865–1935), russischer Komponist, Pianist und Musikpädagoge
- Alexander Aronowitsch Winnikow (* 1955), russischer Politiker und Gouverneur des Jüdischen Autonomen Gebiets im Fernen Osten Russlands
- Alexander Winogradow (* 1976), russischer Opernsänger (Bass)
- Alexander Jurjewitsch Winogradow (* 1951), sowjetischer Kanute
- Alexander Nikolajewitsch Winogradow (1918–1988), sowjetischer Fußball- und Eishockeyspieler, Weltmeister
- Alexander Pawlowitsch Winogradow (1895–1975), russischer Geochemiker und Vizepräsident der Akademie der Wissenschaften der UdSSR
- Alexander Winokurow (* 1973), kasachischer Radrennfahrer und Teammanager
- Alexander Winterberger (1834–1914), deutscher Organist, Pianist und Komponist
- Alexander Winters (* 1989), US-amerikanischer Schauspieler, Stuntman, Filmproduzent und Model
- Alexander Winton (1860–1932), US-amerikanischer Rennfahrer und Pionier des Autobaus
- Alexander Wipprecht (* 1976), deutscher Schauspieler und Moderator
- Alexander Wirminghaus (1863–1938), deutscher Jurist, Historiker und Professor an der Universität zu Köln
- Alexander Wischer (1823–1904), preußischer Generalmajor und Inspekteur der 8. Festungsinspektion
- Alexander Alexandrowitsch Wischnewski (1906–1975), sowjetischer Chirurg
- Alexander Wassiljewitsch Wiskowatow (1804–1858), russischer Militärhistoriker
- Alexander Wisselinck (1813–1882), preußischer Rittergutsbesitzer und Reichstagsabgeordneter
- Alexander Lawrentjewitsch Witberg (1787–1855), russischer neoklassizistischer Architekt und Maler schwedischer Abstammung
- Alexander Wiktorowitsch Witko (* 1961), russischer Admiral
- Alexander Witt (* 1952), chilenischer Filmemacher
- Alexander Adolfowitsch Witt (1902–1938), russischer theoretischer Physiker
- Alexander Wittek (1852–1894), österreichisch-ungarischer Architekt und Schachspieler
- Alexander Israel Wittenberg (1926–1965), Schweizer Mathematiker und Mathematikdidaktiker
- Alexander von Wittenhorst–Sonsfeld, preußischer Gutsbesitzer, Kreisdeputierter und 1828/1829 auftragsweise Landrat des Kreises Duisburg
- Alexander Witting (1861–1946), deutscher Mathematiker
- Alexander Wittkowsky (1936–2018), deutscher Verfahrenstechniker, Präsident der Technischen Universität Berlin
- Alexander von Witzleben (* 1963), deutscher Manager
- Alexander Alexejewitsch Wjasemski (1727–1793), russischer Offizier, Staatsbeamter und Politiker
- Alexander Anatoljewitsch Wlassow (* 1996), russischer Radrennfahrer
- Alexander Michailowitsch Wlassow (* 1956), sowjetischer Eiskunstläufer und Eiskunstlauftrainer
- Alexander Wassiljewitsch Wlassow (1900–1962), russischer Architekt und Hochschullehrer
- Alexander Wladimirowitsch Wlassow (1932–2002), sowjetischer Politiker, Ministerpräsident der RSFSR, Innenminister der Sowjetunion
- Alexander Wohl (* 1963), australischer Schachspieler
- Alexander Iwanowitsch Wojeikow (1842–1916), russischer Reisender und Meteorologe
- Alexander Andrejewitsch Wokatsch (1926–1989), sowjetischer Theater- und Filmschauspieler und Theaterregisseur
- Alexander Friedrich von Woldeck (1720–1795), preußischer Generalleutnant, Chef des Füselierregiments Nr. 41, Ritter des Pour le Mérite, Gouverneur von Wesel
- Alexander Ludwig Wolf von Lüdinghausen († 1678), Zisterzienserabt und ernannter Bischof von Livland
- Alexander Wolf (* 1978), deutscher Biathlet
- Alexander Wolf (* 1967), deutscher Politiker (AfD)
- Alexander Wolf (1975–2020), deutscher Bildender Künstler
- Alexander Wolf (1926–2018), deutscher Autor
- Alexander Roger Wolf (* 1970), deutscher Schauspieler
- Alexander Wolff (* 1976), deutscher Künstler
- Alexander Wolfgang (1894–1970), deutscher Maler
- Alexander Wolfrum (* 1958), deutscher Gitarrist, Komponist und Liedtexter
- Alexander Michailowitsch Wolkonski (1866–1934), russischer Oberst und Geistlicher
- Alexander Alexandrowitsch Wolkow (* 1985), russischer Volleyballspieler
- Alexander Alexandrowitsch Wolkow (* 1948), russischer und sowjetischer Kosmonaut
- Alexander Alexandrowitsch Wolkow (1885–1942), russischer Filmregisseur, Drehbuchautor und Darsteller
- Alexander Melentjewitsch Wolkow (1891–1977), russischer Schriftsteller und Hochschullehrer
- Alexander Nikolajewitsch Wolkow (1886–1957), russischer Maler
- Alexander Sergejewitsch Wolkow (* 1978), russischer Skispringer
- Alexander Wladimirowitsch Wolkow (* 1997), russischer Eishockeyspieler
- Alexander Wladimirowitsch Wolkow (1967–2019), russischer Tennisspieler
- Alexander Wöll (* 1968), deutscher Slawist und Hochschulpräsident
- Alexander Woll (* 1963), deutscher Sportwissenschaftler und Hochschullehrer
- Alexander Wolodarski (* 1954), sowjetischer und ukrainischer Schriftsteller, Dramatiker, Drehbuchautor und Herausgeber
- Alexander Moissejewitsch Wolodin (1919–2001), russischer Schriftsteller, Dramatiker und Drehbuchautor
- Alexander Grigorjewitsch Wologdin (1896–1971), russischer Geologe und Paläontologe
- Alexander Staljewitsch Woloschin (* 1956), russischer Politiker und Unternehmer
- Alexander Alexandrowitsch Woltschkow (* 1977), russischer Eishockeyspieler
- Alexander Fjodorowitsch Woltschkow (1902–1978), sowjetischer Richter bei den Nürnberger Prozessen
- Alexander Sergejewitsch Woltschkow (* 1952), russischer Eishockeyspieler und -trainer
- Alexander Wolz (* 1991), deutscher Skilangläufer
- Alexander Wood (1817–1884), schottischer Arzt
- Alexander Penn Wooldridge (1847–1930), US-amerikanischer Rechtsanwalt, Bankier und Politiker
- Alexander Woollcott (1887–1943), US-amerikanischer Schriftsteller und Literaturkritiker
- Alexander Akimowitsch Worobjow (1909–1981), russisch-sowjetischer Physiker
- Alexander Nikolajewitsch Worobjow (* 1969), russischer Skilangläufer
- Alexander Wladimirowitsch Woronel (1931–2024), sowjetisch-israelischer Physiker und Hochschullehrer
- Alexander Nikiforowitsch Woronin (1951–1992), sowjetisch-russischer Gewichtheber
- Alexander Konstantinowitsch Woronski (1884–1937), sowjetischer Literaturkritiker in der frühen Phase der Sowjetunion
- Alexander Romanowitsch Woronzow (1741–1805), russischer Diplomat, Senator, Präsident der Handelskammer, Kanzler und Außenminister
- Alexander Abramowitsch Woskressenski (1809–1880), russischer Chemiker
- Alexander Alexejewitsch Wosnessenski (1898–1950), russischer Ökonom und Hochschullehrer
- Alexander Christoforowitsch Wostokow (1781–1864), russischer Philologe
- Alexander Wrabetz (* 1960), österreichischer Generaldirektor des ORF
- Alexander Wraith (* 1984), US-amerikanischer Schauspieler
- Alexander Jegorowitsch Wrangel (1833–1915), russischer Diplomat
- Alexander Jewstafjewitsch Wrangel (1804–1880), russischer General der Infanterie
- Alexander von Wrangell (1896–1987), deutscher Politiker (NSDAP), MdR
- Alexander Wulf (* 1982), russisch-deutscher Koch
- Alexander J. Wulf, deutscher Jurist und Hochschullehrer
- Alexander Wulff (1863–1939), deutscher Reichsbahndirektor
- Alexander von Wulffen (1784–1861), preußischer Generalleutnant und Mitglied des Preußischen Herrenhauses
- Alexander Ludwig von Wurmb (1686–1749), preußischer Oberst und Chef des Husarenregiments Nr. 2
- Alexander Würtenberger (1854–1933), deutscher Heimatdichter
- Alexander Christian Friedrich von Württemberg (1801–1844), deutscher Dichter und Offizier
- Alexander Friedrich Karl von Württemberg (1771–1833), russischer Adliger, Politiker und General
- Alexander Friedrich Wilhelm von Württemberg (1804–1881), Herzog von Württemberg
- Alexander Paul Ludwig Konstantin von Württemberg (1804–1885), Prinz von Württemberg
- Alexander Wurz (* 1974), österreichischer Formel-1-Rennfahrer
- Alexander Wurz (* 1985), deutscher Tenorhorn-, Baritonhorn- und Euphoniumsolist und Dirigent
- Alexander Wurzer (* 1969), deutscher Unternehmensberater
- Alexander Würzner (1969–2002), deutscher Politiker (SPD), MdV
- Alexander Wussow (* 1964), österreichischer Fernsehschauspieler
- Alexander von Wussow (1820–1889), preußischer Verwaltungsjurist und Landrat
- Alexander Wüst (* 1973), deutscher Schauspieler
- Alexander Wüst (1858–1946), deutscher Fotograf
- Alexander Kusmitsch Wustin (1943–2020), russischer Komponist
- Alexander Iwanowitsch Wwedenski (1904–1941), russischer Dichter
- Alexander Iwanowitsch Wwedenski (1856–1925), russischer Philosoph und Psychologe an der Universität Petrograd
- Alexander Helwig Wyant (1836–1892), US-amerikanischer Landschaftsmaler
- Alexander von Wylich (1753–1831), königlich-preußischer Geheimer Regierungsrat, Domherr zu Halberstadt, Erbhofmeister des Herzogtums Kleve, Komtur des Johanniterordens
- Alexander Wylie (1815–1887), britischer Mathematikhistoriker
- Alexander Wynaendts (* 1960), niederländischer Manager
- Alexander Wyneken (1848–1939), deutscher Journalist und Zeitungsverleger
- Alexander von Wyse († 1611), Priester und Generalvikar in Köln

#### X
- Alexander Sergejewitsch Xenofontow (1894–1966), sowjetischer Generalleutnant

#### Y
- Alexander Yendell (* 1975), Soziologe an der Universität Leipzig
- Alexander Yoon (* 1983), deutscher Taekwondoin
- Alexander York von Wartenburg (1927–2012), deutscher Diplomat
- Alexander Young (1938–1997), schottischer Musiker
- Alexander Ypsilantis (1725–1807), griechischstämmiger Dragoman an der Hohen Pforte, später Wojwode der Walachei und Moldawiens
- Alexander Ypsilantis (1792–1828), griechischer General in russischen Diensten im Kampf um die Unabhängigkeit Griechenlands

#### Z
- Alexander Zabrodsky (1936–1986), israelischer Mathematiker
- Alexander Zach (* 1976), österreichischer Politiker (LI), Abgeordneter zum Nationalrat
- Alexander Zacher (1814–1889), deutscher Gutsbesitzer und Parlamentarier
- Alexander von Zagareli (1844–1929), georgischer Linguist
- Alexander Zahlbruckner (1860–1938), österreichischer, auf Flechten spezialisierter Botaniker
- Alexander Zakin (1903–1990), russisch-US-amerikanischer Pianist
- Alexander Zalmanov (1875–1964), russischer Arzt
- Alexander Zämelis (1897–1943), russisch-lettischer Botaniker
- Alexander Victor Zechmeister (1817–1877), deutscher Theaterschauspieler und Bühnenschriftsteller
- Alexander Zederbaum (1816–1893), hebräischer und jiddischer Schriftsteller
- Alexander J. B. Zehnder (* 1946), Schweizer Mikrobiologe
- Alexander Zeiß (1861–1938), deutscher Pastor und Politiker, MdL
- Alexander Iwanowitsch Zelikow (1904–1984), russischer Metallurg, Umformtechniker und Hochschullehrer
- Alexander Zellhofer (* 1994), österreichischer Fußballspieler und Trainer
- Alexander von Zemlinsky (1871–1942), österreichischer Komponist und Dirigent
- Alexander Zerfaß (* 1978), deutscher römisch-katholischer Theologe
- Alexander Zetterman (* 1990), schwedischer Springreiter
- Alexander Zeyer (* 1993), deutscher Politiker (CDU)
- Alexander Naumowitsch Zfasman (1906–1971), russischer Jazz-Pianist, Komponist und Bandleader
- Alexander Zick (1845–1907), deutscher Maler und Illustrator
- Alexander Zickler (* 1974), deutscher Fußballspieler
- Alexander Ziegert (1935–2018), deutscher römisch-katholischer Priester, Autor und Herausgeber
- Alexander Ziegler (1944–1987), Schweizer Schauspieler, Publizist und Schriftsteller
- Alexander Ziegler (1822–1887), deutscher Schriftsteller, Geograph und Ökonom
- Alexander Ziegler (* 1987), deutscher Hammerwerfer
- Alexander Zier (* 1970), deutscher Motorradrennfahrer
- Alexander Ziervogel (* 1981), österreichischer Fußballspieler
- Alexander Zieseniss (1899–1945), deutscher Indologe
- Alexander Zinn (1880–1941), deutscher Schriftsteller und Politiker
- Alexander Zinn (* 1968), deutscher Soziologe und Historiker
- Alexander Ziolkewitz, deutscher Fußballspieler
- Alexander Sergejewitsch Zipko (* 1941), russischer Sozialphilosoph und Politikwissenschaftler
- Alexander Zippelius (1797–1828), niederländischer Botaniker
- Alexander Dmitrijewitsch Zjurupa (1870–1928), russischer Revolutionär und sowjetischer Politiker
- Alexander Zlamal (* 1973), österreichischer Komponist und Sounddesigner
- Alexander Znamenskiy (* 1979), österreichisch-russischer Dirigent und Kammermusiker
- Alexander Zorniger (* 1967), deutscher Fußballtrainer
- Alexander Zoubkoff (1901–1936), russischer Emigrant und Hochstapler
- Alexander Zschokke (1894–1981), Schweizer Bildhauer
- Alexander Zuckowski (* 1974), deutscher Komponist und Songwriter
- Alexander Zulukidse (1876–1905), georgischer sozialdemokratischer Revolutionär und Journalist
- Alexander Zumkeller (* 1960), deutscher Rechtswissenschaftler und Arbeitsrechtler
- Alexander Zverev (* 1997), deutscher Tennisspieler
- Alexander Zweig (1881–1934), deutscher Arzt, Homöopath und medizinischer Schriftsteller
- Alexander Zwick (* 1984), deutscher Sänger, Songschreiber, Komponist und Multiinstrumentalist
- Alexander Zyskunov (* 1977), belarussisch-deutscher Basketballspieler

#### Ø
- Alexander Ødegaard (* 1980), norwegischer Fußballspieler